# 日本のダムの歴史
日本のダムの歴史（にほんのダムのれきし）では、日本におけるダムの歴史を時代ごとに詳述する。日本のダム事業史は616年頃に建設された狭山池 より始まり、時代の変遷と共にダム建設の目的・技術・意義そしてダムを取り巻く様々な環境も変わっていく。

## 凡例
本記事では、1964年（昭和39年）改訂の河川法・1976年（昭和51年）施行の河川管理施設等構造令に準拠して高さ15メートル以上のものを「ダム」と表記し、それ未満の高さを有する河川構造物については基本的に「堰堤（えんてい）」・「堰」と表記する。また記事中における人物の肩書き、地域・自治体・組織・施設名は当時の名称を用い、「現在」という表記は2021年（令和3年）を基準とする。

## 古代から中世
日本におけるダム建設が何時頃から開始されたのかは、明確な資料がないために不明である。具体的に灌漑用のため池に関する記述が登場するのは『古事記』と『日本書紀』であり、特に5世紀に入ると渡来人であった倭漢氏が土木技術において先進的な技能を有していたと記されている。仁徳天皇の時代に茨田堤や横野堤といった堤防が建設されたという伝承があり、渡来人または仏教を伝来した僧侶が中国大陸の最新土木技術を日本に伝え、次第にため池やダム建設技術が向上していったと考えられている。「日本最古のため池」とされている奈良県奈良市に建設された蛙股池（かえるまたいけ）は162年に建設されたという説と607年推古天皇の治世下で建設されたという説があり、決着を見ていない。こうした古代におけるため池建設において、21世紀に残る河川法上のダムは大阪府の狭山池（西除川）と香川県の満濃池（金倉川）がある。

### 狭山池の建設

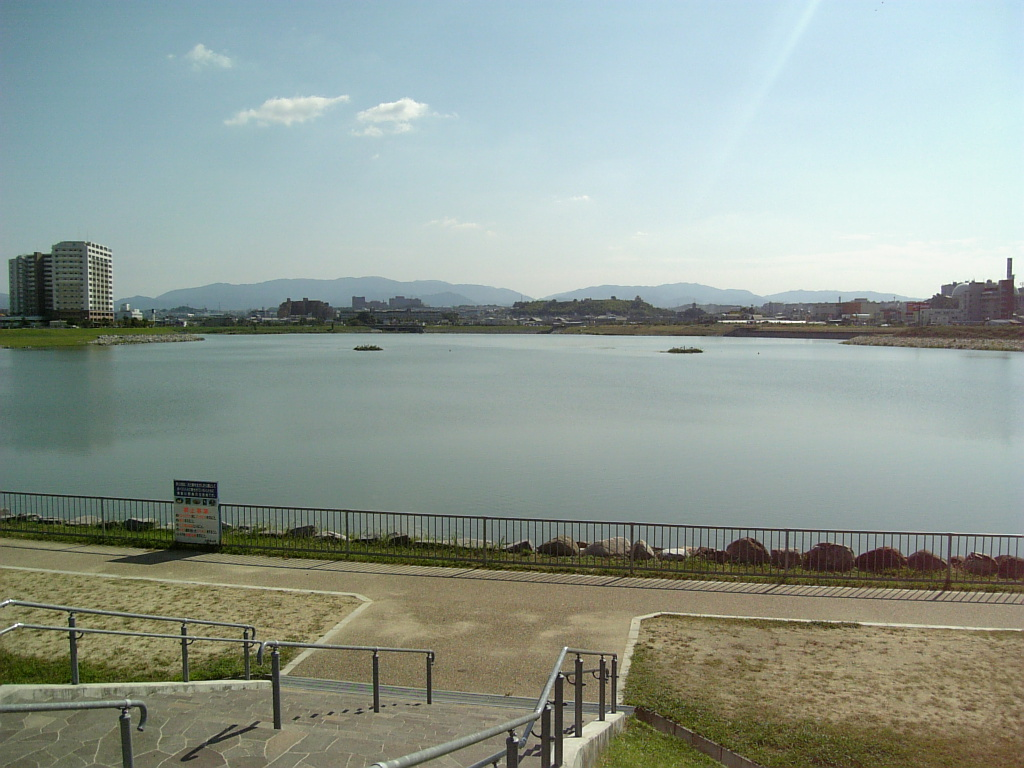
日本最古のダム・狭山池（西除川）。

『日本書紀』によれば崇神天皇が「今、狭山の田圃は水が少ない。それでその国の農民は農を怠っている。そこで池や溝を掘って民の生業を広めよう」という詔を発した。また『古事記』では垂仁天皇の子の印色入日子命が狭山の池を作った。しかし記紀には狭山池の規模や構造は何も記述されておらず、ダムとしての狭山池の明確な建設時期は長らく不明であった。建設時期についての調査に具体的な進展を見たのは「平成の大改修」と呼ばれる狭山池ダム再開発事業が1980年（昭和55年）から2001年（平成13年）に掛けて施工された時であった。この事業は灌漑専用目的の狭山池をダムかさ上げと貯水池掘削によって貯水容量を増大させ、洪水調節目的を持たせるというものであったが、この事業において発掘された木製の樋管を年輪年代測定法で測定した結果、616年に伐採された木材であったことが判明し、ダムとしての狭山池の建設時期は7世紀前半とする説が現在有力である。しかし一般に水利構造物は継続して使用される上に風雨洪水にさらされるため自ずから耐用年数を有し長期的には廃棄と更新が繰り返されるものであるため、616年に伐採された木材で作られた樋管がダム創設当時のものか、廃棄後の更新時のものかは不明であり、創築時期に関して4世紀から7世紀の改修記録が残る時期まで幅広い説がある。狭山池は645年の大化の改新により公地公民制を打ち出した大和朝廷によって直轄管理され、いわゆる国直轄ダムの端緒にもなった。732年（天平4年）には狭山下池の改修が行われたが、この時に改修の総指揮を執ったのが後に東大寺大仏の建立にも関わり、聖武天皇の信頼を得て大僧正にまで上り詰めた行基である。しかし762年（天平宝字6年）に狭山池の堰堤が決壊、延べ8万3000人を動員して修復が行われた。その後狭山池は幾つかの記録に残され、清少納言は『枕草子』の「池は」の段で「狭山の池」に言及している。
鎌倉時代に入ると、狭山池は1202年（建仁2年）に大改修が実施されるが、この総指揮を執ったのは平重衡による焼き打ちに遭った東大寺の再建に尽力した重源である。以後安土桃山時代まで狭山池に関する記録はなくなるが、江戸時代に入り再び大改修（慶長の大改修）が行われた。関ヶ原の戦いで天下人の後継者から摂津国・河内国・和泉国68万石の大名に転落した豊臣秀頼の家老・片桐且元が奉行となって堰堤基礎の補強や樋管の交換がなされている。豊臣氏が大坂夏の陣で滅亡した後狭山池は河内狭山藩主となった後北条氏が一旦支配するが、1699年（元禄12年）から1721年（享保6年）、および1749年（寛延2年）に江戸幕府の天領となり再び国直轄ダムとなった。明治以降は1904年（明治37年）、1926年（大正15年/昭和元年）にそれぞれ改修され、2001年平成の大改修を経て現在に至る。狭山池は完成から1,400年近く経過しているが現役で運用されている日本最古のダムである。

### 満濃池の建設

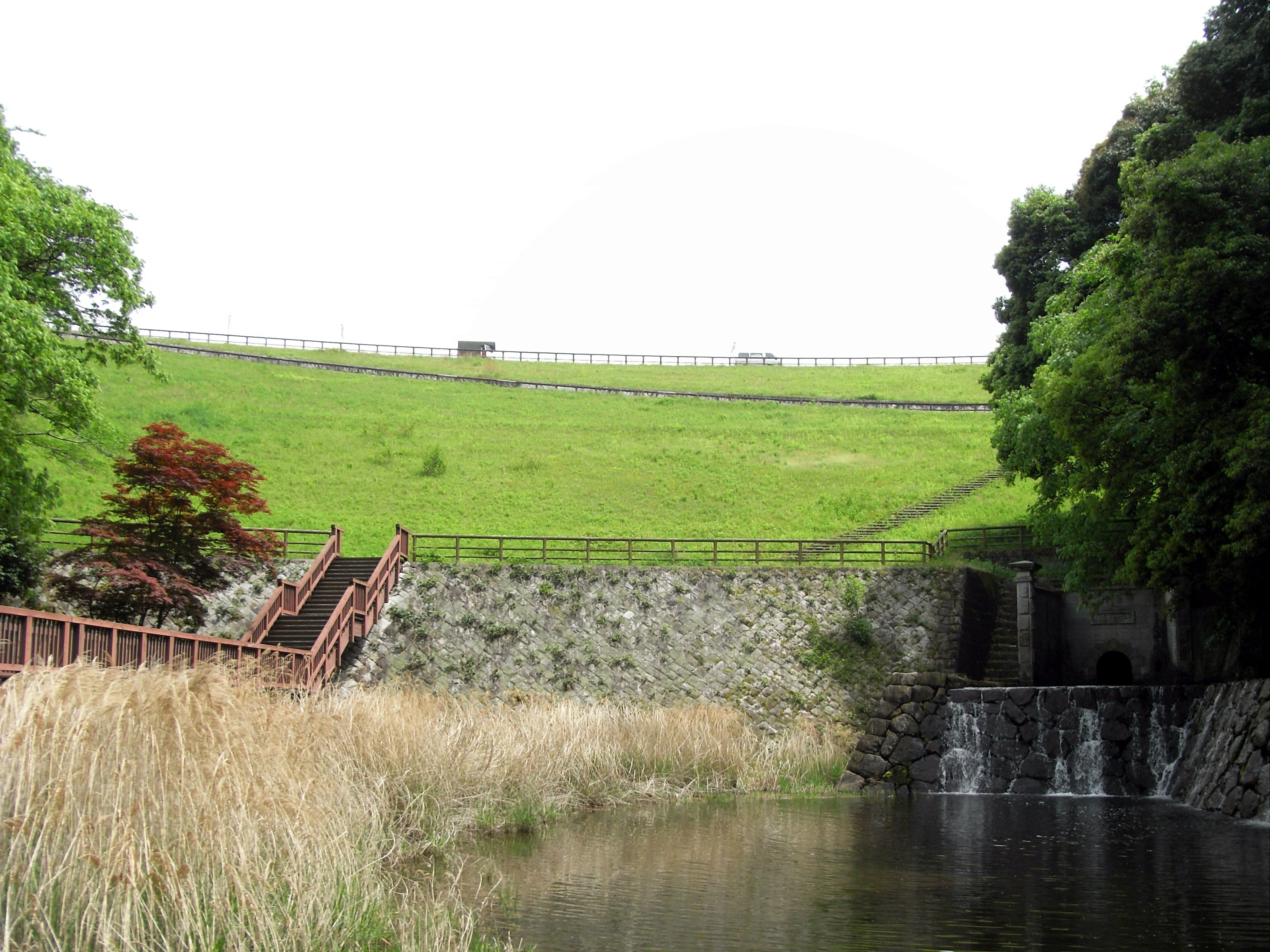
日本最大級のため池で香川県最大のダム・満濃池（金倉川）。樋門は国の登録有形文化財。

満濃池は大宝年間（701年-704年）に讃岐国国司道守朝臣によって建設されたという記録（満濃池後碑文）が残っているが、818年（弘仁9年）に洪水が原因で決壊した。当時の天皇である嵯峨天皇は821年（弘仁12年）路真人浜継（みちのまひとはまつぐ）を築池使に任じて満濃池の修築を命じたが、浜継は修築に失敗した。事態を重くみた嵯峨天皇は信任する空海（弘法大師）を築池別当として再度讃岐へ派遣した。空海は着任後約2-3カ月という短期間で修築を完成させた。この大改修によって再建された満濃池は周囲約8.25キロメートル、湛水面積約81ヘクタールという大規模な人造湖だった。しかし30年後の851年（仁寿元年）再び洪水によって決壊、国司であった弘宗王が853年（仁寿3年）に再建を果たしたものの、1184年（元暦元年）5月1日に三度洪水で決壊した。これ以降満濃池は狭山池とは異なり、鎌倉時代の守護、室町時代の守護大名細川氏、戦国時代に讃岐を支配した三好氏や長宗我部氏の何れも再建を手掛けず放棄した。池の跡地には次第に人が住むようになり、「池内村」という村落が形成された。
1631年（寛永8年）に高松藩17万石の第4代藩主である生駒高俊の代に至り満濃池は450年の時を経て再建された。しかし実際の指揮を執ったのは藩主である外祖父として高俊を後見していた伊勢国津藩主・藤堂高虎であった。高虎自身築城の名手として土木技術に精通していたが、彼は1621年（元和7年）家臣である西嶋八兵衛之友を高松へ派遣させた。土木技術に秀でその才能は他藩にも聞こえていた。高松藩客臣として着任した八兵衛は相次ぐ災害で荒廃した領内を視察し、高虎の助言や藩重臣の協力を得て藩内の河川整備を開始する。手掛けた事業は多岐にわたるが特に大規模だったのが香東川の改修と満濃池の再建であり、1628年（寛永5年）に着手した満濃池再建は3年という短期間で完成した。これにより33郡44村の農地が再び水の恩恵を受けることになった。八兵衛は満濃池のほか90か所におよぶため池も改修したが、灌漑だけでなく治水にも役立てる改修を行っており昭和以降の河川事業の基本となる河川総合開発事業の先駆をなすものであった。八兵衛は1639年（寛永16年）に役目を果たし帰藩、以後伊賀奉行などの藩要職を歴任したが高松藩生駒氏は藩重臣の内部抗争に端を発する生駒騒動が翌1640年（寛永17年）に勃発し、その責めを負い改易された。讃岐は高松藩・丸亀藩・多度津藩に三分割され、高松藩内にある満濃池は藩の支配から離れて狭山池と同様に天領として幕府の直轄管理下に置かれた。
その後も改修が行われるが1854年（安政元年）7月9日に安政の大地震が発生してダム底を通る石造の樋管が破損したことが原因でダムが決壊。時期が幕末の動乱期に当たっており早急に再建できる状況下ではなかった。これを憂慮した榎井村庄屋・長谷川喜平治は私財を費やし再建に奔走したが事ならず無念の死を遂げた。高松藩家老松崎渋右衛門佐敏は榎井村の長谷川佐太郎や金剛寺村の和泉虎太郎と共に喜平治の志を継ぎ満濃池再建を目指したが、尊王攘夷派だった渋右衛門は志半ばで政敵の高松藩佐幕派に暗殺された。中心人物2名が相次いで非業の死を遂げたものの明治維新後に渋右衛門の遺志を受け継いだ倉敷県参事島田泰雄が佐太郎らへの支援を継続、1870年（明治3年）にようやく再建された。満濃池はこの時点で貯水容量が584万6000立方メートルという日本最大のダムであったが、1906年（明治39年）、1930年（昭和5年）の2度にわたるかさ上げを経て規模を拡張。1941年（昭和16年）には現行規模に拡張する第3次かさ上げに着手、太平洋戦争による中断を挟みながら工事は続けられ1950年（昭和25年）には昭和天皇が工事を視察するなど注目された大事業は1961年（昭和36年）完成した。満濃池は日本最大級のため池として慢性的な水不足に悩む讃岐平野を潤している。

### 昆陽池と大門池

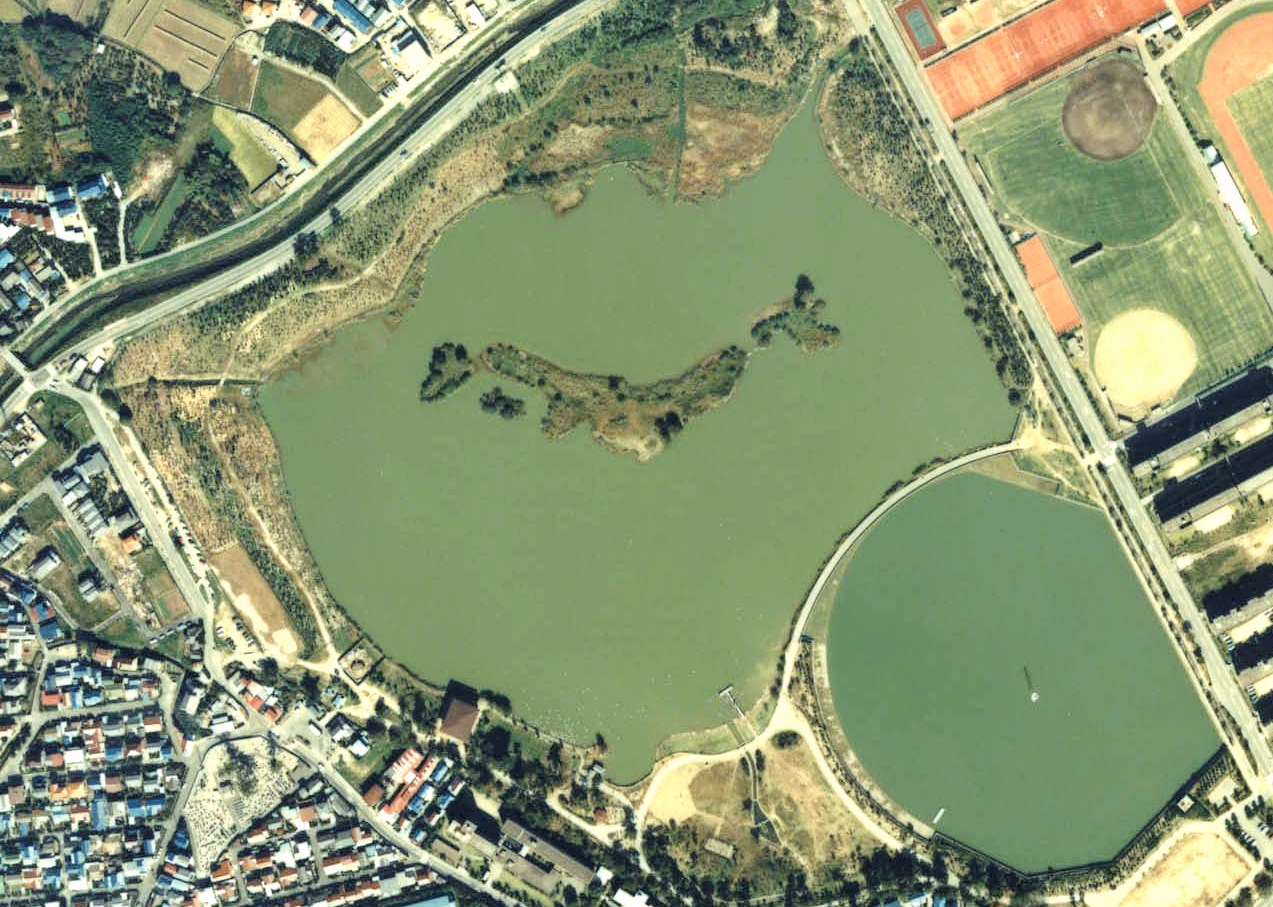
1979年（昭和54年）の昆陽池。画面左上は天神川。

上記2ダム以外で古代から中世の日本ダム事業史において特色を持つダムとして摂津国の昆陽池（こやいけ）と大和国の大門池がある。
昆陽池は兵庫県伊丹市にあるため池であるが、このため池は狭山池や満濃池とは異なる目的を持っていた。昆陽池は武庫川支流の天神川に隣接して建設されたが、この土地は西に武庫川、東に猪名川が流れ箕面川が合流する地点であり洪水常襲地帯であった。昆陽池は行基によって建設が進められたが、この地の灌漑に加えて洪水調節による治水を昆陽池の目的に据えて731年（天平3年）に完成させた。昆陽池は治水ダムとしても多目的ダムとしても記録に残る日本最初の堰堤であり、流域の治水・利水に貢献した。昆陽池は1,300年近く経た現在、治水機能は無くなったものの上水道専用貯水池および公園として伊丹市が管理しており、阪神・淡路大震災では活断層上にあって強い揺れを受けたにもかかわらず現役で運用されている。
一方大門池は奈良県生駒郡三郷町、信貴山の麓を流れる大和川水系大門川に1128年（大治3年）建設された灌漑専用のため池であるが、完成時の高さが32.0メートルという規模は紀元前240年頃趙によって建設され当時高さ世界一であったグコーダム（北宋）の記録（30.0メートル）を破り世界最高の高さに躍り出た。この記録はその後14世紀末にスペインのアルマンサダムによって破られるまで約300年間にわたり続いた。完成以来約900年間流域の農地を潤していたが、大門川の治水を目的に2012年（平成24年）完成した大門ダムによって水没した。

## 中世・近世
鎌倉時代、続く室町時代は重源の狭山池改修以外に取り立ててダムを含む土木技術に関して特段の進歩はなかった。戦国時代・安土桃山時代を通じて治水・灌漑整備が進み、停滞していた土木技術の発展に寄与した。甲斐国では甲府盆地の富士川（釜無川）における信玄堤築造や御勅使川治水が中世後期から近世にかけて進み、加藤清正・成富茂安・川村重吉などの土木技術に精通した戦国武将も登場し、彼らによって培われた技術はやがて江戸時代の大規模河川事業へと発展して行く。

### 軍事目的の堰堤

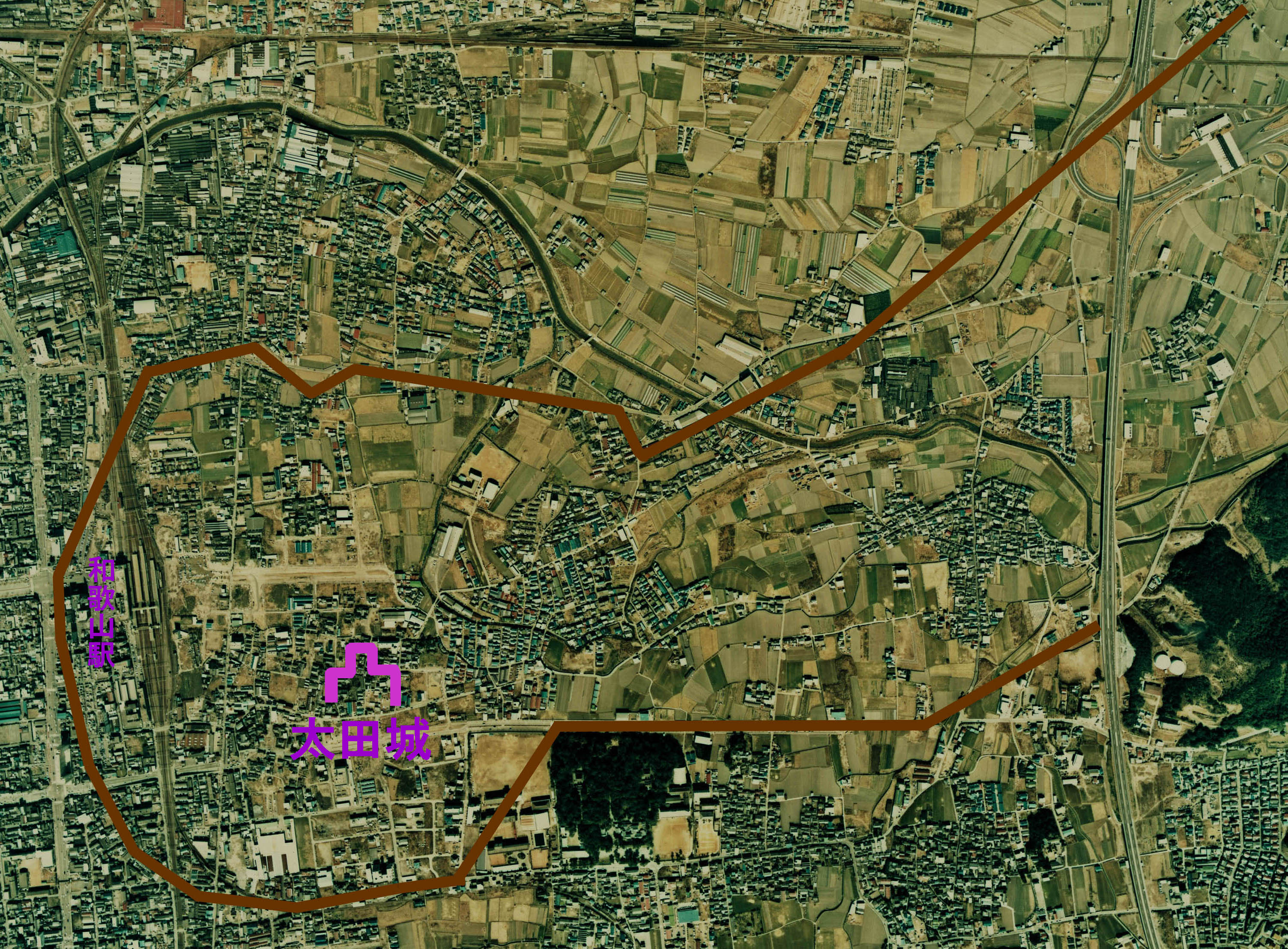
秀吉が築いた太田城水攻めにおける堰堤の推定位置。右側より伸びる導水堤から紀の川の河水を流し、城周囲に建設された囲い堤内部に貯水する。

豊臣秀吉は水攻めにおいて軍事目的に特化した堰堤を建設している。1582年（天正10年）、毛利輝元の部将・清水宗治が籠る備中国高松城を攻撃するに当たり、高松城が周囲を湿地帯に囲まれた要害であることを知った秀吉は付近を流れる足守川を利用した水攻めを企図した。黒田孝高（官兵衛）の献策とされるこの高松城水攻めは高さ7.0メートル、堤頂長約3,000メートル、堤体下部幅約16.7メートルという堰堤を高松城周囲に短期間に建設し、足守川の水を引き入れることで低湿地にある高松城を浸水させるというものであった。水攻め中に本能寺の変が発生し秀吉は毛利氏と和睦、宗治は自刃して戦いは終結する。
秀吉は1585年（天正13年）の紀州征伐において紀伊国の国人衆・太田党が籠る太田城を攻撃（太田城水攻め）する際にも水攻めを用いた。建設された堰堤の規模については諸説あるが、和歌山大学が土木工学の立場から各種史料を検討した調査によれば導水堤と囲い堤からなる長大な堰堤は高さ6.0メートル、堤体下部幅約30.0メートルの規模と推定され、紀の川や支流宮井川の河水を導水することで総貯水容量は両堤併せると同じ和歌山県にある山田ダム（野田原川）を上回る389万4000立方メートルになるとした。3月28日より開始された建設作業は4月5日にほぼ完了、途中堰堤が決壊するものの4月22日に太田城は開城した。
後北条氏に従属する成田氏長の居城武蔵国忍城（おしじょう）は、難攻不落の城であった。秀吉は石田三成に忍城を水攻めにするよう命じる（忍城の戦い）。三成は大谷吉継・長束正家などと共に軍勢を率いて忍城を包囲、6月5日より地形を検分した上で利根川・荒川が形成した自然堤防を利用した全長約28キロメートルの堰堤（石田堤）を約1週間で建設し、利根川・荒川の河水を導水して忍城を水没・開城させる方針を採った。忍城では城主氏長が小田原城に籠城していたため氏長夫人や娘の甲斐姫、城代成田長親以下3,000の兵が防戦していたが標高の高い忍城は水攻めを受けても浸水せず、堤防の決壊で却って包囲する豊臣軍に損害が出るなど水攻めは失敗した。忍城は関東の北条方諸城が続々陥落する中で攻撃を凌ぎ、最終的には後北条氏の本拠・小田原城が7月6日に開城した後、その開城時に降伏していた氏長の説得によって7月16日に開城して戦いは終了した。小説・映画『のぼうの城』で知られる忍城の戦いは水攻めの失敗例であるが、備中高松城・紀伊太田城に見られる水攻めは土木技術に通じた秀吉ならではの戦いであり、治水・利水には全く関係ない軍事目的のものとはいえ貯水池を形成する堰堤を短期間で建設している。
なお、小田原征伐で滅亡した後北条氏の城郭群には、障子堀と呼ばれる独特の築城形態があった。1973年（昭和48年）山中城復元整備中に発掘された障子堀は堀の底部に規則的な間隔で並べられた畝が存在するもので、江戸時代に刊行された山鹿流軍学書である『武教全書』によれば侵攻してきた軍勢の行動を阻害する本来の防衛目的に加え、平時には堀の水流調節や貯水を行うダム機能があったと解説されている。

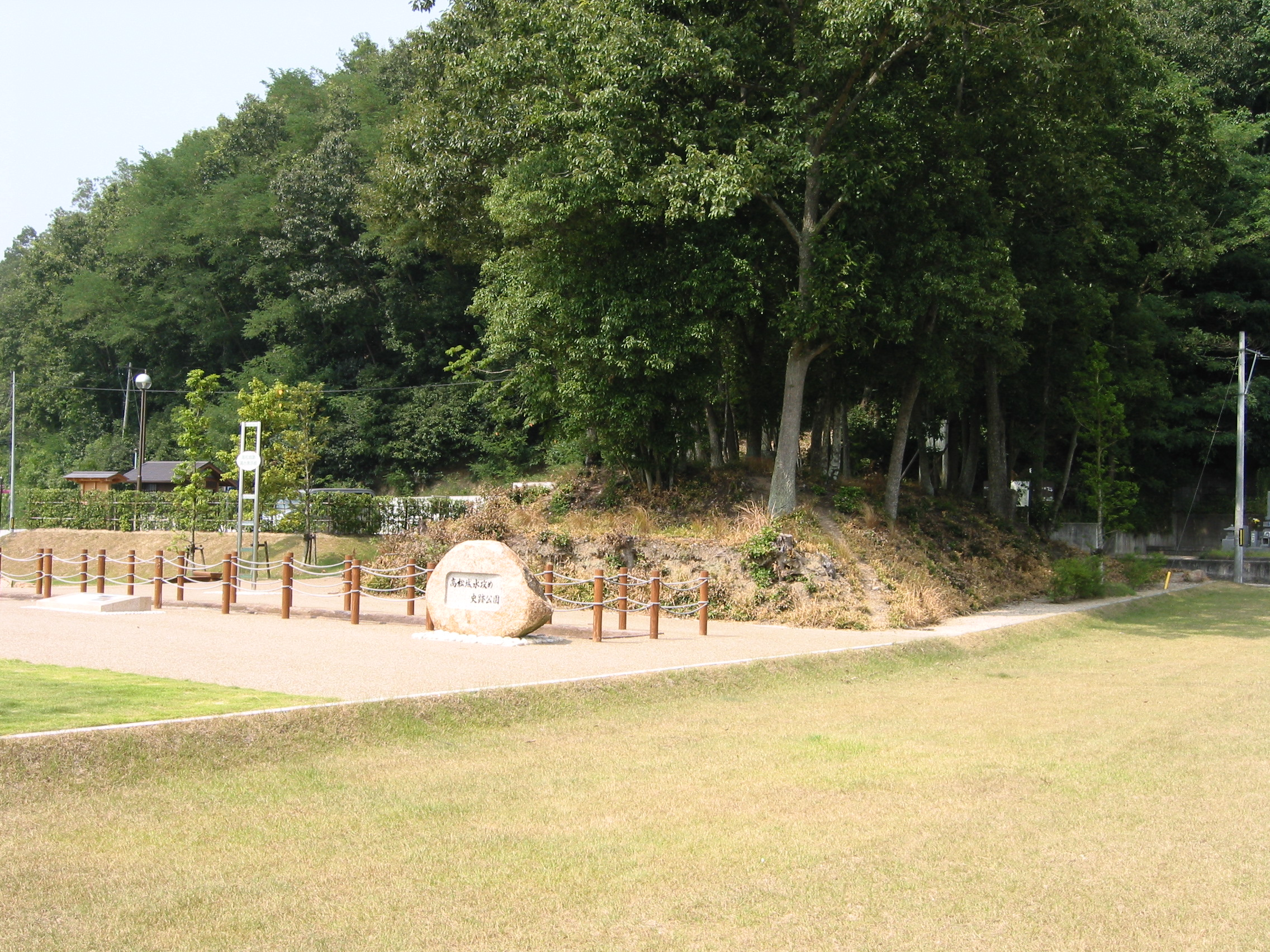
備中高松城の戦いで建設された堰堤の一つ、蛙ヶ鼻堰堤。
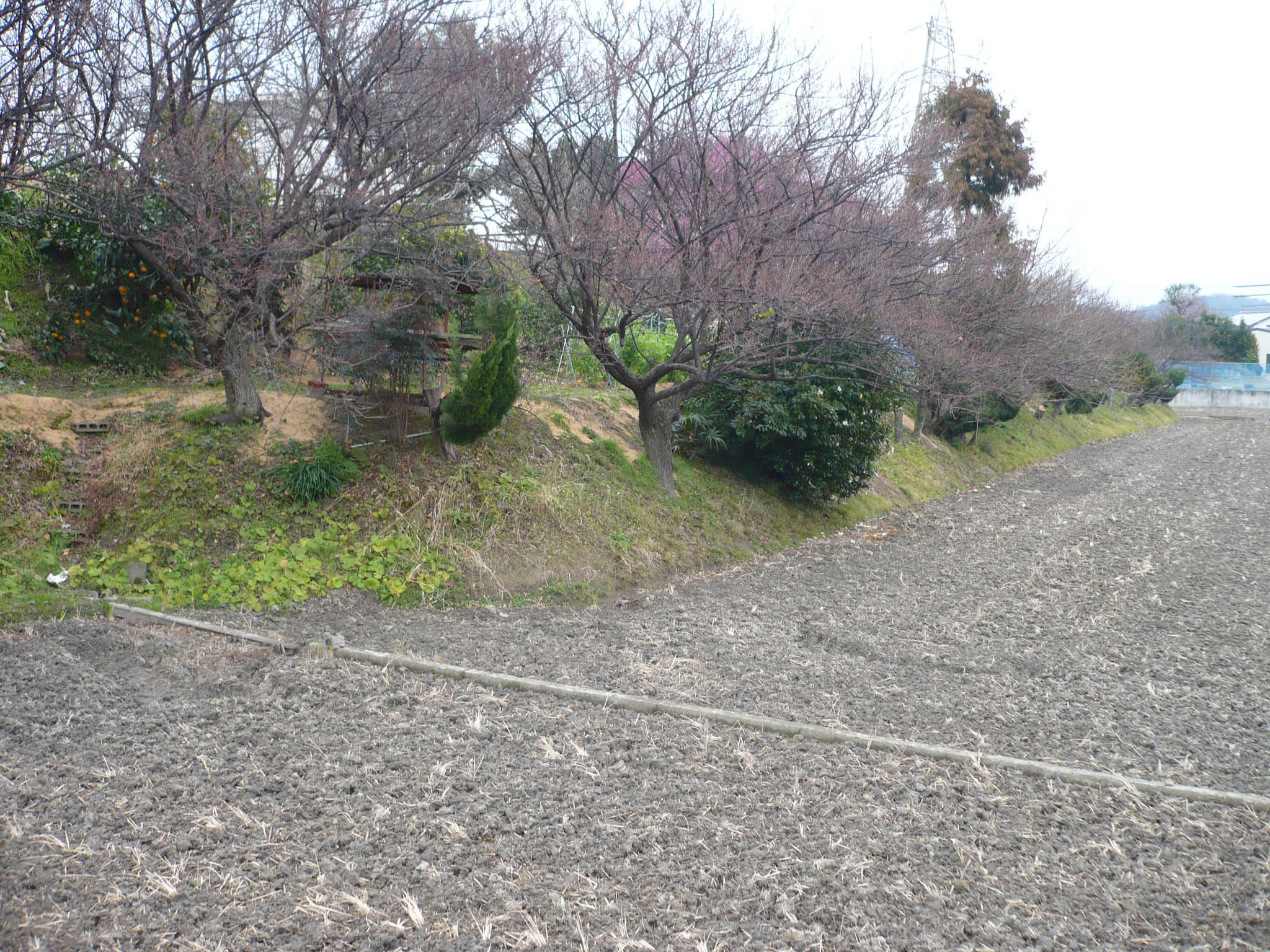
太田城水攻めで建設された堰堤の一部。
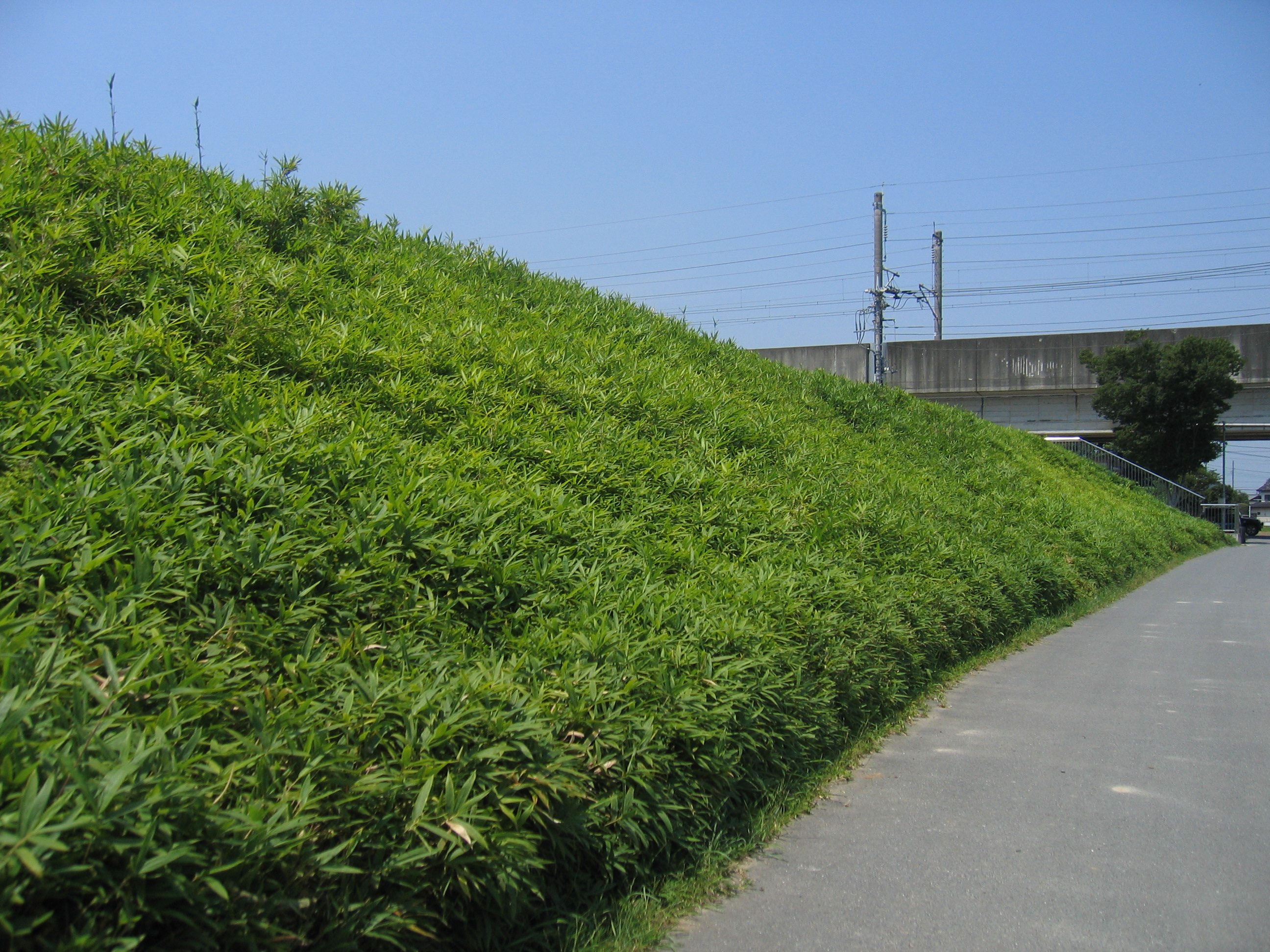
忍城の戦いで石田三成が建設した石田堤。
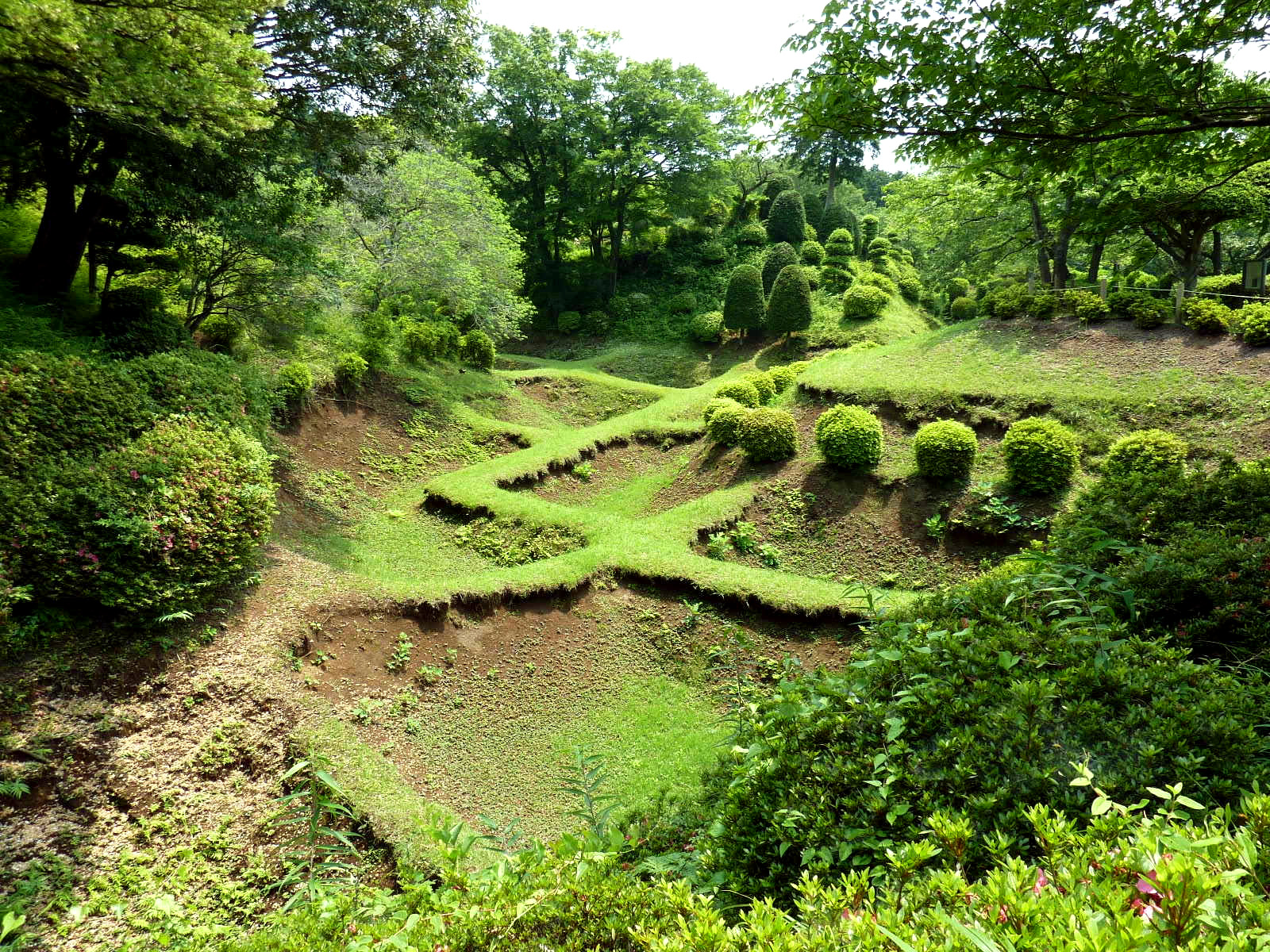
山中城の障子堀。

### 江戸時代の水利

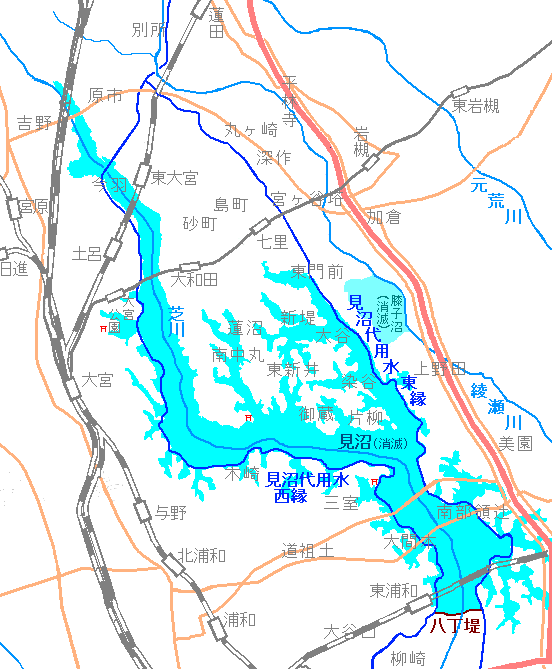
芝川を堰き止めて建設された見沼溜井推定湛水域。八丁堤はJR東浦和駅付近に建設されたと考えられている。

後北条氏滅亡後、旧領に封じられたのは徳川家康であった。家康は関東入国後一族や有力家臣を各地に配置すると同時に利根川・荒川の治水、灌漑整備に力を注いだ。関ヶ原の戦いで石田三成らを破り、1603年（慶長8年）に征夷大将軍に叙されて江戸幕府を開くと、関東における治水・利水事業をさらに加速させるがこの一連の事業に中心的な役割を果たしたのが、伊奈忠次を祖とする関東郡代伊奈氏であり、備前渠用水や葛西用水路など用水路の他、ダムや堰も手掛けている。利根川中流域では埼玉県さいたま市・川口市付近に存在していた自然の湖沼である見沼を寛永年間（1624年-1643年）に伊奈忠治（忠次の次男）が八丁堤という堰堤を荒川支流の芝川に建設して貯水量を増加させ、見沼溜井を完成させた。こうした溜井は葛西用水路でも建設され、大落古利根川の松伏溜井や琵琶溜井、元荒川の瓦曽根溜井などが建設され流域の農地に用水が供給された。また小貝川では「関東三大堰」と称される堰が建設されたが、1634年（寛永11年）に完成した岡堰、1669年（寛文9年）に完成した豊田堰、1722年（享保7年）に完成した福岡堰は何れも溜井と同様に河道に貯水を行う形で建設された堰であった。見沼溜井は供給量の限界に伴い8代将軍・徳川吉宗の命により勘定吟味役である井沢弥惣兵衛為永が1728年（享保13年）6月に見沼代用水を建設し、見沼は干拓された がそれ以外については新田開発に寄与している。
一方、幕府が開かれて以降江戸の町は急速に人口が増加し、当時のロンドンやパリよりも多い100万人の人口を抱えるようになり上水道の供給も大きな課題となっていた。1590年、家康は大久保忠行に命じて小石川上水を建設。1629年（寛永9年）頃には井の頭池や善福寺池、妙正寺池を水源とする神田上水が、そして1653年（承応2年）には多摩川を取水元とする玉川上水が完成して江戸の水需要を賄った。こうした用水路に加え、現在の東京都千代田区永田町から港区赤坂付近には赤坂溜池というため池と虎ノ門堰堤という上水道専用堰堤があった。この地には元々濠があったが、堰堤を建設することで濠をせき止め貯水量を増加させて上水道を供給した。歌川広重の『名所江戸百景』に「虎ノ門外あふひ坂」図があるが絵の右側に水が越流する堰堤が描かれており、竹村公太郎はこの絵から堰堤の規模は高さ4.0メートル程度の石積み堰堤ではないかと推定している。虎ノ門堰堤・赤坂溜池は明治時代以降に消滅し現存しないが、溜池山王の地名にその名を残している。また、東京都小平市を水源として練馬区・板橋区・北区を流れ隅田川に注ぐ石神井川（しゃくじいがわ）にも石積み堰堤が建設されていた。江戸時代、北区滝野川付近の石神井川は音無川と呼ばれ、この地で渓谷を形成しており滝野川渓谷・音無渓谷などと通称されていたが、現在の都道455号音無橋付近に石積み堰堤が建設され農業用水に利用された。この堰堤を王子石堰と呼び、虎ノ門堰堤同様名所江戸百景に描かれていたが撤去され現存はしていない
関東以外でも農業用のため池が日本各地で建設されているが、代表的なものに愛知県の入鹿池（五条川）がある。尾張藩でも他藩と同様に新田開発を積極的に実施し、既に伊奈忠次の指導監督下で尾張藩直轄事業として宮田用水が完成していたが、なおも残る小牧周辺の農地灌漑を図るため、地元の郷士である江崎善左衛門ら入鹿六人衆は新田1,000町歩開発を目的に大規模なため池建設を計画した。調査の結果、入鹿村地点に有力なダムサイトがあることが判明し当地に満濃池に匹敵する巨大なため池を建設することにした。善左衛門ら6名は尾張藩庁に建設許可申請を行うが、これに対し尾張藩は藩主・義直が鷹狩りと称して自ら現地に赴き実地検分を行い、藩として事業を推進する決定を下した。入鹿池の建設工事は技術的な問題があって難航するが、河内より招聘した河内屋甚九郎という堤防建設の名手の指導で建設が進み、1633年（寛永10年）に完成した。完成当時の高さは26メートル、長さは約180メートルという大規模なダムであり、完成によって小牧周辺の新田開発が進んだ。入鹿池は1868年（慶応4年）5月14日に入鹿切れというダム決壊事故を起こし、死者941名、負傷者1,471名、流失家屋807戸を出してダム事故としては日本最悪規模の大惨事となった が再建。1991年（平成3年）には従来の灌漑目的に加え洪水調節目的を付加するダム再開発事業を実施し、満濃池と並ぶ日本最大級のため池となった。
古代から江戸時代までに建設されたダムは基本的に灌漑目的であり、ダムの型式もアースダムに限定されていた。コンクリートダムの登場は明治時代を待たねばならなかった。

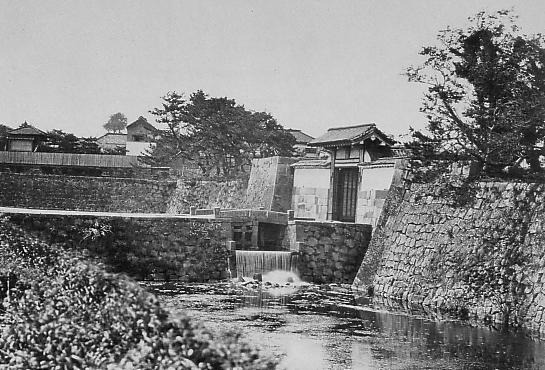
明治時代に撮影された虎ノ門。手前に虎ノ門堰堤があり水が越流している。
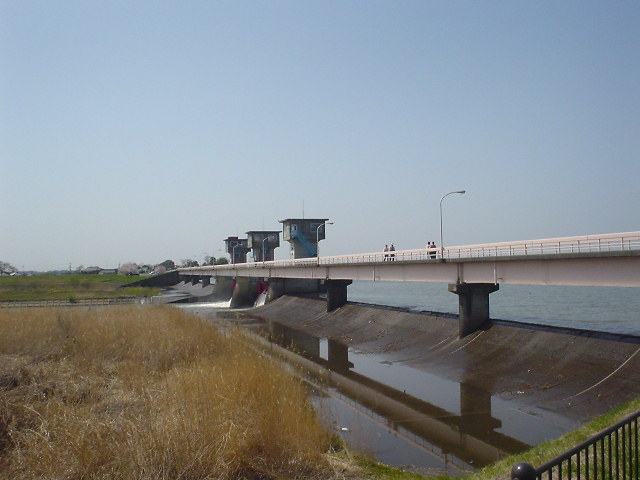
1722年（享保7年）に完成した関東三大堰の一つ、福岡堰（小貝川）。1971年（昭和46年）改築。
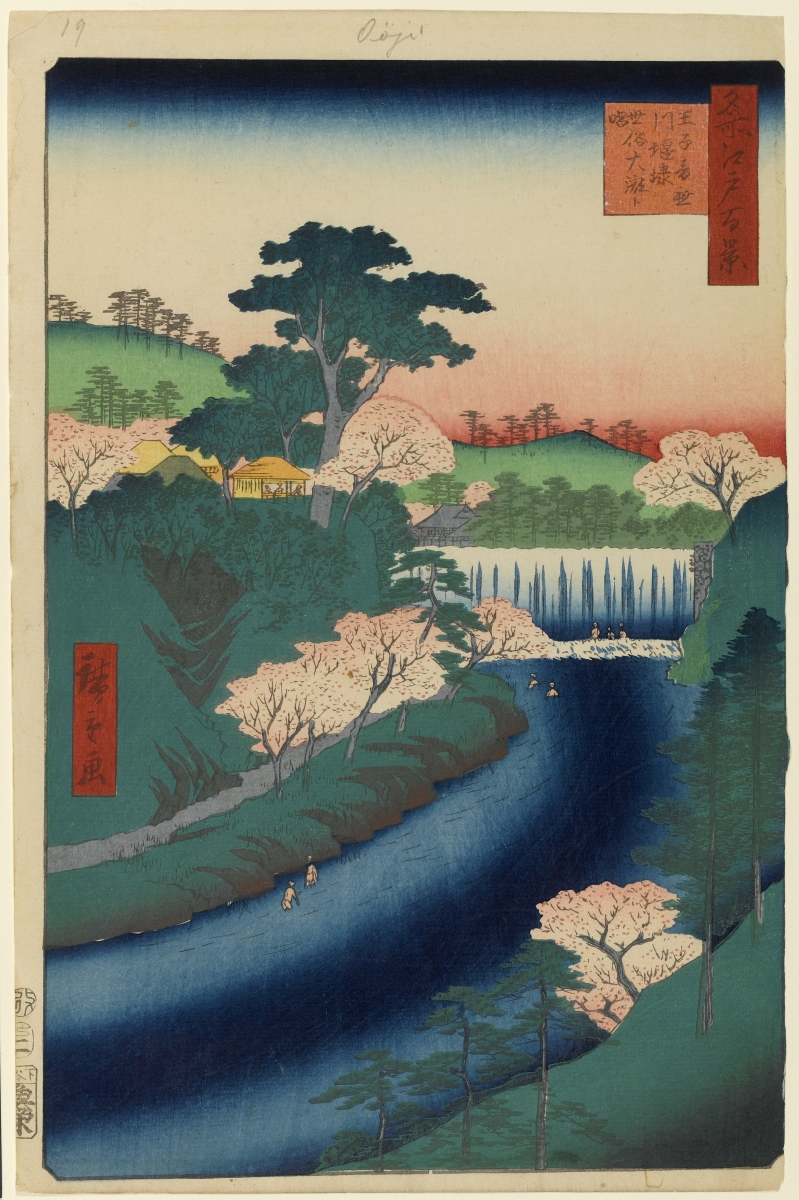
広重画「名所江戸百景 王子音無川堰棣 世俗大瀧ト唱」。奥に描かれているのが王子石堰。
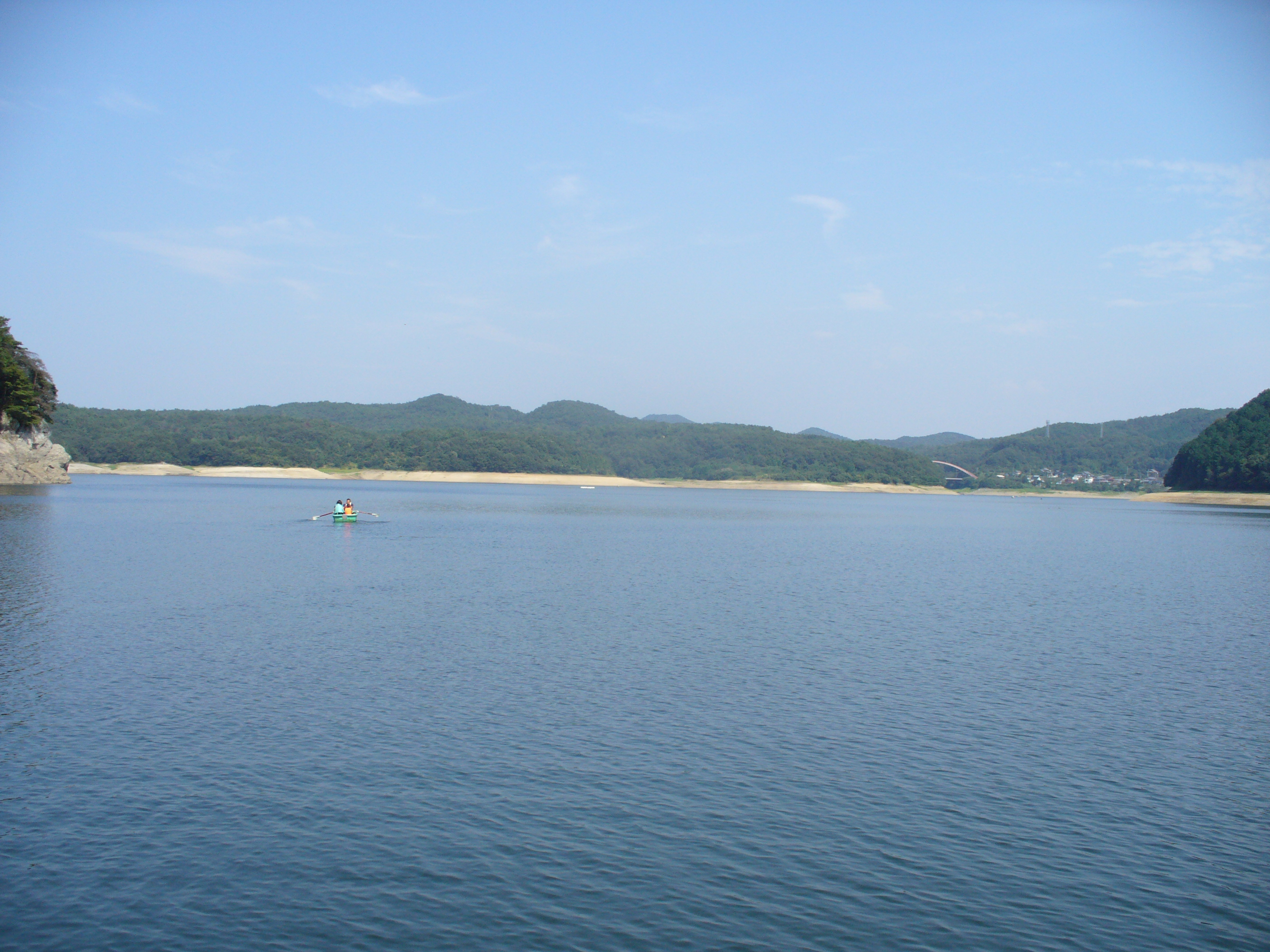
尾張藩の強力な支援によって完成した入鹿池（五条川）。

## 明治
明治維新後、欧米の様々な最新知識が日本に導入されたが、ダムなどの土木技術のみならず後年ダムの建設目的となる電力・水道などの知識が導入され、「文明開化」の下次第に日本に普及していった。明治時代は、日本のダム事業史にとっても大きな転換期であった。

### 近代水道とダム

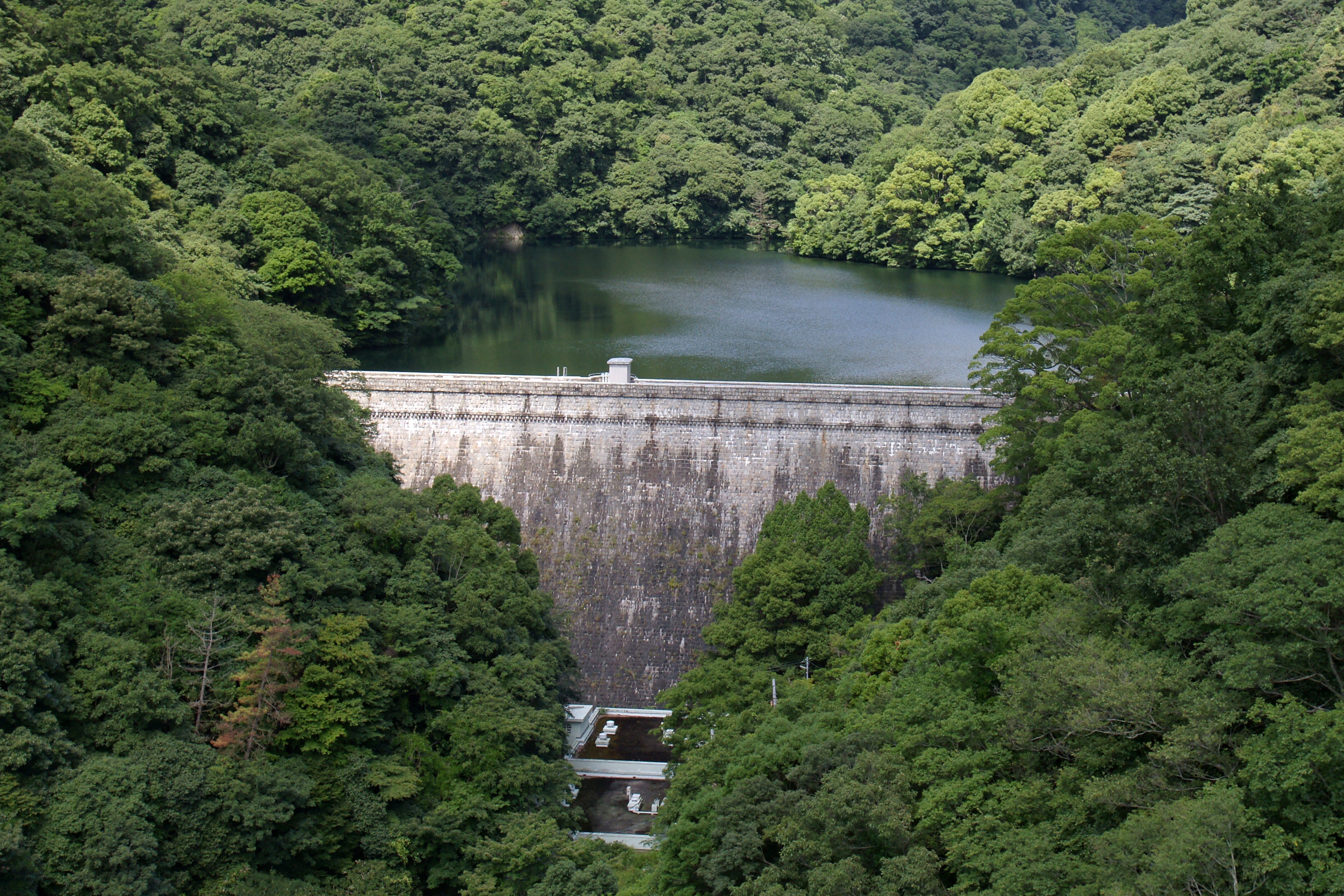
日本初のコンクリートダムで建設後100年を超える布引五本松ダム（生田川）。国の重要文化財。

日米和親条約により下田と箱館、日米通商航海条約により箱館・横浜・新潟・兵庫（神戸）・長崎が開港した。その後も開港する都市は増え続け、貿易高や人口もこれに比例して増加していく。ところが人的交流の拡大は感染症伝播の危険性を高め、殊に上水道の衛生整備が不十分だった日本では水系感染症であるコレラや赤痢が流行した。特にコレラは無治療時の死亡率が60パーセントと高く、江戸市中や神戸などで多数の死者を出し「コロリ」と呼ばれて恐れられた。こうした水系感染症を防止するための衛生的観点と、度々都市を襲った火災による延焼被害を未然に防ぐための防災的観点から、近代水道整備の重要性が叫ばれた。1887年（明治20年）横浜市において実施された相模川を水源とする水道事業が日本最初の水道事業であるが、1890年（明治23年）には日本初の水道関連法規である水道条例が施行され、水道事業は原則市町村が所管することが定められ、以後相次いで水道事業が各都市で開始された。水道を安定的に供給するための水源が求められ、ダムによる水道用貯水池が建設されるようになった。
水道用ダム建設を日本で最初に手掛けたのは長崎市である。1889年（明治22年）の市制施行と同時に本格的な水道施設建設に着手した長崎市は、市内を流れる中島川水系に水源を求めた。1891年（明治24年）、中島川上流部にアースダムである本河内高部ダムを完成させたがこのダムが日本最初の上水道専用ダムである。当ダム完成により浄水場も整備され同年5月16日に市内へ給水が開始された。長崎市は水道事業の拡大を続け、1903年（明治36年）には本河内高部ダムの直下に本河内低部ダム（中島川）を、翌1904年（明治37年）には西山ダム（西山川）を建設して増大する水道需要に対処した。
また1890年にコレラが大流行して1,000人を超える死者を出した神戸市では1892年（明治25年）より上水道事業に着手し、市内を流れる生田川と新湊川に水源を求めた。1897年（明治30年）神戸市はイギリス人写真家でありながら帝国大学工科大学教授・内務省衛生局顧問技師の職に在ったウィリアム・K・バートン（バルトン）と日本人技師佐野藤次郎らの指導下、生田川上流部に布引五本松ダムの建設を開始。1900年（明治33年）完成させて市内に給水を開始した。このダムは高さ33.0メートルの重力式コンクリートダムであり、ここに初めて日本においてコンクリートダムが建設された。また布引五本松ダム完成後の1901年（明治34年）には新湊川の支流である石井川に立ヶ畑ダムの建設が開始され、1905年（明治38年）に完成した。立ヶ畑ダムも重力式コンクリートダムであるが、曲線を描いた堤体である。
市営水道のほか、大日本帝国海軍も軍港の整備に伴って需要が高まった上水道を整備した。このうち青森県糠部郡大湊村（むつ市）に設置された海軍大湊要港部は軍港に水道を供給するため、付近を流れる宇田川に水道用の堰堤を建設した。大湊第一水源地堰堤である。1909年（明治42年）に完成したこの堰堤は、高さ7.0メートル、総貯水容量5,000立方メートルと極めて小規模であるが、日本で最初に完成したアーチ式堰堤である。設計者は当時海軍横須賀鎮守府建築科長・海軍技師の職に在った桜井小太郎であり、後に旧丸の内ビルの設計も手掛けている。また、舞鶴鎮守府では高さ12.4メートルの桂貯水池堰堤を1901年に完成させ、給水を開始した。桂貯水池堰堤は1921年（大正10年）に完成した岸谷貯水池堰堤と共に21世紀の今も舞鶴市の水道水源地として利用されており、布引五本松ダムや大湊第一水源地堰堤共々国の重要文化財に指定されている。

### 最新技術の紹介
水道事業の発展に連動するように日本のダム技術も急速に発展したが、これに先立つこと1882年（明治15年）欧米のダム技術を日本に紹介したのが旧幕臣・大鳥圭介である。当時工部省工部技監の職に在った大鳥はアメリカ・オハイオ州スプリングフィールドで刊行された "Construction of Mill Dams" というダム関連の専門書を入手し翻訳、4月に丸善より『堰堤築法新按』として出版した。内容はアメリカのダム建設工程を挿絵などを用いて初心者にも分かり易くかつ詳細に記し、建設図面も原本で掲載した本格的な土木工学専門書である。この本を出版するに当たり、勝海舟と伊藤博文が推薦文を載せている。こうした国外最新技術の紹介のほか、バートンを始めファン・ドールン、ローウェンホルスト・ムルデルなど当時多数来日した「お雇い外国人」達が日本人に土木技術を伝え、ダムのみならず日本の河川改修に多大な影響を与えた。また当時完成した水道用ダムのほとんどは21世紀の今も現役で供用されており、本河内高部ダム・低部ダムは1982年（昭和57年）の昭和57年7月豪雨（長崎大水害）、布引五本松ダム・立ヶ畑ダムは1995年（平成7年）の阪神・淡路大震災という激烈な自然災害を経験しても致命的な損害を受けなかった ことは、建設技術の高さを示している。また明治時代の経験が、大正時代の本格的なダム建設ブームに繋がってゆく。

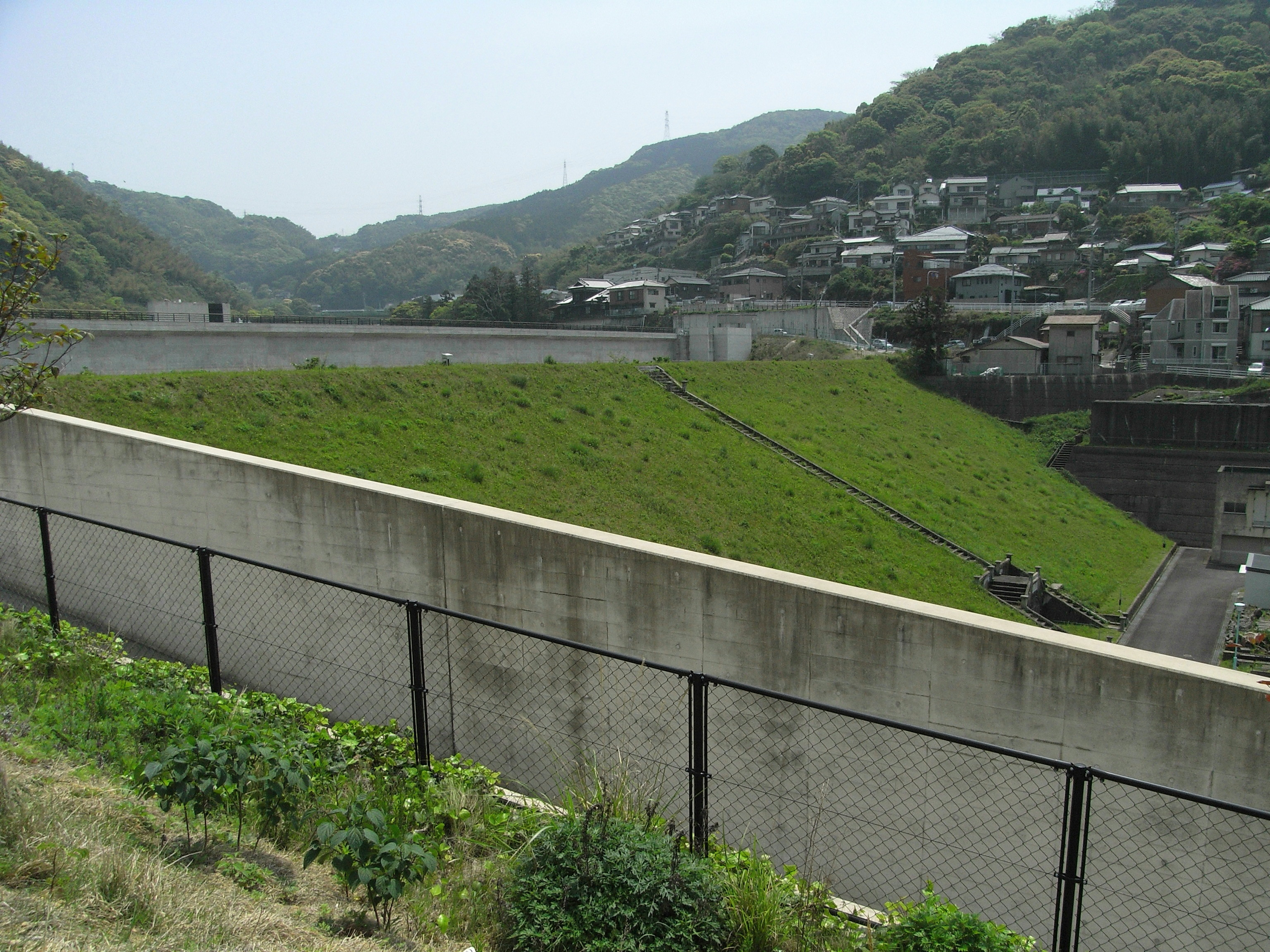
日本初の上水道専用ダム、本河内高部ダム（中島川）旧堤体[注 2]。
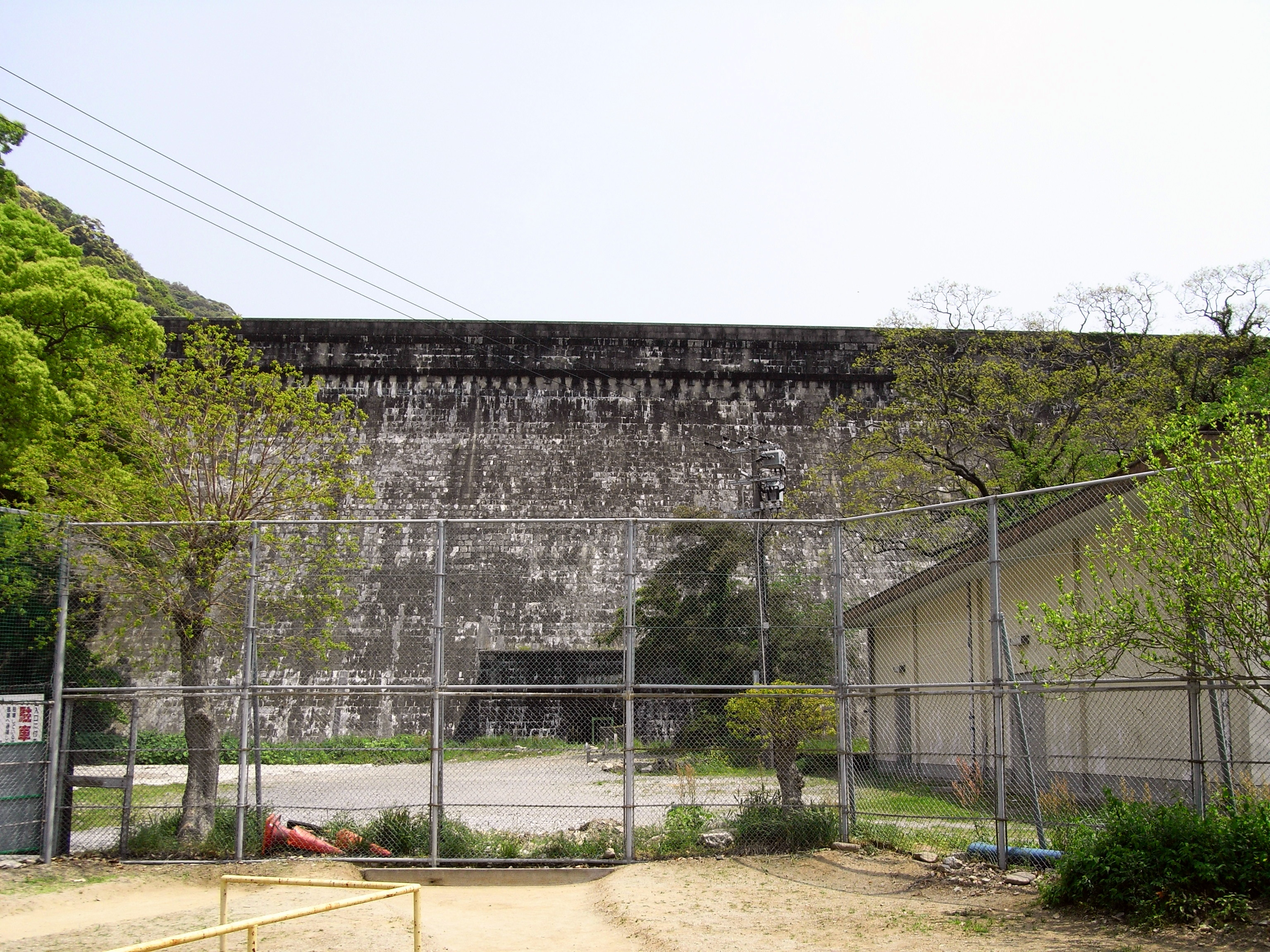
日本で2番目に完成した重力式コンクリートダム、本河内低部ダム（中島川）。
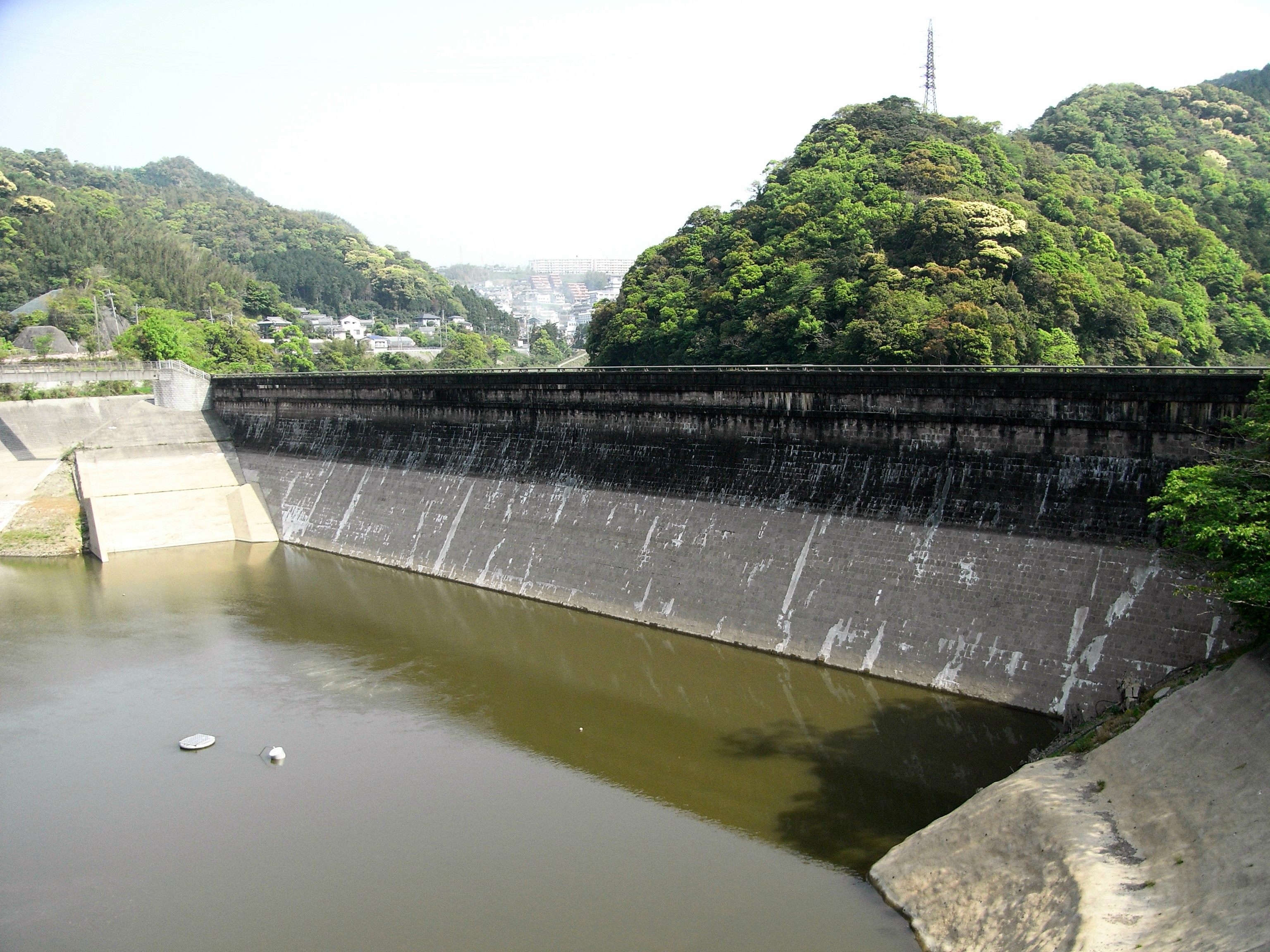
日本で3番目に完成した重力式コンクリートダム、西山ダム（西山川）旧堤体[注 3]。
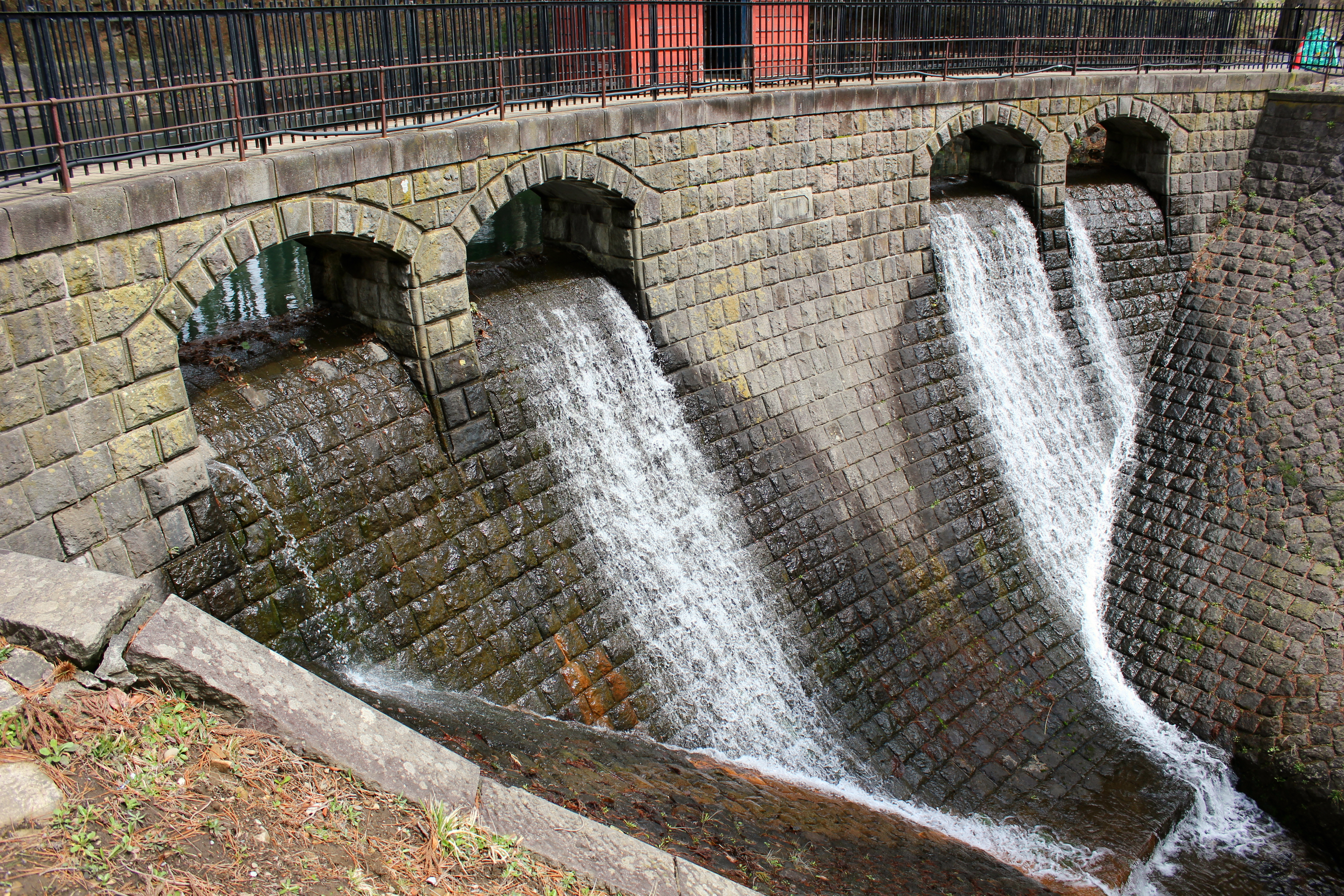
日本初のアーチ式堰堤、大湊第一水源地堰堤（宇田川）。国の重要文化財。
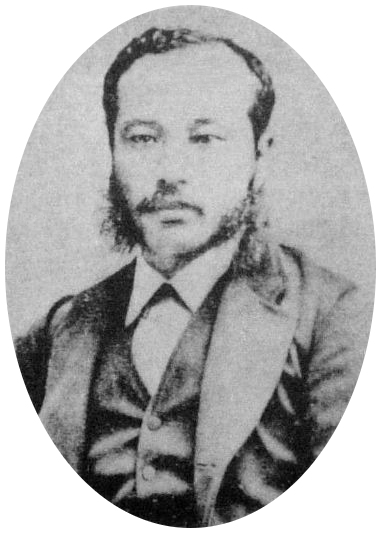
日本初のダム専門書を翻訳・出版した大鳥圭介。

## 大正
布引五本松ダムに始まるコンクリートダムの建設は、日本人にダム建設の技術革新をもたらしこれ以降事業者はコンクリートダムを日本各地で計画するようになる。日清戦争（1894年-1895年）や日露戦争（1905年-1906年）を通じ日本では重工業が発展するが、重工業の発展は水道需要のみならず電力需要の増大をもたらした。これらを背景に日本では電力会社が次々と各地で誕生し電気事業が活発に行われ、1911年（明治44年）には電気事業法が成立した。電気事業の発展は、日本のダム技術を大きく花開かせる契機になった。

### 電気事業とダム

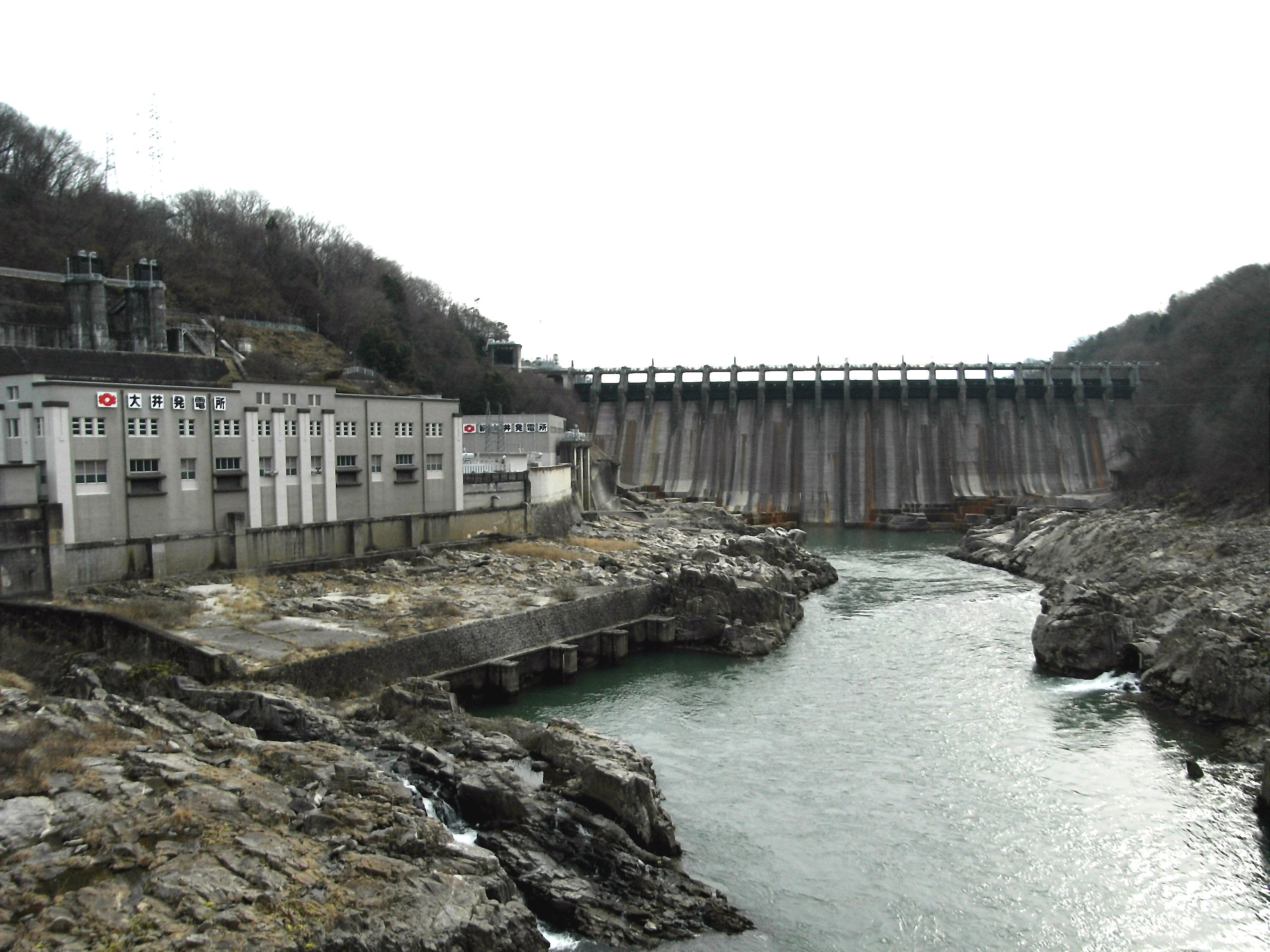
大正時代最大級のダム事業だった大井ダム（木曽川）。左側建屋は関西電力大井発電所。

日本の電気事業は1886年（明治19年）7月の東京電燈設立を最初とし、1887年（明治20年）には日本橋周辺に電力供給を開始している。水力発電事業は1888年（明治21年）宮城県において紡績工場に電力を供給するための三居沢発電所運転開始が日本初であり、翌1890年（明治23年）には足尾銅山の精錬事業に電力を供給する間藤原動所が運転を開始する。しかし前二者は自家用であり商業用としては1892年（明治24年）に田辺朔郎が琵琶湖疏水を利用して建設した京都府の蹴上発電所が第一号であり、京都市に路面電車を走らせた。それまでの水力発電は概ね小規模に留まり、ごく簡単な取水用固定堰で事足りていた。日清・日露戦争を経て重工業の発展や一般家庭への電力供給といった電力需要の急増はより大容量での水力発電が必要となり、発電所から都市へ送電するための長距離高圧送電技術と並行して調整池を有する規模の大きなダム、特に重力式コンクリートダムを建設するようになった。
その端緒となったのが栃木県に1912年（大正元年）完成した高さ28.7メートルの黒部ダム（鬼怒川）である。鬼怒川水力電気が首都圏方面への送電を目的に建設したこのダムは日本で5番目に建設された重力式コンクリートダムであるだけでなく、日本初となる発電用コンクリートダムであった。続いて東京電燈は1907年（明治40年）に運転開始した駒橋発電所に続く発電所として下流に八ッ沢発電所を計画、その調整池として上野原を流れる相模川支流の谷田川に大野ダムを建設した。大野ダムは高さ37.3メートルのアースダムであるが、1914年（大正3年）の完成時日本一の高さを有した。北海道では王子製紙が苫小牧工場の電力需要を満たすため、不凍湖であった支笏湖の莫大な水量を利用すべく藤原銀次郎が中心となって支笏湖と流出する河川である千歳川の開発を計画。1904年（明治37年）に千歳第一発電所を建設した。取水堰堤として建設された千歳第一堰堤はコンクリート堰堤としては北海道初であったが、王子製紙は千歳川流域の電力開発をさらに推進。1918年（大正7年）に千歳第三ダムを完成させた。千歳第三ダムは高さ23.6メートルの重力式コンクリートダムで、北海道で初めて建設されたコンクリートダムとなった。北陸地方では新潟電力が新潟県の加治川に当時重力ダムとしては高さ日本一の飯豊川第一ダムを1915年（大正4年）に建設。近畿地方では宇治川電気が淀川本流、通称宇治川に高さ29メートルの大峯ダムを1924年（大正13年）に完成させ、中国地方では山陽中央電気が広島県に帝釈川ダム（帝釈川）を1924年完成させた。帝釈川ダムは名勝・帝釈峡に建設され、中国地方で最初のコンクリートダムとなったが完成時の高さ56.4メートルは、当時日本一の高さであった。
日本のダム事業史に特筆されるものとして岐阜県の大井ダム（木曽川）がある。日本有数の大河川である木曽川の本流にダムを建設するこの事業は、福沢諭吉の養子で大同電力社長職に在った福澤桃介により手掛けられた。1921年（大正10年）7月より着工された建設事業は木曽川本流の膨大な洪水などに阻まれ難航、さらに1923年（大正12年）9月1日に発生した関東大震災で資金調達が滞り事業継続が危ぶまれるなど度重なる困難に直面した。桃介は渡米して大同電力の社債を売り出すことで資金を調達、また女優・マダム貞奴の援助などを得て事業を進めた。アメリカから4名の土木技術者を招聘して工事を進め、半川締切方式の採用、ボーリング調査の導入など日本初の手法を用いて難工事に対処、総事業費1952万円（当時）の巨費と従事者数延べ146万人という莫大な投資を行い31名の殉職者を出して1924年完成した。高さ53.4メートル、総貯水容量2940万立方メートルは完成当時日本最大級のダムであり、ダムに付設された大井発電所（出力4万2900キロワット）は当時愛知県全県の電力需要の半分を賄える電力量に相当した。さらにダムにより恵那峡という新たな観光地も誕生する。桃介は大井ダム完成後、大井ダム上流の木曽川本流に落合ダムを1926年（大正15年）11月に完成させ、木曽川水系の電力開発に道筋を付けた。大井ダムを始めとする発電用ダムの完成により、大都市への長距離送電技術の向上と相まって東京・大阪などへの本格的な電力供給が可能になった。
水道専用ダムも明治に引き続きコンクリートダムの建設が続けられ、まず1918年に大日本帝国海軍は呉海軍工廠への水道供給を目的として本庄ダム（二河川）を建設、完成当時は東洋一と称された。続いて神戸市は1919年（大正8年）千苅ダム（羽束川）を完成させ、福岡市は1923年曲渕ダム（室見川）を完成させた。長崎市は1926年3月に小ヶ倉ダム（鹿尾川）を完成させたが、小ヶ倉ダムは完成当時日本最大の高さを有する水道専用ダムとなった。また工業用水道専用ダムとして、官営八幡製鐵所（日本製鉄八幡製鐵所）が1919年より施工を開始し1927年（昭和2年）に完成させた河内ダム（河内貯水池）は建設当初東洋一であった。
大正時代はコンクリートダムの建設が積極的に進められ、ダムの高さに関しては次々に日本一の記録が破られた。ダム建設技術はさらに向上して昭和にはより大規模なダム建設が進められて行く。

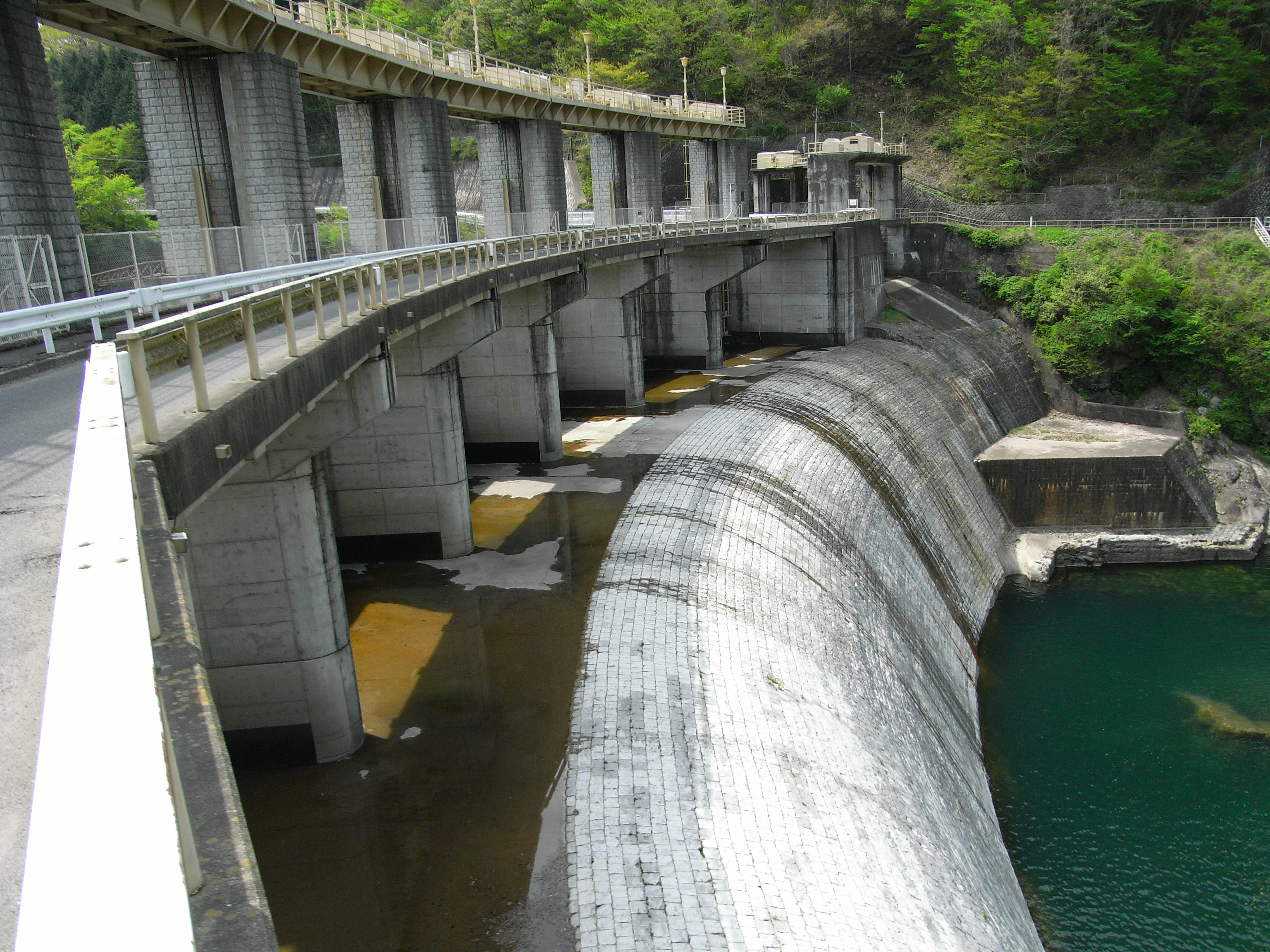
日本初の発電用コンクリートダム、黒部ダム（鬼怒川）。
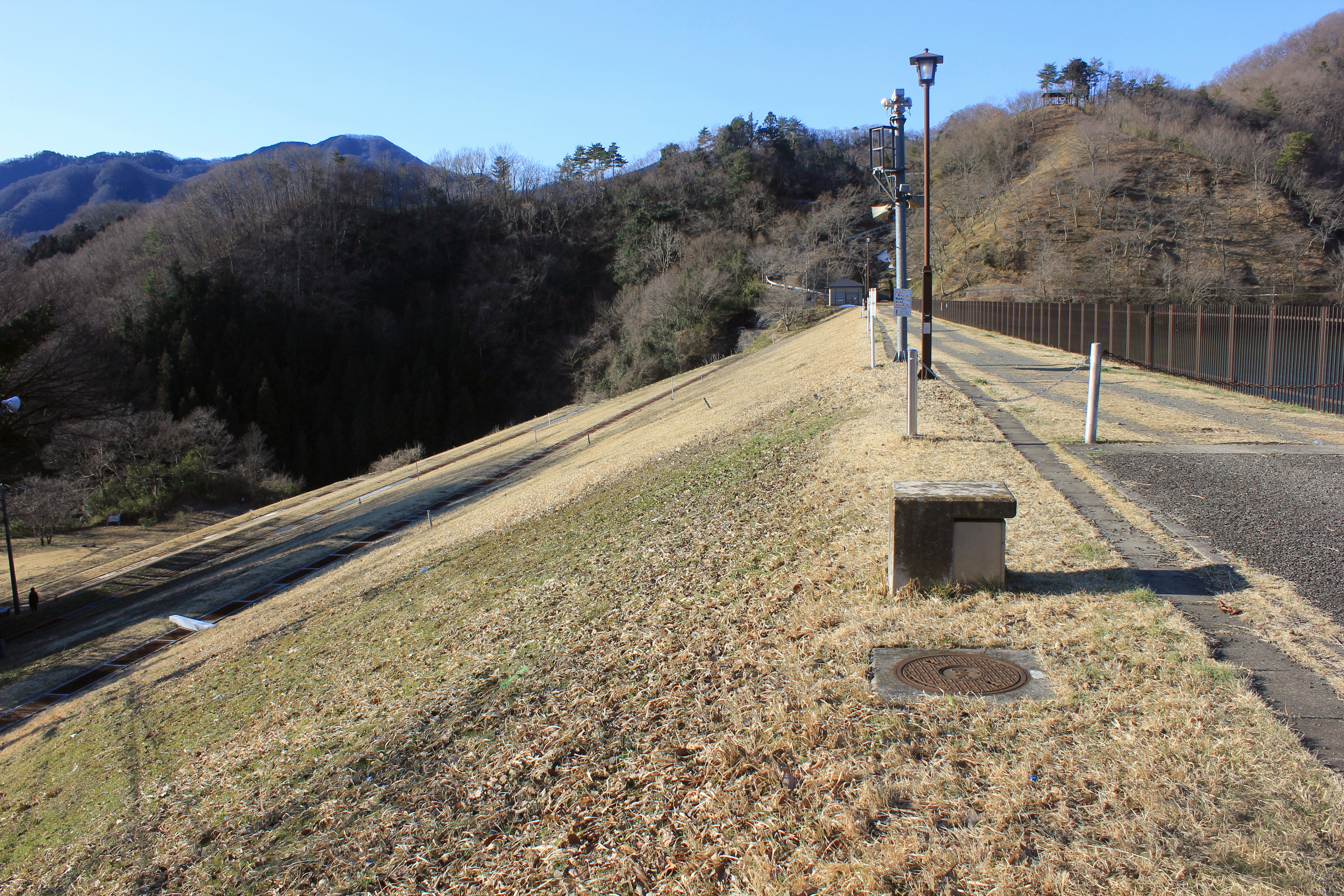
完成当時日本一の高さだった大野ダム（谷田川）。国の重要文化財。
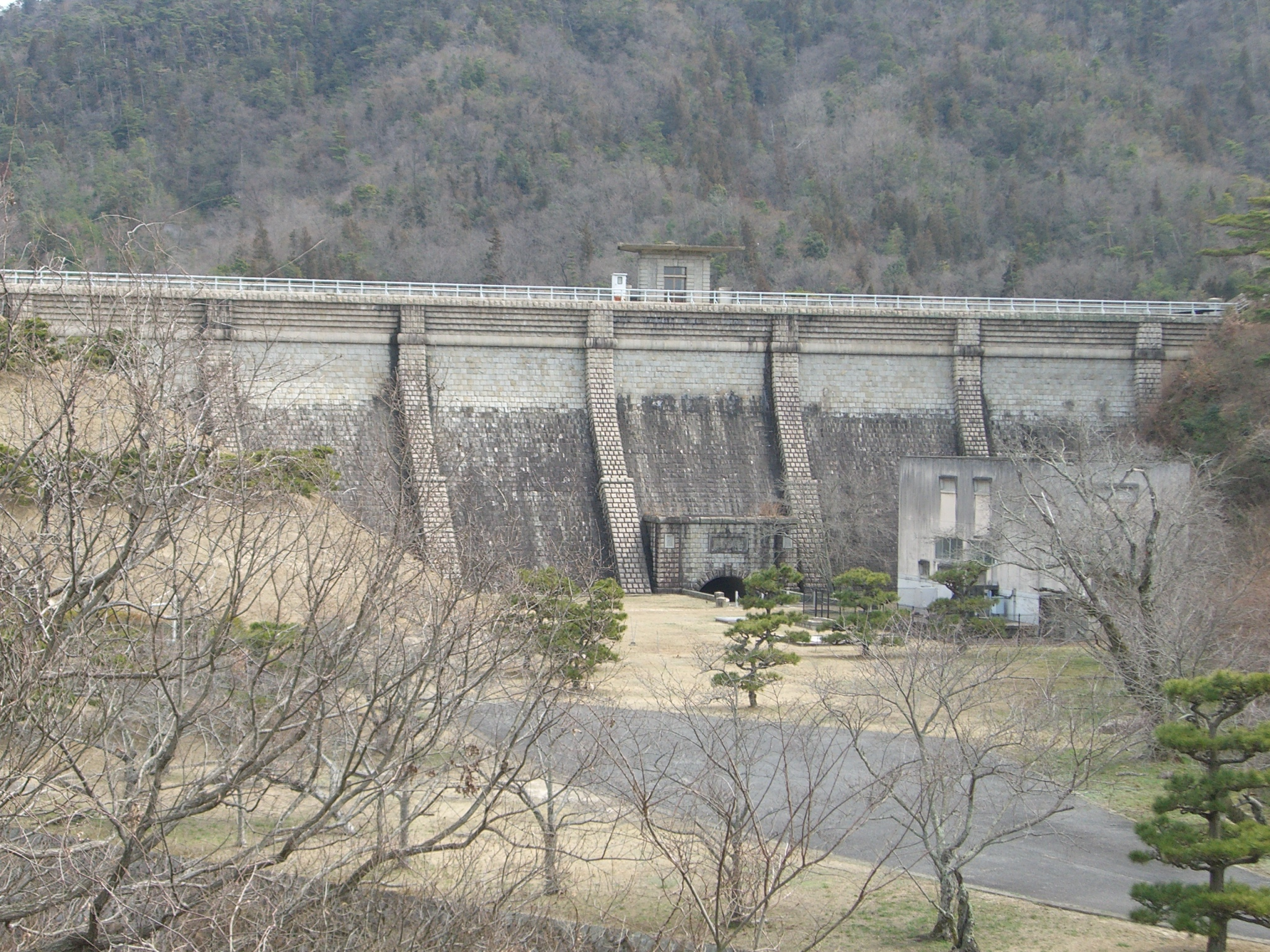
呉海軍工廠に水道を供給し、戦後呉市に移管された本庄ダム（二河川）。国の重要文化財。
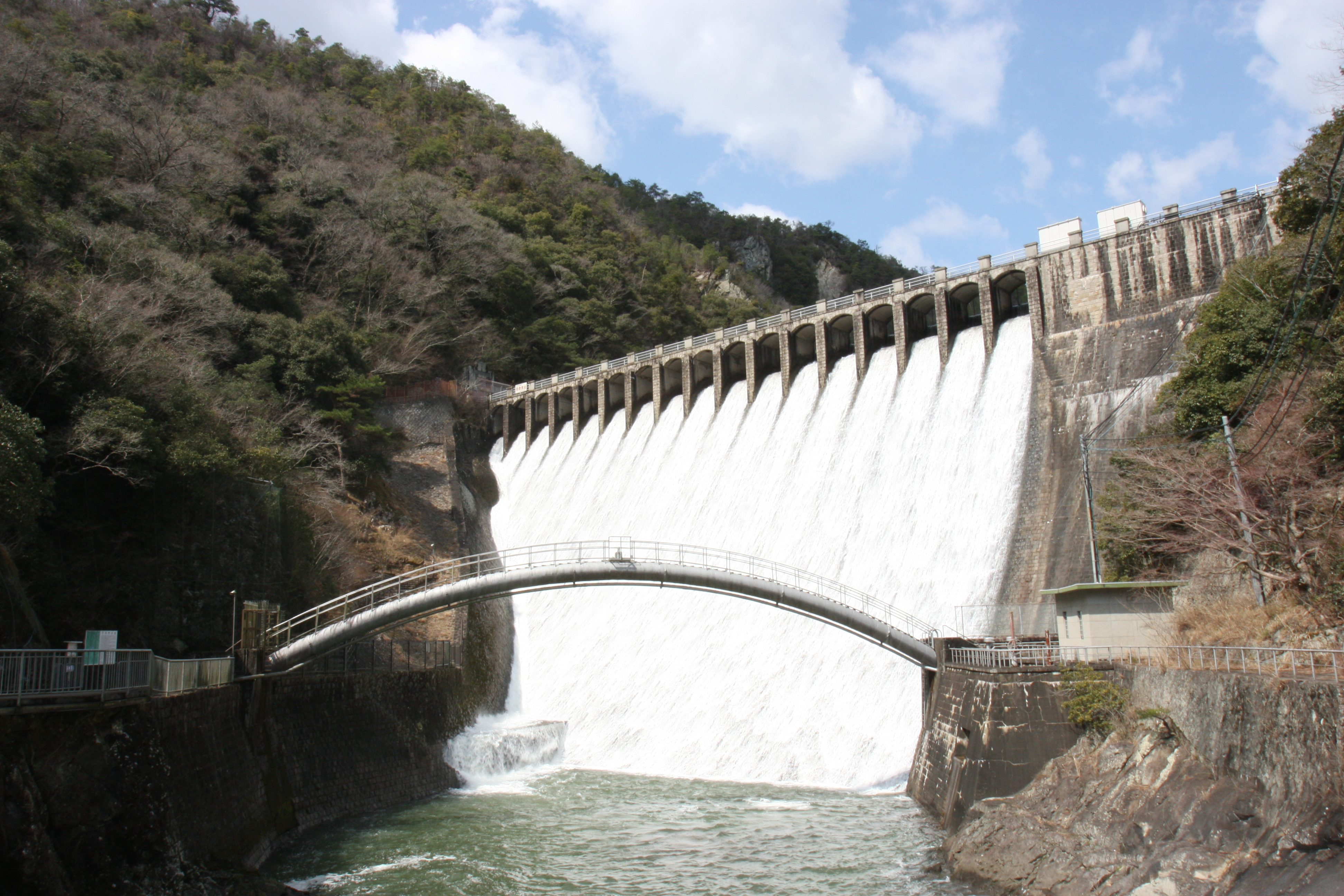
神戸市に上水道を供給する千苅ダム（羽束川）。国の登録有形文化財。
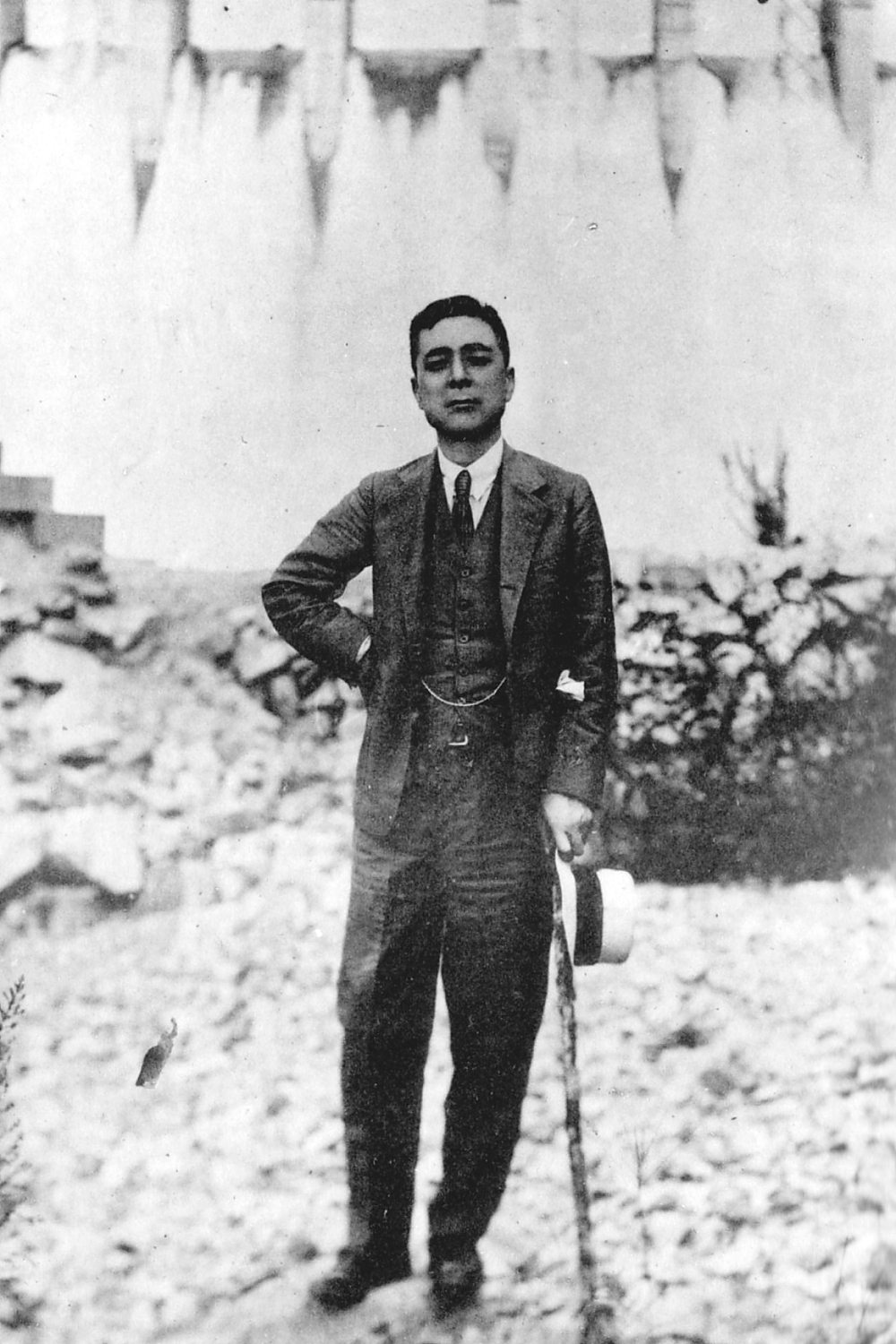
大井ダム工事現場での福澤桃介。当時57歳。

### 稀少なダム型式

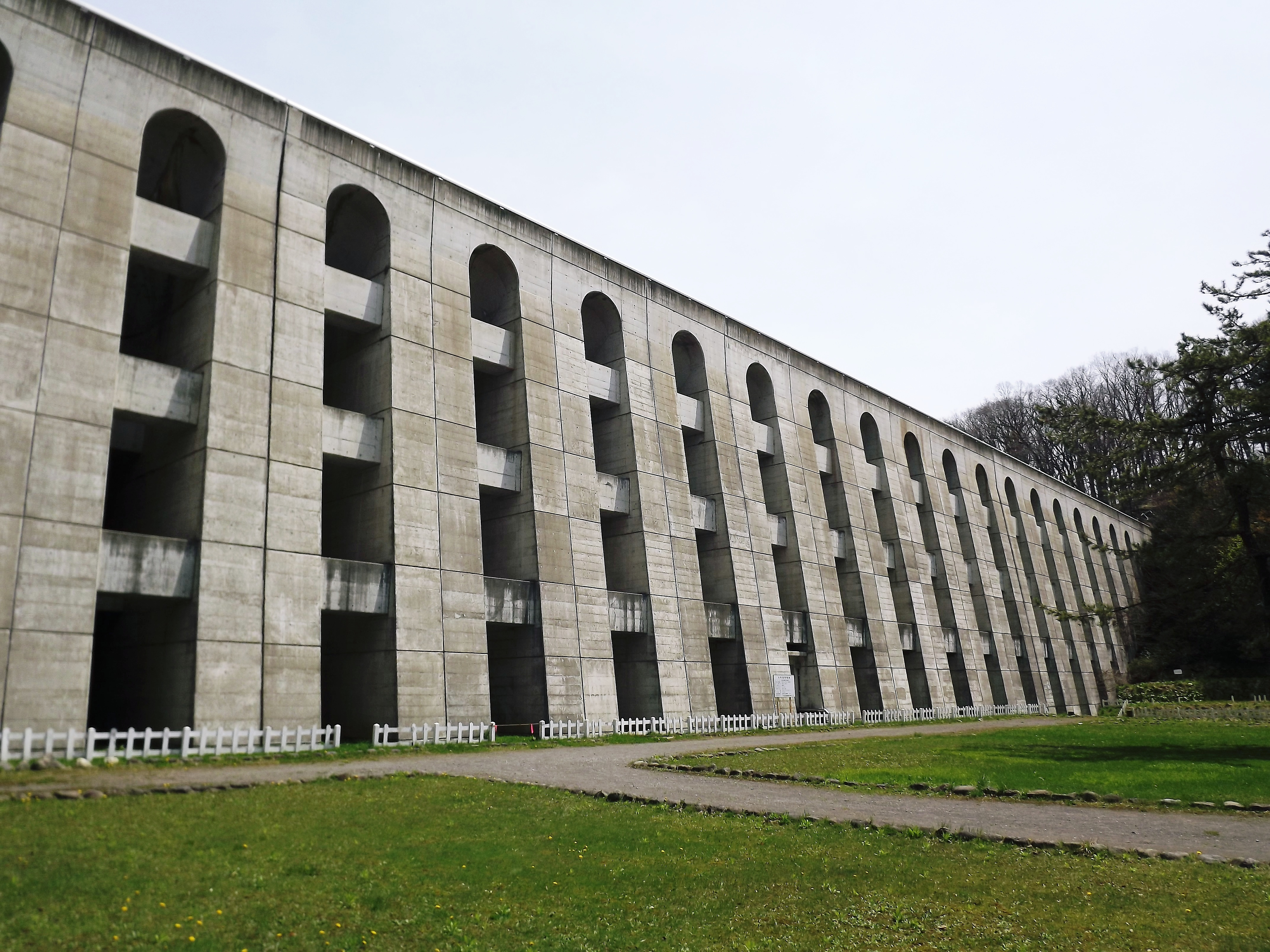
日本初のバットレスダム、笹流ダム（笹流川）。土木学会選奨土木遺産。

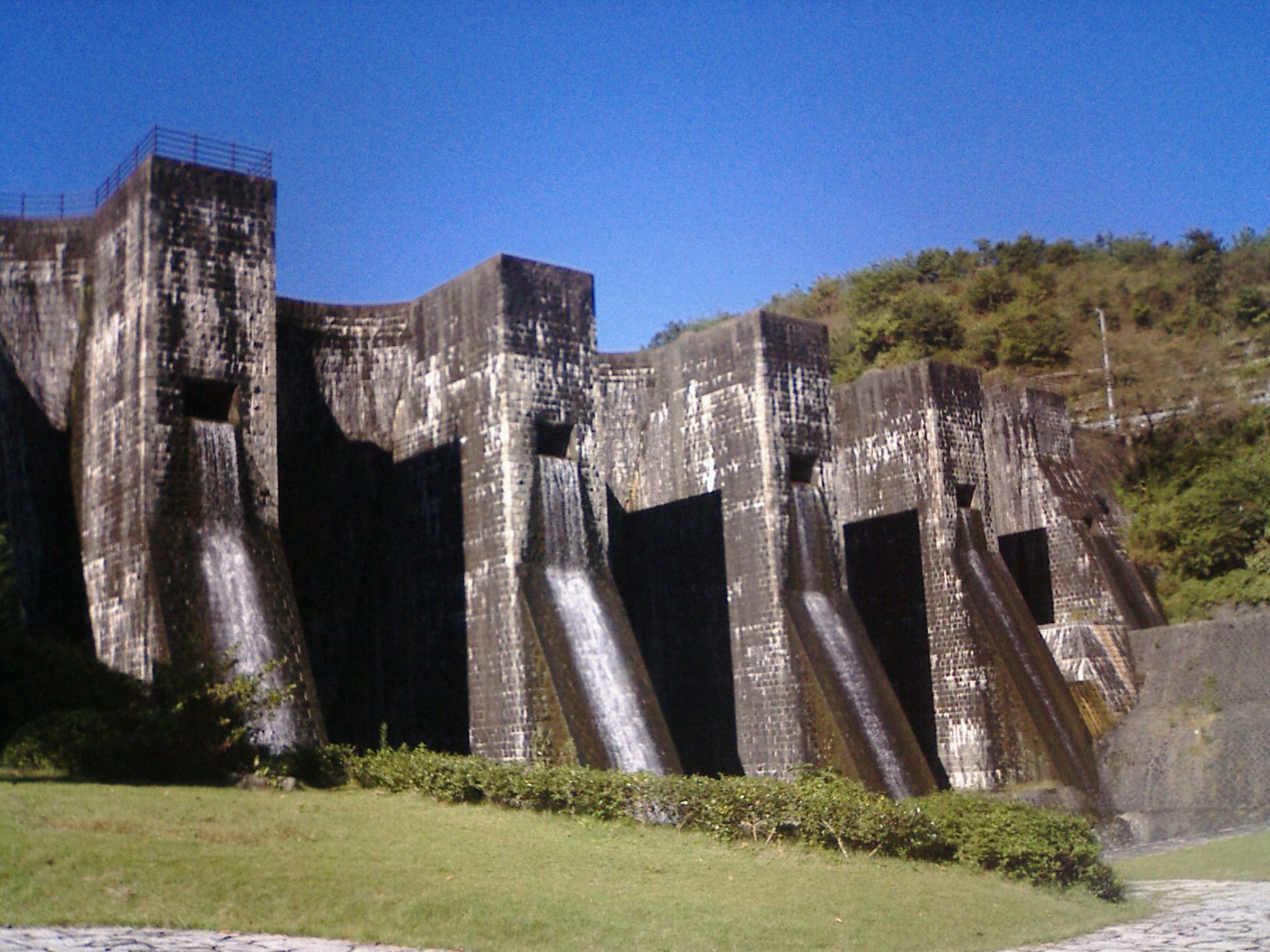
日本唯一の五連マルチプルアーチダム、豊稔池ダム（柞田川）。国の重要文化財。

大正時代のダム事業の特徴として挙げられるものの一つに、日本では稀少な型式を採用したダムの建設がある。バットレスダムとマルチプルアーチダムである。
バットレスダムとは貯水池から掛かる水圧を鉄筋コンクリートの遮水壁で受け、その遮水壁を複数のバットレス（扶壁）と横桁によって支えることでダムの安定性を保つ型式のダムであり、扶壁ダムとも呼ばれる。日本初のバットレスダムは函館市の笹流（ささながれ）川に1923年完成した笹流ダムである。函館市は横浜市に次いで日本で2番目に上水道事業を行った都市であるが、元々大きな河川が無い上に人口が急速に増加したことで深刻な水不足に悩まされており、大正時代に入ると連日6時間から12時間断水が行われる有様であった。1916年（大正5年）議会はより確実な上水道供給を図るため第二次水道拡張事業を決定し、その根幹事業として亀田川の支流である笹流川にダムを建設する計画を立てた。函館出身の建築家である小野基樹が設計を担当し、1921年に着工した。小野は当時極めて高価な資材であったコンクリートを節減するため、バットレスダムを笹流ダムの型式として採用した。後に小野は1924年の土木学会誌において「従来のダム建設は膨大な資材と日数を費やす極めて不経済な方法を採っている。バットレスダムは安全堅固で、構成する資材を減らすことで工事費や工期を最小限にできる優越な工法」と主張している。函館の大火に起因するセメント工場の操業停止による工事中断や、関東大震災による資材の到着遅延など工事は困難を極めたが1923年に完成した。以降コンクリートの凍害などに対応するため1949年（昭和24年）と1984年（昭和59年）の二度修理が行われた。このうち1984年の修理ではバットレス間をコンクリートで埋めて重力式コンクリートダムにする計画案もあったが、歴史的に貴重なダムを改変することを回避。繁雑ではあるがバットレスダムのまま修理を実施した。なお小野は後年東京市水道局長として小河内ダム（多摩川）の建設事業に携わった。
バットレスダムはその後1927年岡山県に恩原ダム（恩原川）、1929年（昭和4年）富山県に真川調整池（牛首谷川）と真立ダム（マッタテ川）、1931年（昭和6年）群馬県に丸沼ダム（大滝川）そして1936年（昭和11年）鳥取県に三滝ダム（三滝川）が建設された。しかしバットレスダムはコンクリートの量こそ節減可能であるが、構造が複雑であるため型枠を造るための人件費が高騰する上、薄い部材は気象の影響を受け易いことから完成後のメンテナンスも頻繁に実施しなければならないというデメリットがあった。しかも当時は高価だったコンクリートが次第に廉価になるに従い、相対的に不経済になることから三滝ダムを最後に日本では全く建設されなくなった。また上記のダムのほかに新潟県に高野山ダム、長野県に小諸発電所第一調整池というバットレスダムも存在していた が、高野山ダムは1971年（昭和46年）にダム再開発事業が行われてロックフィルダムに変更、小諸発電所第一調整池は1928年（昭和3年）に7名の死者を出した小諸発電所第一調整池決壊事故後に撤去され 何れも現存しない。日本最大規模のバットレスダムである丸沼ダムは国の重要文化財、恩原ダムは国の登録有形文化財に登録され、残りも土木学会選奨土木遺産に認定されている。
一方マルチプルアーチダムは、日本では香川県観音寺市の柞田（くにた）川に建設された豊稔池ダムが初の例である。満濃池を筆頭に数多くのため池がある香川県は慢性的な水不足に悩む土地柄であり、安定した用水の供給が絶えず求められていた。香川県は用排水改良事業を県西部の柞田川流域で実施する方針を打ち出し、柞田川上流にダムを建設して下流農地に農業用水を供給する計画を立てた。これが豊稔池ダムであり、当初重力式コンクリートダムとして計画したところ、基礎岩盤が当初の計測よりも深い位置にあったことから型式を当時アメリカで最先端のダム技術であったマルチプルアーチダムに変更した。1926年3月より開始されたダム建設の設計指導は布引五本松ダムの設計・建設に携わった佐野藤次郎が担当し、技師2名が参加。毎晩講習会を開いて技術者を養成しながら地元民を中心に延べ15万人を動員する工事を行い、4年の歳月を費やして1930年（昭和5年）完成した。豊稔池ダムは老朽化対策のため1994年（平成6年）にダム再開発事業を実施したが、地元住民から「外観を変えないで欲しい」という要望が多かったことから、景観や外観を損なわないように上流面中心の補修を実施した。再開発終了後、ダムは日本唯一の五連マルチプルアーチダムという稀少性や農業史的に重要であるなどの理由で2006年（平成18年）に国の重要文化財に指定された。なお日本のマルチプルアーチダムは豊稔池ダム以外では1961年（昭和36年）宮城県で完成したダブルアーチダムの大倉ダム（大倉川） のみで、日本では2か所しかなくバットレスダムよりもさらに稀少である。

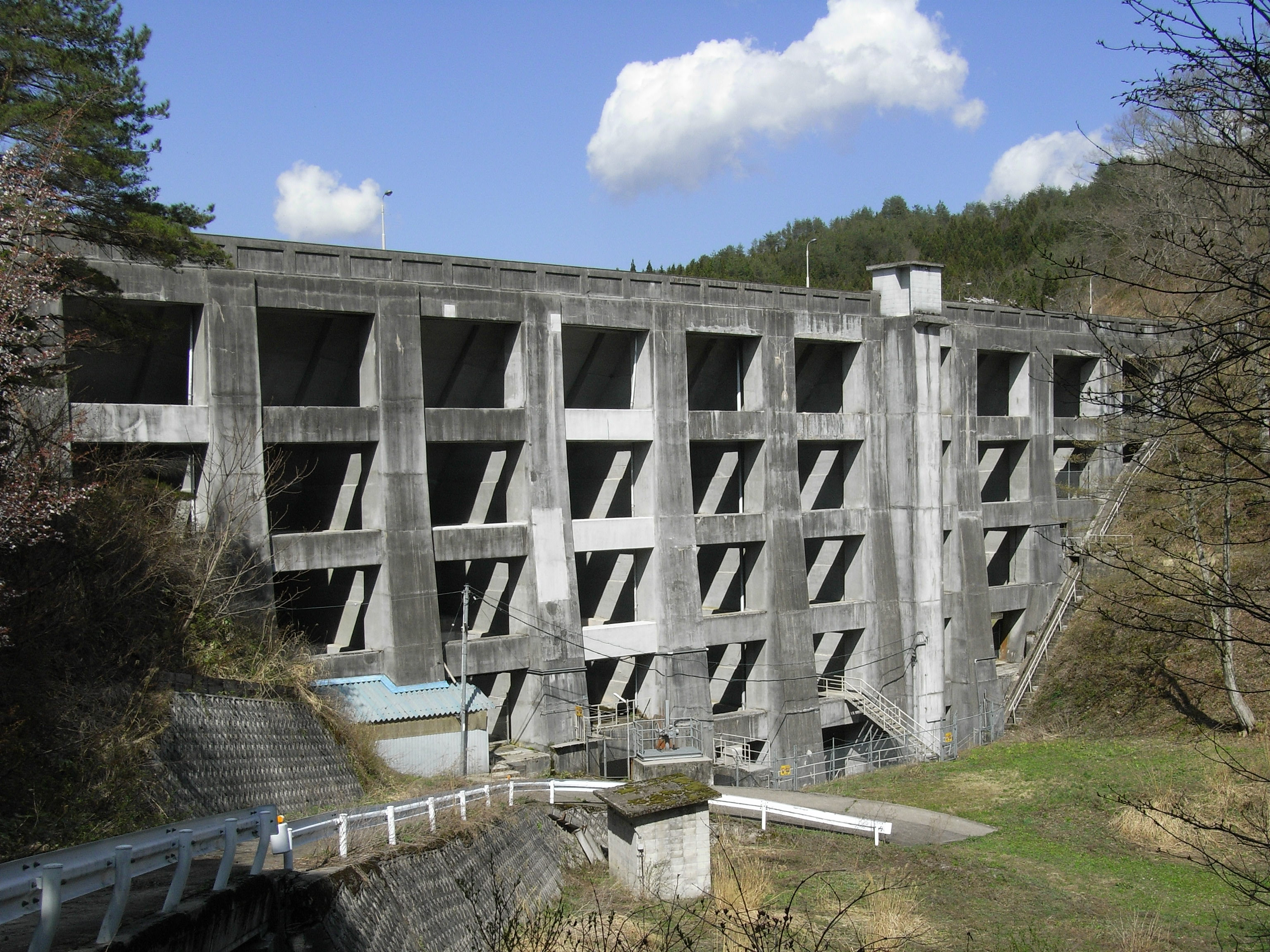
恩原ダム（恩原川）。国の登録有形文化財。
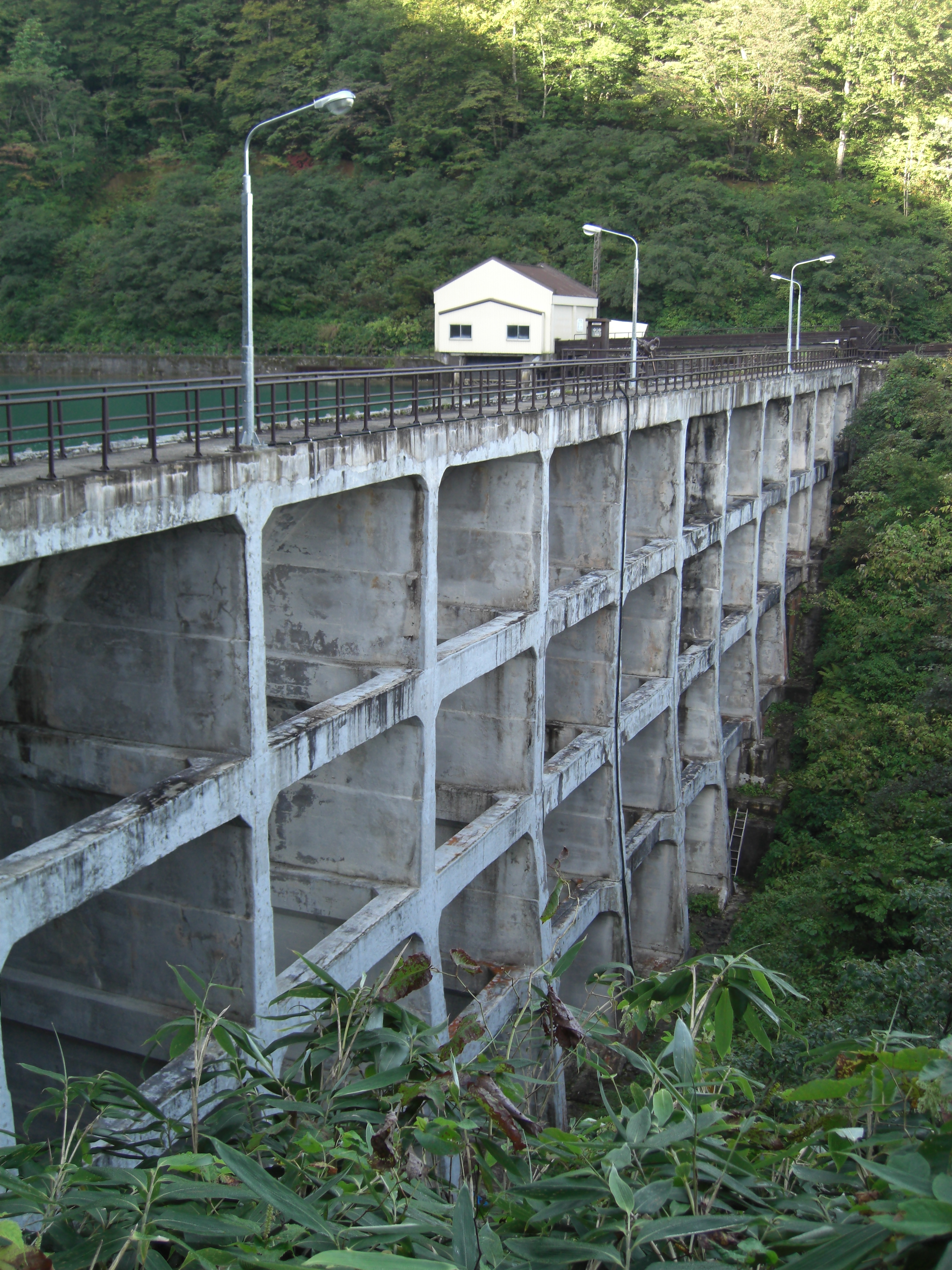
真川調整池（牛首谷川）。土木学会選奨土木遺産。
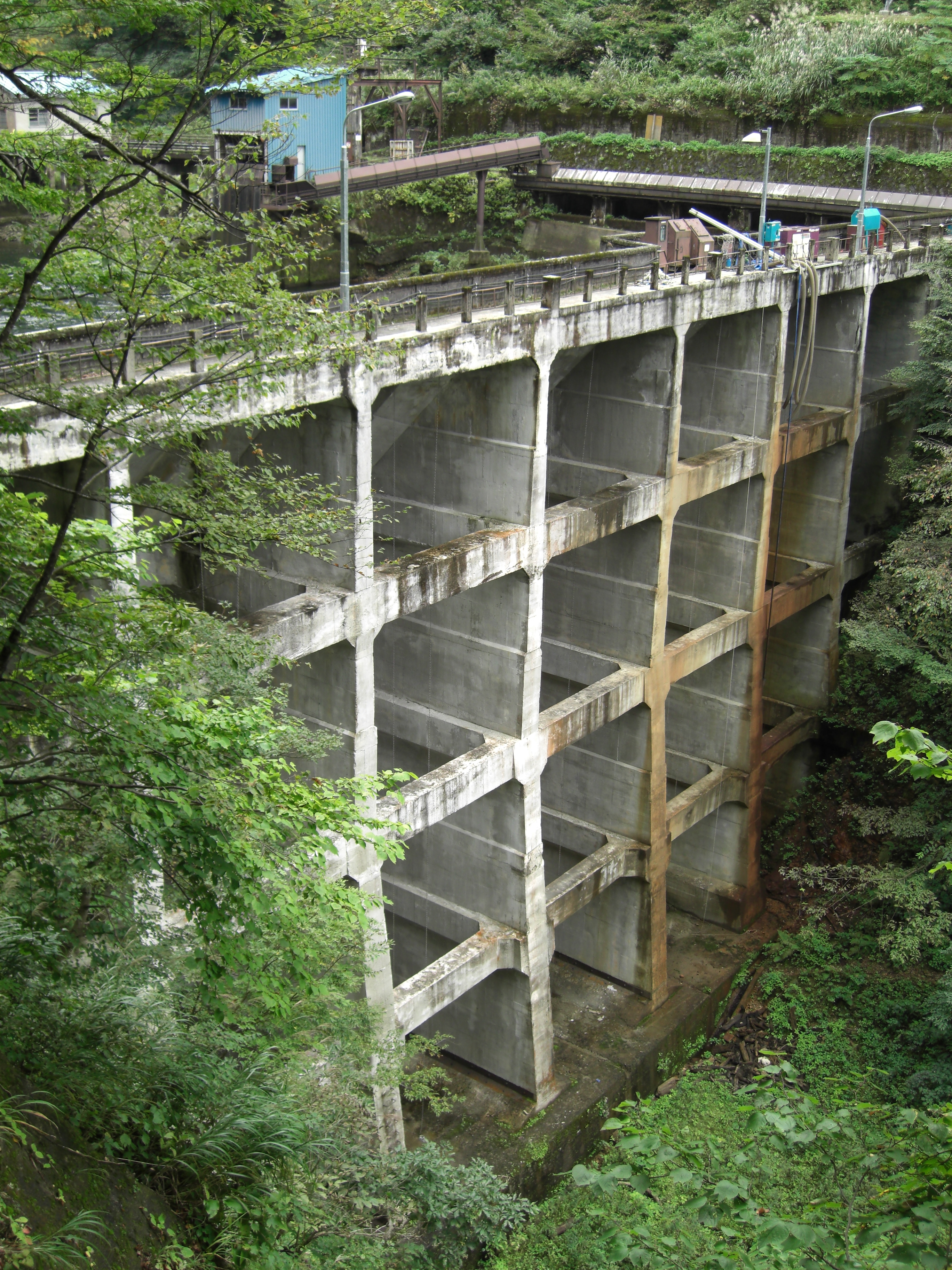
真立ダム（マッタテ川）。土木学会選奨土木遺産。
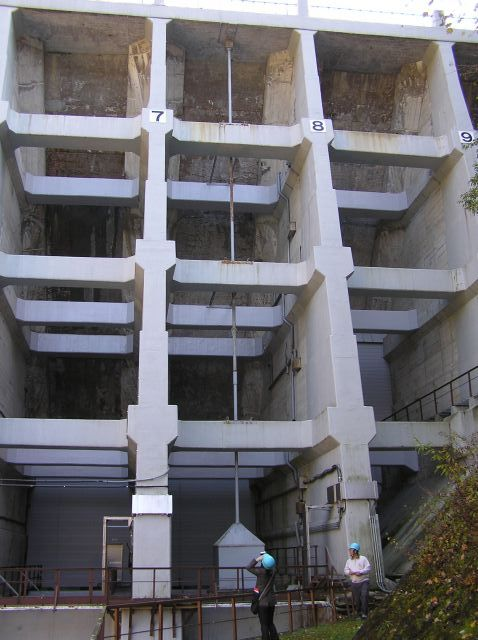
日本最大のバットレスダム、丸沼ダム（大滝川）。国の重要文化財。
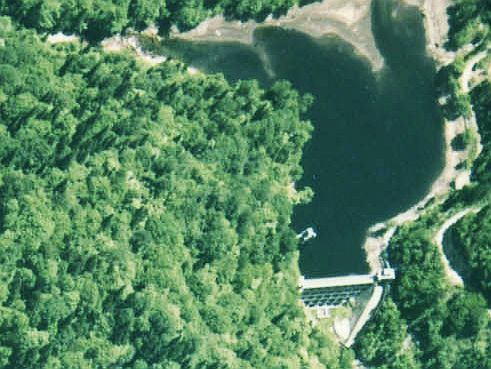
日本最後のバットレスダム、三滝ダム（三滝川）空撮。土木学会選奨土木遺産[16]。

### 慣行水利権者との争い

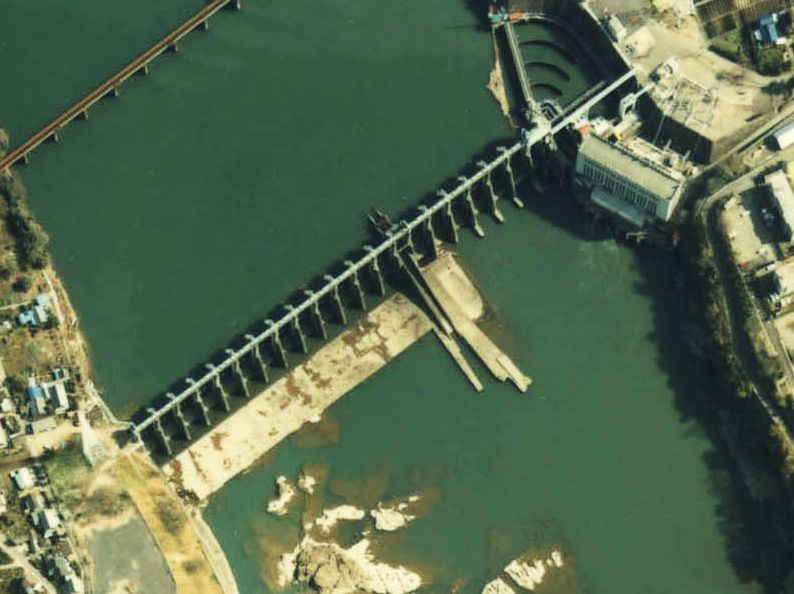
宮田用水事件を解決に導いた今渡ダム（木曽川）空撮。

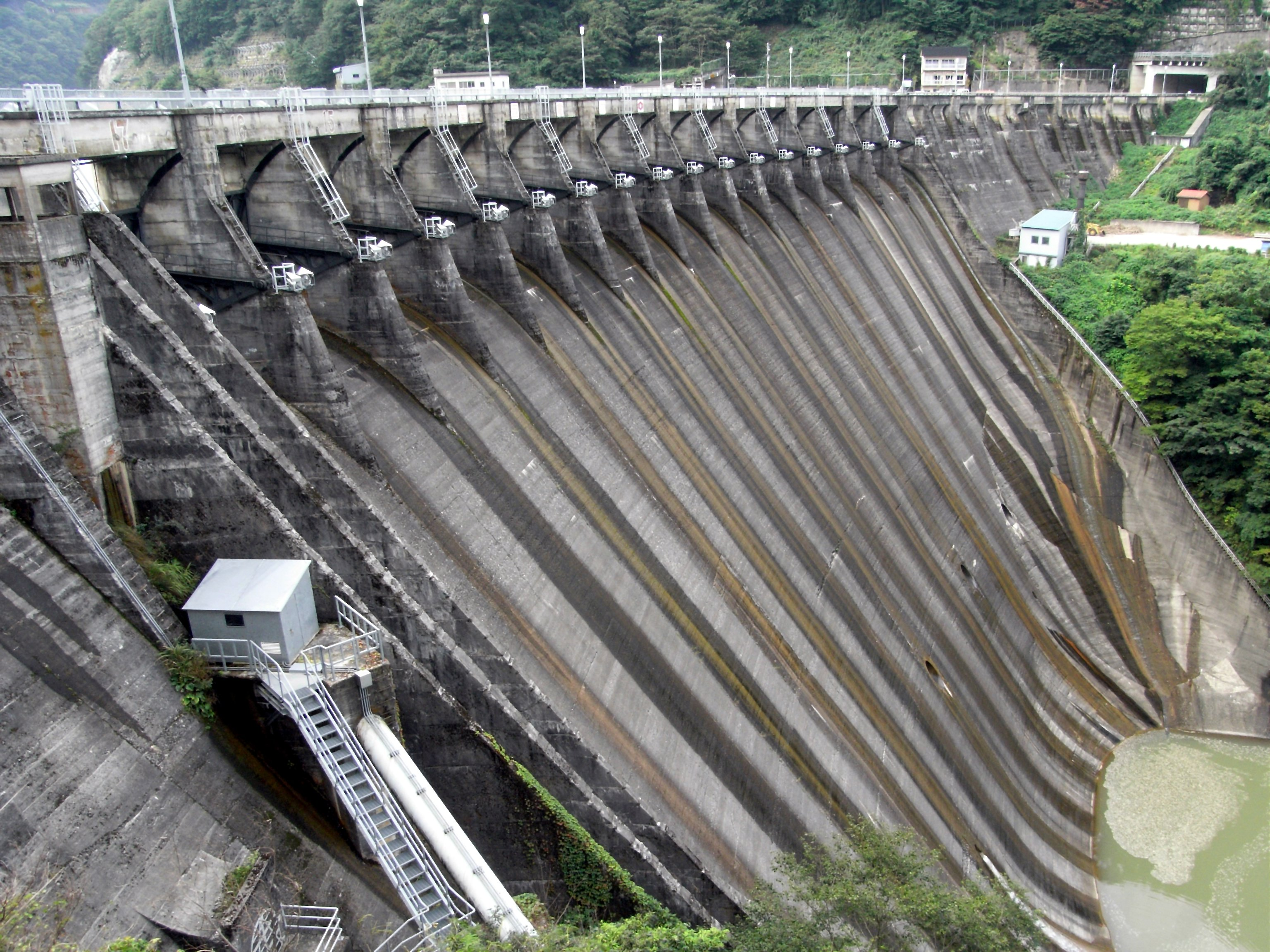
庄川流木事件の舞台となった小牧ダム（庄川）。国の登録有形文化財。

こうして大正時代のダム事業は主に電気事業者が中心となって日本各地にダムを建設していった。しかし、水力発電のために河川から取水することで下流の水量が減少し農業用水、あるいは当時盛んに実施されていた流木に対する影響が表面化した。1896年（明治29年）に日本初の河川関連法規である旧河川法、1911年には電気事業法が成立したがこれらの法律では対応し得ない状況であり、江戸時代以前より農業用水を取水している農民や林業を営む流木業者が持つ慣行水利権と電気事業者が獲得した新規発電用水利権が衝突する例が発生した。
この時期の農業に関する慣行水利権者と電気事業者の対立として知られるのが宮田用水事件である。宮田用水は徳川家康が御囲堤の建設を伊奈忠次に命じた1608年（慶長13年）にその歴史を遡る。当初は御囲堤によって従来使用していた農業用水取水口が閉鎖されることに対する代替事業の性格があったが、その後長期間を掛けて整備された農業用水であり、木津（こっつ）用水と並んで濃尾平野南部約1万7000ヘクタールの主要な水源となっていた。1924年8月16日に大井ダムは貯水を開始したが、宮田用水組合はこの時期は灌漑期間中であるから9月下旬まで貯水開始を遅らせて欲しいと事前に大同電力へ要望していた。ところが大同電力は組合に無断で貯水を開始したことから下流の農地では折からの旱魃もあって取水量が減少して農民は大混乱を来たし、流域各所で水争いが頻発した。組合側はこれを福澤桃介ら大同電力の暴挙と厳しく非難、下流水利権の保護を強力に要請した。当初大同電力は大井発電所使用許可における付帯命令書で下流水利権への支障がある場合は関係者と協議して適当な対策を講じることという条項があったため、木曽川に仮堰を設置して用水取水を円滑にする対策を採っていた。しかし仮堰の設置に掛かる費用が重くなり1929年1月に仮堰設置負担金の支払いを拒否した。このため再度取水量が不安定になり下流域の農地では流血を伴う水争いや小作争議にまで発展する事態になった。宮田用水組合と木津用水組合は水利権の許認可を持つ岐阜県を始め愛知県や河川行政を監督する内務省、電力行政を監督する逓信省、農政を監督する農林省に対し繰り返し陳情書や意見書を提出した。1930年より愛知県知事が調停に立つ姿勢を見せ、1933年（昭和8年）には両組合が大井ダム下流に逆調整池を建設して木曽川の水量を一定にするよう陳情書を提出したことから事態は動き出す。
逆調整池とは発電用ダムの放流によって下流の河川水量が不均等になることで起こる弊害を防ぐため、ダムを建設して上流からの放流水を貯水することで水量を貯水池で調整し（逆調整）、下流には均等な水量を放流して水位の変動による影響を最小限に抑える目的をもったダムのことである。当時大同電力と、飛騨川流域の電力開発を進めていた東邦電力は奇しくも同じ地点に逆調整池の建設計画を進めていた。この逆調整池が今渡ダム（木曽川）である。木曽川と飛騨川の合流点直下に建設するこのダムによって、大井ダムのみならず飛騨川上流の水力発電所から放流される水量も調節できることで急速に計画が具体化。大同・東邦両電力は愛岐水力という合弁会社を設立して1935年（昭和10年）より今渡ダムの建設を進め、1939年（昭和14年）に完成する。しかし放流する水量を巡る意見の相違が解決せず、戦時中の1942年（昭和17年）5月に至り灌漑期間中の条件付きではあるが毎秒100立方メートルの放流が義務付けられたことで、都合20年近くにおよぶ争議は解決した。
一方流木に関する慣行水利権者と電気事業者との対立として知られるのが庄川流木事件である。1917年（大正6年）、日本電力の子会社である庄川水力電気社長・浅野総一郎は庄川本流に小牧ダムを建設するため、富山県に発電用水利権の許可申請を提出。2年後の1919年に許認可が下りて1925年（大正14年）に小牧ダムの建設に着手した。しかし庄川本流にダムを建設することで、飛騨・五箇山方面からの流木が途切れることで木材運搬と従事する労務者の生活に多大な支障が出ること危惧した飛州木材はダム建設に反対、1926年10月5日にダム建設差し止めの仮処分申請を裁判所に提出した。この争議において中心的な役割を果たしたのは、飛州木材専務取締役の平野増吉であった。平野は1927年12月31日にある人間の仲介で浅野総一郎と面談したが、席上浅野は「流木が流れないから発電工事に故障を申し立てるのは怪しからん」と出会い頭に放言、さらに「君の山には木が何本あって、一本幾らだ。山ぐるみ残らず買ってやるから値段を言いなさい。名古屋での相場で買ってやる」と高飛車な態度に終始した。
その後庄川水力電気と飛州木材の対立は先鋭化して法廷闘争や流血事件に発展、平野の知己である中野正剛の調停も失敗に終わるなど泥沼であった。膠着した事態が動くのは1930年10月、大阪地方裁判所で行われた堰堤仮排水路締切禁止の仮処分申請を巡る民事訴訟であり、大阪地裁は飛州木材の流木権を認め、庄川水力電気の横暴を戒める一方で双方の和解を勧告した。民事訴訟は取り下げられ、同時期に行われた行政訴訟は敗訴したものの庄川水力電気が木材会社の株式取得や流木業者の失業補償、さらに国道156号の原型となる「百万円道路」建設などを行うことで1933年（昭和8年）8月に全面解決を見た。なお飛州木材は飛騨川筋においても、瀬戸第一発電所の取水を巡る日本電力との紛争が発生し一時は一触即発の事態に陥ったが、岐阜県議会議長の仲介によりダムに流筏路を建設することで1924年和解が成立した。これを益田川流木事件と呼ぶ。
何れの例も、私権の保護が不十分であった時期の紛争であり、庄川流木事件を戦った平野も「日本国憲法があればここまでにはなっていなかっただろう」と後に語っている。ダム事業を巡る補償問題の初期例であり、戦後ダム事業が積極的に進展するに連れ補償問題はより複雑なものになって行く（後述）。

## 昭和初期（1926年-1944年）
大正時代のダム建設ブームにより日本のダム技術は明治以前に比べて飛躍的に向上し、高さ50メートルを超えるダム建設も盛んに行われた。一方で宮田用水事件や庄川流木事件に見られる慣行水利権者との摩擦は、日本における河川行政・法整備が実情に追い付いていないという現実を露呈させた。さらに治水事業との整合性や利水事業者同士による開発事業の衝突など、旧河川法や電気事業法では解決できず政治家による調停に委ねる例も出て、河川行政の抜本的な改革が問われつつあった。また、満州事変以降次第に日本は軍国主義の風潮が高まり、河川事業にもその暗い影が差して行ったのが昭和初期のダム事業を取り巻く環境である。

### 多目的ダムの登場
| 事業者   | 種別              | 対象水系・河川（ダム名）                                                                      |
| -------- | ----------------- | --------------------------------------------------------------------------------------------- |
| 内務省   | 直轄              | 北上川（田瀬） 名取川（釜房） 鬼怒川（五十里） 淀川（琵琶湖） 由良川（大野） 猪名川（猪名川） |
| 内務省   | 委託              | 江戸川＊東京市に委託                                                                          |
| 県       | 単独              | 相模川（相模） 揖保川（引原） 錦川（向道） 木屋川（木屋川） 小丸川（松尾）                    |
| 県       | 国庫補助          | 旭川（旭川） 黒瀬川（二級） 厚東川（厚東川） 大野川（百枝）                                   |
| 県       | 河川改良補助      | 諏訪湖（釜口水門）                                                                            |
| 県       | 中小河川 改良補助 | 浅瀬石川（沖浦） 黒瀬川（二級） 香東川（内場）                                                |
| 電力会社 | 単独              | 奥入瀬川（十和田湖） 玉川（田沢湖・神代・夏瀬） 猪苗代湖 青木湖                               |

1896年（明治29年）に制定された旧河川法では治水事業は堤防整備を主体とした河川改修が主眼であり、ダムを活用するという流れはなかった。またダム事業自体も単一事業者が単一の目的で建設しており、複数の事業者が関与することもなかった。こうした状況下で宮田用水事件や庄川流木事件、あるいは同一河川における水力発電事業で複数の事業者が水利権の所在を巡り対立するなどの事案が多発する。大正時代より逓信省、農林省がそれぞれ水力発電・灌漑目的の立場から法改正を画策したが河川行政を管轄する内務省の猛反対によって日の目を見なかった。ようやく法整備に関する事態が動き出したのは1926年（大正15年）8月26日に勅令第270号として公布された河川行政監督令である。即ち当時盛んだった水力発電に係る河川占用の許可を内務大臣の許認可事項とする内容のもので、内務省の河川行政への専管業務を強化する意図があった。またダムの基準についても従来曖昧だったものを統一するため、1935年（昭和10年）5月27日内務省は省令第36号として河川堰堤規則を、6月15日には逓信省が省令第18号として発電用高堰堤規則をそれぞれ制定。二つの政令によって「基礎岩盤からの高さが15メートル以上（河川堰堤規則ではアースダムは高さ10メートル以上）」というダムの基準が日本で初めて確立した。
こうした流れの中、一人の学者がその後の日本における河川行政の流れを大きく変える論文を発表する。東京帝国大学教授・東京帝国大学地震研究所研究員・内務省土木試験所長の職に在った当時38歳の物部長穂である。物部は1920年（大正9年）に耐震構造に関する論文で第一回土木学会賞を受賞、その後耐震構造学の権威として重力式コンクリートダムの耐震理論を確立し今日まで地震による重力ダムの致命的な損壊を防ぐ重要な基礎を築いた。河川工学にも精通する物部は1926年に『わが国に於ける河川水量の調節並びに貯水事業について』という論文を発表し、河川総合開発・多目的ダム建設の必要性を主張した。論文の要旨は以下の通りである。
1. 河道が全能力を発揮する期間は極めて短いので、貯水による河川水量の調節は洪水防御上有利。
2. 発電が渇水に苦しむのは冬季であり、冬季には大洪水の心配はないから治水容量は発電に利用可能。夏季の渇水には多目的として貯水池を少し大きくする。
3. 貯水池地点は日本では一般に有利な地点が少ないので、多目的に利用する。治水・灌漑用はなるべく平地に近く、発電用は上流部が有利なので水系一貫的に効率・有機的な運用を行う。
4. 大規模貯水池の下流には逆調整池を設け、貯水池埋没対策として、将来は大規模な砂防事業を進める。
5. 民間企業の貯水池も治水・利水の総合計画にするため補助金など助成策を講じる。
6. 計画は、公平な立場にある河川管理者が統制する。

同年12月には内務省内務技師である萩原俊一も共同貯水池建設事業の国による斡旋と調査の必要性を内務大臣に上申しているが、物部論文は大きな反響を呼ぶ。内務省では内務省内務技監・後に内務省土木会議議長を兼務した青山士（あきら）がこれに注目した。青山は日本人で唯一パナマ運河の建設事業に参加し、帰国後大河津分水路や荒川放水路の建設事業で総指揮を執るなど当時第一線で活躍していた内務官僚である。当時アメリカでは1910年（明治43年）よりテネシー川流域開発公社（TVA）によるテネシー川総合開発が始まり、1913年（大正2年）からはマイアミ川総合開発に基づく5か所のダム建設も実施していた。また法整備という面でも1913年に治水・利水の統一水法として近代水法の模範となったプロイセン水法を皮切りに欧米で相次いで河川関連法規が制定、1934年（昭和8年）にそれら欧米水法の完成形としてオーストリア水法が成立するなど国外では河川総合開発に対する動きが加速していた。青山は1935年（昭和10年）10月に土木会議を開催、物部論文を最優先とする河川事業を国策で推進することを決定した。ここに河川総合開発事業の前身となる河水統制事業が開始された。
第一に計画されたのは五十里ダムである。利根川の大支流・鬼怒川に合流する男鹿川に計画された五十里ダムは鬼怒川改修計画の一環として治水を主目的に1926年より計画されたが、河水統制事業としてその後水力発電目的が加わり1940年（昭和15年）より着工された。完成例としては愛知県が庄内川水系山口川に1933年完成させた山口ダムが日本初であり、治水・灌漑・上水道供給が目的の河水統制事業であった（後に廃止）。翌1934年（昭和9年）には青森県が沖浦ダム（浅瀬石川）、1935年には香川県が長柄ダム（綾川）の建設にそれぞれ着手するなど当初は地方自治体が先駆けて河水統制事業を手掛けた。1937年（昭和12年）になると念願であった河水統制事業調査費が予算として認められ、内閣に河水調査協議会が設置されて本格的な調査が64河川で開始、1940年には調査費の国庫補助も開始された。こうした動きにより右表にある通り多くの河川で多目的ダムなどの河水統制事業が着手され、1940年には現存する日本初の多目的ダムとして山口県が向道ダム（錦川）を完成させた。地方自治体にやや遅れて内務省も直轄ダム事業による多目的ダム建設を計画、琵琶湖河水統制事業や北上川五大ダムの第一弾である田瀬ダム（猿ヶ石川）、釜房ダム（碁石川）、大野ダム（由良川）、猪名川ダム（猪名川）などが計画・施工された。しかし河水統制事業は程なく軍部に翻弄されてゆく。

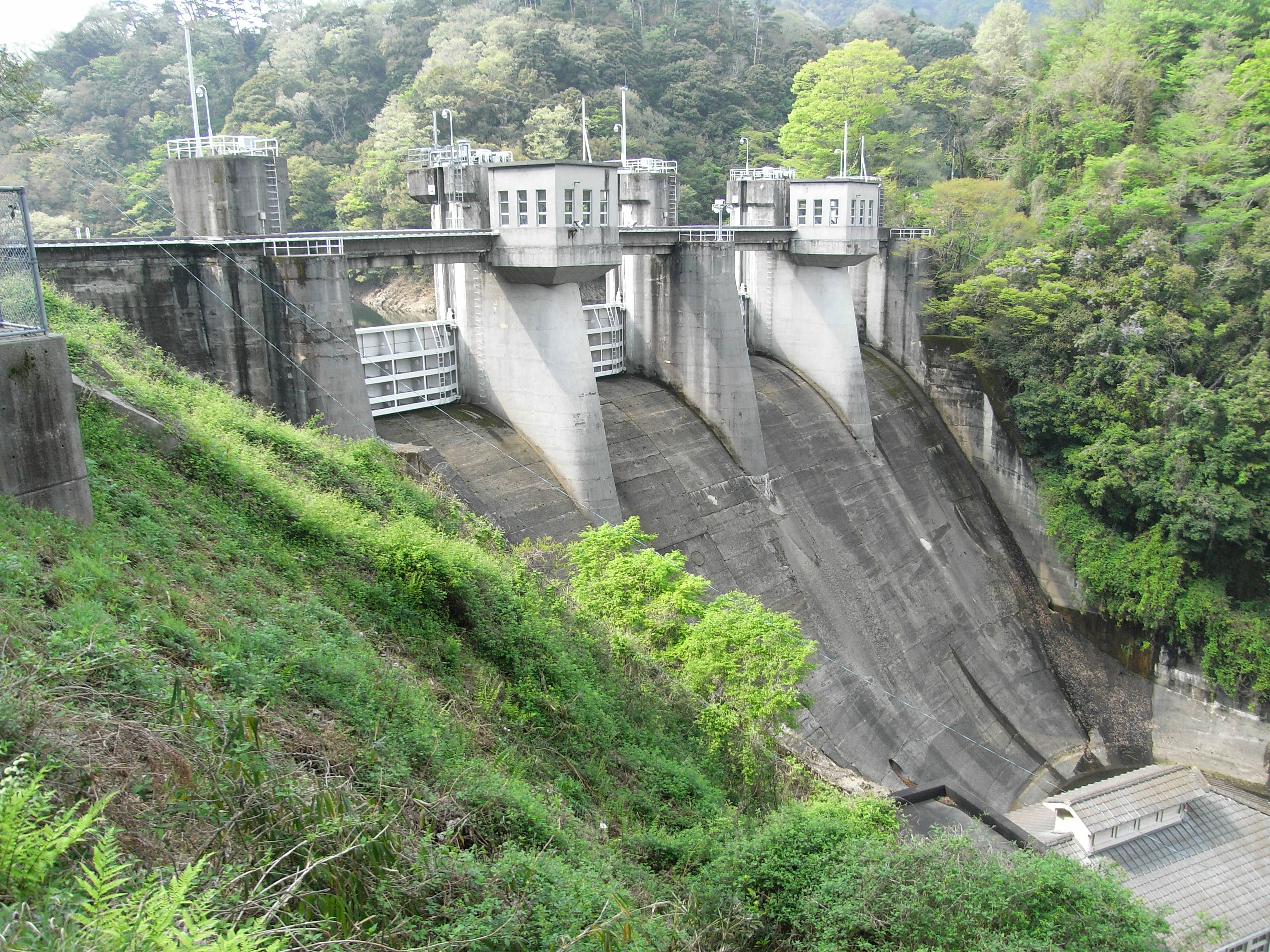
現存する日本初の多目的ダム、向道ダム（錦川）。
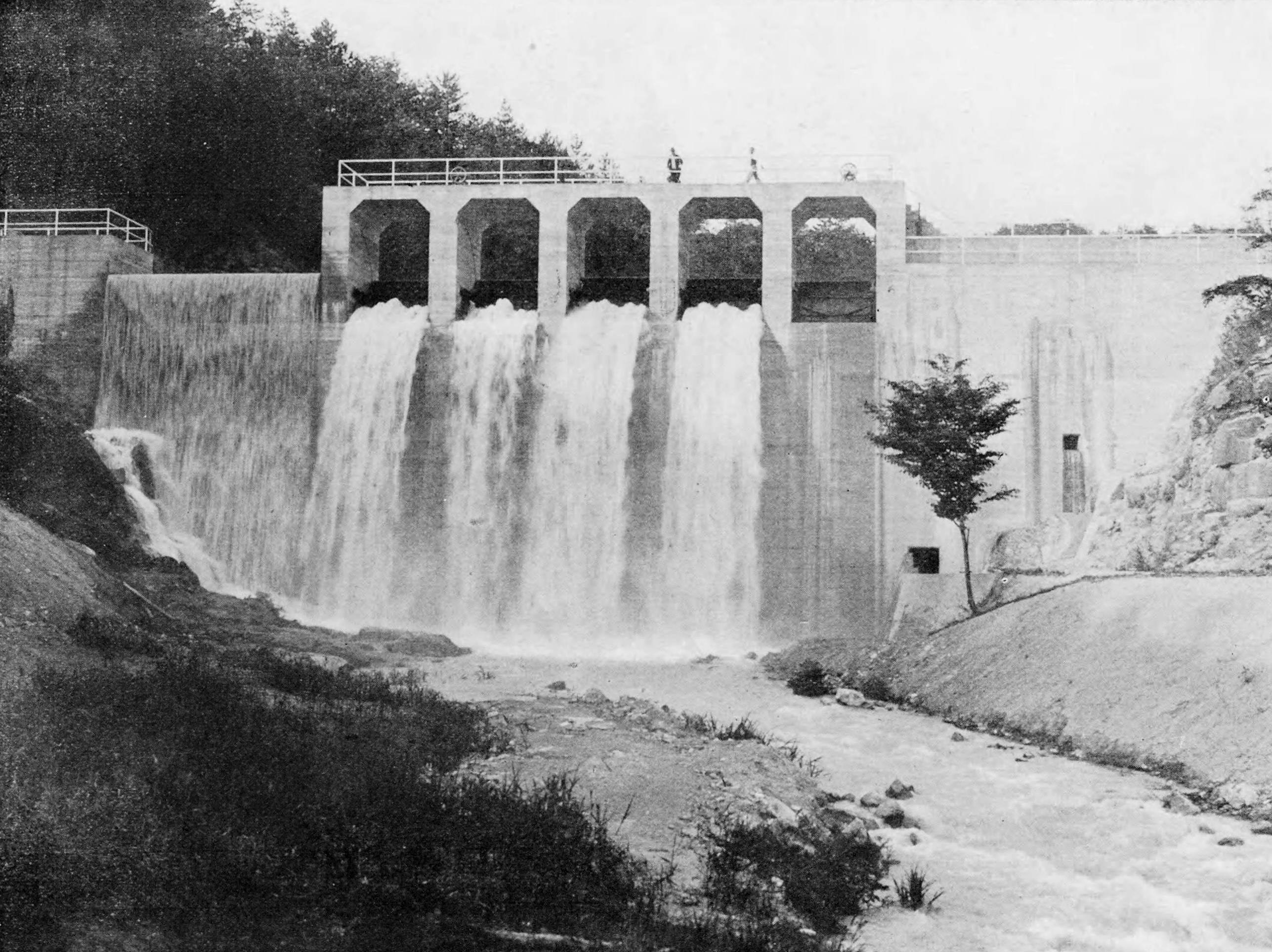
日本初の河水統制事業、山口ダム（山口川）。現在運用はされていない。
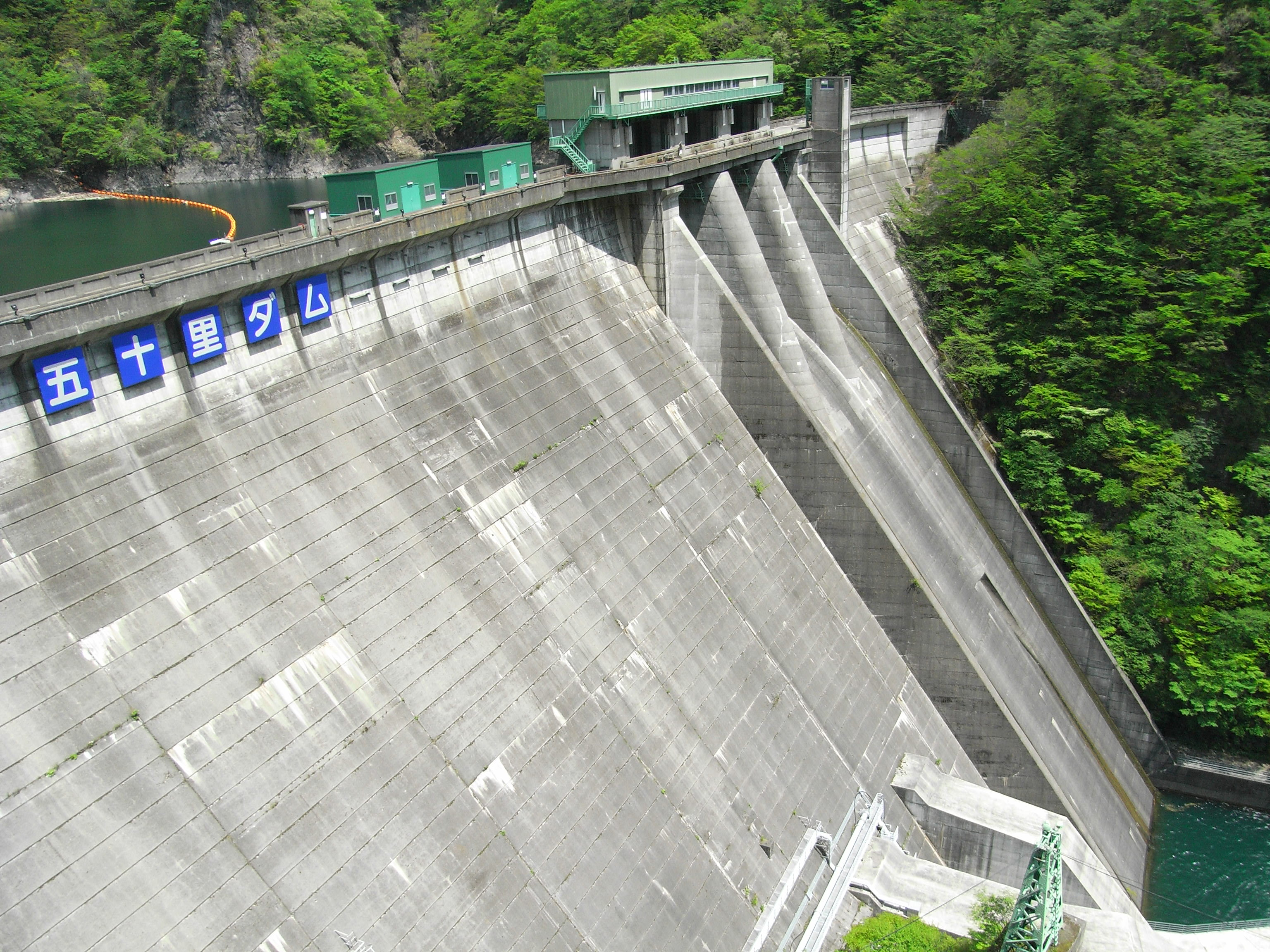
日本で最初に計画された直轄ダム、五十里ダム（男鹿川）。1956年（昭和31年）完成。
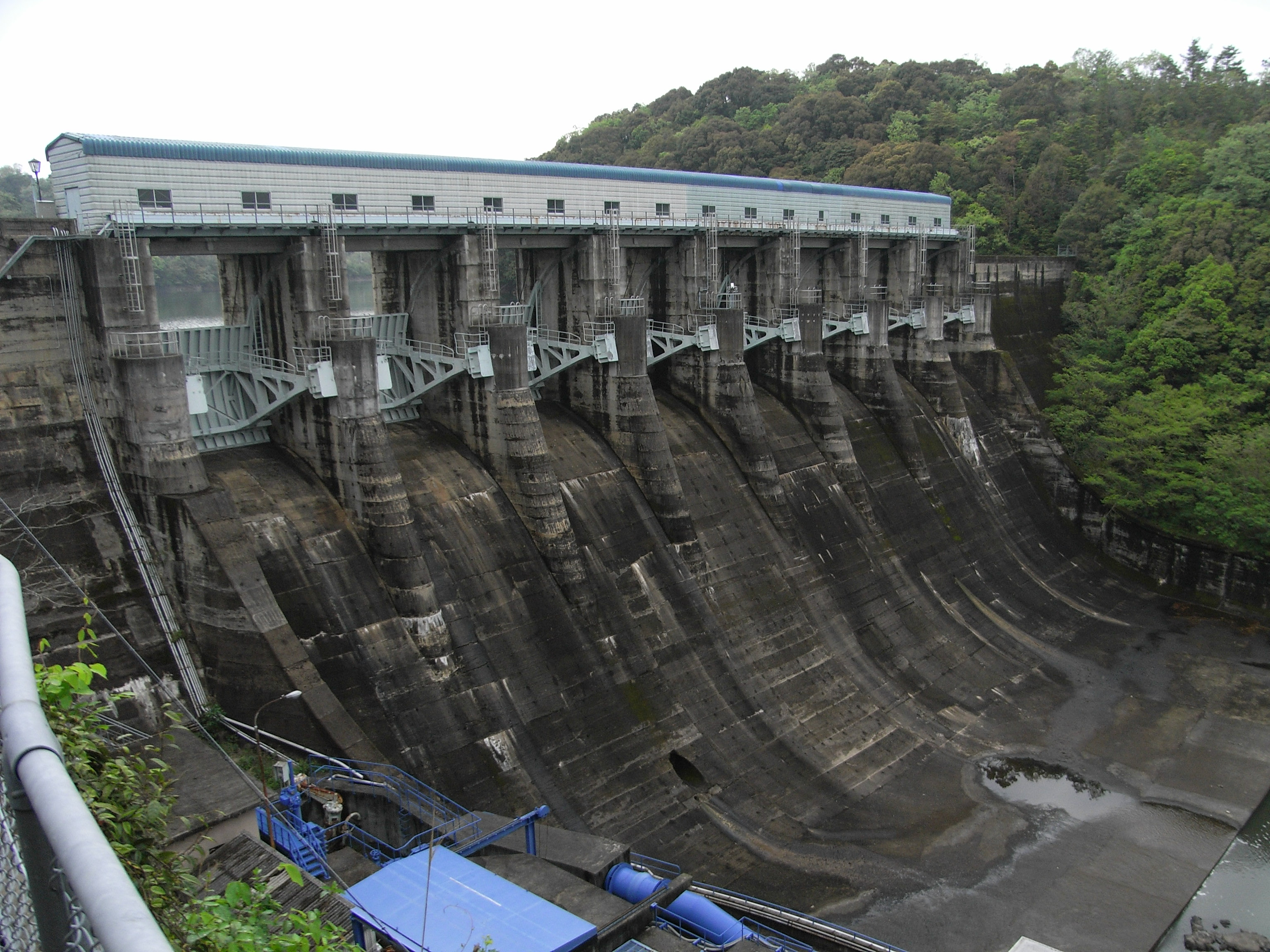
最初期に計画された多目的ダムの一つ、厚東川ダム（厚東川）。戦後宇部興産が事業に参入し1950年（昭和25年）完成

### 台湾・朝鮮のダム事業

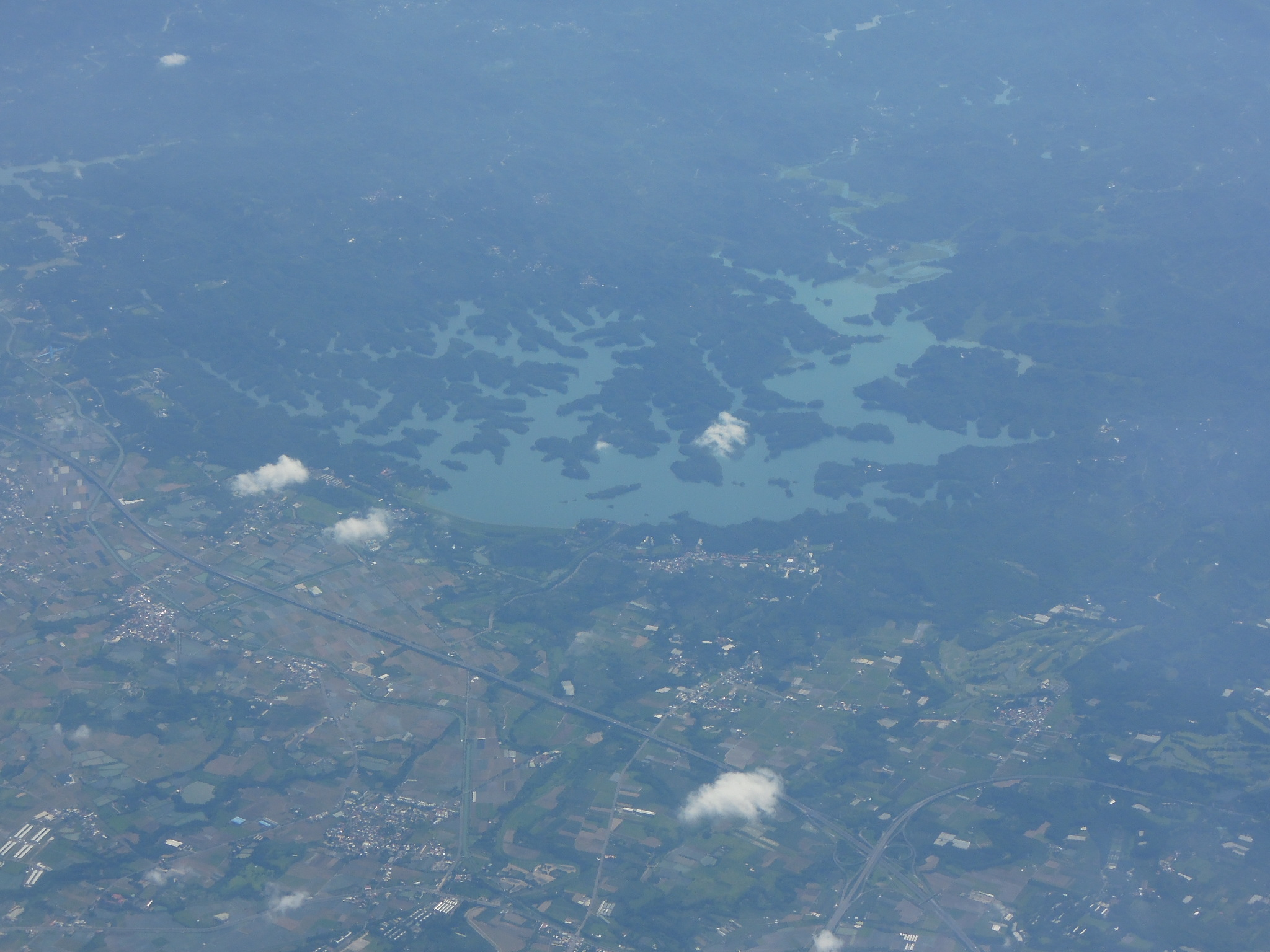
八田與一の手によって建設された烏山頭ダム（官田渓）空撮。

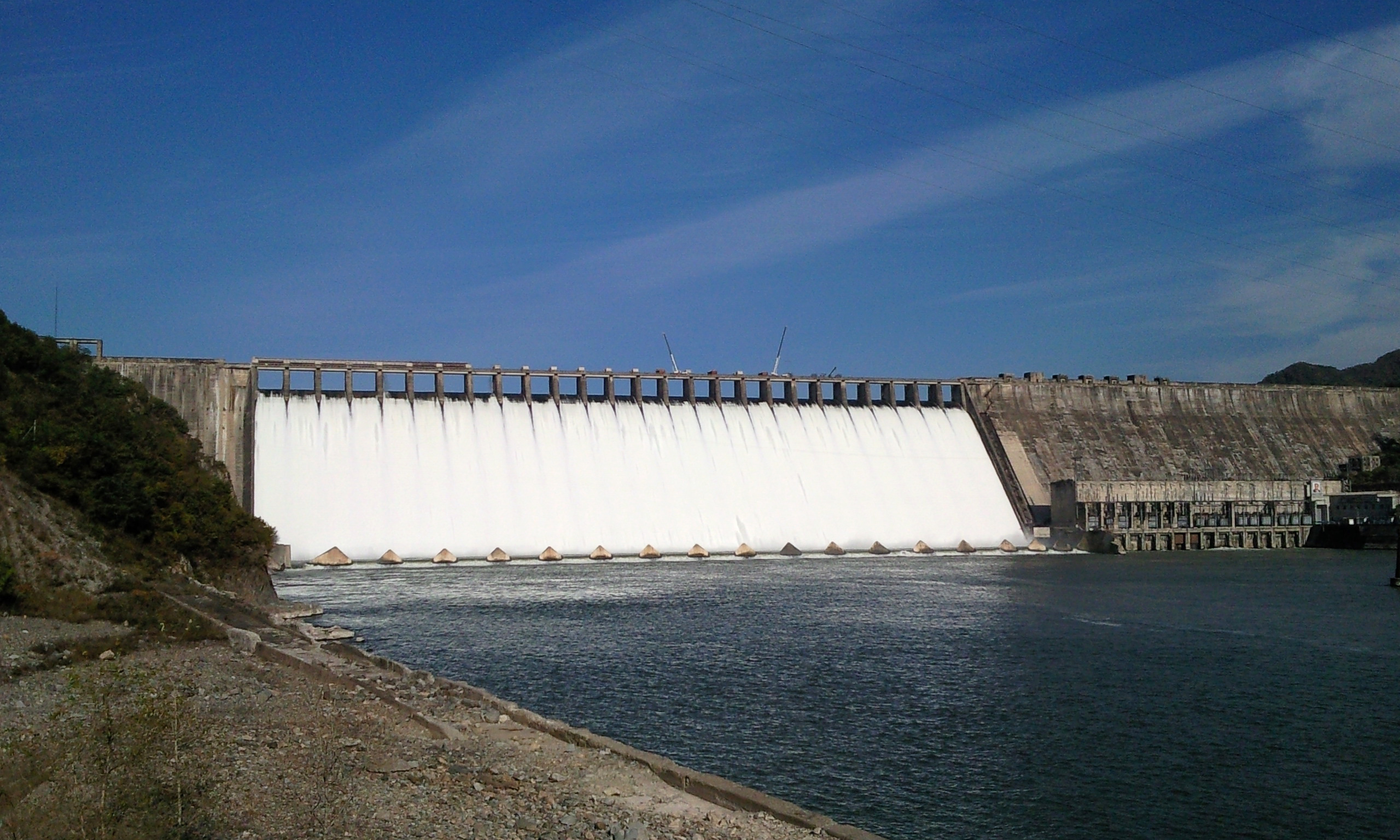
完成当時世界有数の規模だった水豊ダム（鴨緑江）。画面左側が中国領、右側が北朝鮮領。

当時の日本は1895年（明治28年）日清戦争の勝利によって台湾を併合、1910年に日韓併合を行い朝鮮半島を併合し両地域は日本の統治下にあった。日本統治下の台湾や朝鮮半島においても、ダム建設が進められていた。
台湾において日本人が手掛けた代表的なダムとして、烏山頭（ウサントウ）ダムがある。台南州を流れる曽文渓は全長140キロメートルの台湾第三の大河であり、流域には香川県と同面積の15万ヘクタールにおよぶ嘉南平原が広がる。しかし嘉南平原は慢性的な水不足と排水不良に悩まされており、農業生産力の向上には嘉南平原の灌漑整備が不可欠であった。台湾総督府は嘉南平原に農業用水を供給するため、用水路である嘉南大圳（たいしゅう。用水路のこと）の整備を計画する。この嘉南大圳建設に携わったのが台湾総督府内務局土木課に勤務していた八田與一である。小樽港築港に携わった東京帝国大学教授広井勇門下で、物部長穂・青山士と同門である八田は曽文渓支流の官田渓に烏山頭ダムを建設すると共に台湾最大の河川である濁水渓より水を導水して、嘉南平原に水を供給するという嘉南大圳事業を計画した。1920年（大正9年）より着工された烏山頭ダムは高さ56.0メートルのアースダムであり、総貯水容量は1億5000万立方メートルと完成当時日本最大、東洋一の規模を誇る大ダムであった。ダム建設はトンネル工事中に石油が噴出したことによる爆発事故で50名が死亡したり、関東大震災の余波で事業費が削減され労務者を大量解雇せざるを得ないという苦難に遭遇したが、解雇した労務者の再就職に奔走したり、学校や病院などを建設して労務環境を高めるなど現地での信頼を高めて行った。総事業費5413万円と10年の歳月を費やしダムを含む嘉南大圳は完成し、コメやサツマイモなどの増産に大きく寄与する。完成当時「八田堰堤」と呼ばれていた烏山頭ダムの人造湖は珊瑚潭と命名された。
その後も八田は土木事業に携わるが1942年に灌漑事業調査のためフィリピンへ向かう途中、アメリカ海軍の潜水艦に雷撃を受けて乗船大洋丸が沈没し殉職、妻は1945年の日本敗戦時に烏山頭ダムの放水口に投身自殺するという悲劇を産んだ。しかし愛知用水の10倍におよぶ給水面積を有する嘉南大圳はその後も嘉南平原を潤しており、台湾で八田は「嘉南大圳の父」として尊敬されて銅像 が建立され、八田の命日である5月8日には毎年地元農民によって墓前祭も催されるほか、2011年（平成23年）には八田與一記念公園が完成し馬英九台湾総統も記念式典に出席している。長編アニメ映画『パッテンライ!! 〜南の島の水ものがたり〜』は八田を描いた作品である。なお台湾では烏山頭ダムのほかに日本統治下で建設されたダムとして水社ダム（日月潭水庫）がある。水力発電を目的に1934年建設されたこのダムの人造湖は日月潭の名で知られるが、元々天然湖沼である日月潭にダムを建設すると同時に濁水渓に建設した武界ダムから水を導水して貯水容量を増加させることで発電を行う。総貯水容量1億7200万立方メートルに規模が拡大した日月潭は台湾最大の湖であり、台湾の主要な観光地の一つでもある。ダムは日本の敗戦で中華民国に接収された後、台湾電力が管理している。
朝鮮半島における日本人が手掛けた代表的なダムとしては、鴨緑江の水豊（スープン）ダムがある。水豊ダムは朝鮮総督府と満州国との共同事業として建設された。満州国では重工業の発展や南満州鉄道の敷設が進む一方で電力供給が不足していた。朝鮮総督府や関東軍、満州国国務院は豊富な水量を有する鴨緑江の河川総合開発を企図、1936年に南次郎が第7代朝鮮総督に就任したことで計画は積極的に進められ、1937年1月には鮮満鴨緑江共同技術委員会を設置。ダム建設に関する具体的な調査が開始された。8月には事業主体である鴨緑江水電が設立され、初代社長には朝鮮半島で水力発電事業を展開していた朝鮮窒素肥料の野口遵（したがう）が就任した。ダム建設によって朝鮮・満州国合計で約1万5000戸という空前規模の移転戸数が生じ、約7万人もの住民が移転を余儀なくされたが、移転に従う住民がいる一方で自作農などはダム建設に強硬に反対し、事業者側は宣伝工作や強制撤去などの実力行使を以って移転させている。また労務環境も悪く、多くの殉職者を出している。こうした経緯を経て水豊ダムは1944年（昭和19年）に完成する。高さ107.0メートル、出力70万キロワットという当時日本最大のダム・水力発電所であった。なお野口遵は朝鮮半島において1929年赴戦江に漢岱里ダム、1937年長津江に葛田里ダムなどを建設したほか、水利組合により1927年蟾津江に蟾津江ダムが完成している。
さらに旧満州国内では松花江に豊満（フォンマン）ダムが1937年より満州国国務院水力電気建設局の手で施工を開始している。松花江総合開発の一環として天然湖沼である鏡泊（チンポー）湖の水力発電事業と共に計画された高さ91メートル、長さ1,110メートル、総貯水容量125億立方メートル、出力70万キロワットの多目的ダムで、当時アメリカのフーバーダム（コロラド川）に次ぐ東洋一の巨大人造湖であったが移転戸数が8,400戸とこちらも多くの住民が移転を余儀なくされている。豊満ダムも戦時中の物資不足によって工事が中断、続く日本の敗戦と満州国崩壊によってソビエト連邦軍が侵攻し発電機を奪われ、さらに国共内戦で中国人民解放軍と中国国民党軍がダム争奪戦を繰り広げるなど完成まで激動の歴史であった。豊満ダムでも労務環境が悪く、多くの中国人労働者が腸チフスや発疹チフスに罹患して死亡した。日本人労務者は1953年（昭和28年）まで当地に留まりダム管理を行っている。これら日本統治下に在った地域のダムは、日本の敗戦により現地政府に接収され運用が続けられているが豊満ダムに関しては2011年よりダム再開発事業が行なわれ、ダム直下120メートル地点に新しい豊満ダムが建設されて2019年（平成31年/令和元年）旧ダムは解体・水没した。

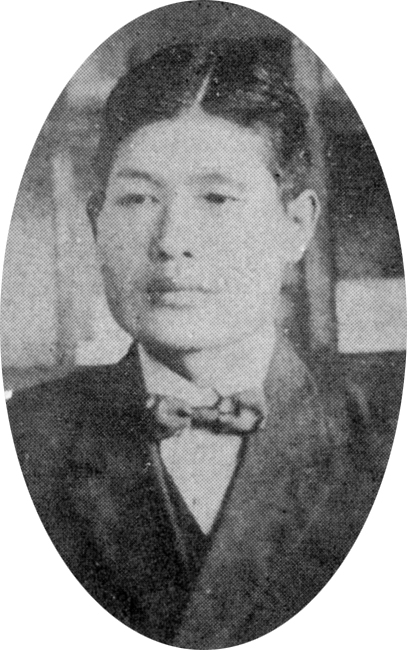
八田與一。台湾では今なお尊崇の念を持たれている。
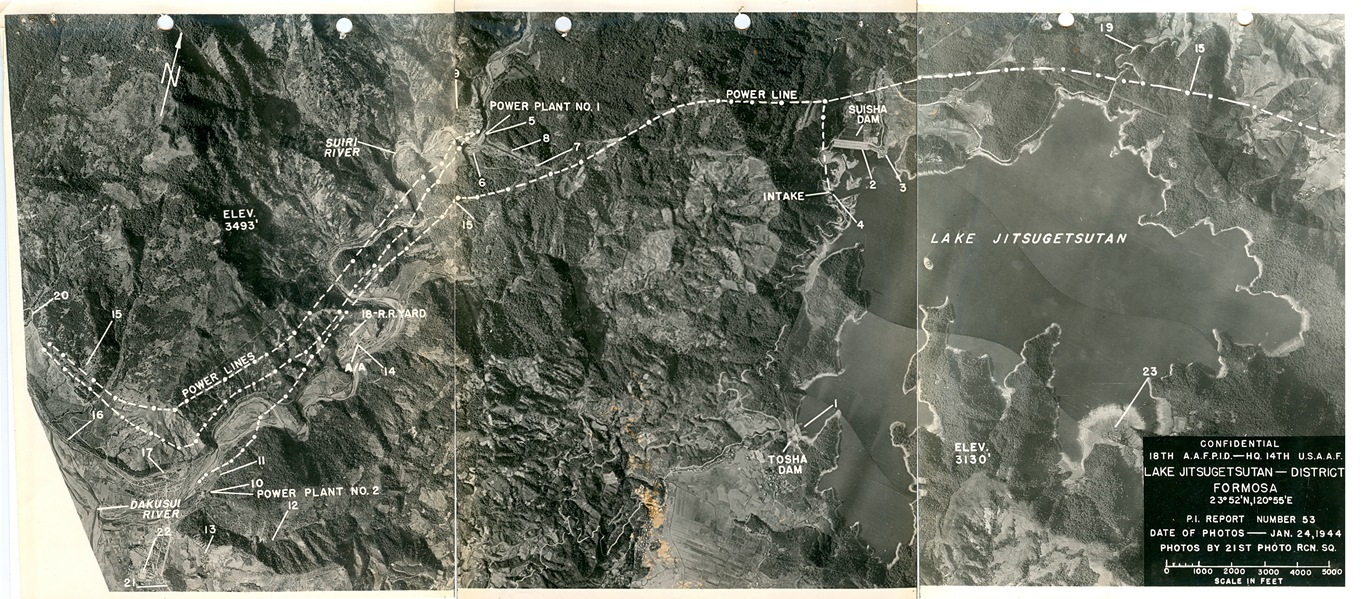
1944年（昭和19年）にアメリカ空軍が空撮した日月潭とダム・水力発電所位置図。
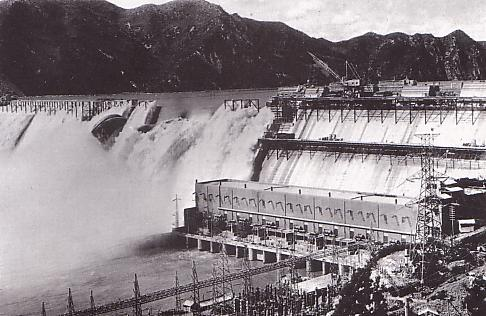
建設中の水豊ダム。
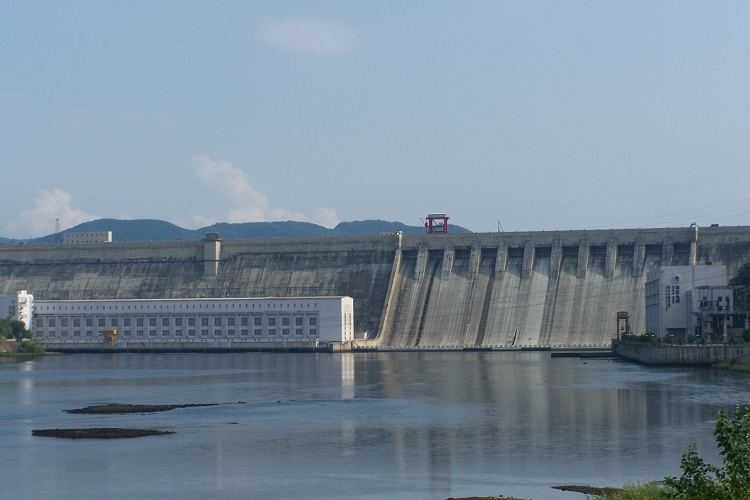
豊満ダム（松花江）と豊満発電所。再開発により新ダムが建設され水没した。

### 日本発送電とダム

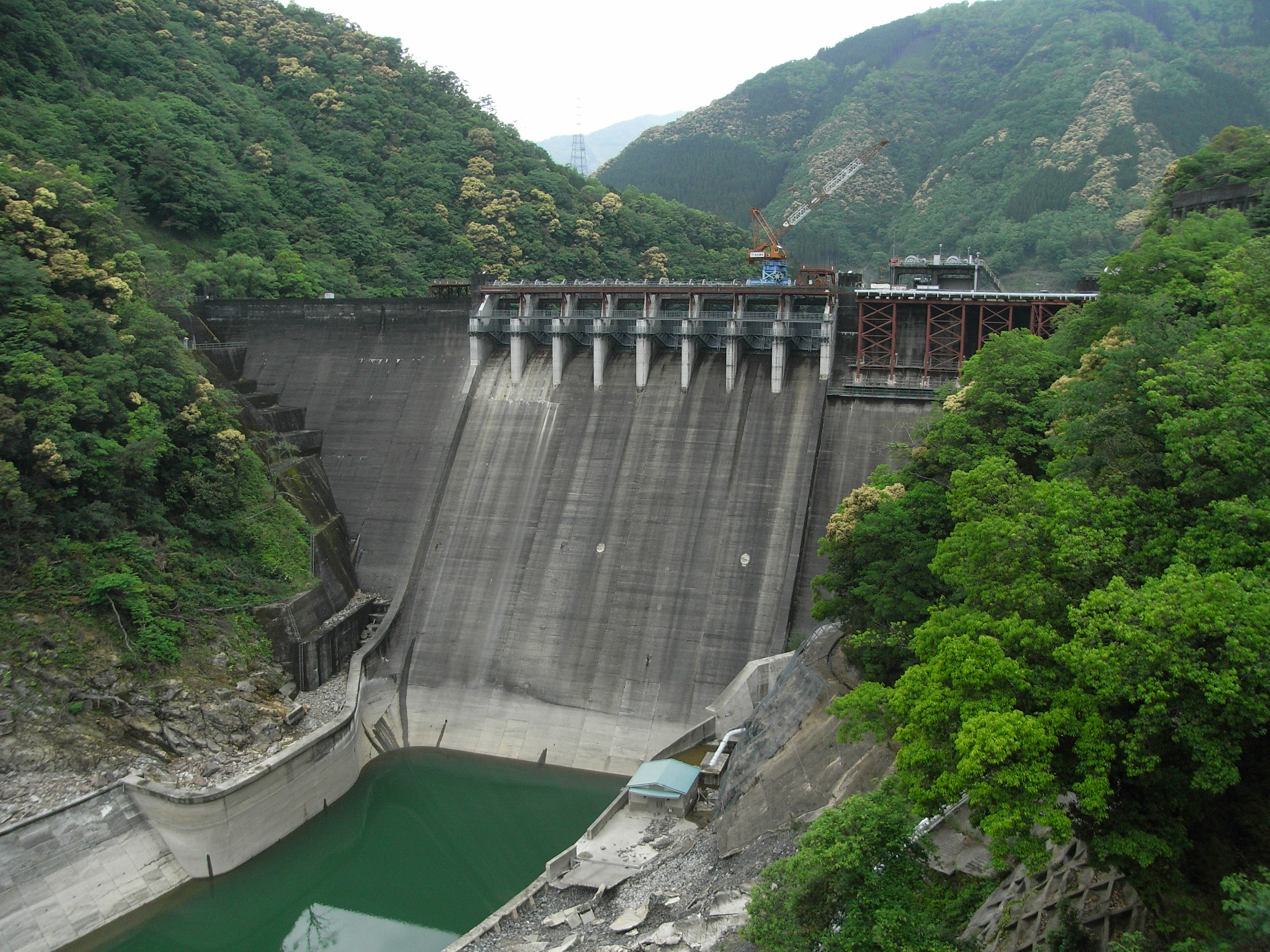
戦前では最も高かった塚原ダム（耳川）。国の登録有形文化財。

電力会社による発電用ダムの建設は大井ダム以降、より大規模なダムの建設を手掛ける方向性が強くなった。水力発電は渇水時に発電能力が減衰する欠点があったが、これを火力発電所で補うことである程度解消できた（水主火従）。電力会社はより大容量の貯水池を有する水力発電所建設を計画し、ダム建設もそれに比例して大規模なものになっていった。1929年（昭和4年）に完成した高さ79.0メートルの小牧ダム（庄川）は、庄川流木事件という問題を抱えては居たが物部長穂の耐震理論を最初に導入した重力式コンクリートダムであった。またこの頃よりコンクリートに関する技術も進歩し、従来のコンクリートダムではコンクリートに玉石を混合した玉石コンクリートが主力だったが、玉石を使わない硬練りコンクリートの研究が進められた。実用化されたのは宮崎県の耳川に建設された塚原（つかばる）ダムであり、日本で初めて可動式ケーブルクレーンをコンクリート打設に用いたほか、中庸熱セメントを主成分とした硬練りコンクリートをダム本体に使用した。塚原ダムは1938年（昭和13年）完成するが、高さ87.0メートルは戦前のダムとしては日本で最も高く、歴史的な土木遺産として小牧ダム共々国の登録有形文化財に登録された。また日本有数の急流河川である黒部川では、高峰譲吉がアルミニウム精錬の電源として黒部川の開発に1917年（大正6年）に着手、その後日本電力が事業を承継し1936年に小屋平ダム（黒部川）と黒部川第二発電所、1940年に仙人谷ダム（黒部川）と黒部川第三発電所を完成させた。このダム・発電所工事は難工事であり、雪崩や吉村昭の『高熱隧道』で知られる灼熱のトンネル工事などで多くの殉職者を出しながら完成した。こうした河川一貫の水力発電事業は戦後さらに活発化する。
しかし、電力会社を巡る環境は戦時体制に突き進む日本の国情の中次第に厳しい情勢に追い込まれた。当時日本には東京電燈、東邦電力、日本電力、大同電力、宇治川電気のいわゆる「五大電力会社」が電気事業の中心にあり、日本各地の河川で開発を進めていたが配電シェアの獲得競争は極めて激しく、鶴見騒擾事件など実力行使を伴う紛争も絶えなかった。こうした激烈で無秩序なシェア競争に対して電気事業を民間に任せることは不適当とする意見も逓信省内部から出始めた。1927年（昭和2年）電力行政を司る逓信省電気局は臨時電気事業調査部を局内に設置、電気事業の矛盾をどう解決するかについて議論し、翌年報告書を提出した。その内容は半官半民の国策会社を設立して電力開発を任せるべきという提言だったが、満州事変勃発後は国家が積極的に電力統制を行うべきという急進的な意見が軍部や逓信省、企画院などで主流となり、彼らが内閣調査局のメンバーを占めたことで電力国有化の流れが強くなった。1936年、広田内閣の逓信大臣で電力国有化論者である頼母木桂吉は電力国有化法案の提出を示唆するが、電力業界の猛反発を招き撤回した。しかし第1次近衛内閣が発足すると永井柳太郎逓信大臣が再度電力国有化について言及し、国家総力戦の下で国家総動員法と共に電力管理法案と日本発送電株式会社法案などを提出。東邦電力社長の松永安左エ門らは猛反発するが軍部の圧力は厳しく松永は隠退を余儀なくされ、1938年4月5日に法案は可決成立した。ここに「半官半民」の国策電力会社である日本発送電が翌1939年（昭和14年）4月に発足する。「半官半民」と謳ってはいるが総裁以下高級幹部の任免権は内閣が握り、監督部署である逓信省電気局の命令で事業を実施したため、本質は発送電事業の国有化であった。
電力管理法第2条および電力管理法施行令第2条において、出力5,000キロワット以上の水力発電所は原則日本発送電が開発または所有することが定められ、発電所に付属するダムについても同様の措置が取られた。このため大井ダムを始め出力が5,000キロワット以上の水力発電所に付属するダムについては「出資」という名の下に強制的な接収を受けた。また開発中の河川における発電用水利権も同様に5,000キロワット以上の発電計画を有するものは日本発送電に接収され、例えば只見川の発電用水利権を有していた東京電燈は事実上開発不可能な立場に追い込まれた。さらに1941年には配電統制令が公布され、「五大電力会社」を含む日本に存在した全ての電力会社は解散し9配電会社に統合させられた。これにより電力の国家統制が完成し、日本発送電は戦時体制維持のため活発な水力発電事業を展開する。ダム事業としては主なものとして1943年（昭和18年）の完成以来破られていない日本最大の湛水面積を有する雨竜第一ダム（雨竜川・北海道）、1945年（昭和20年）に完成した当時日本第2位の高さを有する三浦ダム（王滝川・長野県）、当時天竜川最大規模だった平岡ダム（天竜川・長野県）、当時四国地方最大規模だった長沢ダム（吉野川・高知県） などがある。しかし戦況の悪化に伴い資材・人員不足が深刻となり、平岡ダムや宮下ダム（只見川）などでは中国人や朝鮮人などを強制労働に使役させる など非人道的な労務管理を行った。さらに空襲による設備破壊や施設酷使による設備故障も重なり、満足な電力供給が行えないまま終戦を迎えることになる。

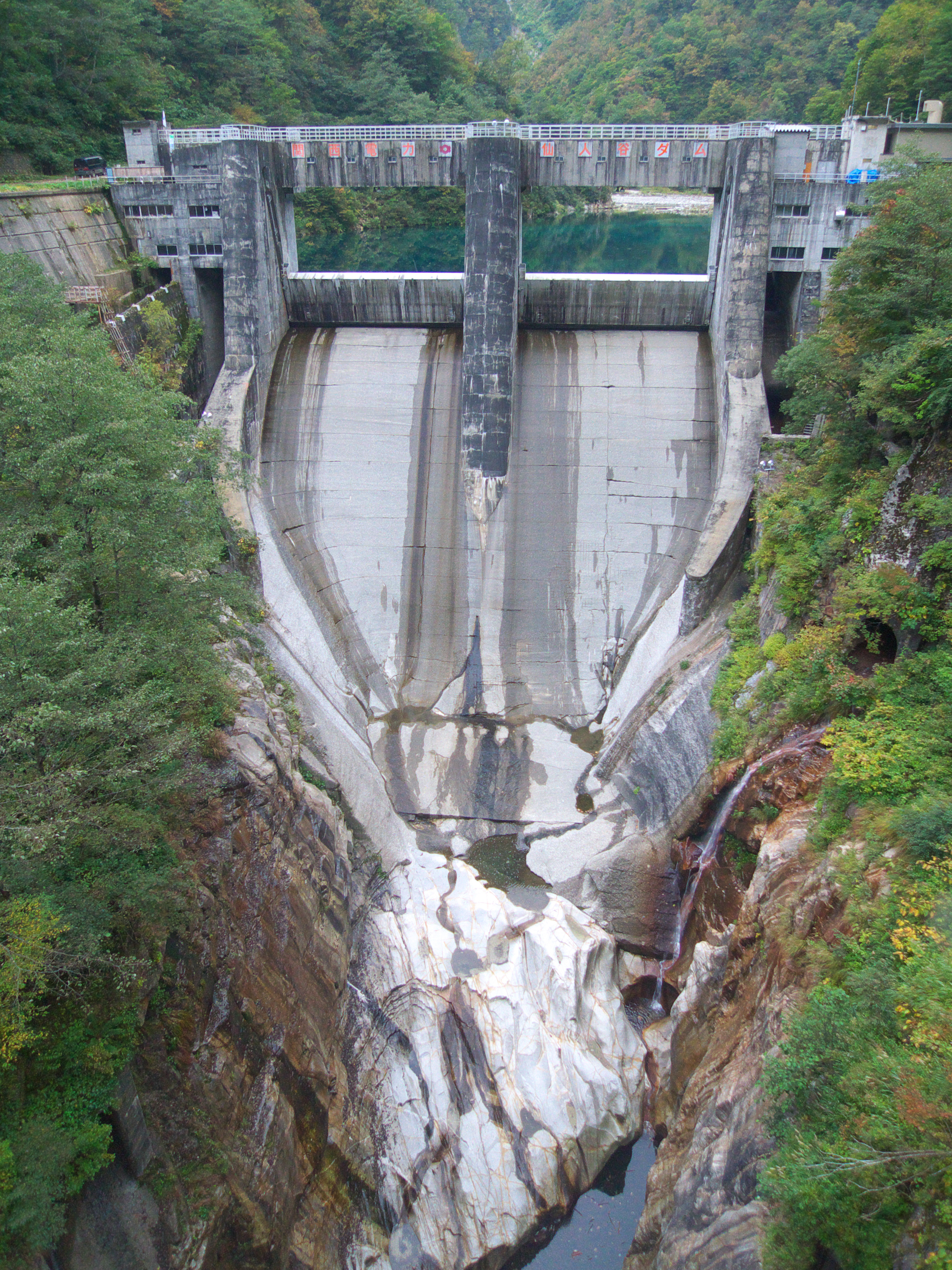
仙人谷ダム（黒部川）。難工事は『高熱隧道』で知られる。
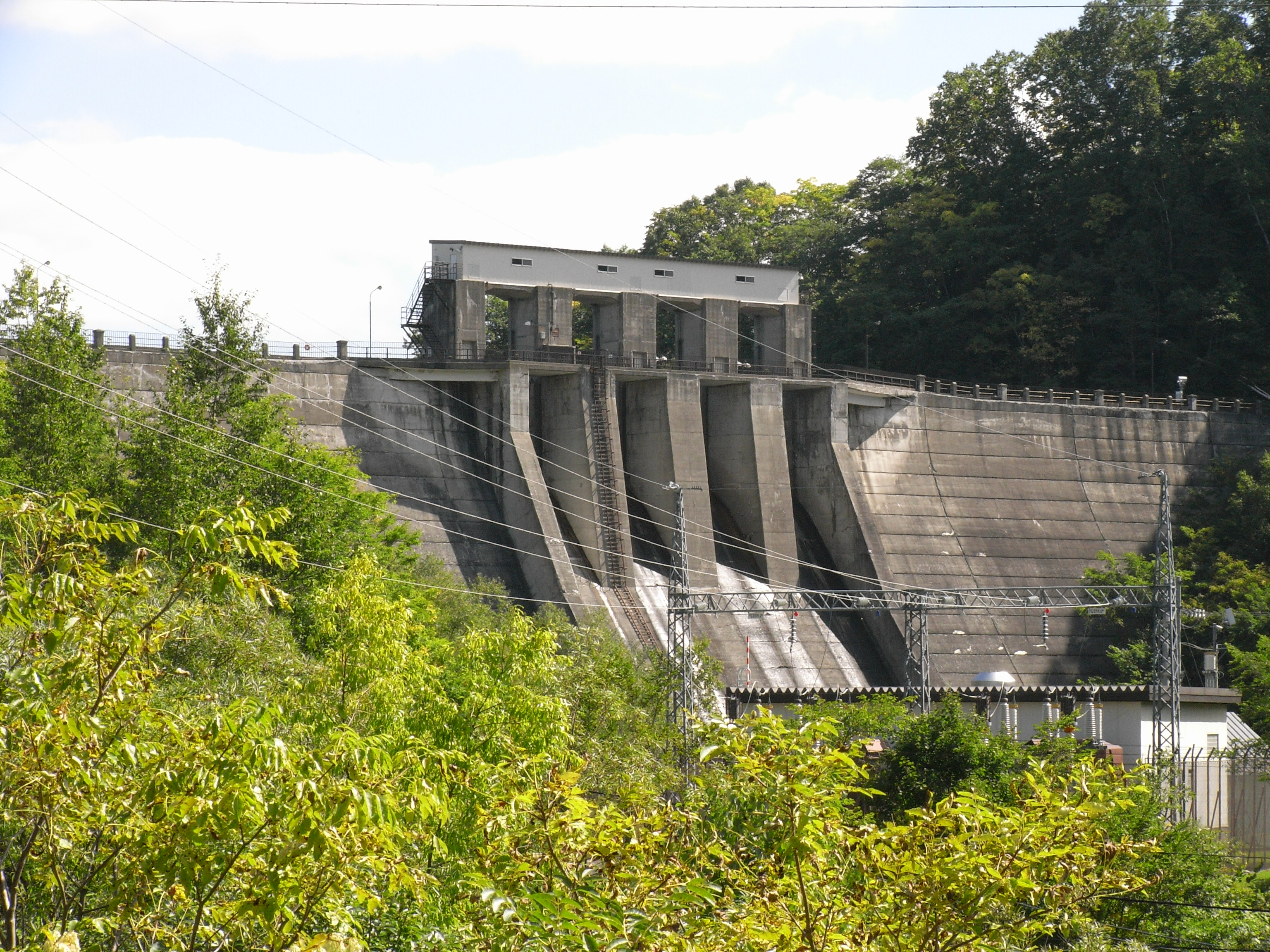
日本最大の湛水面積を有する雨竜第一ダム（雨竜川）。朱鞠内湖の名で知られる。
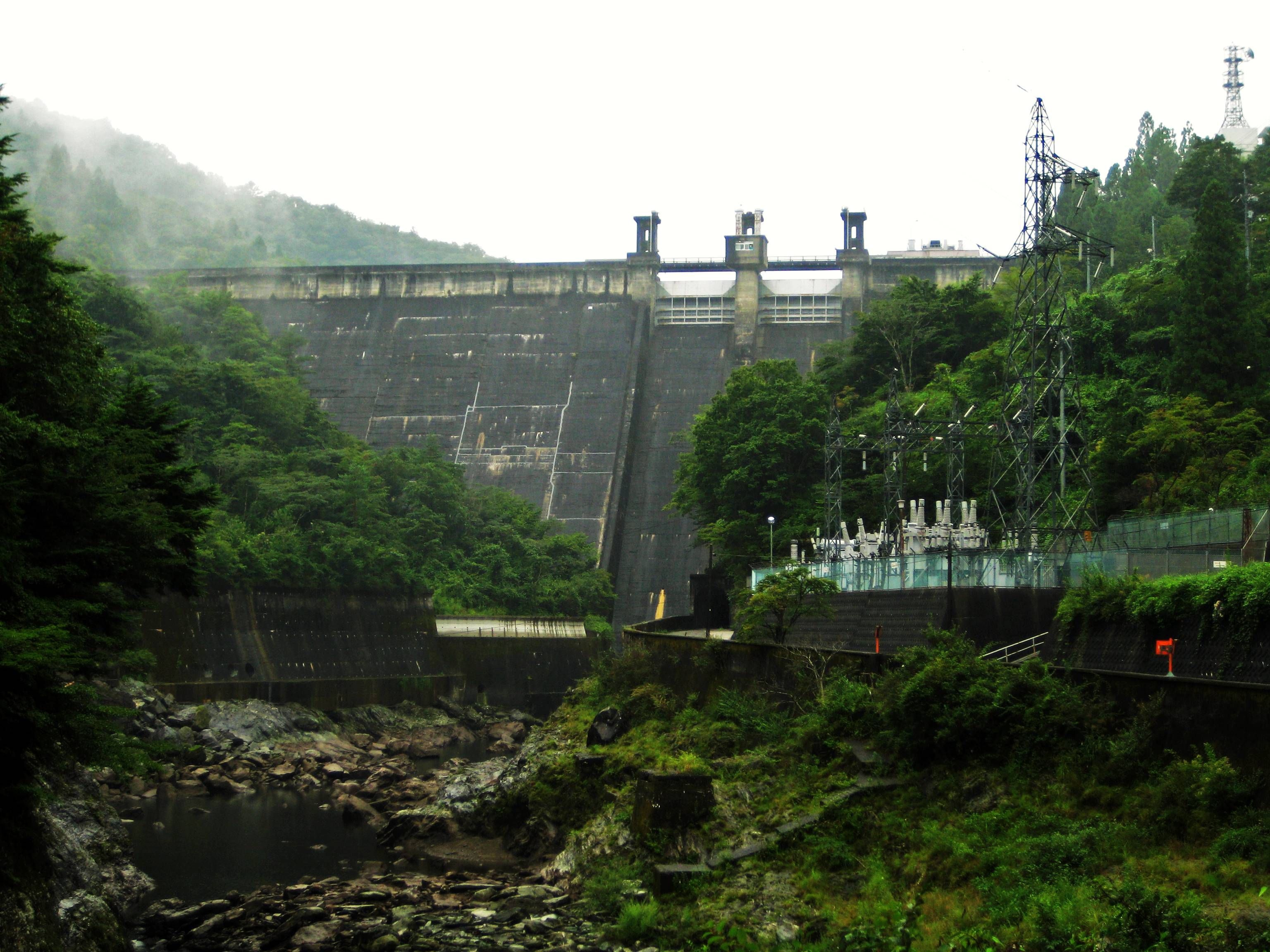
日本発送電末期に完成した長沢ダム（吉野川）。
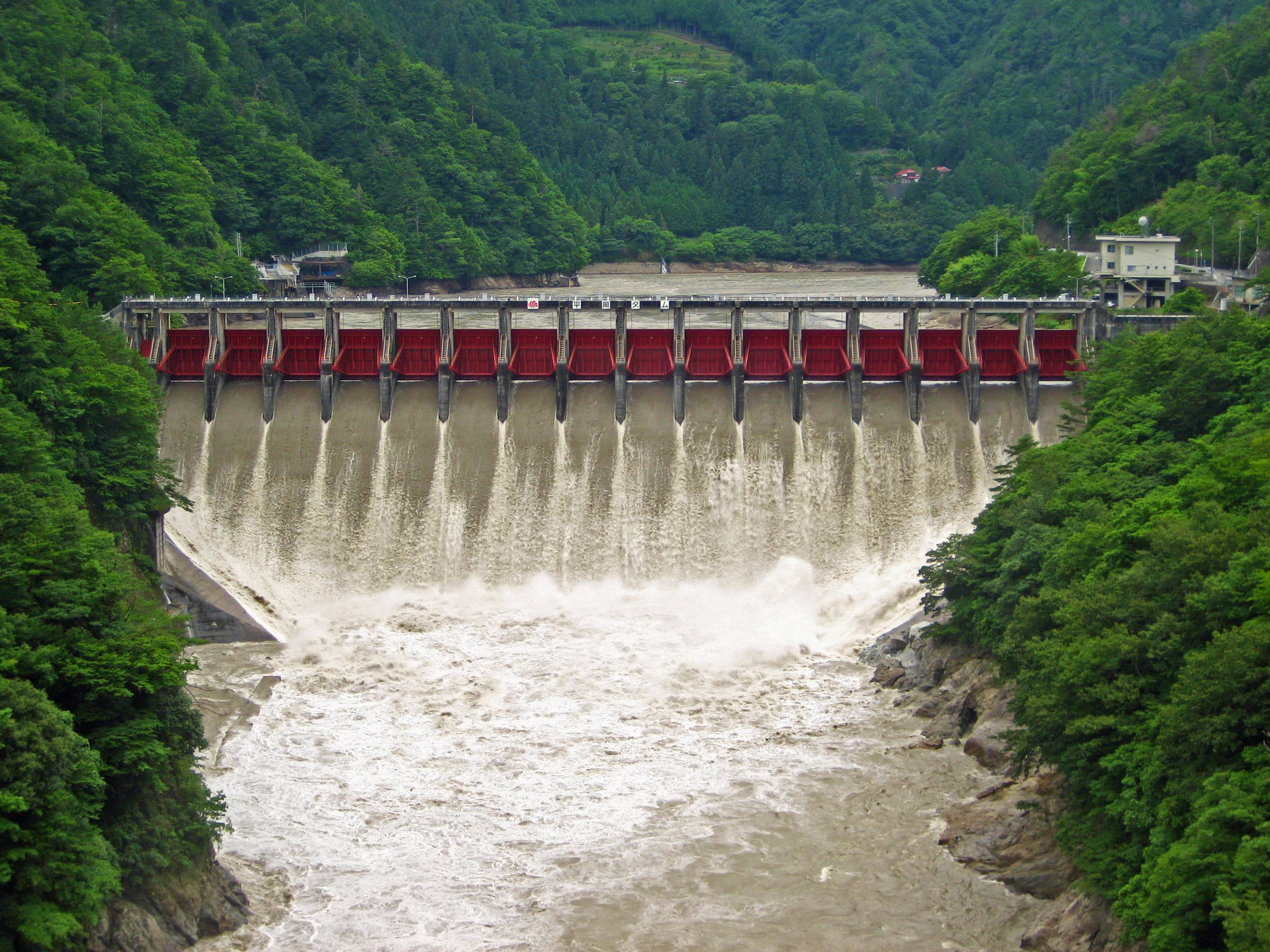
平岡ダム（天竜川）。強制労働により落命した人々の慰霊碑が近傍に建立されている。

### 軍部の介入

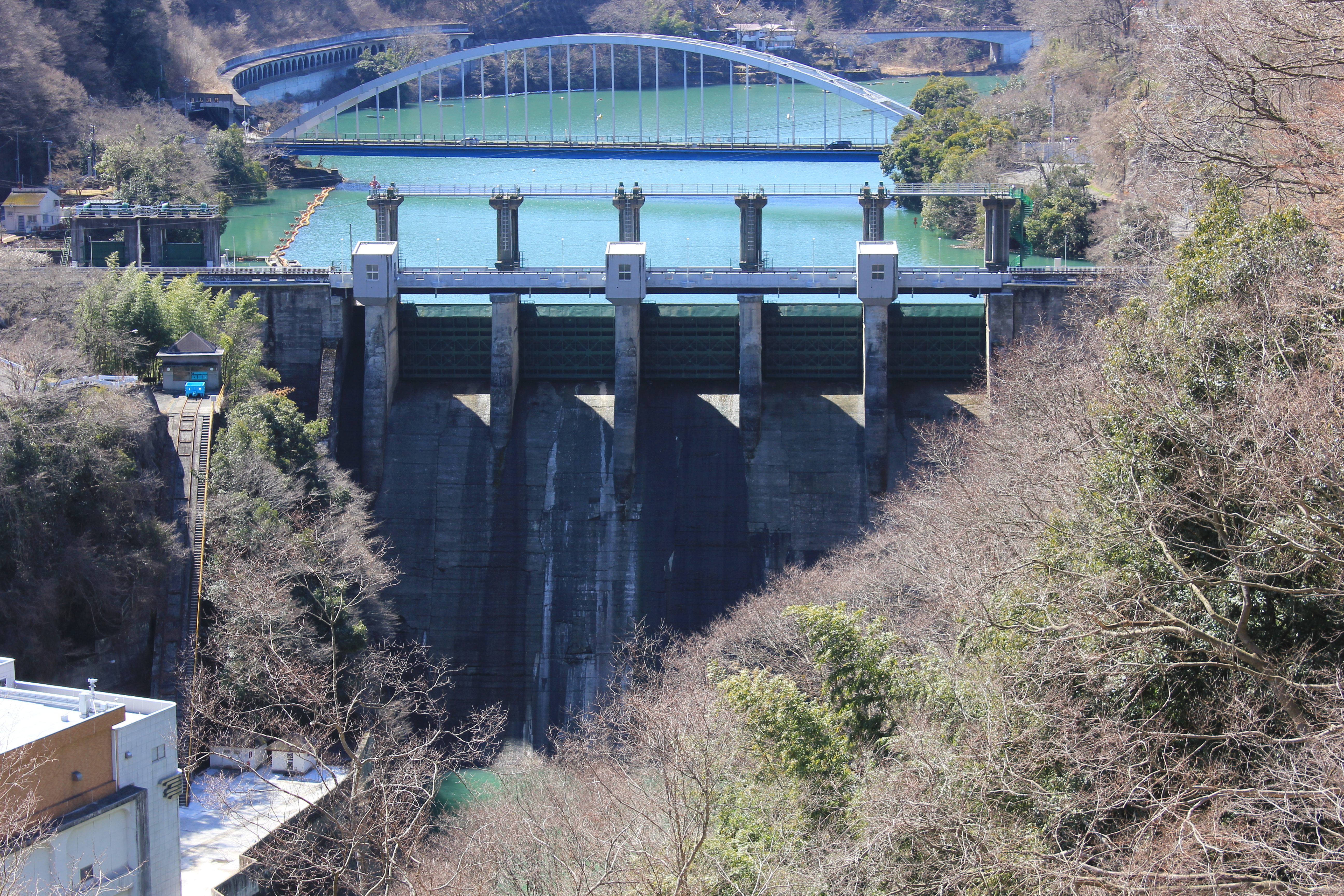
相模ダム（相模川）。陸海軍が合同観兵式を行い反対する住民に圧力を掛けた。1947年（昭和22年）完成。

電力国家統制を成し遂げ、国家総力戦に突き進む軍部が次に狙ったのが河川行政、特に河水統制事業であった。航空機の生産や軍艦建造など軍備増強を図る上で水力発電事業や水道整備は欠かせなかったが、電力事業を掌握したことから今度は河川行政に直接介入し、軍部に都合が良い河川開発を企てた。北上川水系では五大ダム事業の一環として建設が進められていた田瀬ダムにおいて、大船渡に人工ハイオクガソリン工場の建設を鐘淵紡績と計画していた大日本帝国海軍は、制空権確保の重要性という大義名分で事業者である内務省土木局に対し、田瀬ダムの目的に水力発電を追加し、建設を予定している大船渡の人工ハイオクガソリン工場に電力を供給するよう強く迫った。このため当初洪水調節が主目的であった田瀬ダムは発電目的が追加された。由良川水系では治水と水力発電を目的として施工中だった大野ダムについて、海軍は舞鶴海軍工廠への電力供給を第一にするよう迫り、水力発電を主目的にされて本来の治水目的は副次的なものに変更された。広島県の二級ダム（黒瀬川）は呉海軍工廠の上水道供給を求める海軍が事業に参入。愛媛県の柳瀬ダム（銅山川）では1935年の第一次分水協定でようやく愛媛県と徳島県が合意した発電計画の放棄に対し、電力行政を逓信省から吸収した軍需省が1945年に水力発電事業を追加するように求め同年第二次分水協定を締結させた。
軍部は日本各地の河水統制事業に強引な圧力を掛けて自らの目的を押し通したが、その極めつけが相模ダム（相模川）建設反対住民に対する圧力である。相模ダムは1934年に神奈川県議会において相模川河水統制事業の中心事業として建設が議決され、1937年より工事が開始された。ダムによって神奈川県と山梨県で合計136世帯が移転を余儀なくされることになり、住民はダム建設に反対する。しかし相模ダムの目的に水力発電があり、横須賀海軍工廠を含む京浜工業地帯や相模原への電力供給という目的があったことから反対する住民に対し軍が圧力を掛けた。すなわち小磯国昭、荒木貞夫、杉山元といった大日本帝国陸軍の中枢にいる軍人が海軍と共同で、「河水統制事業絶対反対用地不売同盟」を結成して激しくダム建設に反対していた津久井郡日連村（藤野町の前身）勝瀬地区において陸海軍合同観兵式を行い、住民に対し示威行動を行った。陸海軍の強い圧力に耐えきれない住民はダム事業の補償を受け入れたが、どんぶり勘定に近い内容の補償金額であり禍根を残した。こうした強引な手法に加え、海軍佐世保鎮守府が施工し1944年に完成した長崎県の相当ダム（牟田川）ではウェーク島の戦いで捕虜としたアメリカ軍兵士200名を強制労働に使役させ、54名を死亡させる負の歴史を作った。
太平洋戦争も次第に日本不利の戦況となり、資材や人員の欠乏は日を追う毎に深刻となった。ダム事業もこうした事情から進捗が滞るが、1944年東條内閣は国家総動員法を補強するため決戦非常措置要綱を発令した。要綱発令により物資の全てを戦争に投入することになり、これが遠因となってダム事業のほとんどが事業遂行不可能となり、中断に追い込まれた。特に猪名川ダムは予算が付いていたにもかかわらず中止され、戦後も事業が再開することはなかった。各地の山林は乱伐によって極端に保水力が低下。河川改修も完全に停滞し、修繕がままならぬ状態で日本は終戦を迎えた。後に残されたのは荒廃した国土であり、それは戦後直ちに大きな災害をもたらすことになる。

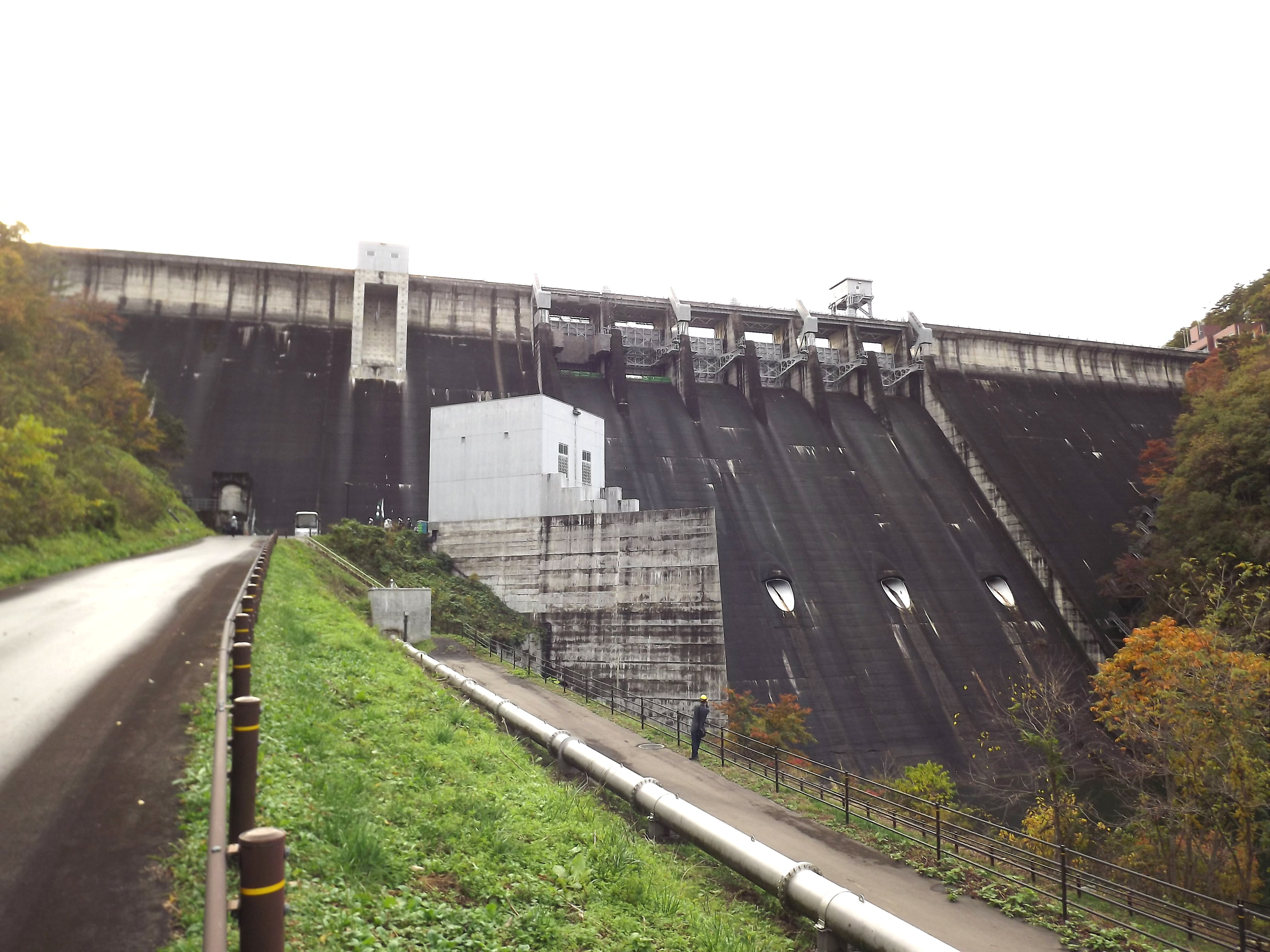
田瀬ダム（猿ヶ石川）。人工ハイオクガソリン工場の電力供給を海軍に要求された。1954年（昭和29年）完成。
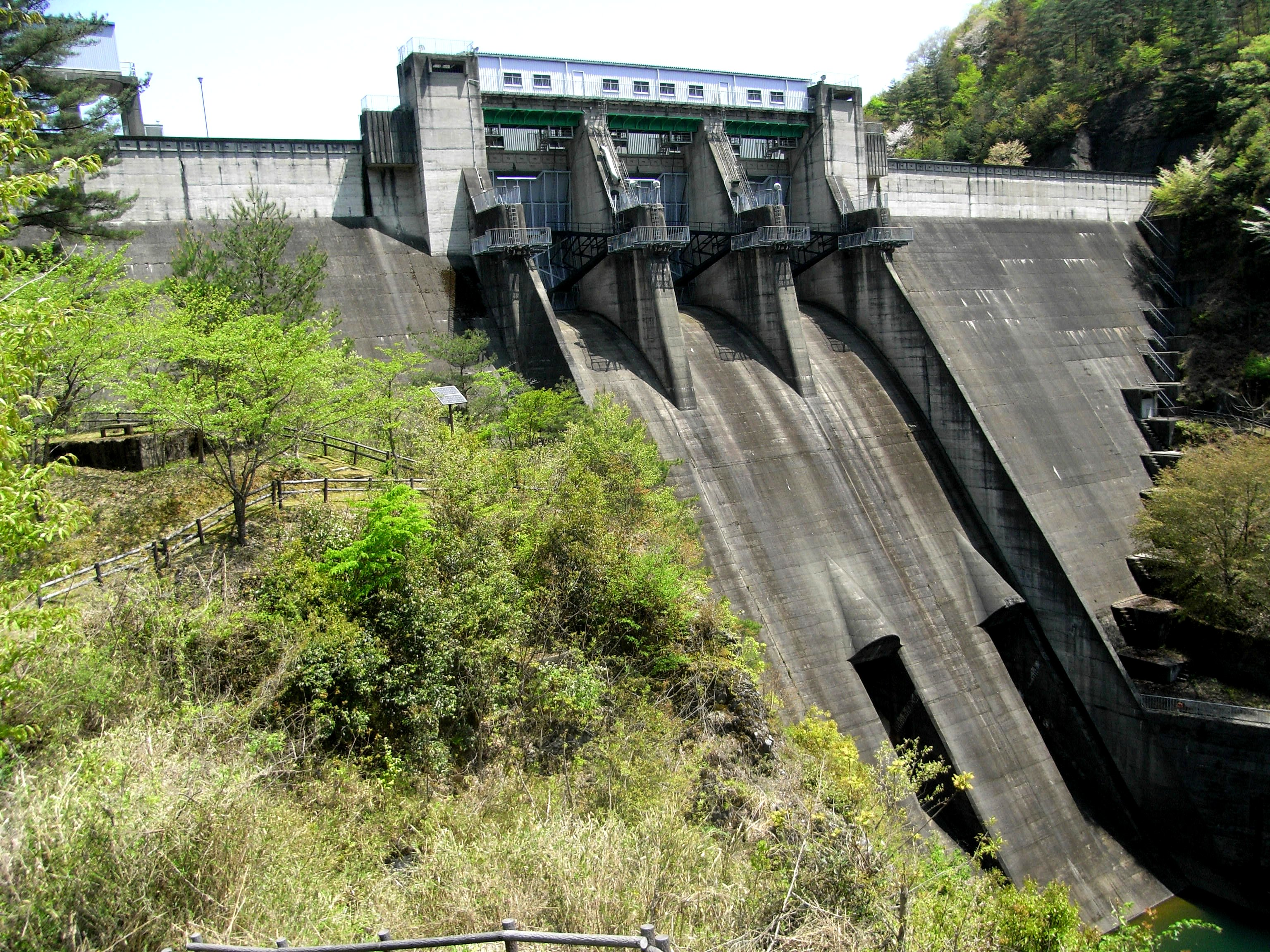
大野ダム（由良川）。舞鶴海軍工廠の電力供給を海軍に要求された。1960年（昭和35年）完成。
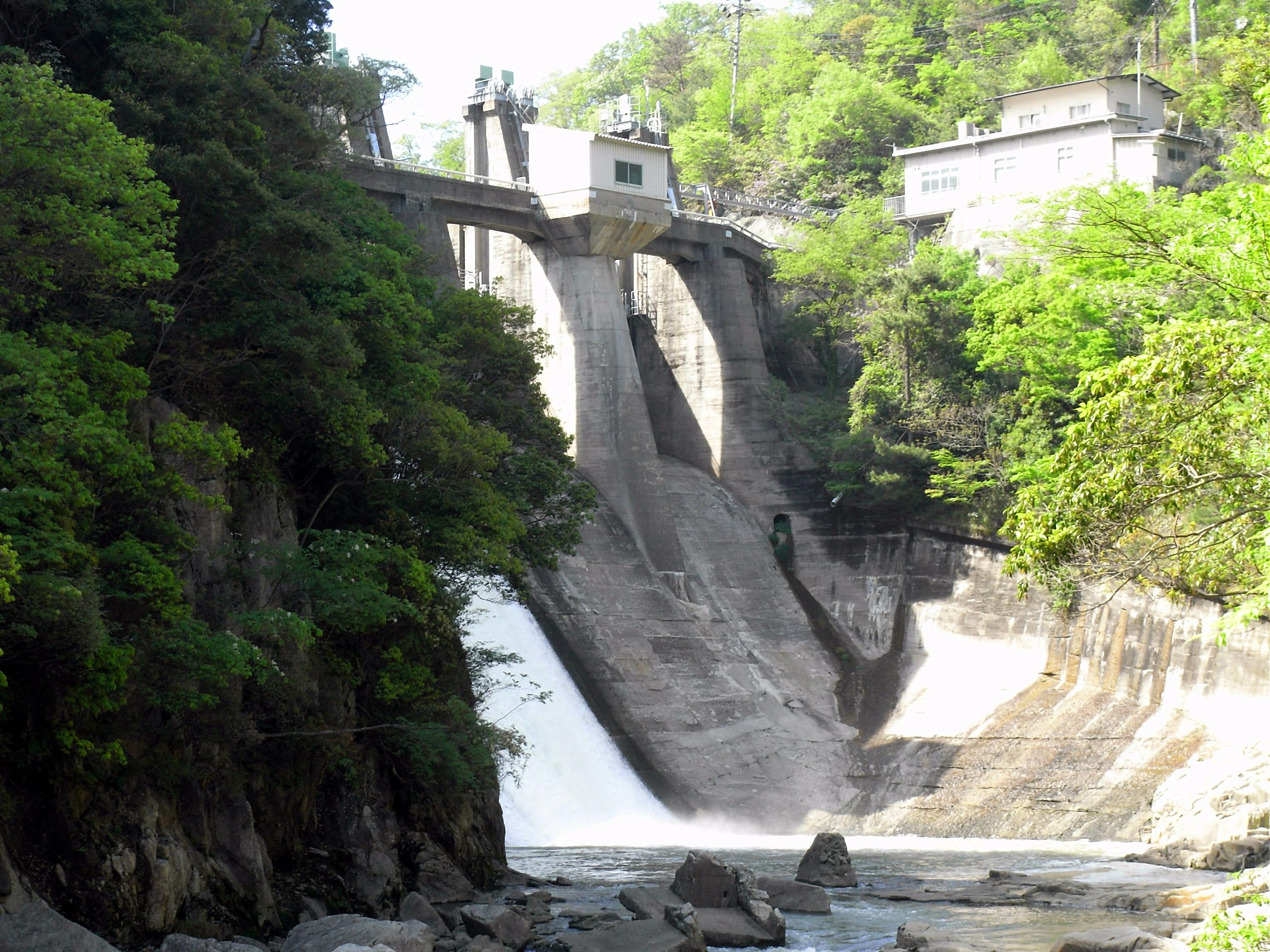
二級ダム（黒瀬川）。上水道事業に海軍が参入した。戦時中の1942年（昭和17年）完成。
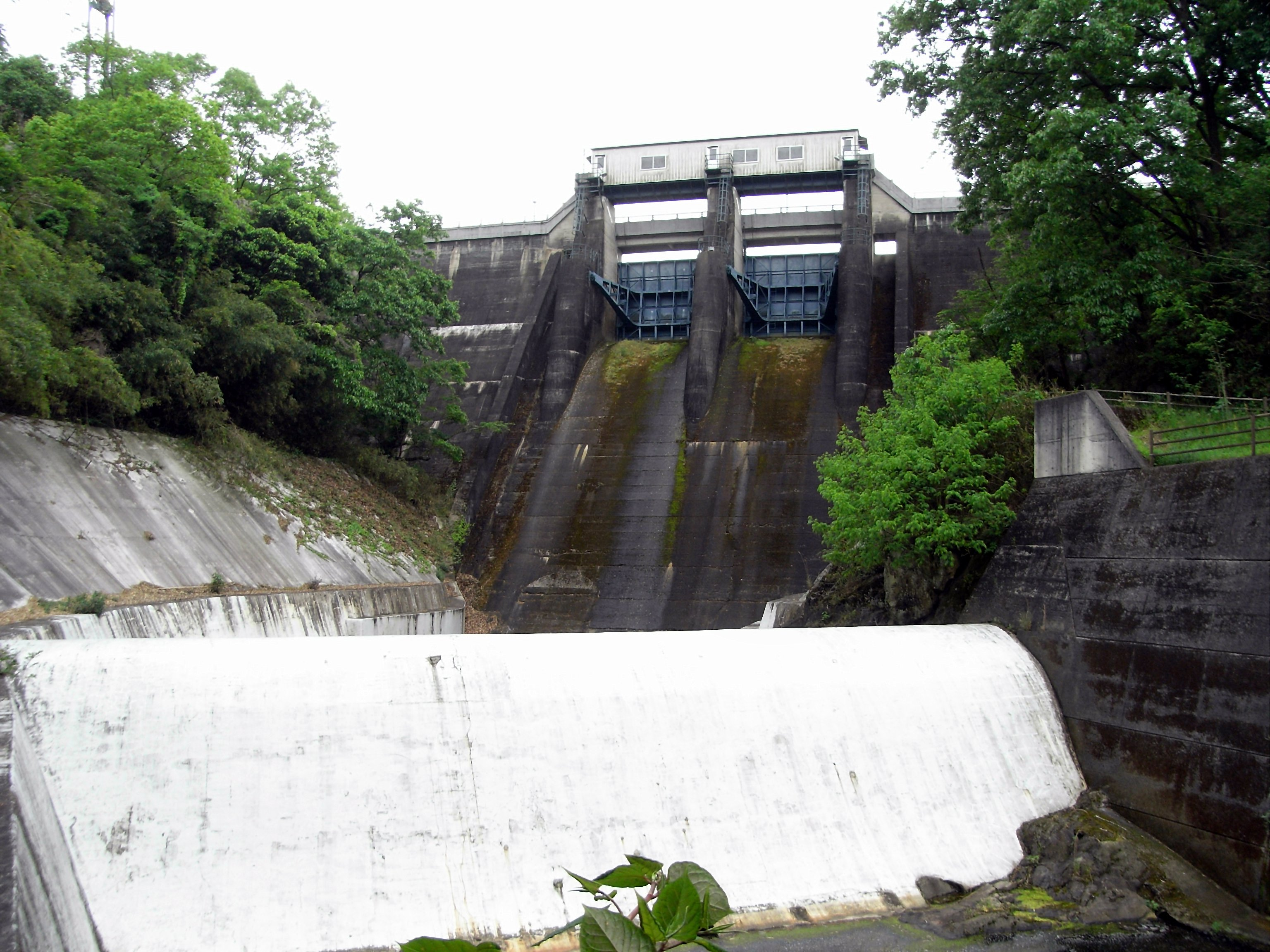
長柄ダム（綾川）。決戦非常措置要綱による中断を経て1952年（昭和27年）完成。

## 終戦直後（1945年-1954年）
太平洋戦争で敗戦した日本は、国力も国土も極めて疲弊した状態に在った。決戦非常措置要綱の発令で物資の全てを戦争に費やしたことで河川事業はダムを含め完全に停滞し、新規計画も修繕もままならない状況であった。電力に関しては物資不足による事業中断に加え、民間の電力需要が爆発的に増大し電力の需給バランスは一挙に崩壊して深刻な停電が頻発した。さらにコメを始めとする農業生産力も低下して食糧不足が深刻化、1946年（昭和21年）には皇居前広場に25万人が集まる飯米獲得人民大会（食糧メーデー）が開かれるなど日本の社会は大きな混乱を来たしていた。戦災からの復興を果たさねばならない中で、混乱に拍車を掛けたのは連年襲い来る水害であった。

### 襲い来る災害
| 西暦   | 和暦     | 災害               | 死者  | 行方不明者 |
| ------ | -------- | ------------------ | ----- | ---------- |
| 1945年 | 昭和20年 | 枕崎台風           | 2,473 | 1,283      |
| 1945年 | 昭和20年 | 阿久根台風         | 377   | 74         |
| 1947年 | 昭和22年 | カスリーン台風     | 1,077 | 853        |
| 1948年 | 昭和23年 | アイオン台風       | 512   | 326        |
| 1949年 | 昭和24年 | デラ台風           | 252   | 216        |
| 1949年 | 昭和24年 | ジュディス台風     | 154   | 25         |
| 1949年 | 昭和24年 | キティ台風         | 135   | 25         |
| 1950年 | 昭和25年 | ジェーン台風       | 398   | 141        |
| 1951年 | 昭和26年 | ルース台風         | 572   | 371        |
| 1952年 | 昭和27年 | ダイナ台風         | 65    | 72         |
| 1953年 | 昭和28年 | 昭和28年西日本水害 | 759   | 242        |
| 1953年 | 昭和28年 | 紀州大水害         | 713   | 411        |
| 1953年 | 昭和28年 | 南山城水害         | 290   | 140        |
| 1953年 | 昭和28年 | 台風13号           | 393   | 85         |

治水事業の停滞、加えて戦時中に行われた日本各地の森林乱伐は治水安全度を極度に低下させていた。そうした状況において、毎年のように台風や水害が来襲し、日本各地に甚大な被害をもたらした。
1945年（昭和20年）は原爆投下の惨禍を受けた直後の広島県を襲った枕崎台風、西日本各地に大雨をもたらした阿久根台風が襲来。1947年（昭和22年）は日本最大の河川・利根川を決壊させて首都・東京を含む関東平野の大部分を水没させたカスリーン台風が関東地方と東北地方を襲い、1948年（昭和23年）にはアイオン台風が前年のカスリーン台風の惨禍冷めやらぬ中東北地方を襲って北上川を氾濫させ岩手県一関市が壊滅的打撃を被った。1949年（昭和24年）にはデラ台風とジュディス台風が九州地方に上陸して豪雨被害が多発し、さらにキティ台風が関東甲信越地方を直撃した。1950年（昭和25年）にジェーン台風が近畿地方を中心に多くの河川を氾濫させ、翌1951年（昭和26年）にはルース台風が西日本を再度襲い山口県で大きな被害が生じた。1952年（昭和27年）にはダイナ台風が静岡県を中心に被害を与えている。右表にもある通り1946年を除き毎年大型台風などが日本に上陸し、多くの死者・行方不明者や家屋・農地流失などの被害が続出している。
特に1953年（昭和28年）は水害による甚大な被害が夏季に集中的に発生した「水害の当たり年」であった。まず6月25日から28日に掛けて梅雨前線による昭和28年西日本水害 が九州北部で発生。阿蘇山や英彦山、背振山地を中心に多い所で期間降水量が1,000ミリ以上となる猛烈な集中豪雨が降ったことで九州最大の河川である筑後川を始め白川、遠賀川、嘉瀬川、大分川など九州北部の河川が大小問わず全て氾濫。熊本市中心部は阿蘇山の火山灰を含む泥で埋まり、関門鉄道トンネルは洪水が流れ込んで水没。さらに九州電力が建設していた夜明ダム（筑後川）が上流から流れ来る濁流に耐えきれず決壊するなど都市部・山間部問わず九州北部各地に大きな被害を与え、死者・行方不明者1,001名を出す九州地方戦後最悪の水害となった。7月16日から7月17日に掛けては同じ梅雨前線が今度は紀伊半島で再び集中豪雨を降らせ（紀州大水害・南紀豪雨）、特に日高川や有田川流域で堤防決壊やがけ崩れなどを引き起こし死者・行方不明者1,124名という戦後日本の集中豪雨災害において最悪の人的被害をもたらした。8月11日から15日には京都府南部で集中豪雨が発生（南山城水害）し、大正池（玉川）が決壊する など死者・行方不明者430名。そして9月22日から26日に掛けては台風13号が近畿地方を直撃して淀川・由良川に過去最悪の水害をもたらし、死者・行方不明者488名という甚大な災禍となった。これらの災害は映像が残されており、全体の被災状況は 『昭和ニュース』 にて、西日本水害による熊本県下の被災状況は 『県政ニュース』（閲覧注意） において視聴可能である。
1953年はこのように毎月日本各地で多くの死者・行方不明者を伴う水害が発生した。年間全体で見ると水害による全死傷者数は1万5181名となり伊勢湾台風が上陸した1959年（昭和34年）に次ぐ戦後2番目の人的被害を出しているが、さらに深刻だったのは水害による被害額である。1953年の年間水害被害総額は約5941億円で同年の名目国民所得（約584億1500万円）の10倍が水害により失われた計算となる。この数値を2004年（平成16年）物価で換算すると被害額は約3兆2401億円という莫大な額になり、水害被害額としては戦後最悪の被害額となっている。連年日本全土を襲った水害は、敗戦からの復興を目指す日本経済に大きな打撃を与え、復興の大きな阻害要因となった。

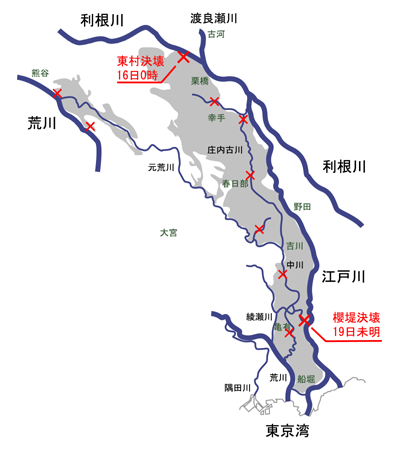
カスリーン台風による利根川破堤に伴う浸水範囲。東京都江戸川区まで水没している。
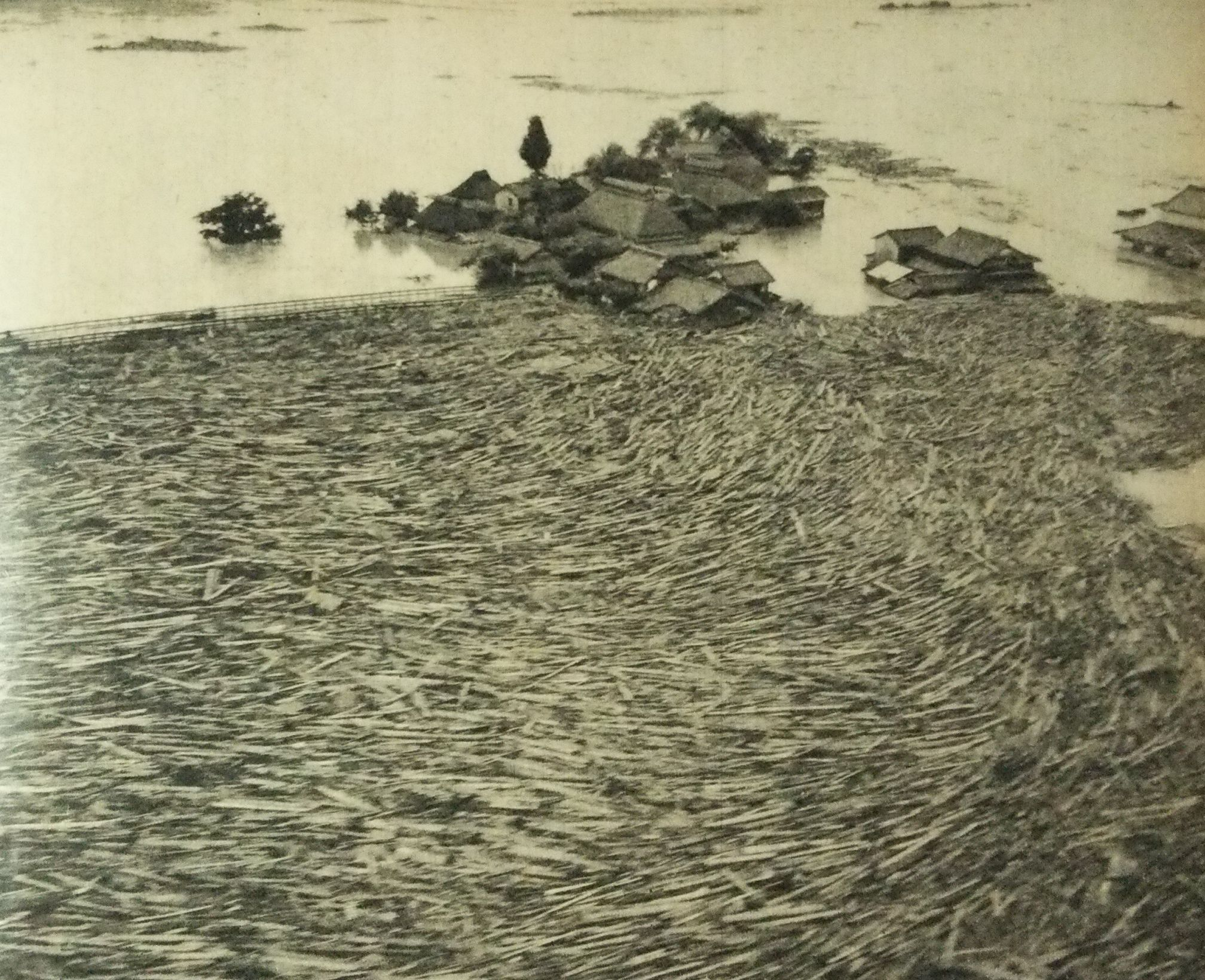
昭和28年西日本水害による、福岡県朝倉郡大福村（朝倉市）の被災状況。流木が一面に広がる。
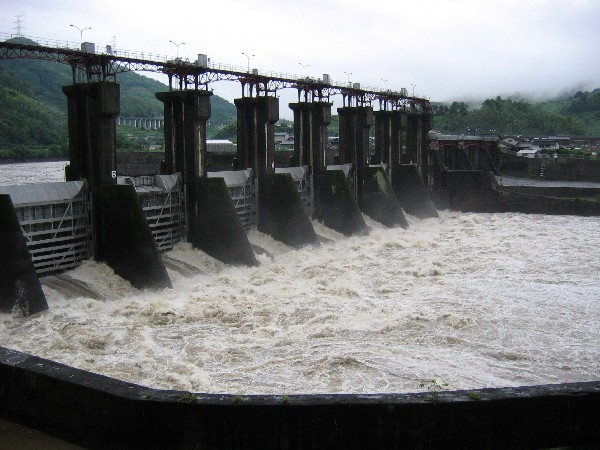
昭和28年西日本水害において建設中に両岸が決壊した夜明ダム（筑後川）。
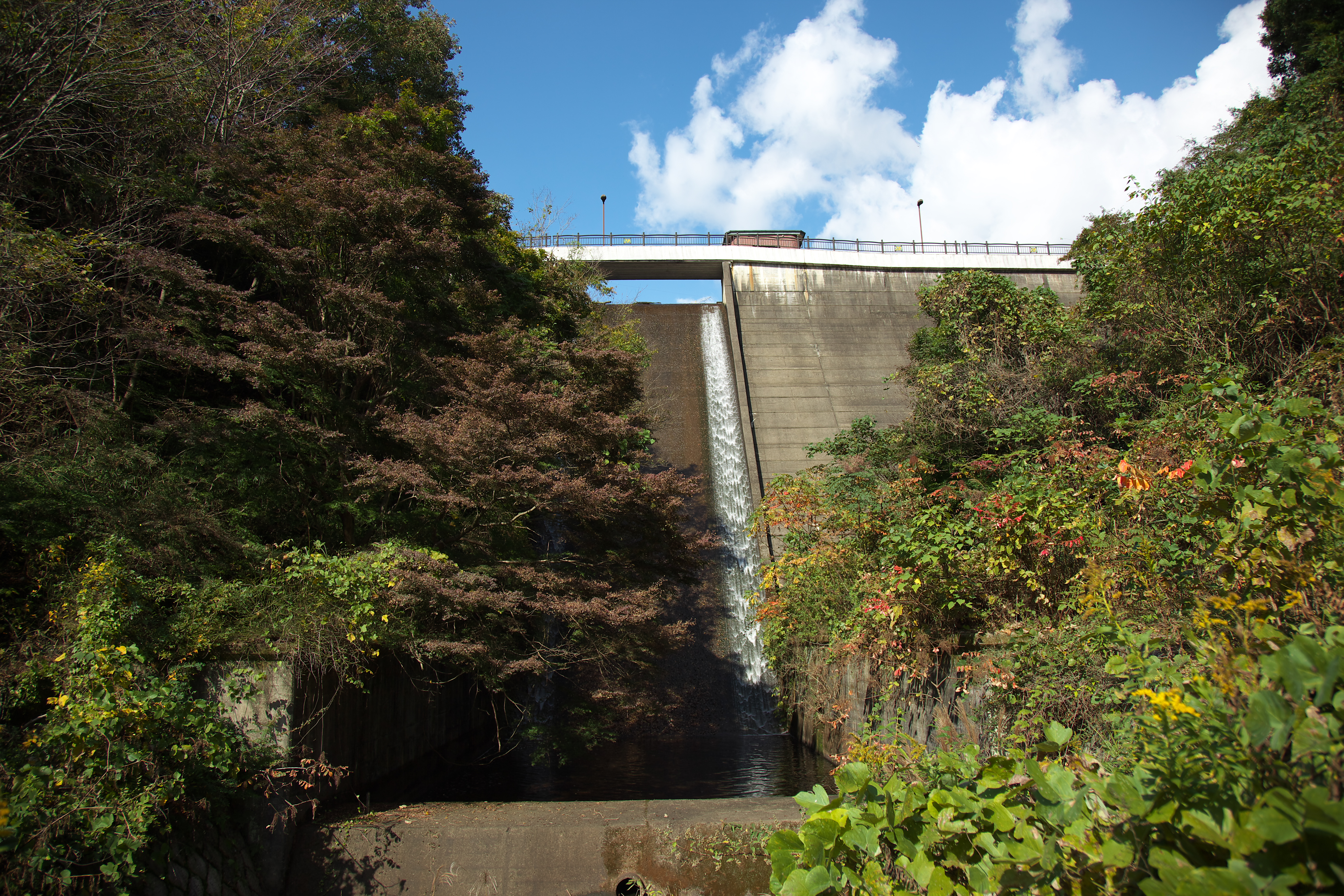
南山城水害で決壊し多くの死者を出した大正池（玉川）。1960年（昭和35年）に重力ダムとして再建。

### 建設省の発足

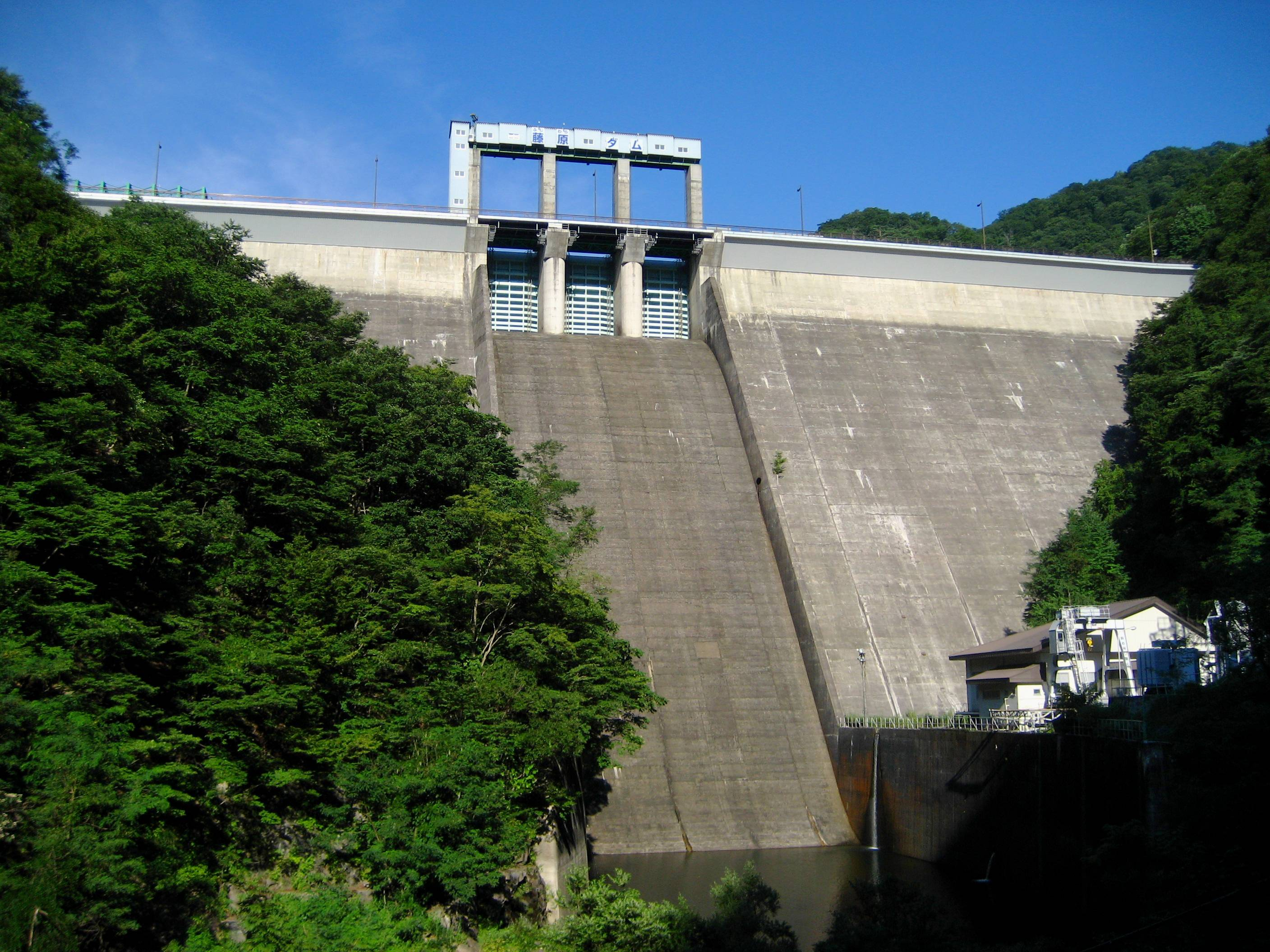
利根川改訂改修計画で建設された藤原ダム（利根川）。1958年（昭和33年）完成。

戦前の河川行政を担っていた内務省は連合国軍最高司令官総司令部（GHQ）の命令により1947年解体され、建設院を経て1948年に建設省が発足し旧内務省の河川行政を継承した。建設省はカスリーン・アイオン両台風による重大な被害を受け、治水調査会を設けて新たな治水対策を検討。利根川・北上川を始め日本の主要10河川 で新たな治水計画である改訂改修計画を1949年に作成した。改訂改修計画は従来の堤防建設を基本とした治水計画に、ダムによる洪水調節を積極的に組み込んだことが大きな特徴となっている。
この改訂改修計画において計画・構想されたダムとして、北上川五大ダム事業である石淵ダム（胆沢川）・田瀬ダム（猿ヶ石川）・湯田ダム（和賀川）・四十四田ダム（北上川）・御所ダム（雫石川）、最上川水系では県営ダム事業である荒沢ダム（赤川） と管野ダム（置賜野川）、利根川水系では藤原ダム・岩本ダム（利根川）・薗原ダム（片品川）・相俣ダム（赤谷川）・八ッ場ダム（吾妻川）・坂原ダム（神流川）、吉野川水系では早明浦ダム（吉野川）と柳瀬ダム（銅山川） などがある。その後1953年に発生した一連の水害被害を受け、第5次吉田内閣の時に治山治水対策協議会が設置され、ダムによる洪水調節の重要性を明記した治山治水基本対策要綱が閣議で決定。これに基づき木曽川水系や淀川水系、筑後川水系でもダムによる洪水調節計画が立案され、発電用ダムに治水目的を追加した丸山ダム（木曽川）のほか、天ヶ瀬ダム（淀川）・高山ダム（名張川）、松原ダム（筑後川）・下筌ダム（津江川）などのダムが計画された。
また、戦争により中断した直轄ダム事業も建設省の手によって続々再開し、新規のダム事業も施工を開始した。1947年に石淵ダム着工、1948年に鳴子ダム（江合川）着工、1948年に永瀬ダム（物部川） と柳瀬ダム着工、1950年に猿谷ダム（熊野川）着工および五十里ダム（男鹿川）と田瀬ダムの工事が再開され、これ以降も日本各地で建設省直轄ダム事業が進められて行く。
なお、ダムを建設する上で不可欠である建設業界の動きであるが、戦前はセメントを大量に使用するという理由から商工省化学局無機課が監督していた。しかし建設業者を具体的に監督するための法令はなく、資本・技術・社会的信用が欠如した悪徳建設業者がはびこる状況だった。悪徳業者は下請けの一括化、受注のダンピング、果ては手抜き工事の横行という触法行為を半公然に行うという有様であり、こうした粗末な行為によって建設業界全体への信用が低下しただけでなく、ダム建設にも影響を及ぼした例がある。北海道の幌内川に建設された幌内ダムは、1940年（昭和15年）12月に当時の幌内川送電が事業主体として建設した高さ13.4メートルの堰堤であったが、半年後の翌1941年（昭和16年）6月に死者60名を出す幌内ダム決壊事故が発生した。戦時中であったため根本的な原因は不明であるが、事故後の北海道庁による検証では施工業者はダム工事のイロハである基礎岩盤までの掘削を行わず、岩盤上に堆積した砂礫層に直接ダム本体のコンクリートを打設していた。容易に水が浸透する砂礫層は水圧に極めて弱いため、ダムを建設する際には必ず川に堆積する砂礫層を完全に除去して堅い基礎岩盤を露出させ、その上にダム本体のコンクリートを打設するのが基本中の基本であるが、当時の施工業者はそれを行わなかった。さらに試験的に貯水を行う試験湛水においても、監督官庁である道庁の許可を得ず無断で湛水を始めるという法令違反も犯していた。戦後建設省が発足し、国土復興を円滑に進める上で建設業者への指導監督を明確化させる必要性が高まったことから、建設業者の監督官庁は建設省に移行し、1949年には建設業法が制定されて業者登録制を採用。請負契約内容の原則化と悪質業者への取締規定を設けて綱紀粛正を図った。決壊した幌内ダムは1951年に新しい建設業法に則った建設業者により施工・再建されている。

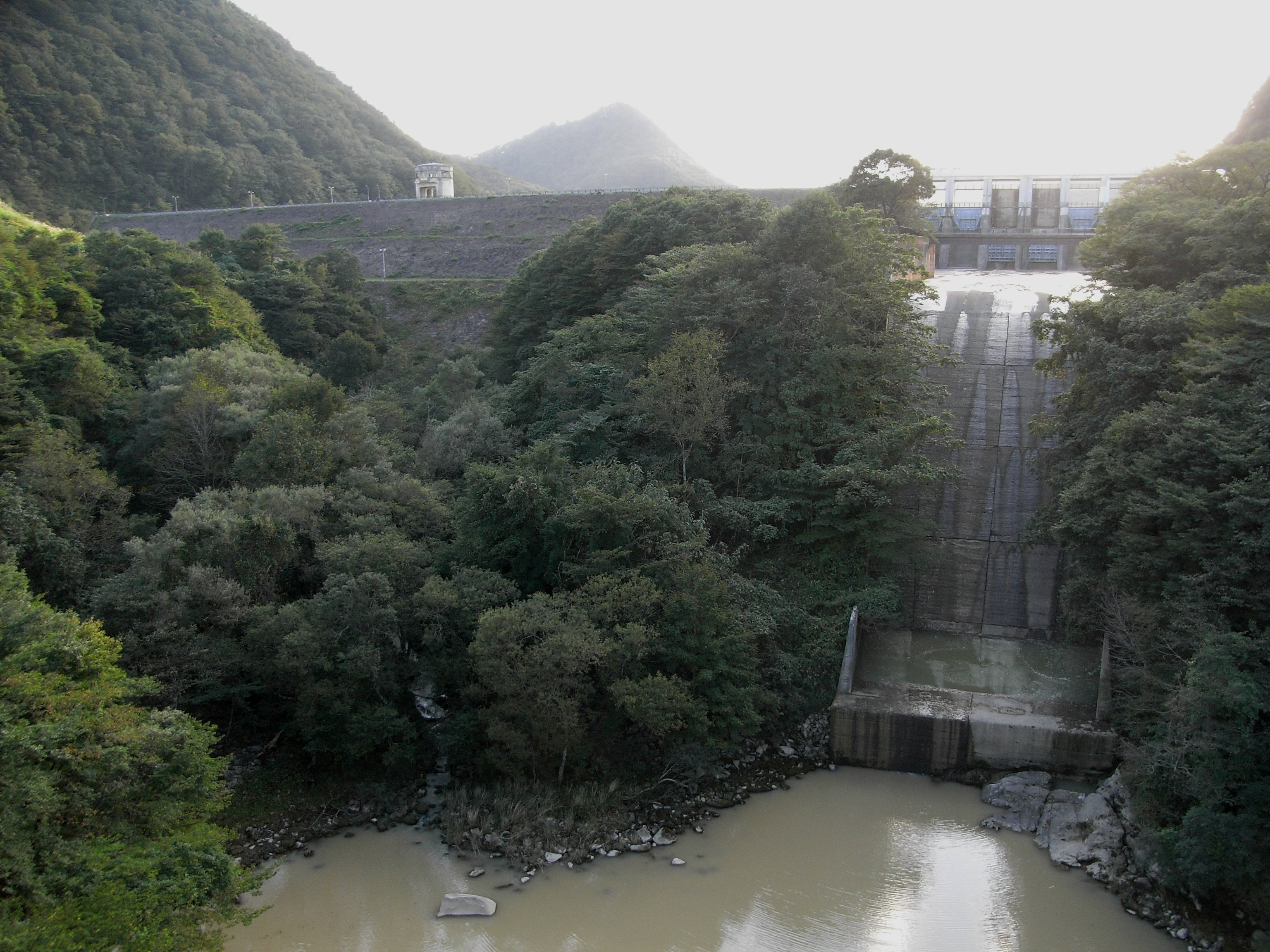
北上川五大ダムの一つ、石淵ダム（胆沢川）。2012年（平成24年）胆沢ダム試験湛水に伴い水没。
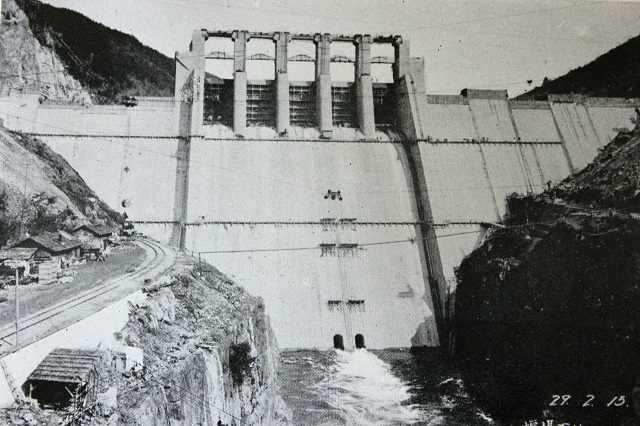
建設中の丸山ダム（木曽川）。1955年完成。大幅なかさ上げ（新丸山ダム）が計画されている。
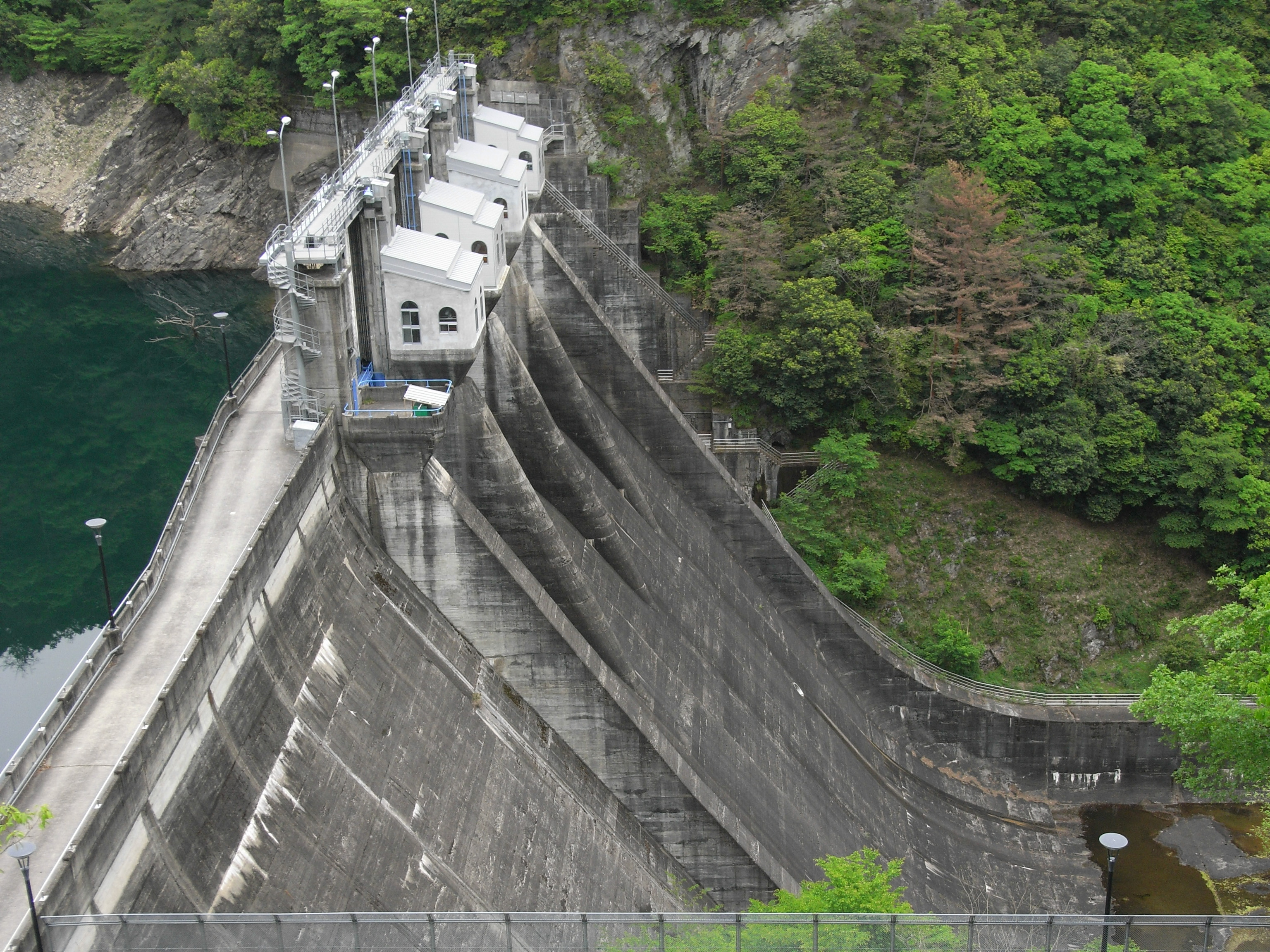
吉野川改訂改修計画に盛り込まれた柳瀬ダム（銅山川）。1953年（昭和28年）完成。
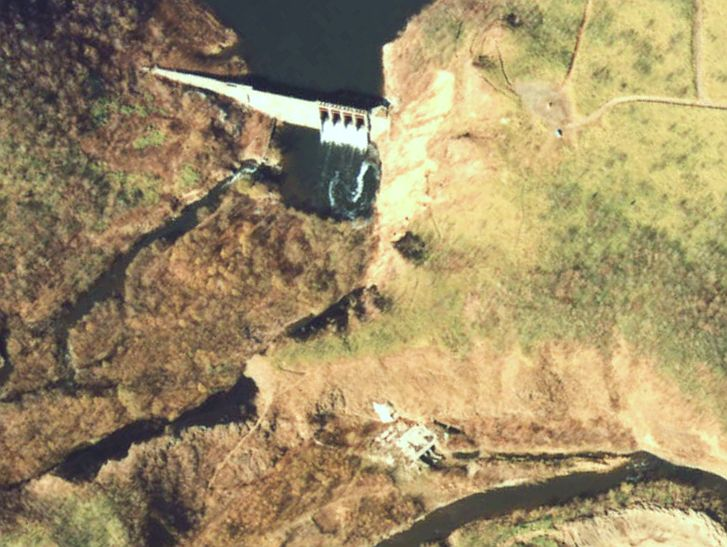
手抜き工事で決壊事故を起こした幌内ダム（幌内川）空撮[16]。1951年（昭和26年）再建後1973年（昭和48年）廃止。

### 食糧増産とダム

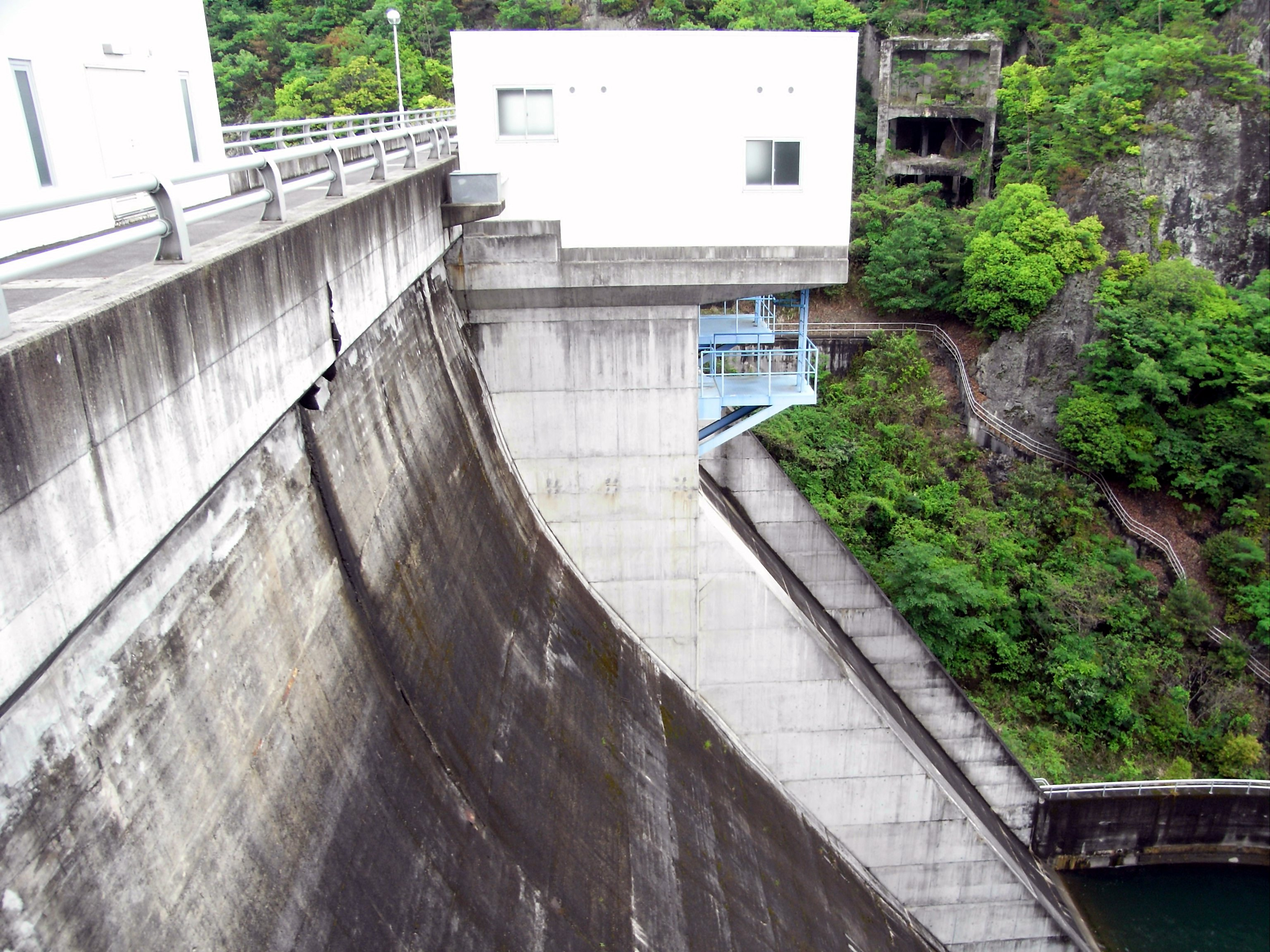
農林省直轄ダムでは初のコンクリートダムである鴨川ダム（鴨川）。東条湖の名で知られる。

一方、農林省では国営土地改良事業・国営農業水利事業を開始した。敗戦時の農地面積は1936年（昭和11年）当時を100とした場合、86.4パーセントに縮小していた。1952年（昭和27年）に至ってようやく90パーセントにまで回復するものの、戦争や相次ぐ水害による農地への被害によって農地面積は戦前の水準まで回復していなかった。農業生産率は1950年の段階で戦前の水準まで回復し、1952年には123パーセントに上昇しているものの人口増加率が同年で127パーセントになっているため、食糧需要を充足するだけの生産能力にはなっていない。終戦直後の極端な食糧不足は食糧メーデーという形で国民の不満が爆発。国民の不満を解消するために農林省は食糧増産を急務の課題とした。また1946年の農地改革と自作農創設特別措置法によってそれまで地主に従属していた小作農が自作農として独立したこと、翌1947年に農業協同組合法が制定されて農業協同組合が日本各地に設立されたことで、新たな農地管理のための法整備も不可欠となっていた。1949年、農林省は土地改良法を制定。耕作地・耕作者中心主義に立脚した農業制度への切り替え、それまで地域によって異なっていた農業関連制度の統一、土地改良区を中心とする農業集団化制度の確立、そして国営・県営土地改良事業の制度化を柱として、農業の生産性を向上させる目的があった。土地改良事業・農業水利事業は未開発地の開拓農地や既開墾農地に対する灌漑整備を図るため、大規模な用水路整備を行うことで生産性の向上に加え安定的に用水を供給する狙いがあった。用水整備を行う上で、水源として積極的に建設されたのがダムであった。
1947年に着手された国営東条川農業水利事業と国営野洲川農業水利事業が農林省直轄ダム事業としては最初となる。国営東条川農業水利事業は兵庫県の加古川流域における4,000ヘクタールの農地開発を目的に計画された事業で、加古川水系東条川の支流である鴨川に、東条湖の名で知られる鴨川ダムを建設した。鴨川ダムは農林省が手掛けた最初のコンクリートダムであり、1951年に完成する。鴨川ダムの完成後も用水整備は続けられ、東条川農業水利事業が1964年（昭和39年）に完了した後も引き続き加古川西部農業水利事業や東播用水事業など加古川流域の播磨平野における灌漑整備が進められ、一連の事業は1993年（平成5年）に完成する。加古川流域では鴨川ダムのほか大川瀬ダム（東条川）、糀屋ダム（仕出原川）、呑吐（どんど）ダム（志染川）、川代ダム（篠山川）が建設され灌漑のみならず上水道や工業用水道供給にも利用されている。一方国営野洲川農業水利事業は、琵琶湖に流入する河川の中で最大級の規模を有する滋賀県の野洲川上流に野洲川ダムを建設して、近江平野南部の用水供給を図る事業で1951年に完成した。完成以来流域の農地に用水を供給したがダム本体が老朽化したため、2001年（平成13年）からダム再開発事業に着手し、2009年（平成21年）に完成した。以後ダムの管理は甲賀市、野洲市、栗東市、湖南市、守山市の5市が共同で行っている。
東北地方では北上川の支流である滝名川に山王海ダムが1953年完成している。滝名川流域は河川の流量が少ない割に農地面積が広く、用水の需給バランスはすでに江戸時代の段階で破綻していた。また狭い流域内に27か所もの取水堰が建設され、盛岡藩と八戸藩により流域が分割されたことで水の運用が極めて複雑になった。このため頭首工付近の志和稲荷神社では300年以上にわたり通算36回にもおよぶ水争い「志和の水喧嘩」が発生し、そのうち5回は流血沙汰となり死者も出る激しい水争いもあった。慢性的な水不足を解消するため当時の紫波郡志和村（紫波町）村長らが大規模ため池を山王海地点に建設する構想を立て、1926年（大正15年）より農林省をはじめ各方面への陳情に奔走した結果、様々な紆余曲折を経ながら戦後国営山王海農業水利事業として着手。延べ71万人を動員し、総事業費4億2500万円を投じた山王海ダムは構想から27年後に完成した。完成当時、ダム本体には「平安 山王海 1952」という文字が刻まれたが、これは「水争いが永遠に無くなり、平安であって欲しい」という願いを込めて当時の国分謙吉岩手県知事が植樹したものである。山王海ダムは農地面積の拡大による用水不足に対応するため1990年（平成2年）からダム再開発事業を行い。ダム本体のかさ上げと共に隣接する葛丸ダム（葛丸川）とトンネルで湖水を融通して貯水量の増加を図った。2001年に完成した新しい山王海ダムは農業用ダムとしては日本最大規模を有するダムとなったが、堤体には「平安 山王海 2001」と引き続きメッセージが植樹されている。
このほか福島県の矢吹原野に用水を供給するため阿賀野川水系から阿武隈川水系に流域変更を行う羽鳥ダム（鶴沼川） など、日本各地で農業用ダムは盛んに建設され、灌漑整備も進められた結果コメを始めとする農作物の生産は拡大していった。

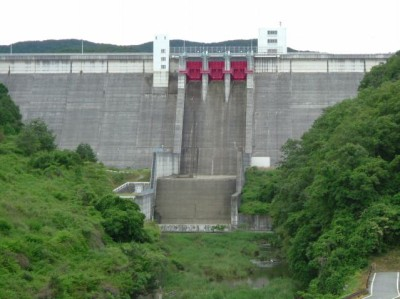
鴨川ダムと連携して播磨平野に水を供給する呑吐ダム（志染川）。神戸市の水源でもある。
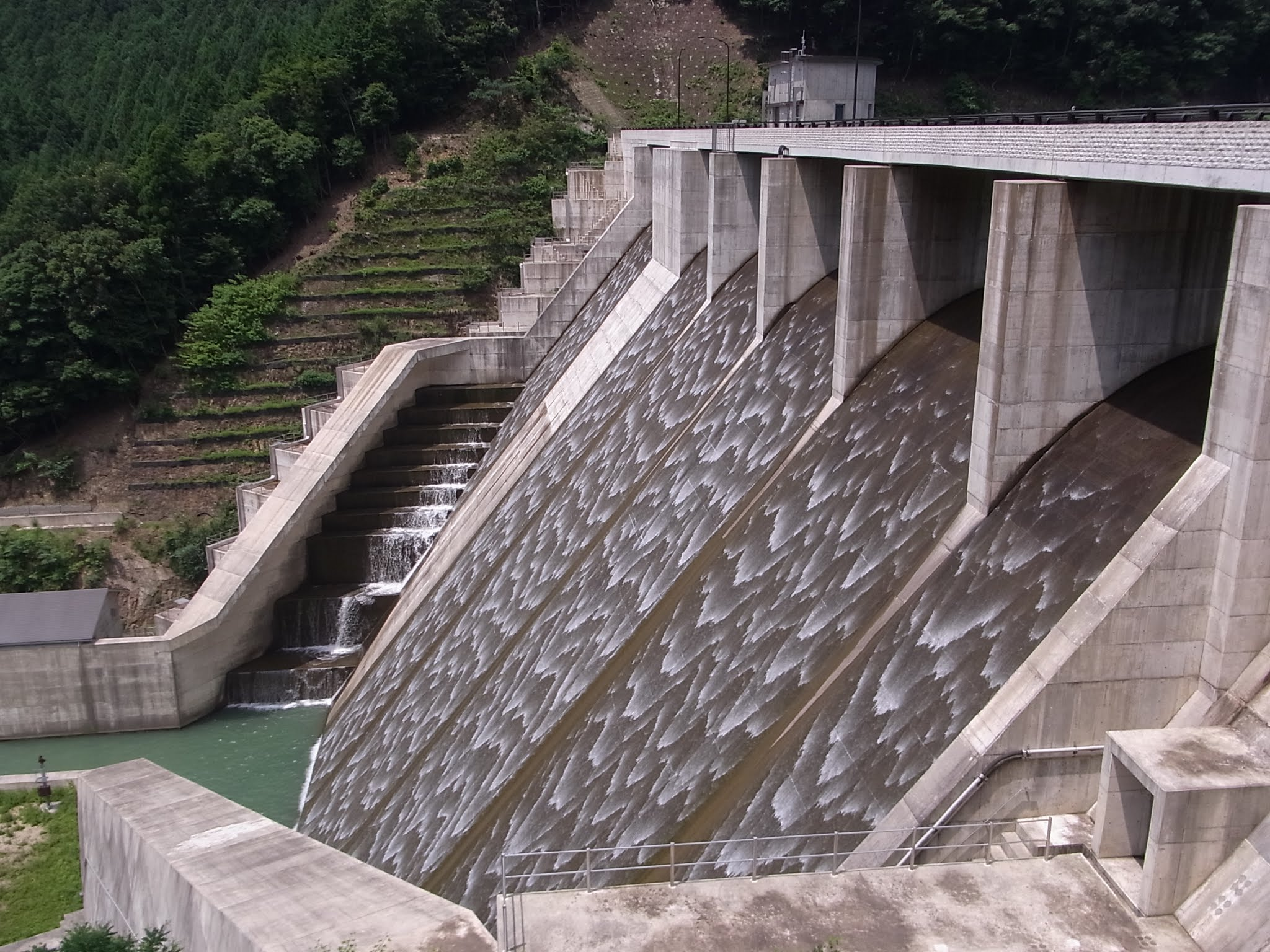
ダム再開発事業後の野洲川ダム（野洲川）。2009年（平成21年）に再開発が完成した。
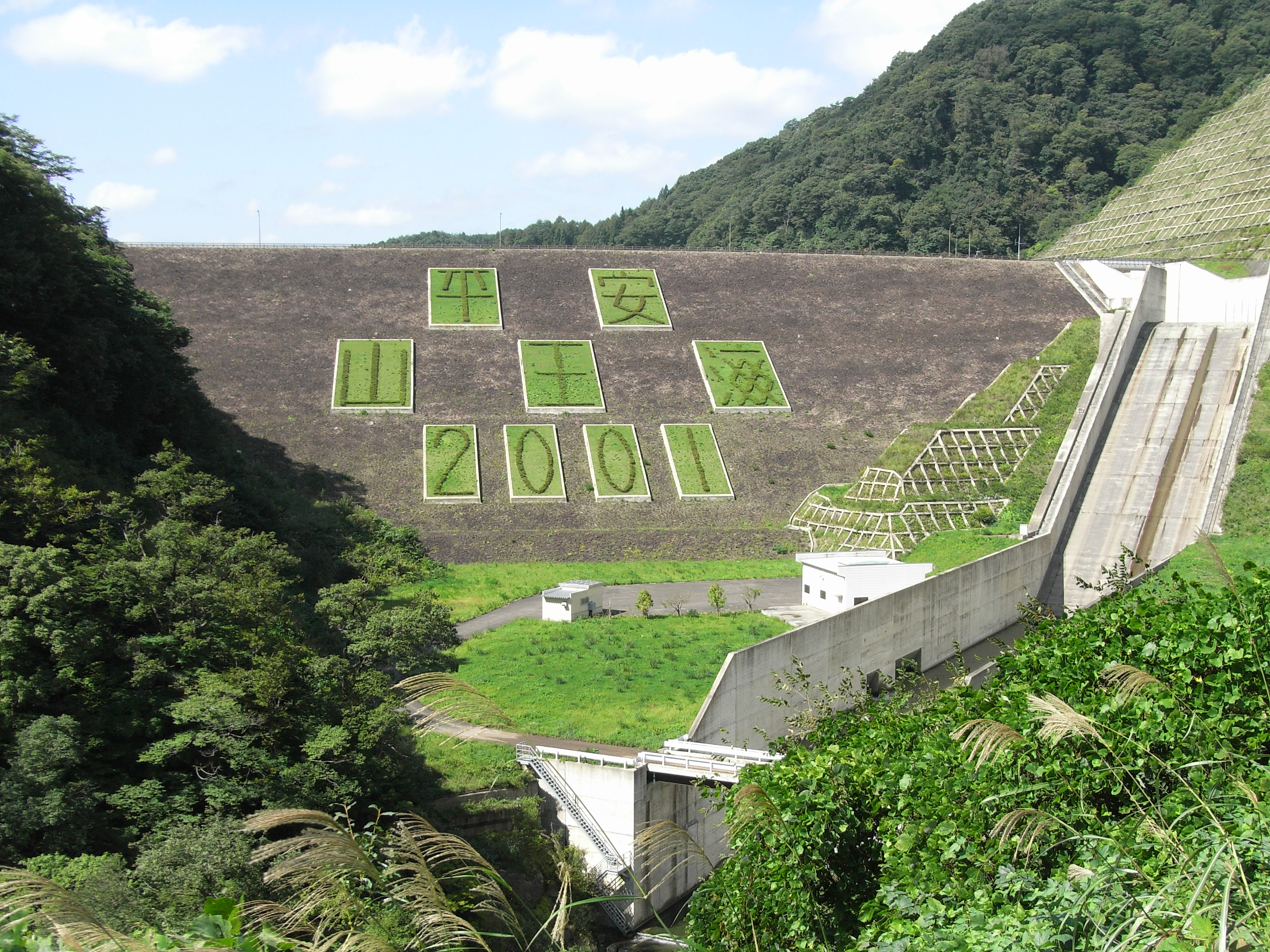
「志和の水喧嘩」を根絶させた山王海ダム（滝名川）。2001年（平成13年）にダム再開発事業が完成した。
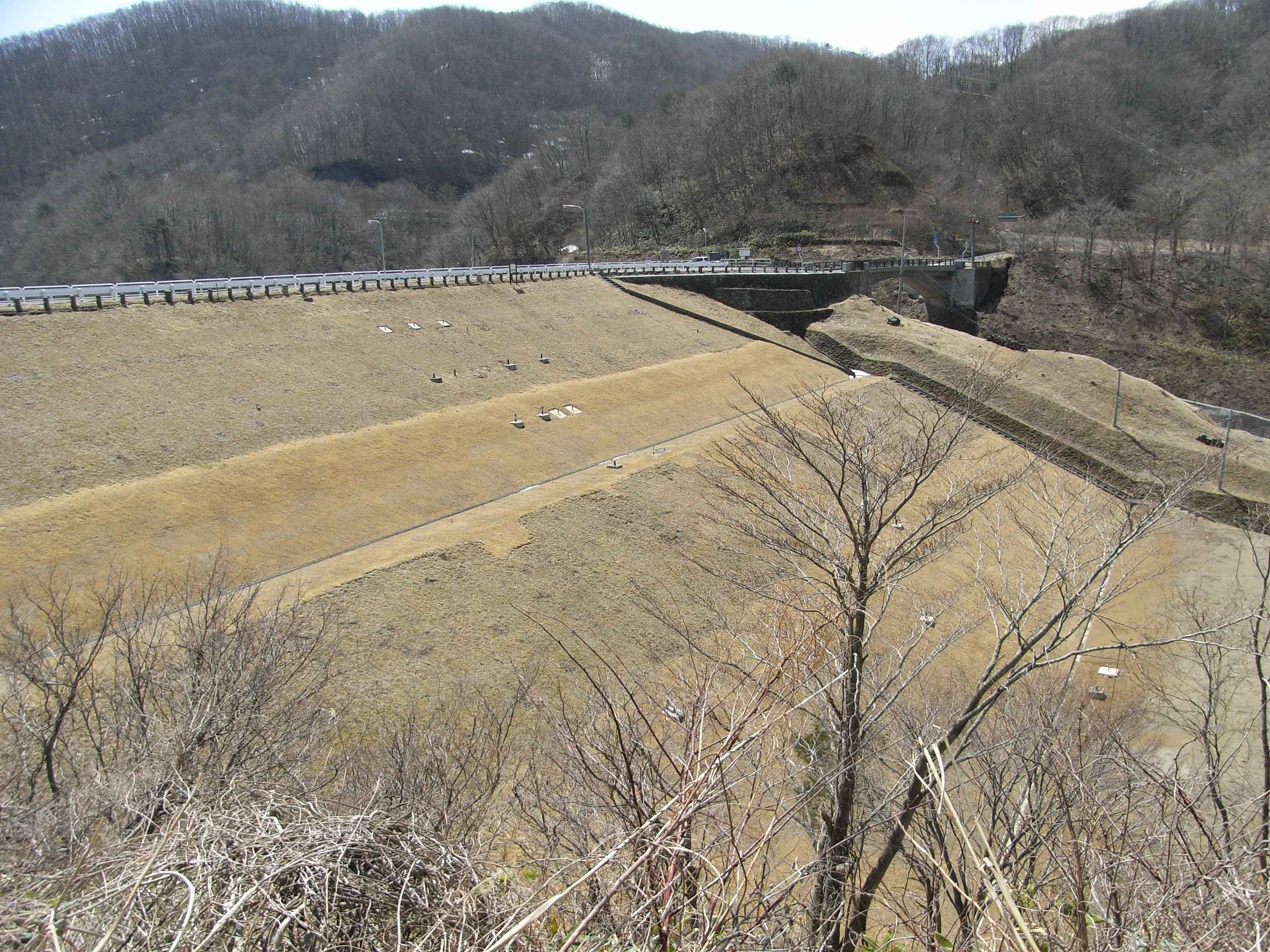
羽鳥湖の名でも知られる羽鳥ダム（鶴沼川）。1956年（昭和31年）完成。

### 電気事業再編

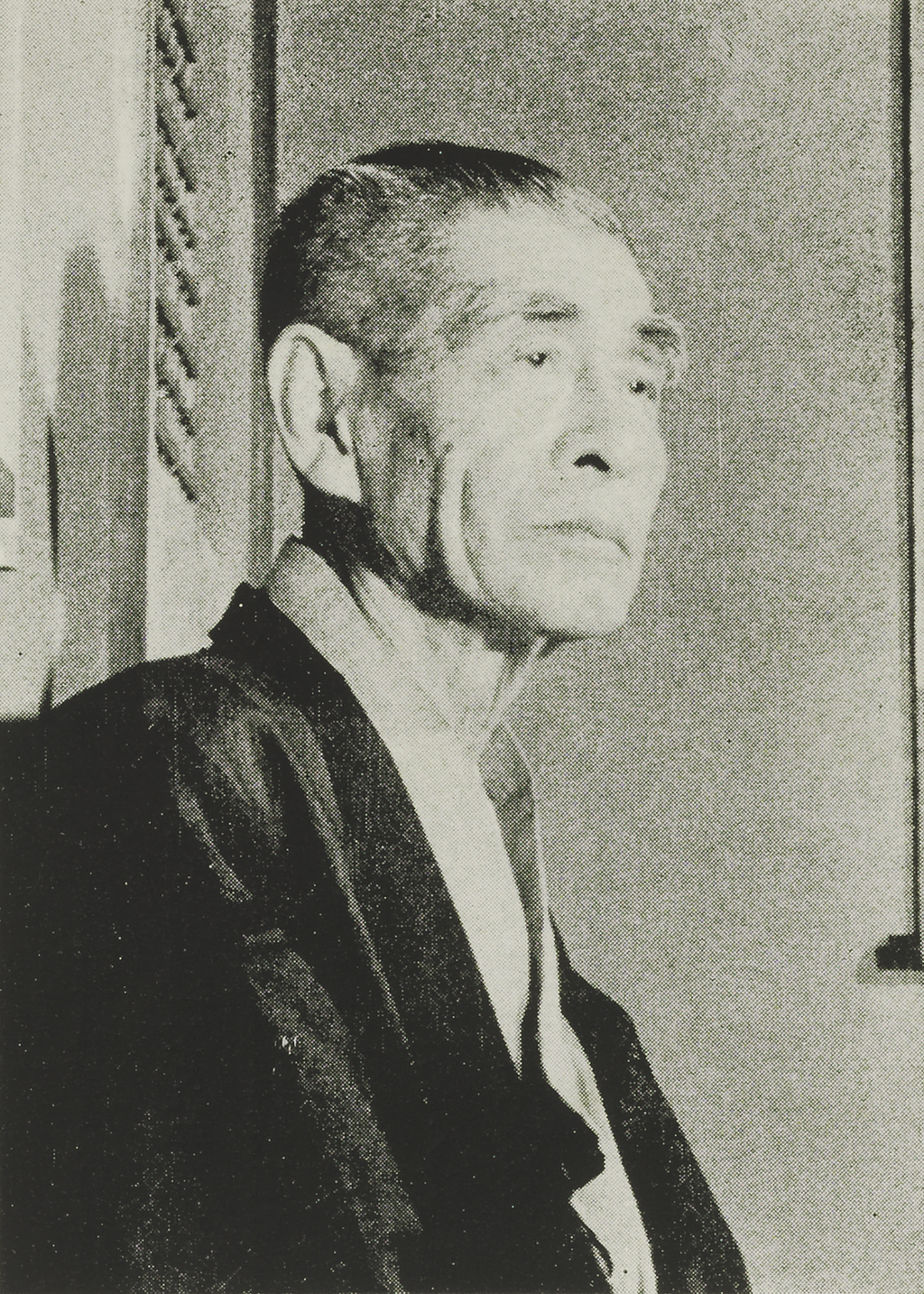
電気事業再編成の立役者となった松永安左エ門。「電力の鬼」とあだ名された松永は権力を嫌う硬骨漢でもあった。

日本発送電は、終戦後も引き続き水力発電事業を進めていた。敗戦により石炭、石油、ガスといったあらゆる資源が欠乏する中で電力は唯一利用できるエネルギーとして、広範に利用された。特に一般家庭など民需における電力消費は灯火管制が解除されたことで急激に増大。1945年の年間電力量は約195億キロワット時だったのが、1947年には294億キロワット時と100億キロワット時も増加した。ところが肝心の電力設備は空襲による変電・送電施設の破壊や既存発電施設の酷使による設備故障、石炭不足による火力発電所の稼働率低下などが重なり電力供給能力が低下する中急激な需要が拡大して需給バランスは崩壊。停電が頻繁に発生していた。また石炭や石油は合理化の問題や輸入のための外貨獲得が困難でコスト上の問題もはらんでおり、未開発の有望な地点が多く残されている水力発電に対する期待は大きかった。1947年、当時経済政策全般を管掌していた内閣経済安定本部は河川総合開発調査協議会を本部内に設置。内務省、農林省、商工省と共同で24河川において総合開発調査を開始し、電力行政を管掌する商工省では阿賀野川、黒部川、犀川、神戸川、吉野川、玖珠川、球磨川、十和田湖、猪苗代湖の7河川2湖沼を調査河川として水力発電計画を立案、日本発送電は協議会に沿った形で、または独自に只見川や飛騨川における朝日ダムなどの水力発電事業に着手した。しかし1948年日本発送電と9配電会社は過度経済力集中排除法における第二次指定会社の対象企業として持株整理委員会より指定を受けた。
日本発送電と9配電会社を解体・再編するに当たり、発電・送電・配電の一体化では一致を見たものの解体後の新組織形態を従来の日本全国一社経営とするか、地域別に電力会社を設立して分割するかで激しい意見対立が発生。1949年政府は電気事業再編成審議会を設立し、意見集約を図った。審議会では審議委員長である旧東邦電力社長の松永安左エ門が9ブロックに地域分割した電力会社設立を強硬に主張。最終的に付帯意見であった松永案が総司令部の意向もあって政府案となり国会に電気事業再編成法案が提出されたが審議は紛糾、政府や与党内にも反対意見が根強く審議未了となった。業を煮やした総司令部は再編成が成立するまで新規電気事業の許可を凍結すると政府に強固な圧力を掛け、最終的にポツダム政令という伝家の宝刀を用いて1950年に電気事業再編成令と公益事業令を発令、属地主義に基づく配分作業が開始された。しかし水力発電の有望な未開発地点が多く残された東北地方・中部地方・北陸地方については発電用水利権の帰属を巡り紛糾。特に電力会社垂涎の的であった只見川流域については、本名ダム・上田（うわだ）ダムの発電用水利権帰属を巡る東北電力と東京電力の争いが河川管理者である福島県・新潟県を巻き込み、ひいては東北地方対関東地方・新潟県の争いという地域間紛争に発展。法廷闘争や国会の参考人招致にまで問題が拡大した。
最終的には公益事業委員会の裁定により、これら紛糾した水利権帰属問題は物部長穂が1926年の論文で主張した「河川一貫開発」に基づき、例えば木曽川水系では本流は旧大同電力の流れをくむ関西電力が、飛騨川など岐阜県内の支流は旧東邦電力の流れをくむ中部電力が水利権を継承するというように属地外については旧電力会社の流れをくむ新会社が一社で一河川を独占的に開発する方向で解決し、以後北海道電力の日高電源一貫開発計画や中部電力の飛騨川流域一貫開発計画のように水系・流域で一貫した水力開発計画が着手された。1951年5月1日、日本発送電は9電力会社 に分割・民営化され電力国家管理は終焉を迎えた。なお電力行政を司る商工省はこの間1949年に廃止され、通商産業省が新たに発足し電力行政を継承している。
しかし設立間もない9電力会社は経営基盤が弱く、大規模な水力発電開発を遂行するだけの経営的な体力が不足していた。さらに1950年の朝鮮戦争に伴う特需景気が電力需要をさらに急増させ、記録的な渇水もあって深刻な電力危機に直面した。このため大規模な水力発電事業を政府の財政投融資で円滑に実施する必要性が生じ、この目的を以って1952年7月に電源開発促進法が成立。9月には政府と9電力会社が共同出資して高碕達之助を初代総裁とする特殊法人・電源開発が発足した。電源開発は電源開発促進法第13条に基づき、只見川のように大規模でかつ実施が困難な電力開発地点や北上川、熊野川など国土総合開発（後述）の観点で河川総合開発との整合性を図る必要のある地点、球磨川など電力の地域需要を調整する上で重要な地点を開発することが定められた。北上川五大ダムである石淵ダムの水力発電事業（胆沢第一発電所） を事業の出発点とした電源開発であるが、北海道電力が資金面の問題で電源開発に事業を移管した糠平ダム（音更川）を中心事業とする十勝糠平系一貫電源開発事業などに発足当初から取り掛かった。電源開発はその後只見川や天竜川、庄川などにおいて日本のダム事業史に大きな足跡を残すダムを建設するようになる。

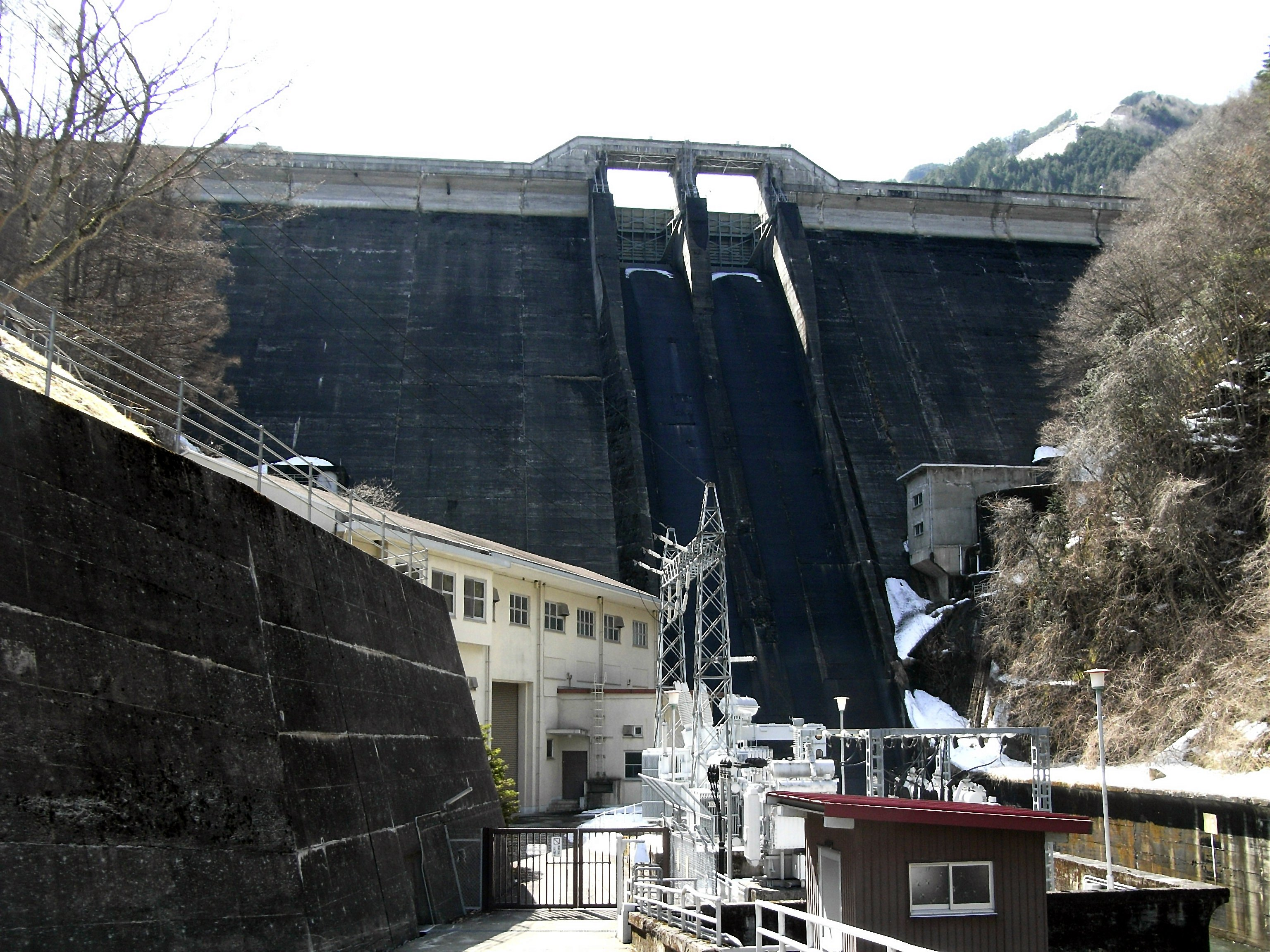
日本発送電最末期に計画された朝日ダム（飛騨川）。中部電力が継承し1953年完成。
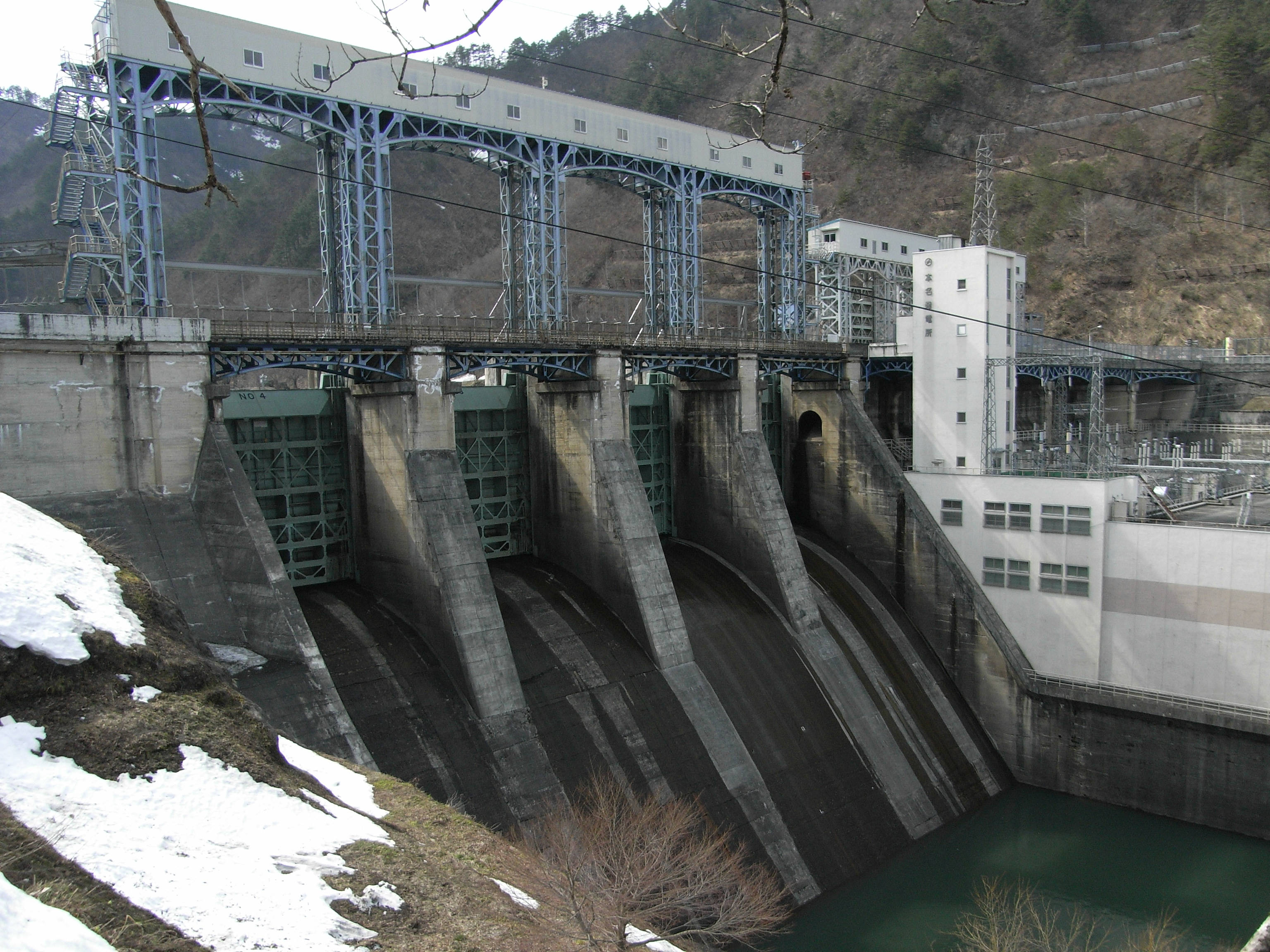
水利権を巡り紛糾した本名ダム（只見川）。東北電力が継承し1954年完成。
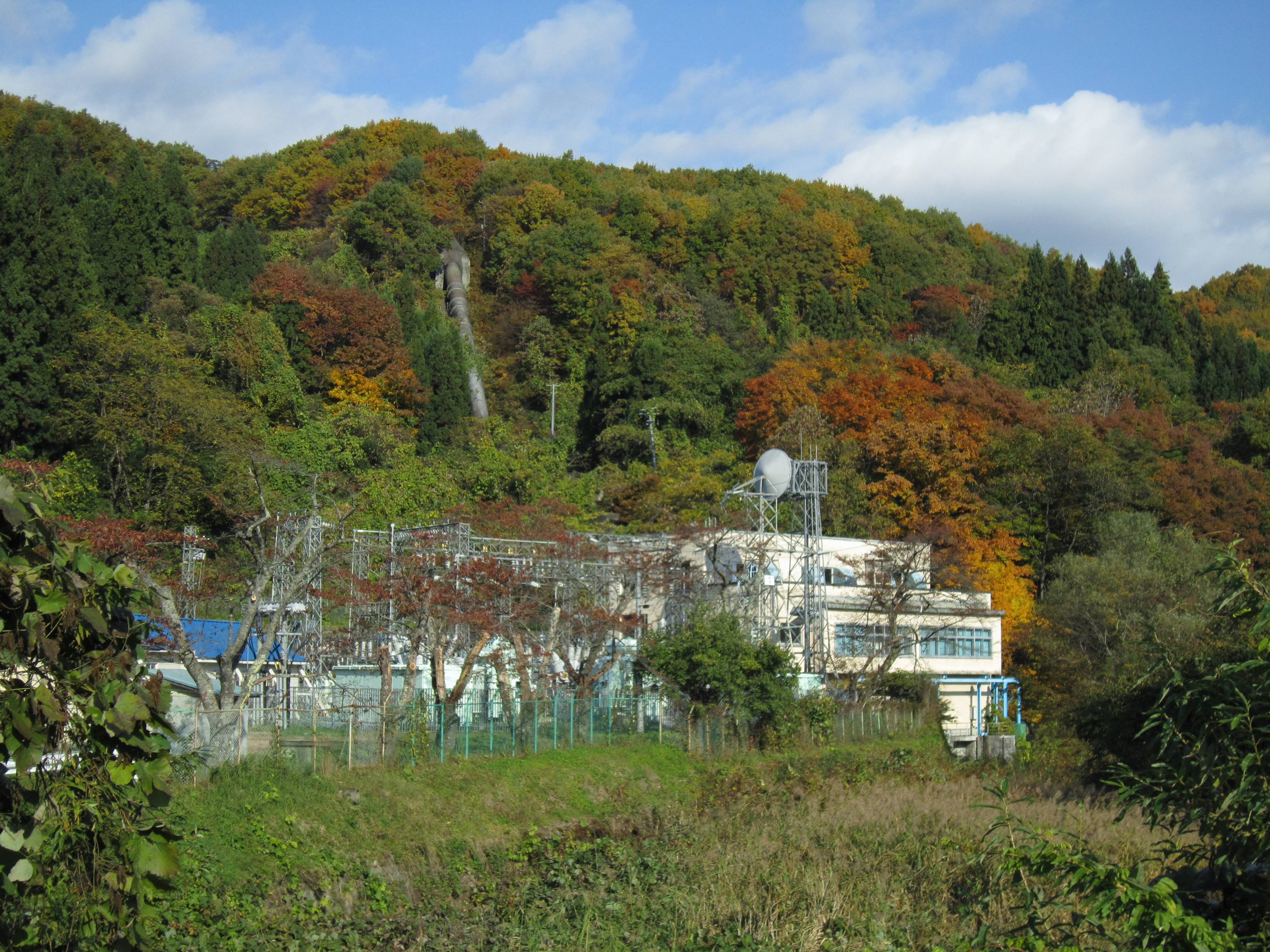
電源開発が事業の第一歩を記した旧胆沢第一発電所。胆沢ダム完成により新発電所に機能移転。
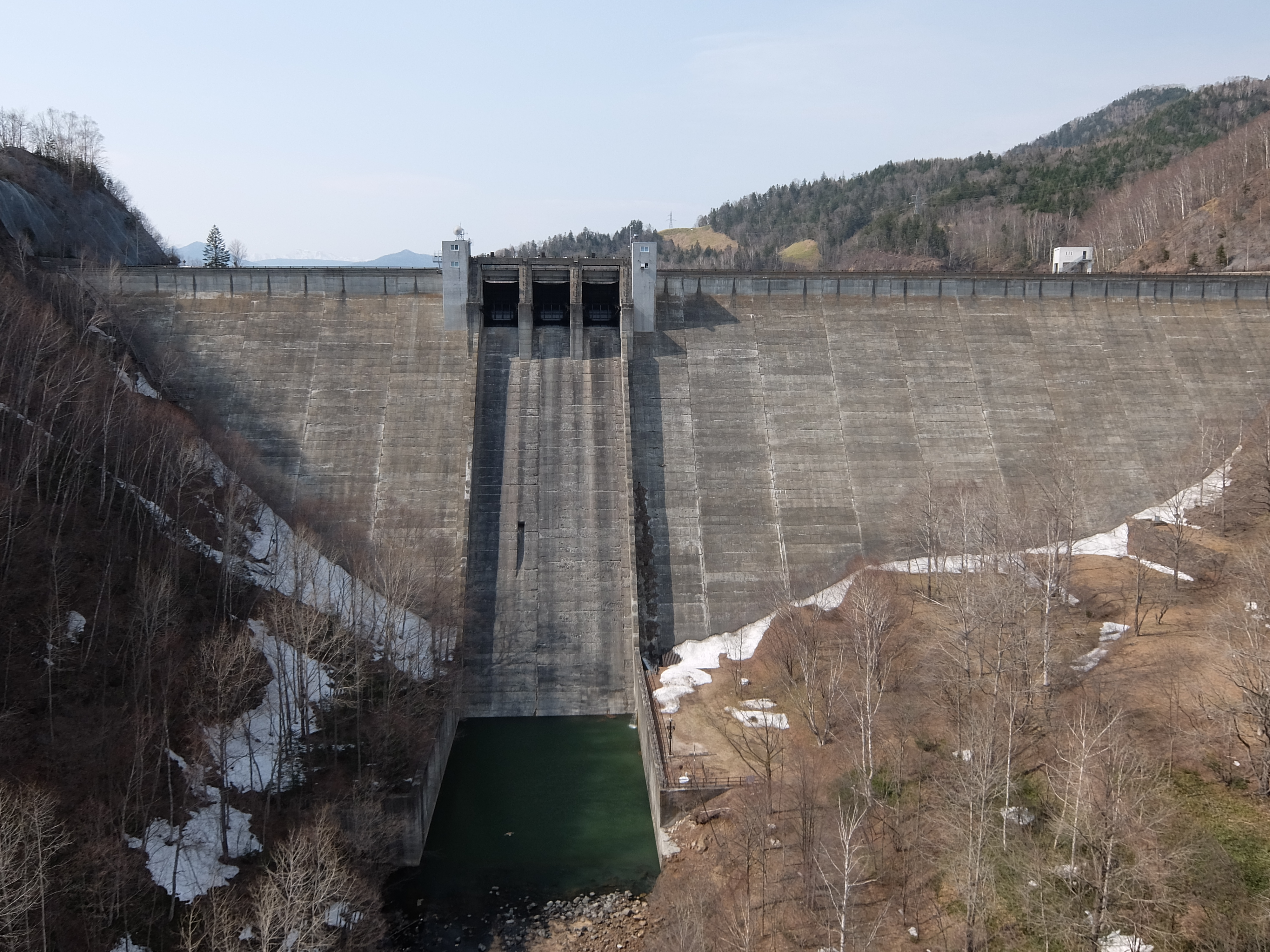
電源開発により建設された糠平ダム（音更川）。糠平湖は北海道有数の人造湖。1956年完成。

### 河川総合開発事業の成立
| 特定地域     | ダム建設 対象水系                    | 主なダム |
| ------------ | ------------------------------------ | --- |
| 十和田岩木川 | 岩木川                               | 目屋（岩木川） |
| 北上         | 北上川                               | 北上川五大ダム 岩洞（丹藤川）・豊沢（豊沢川） 山王海（滝名川）・鳴子（江合川） 花山（迫川）・栗駒（三迫川）                                       |
| 仙塩         | 名取川                               | 大倉（大倉川） |
| 阿仁田沢     | 米代川 雄物川                        | 森吉（小又川）・萩形（小阿仁川） 鎧畑（玉川）・皆瀬（皆瀬川）                                                                                     |
| 最上         | 最上川                               | 高坂（鮭川） |
| 只見         | 阿賀野川 信濃川                      | 奥只見・田子倉など只見川ダム群 上野尻・揚川（阿賀野川） 黒又川第一・黒又川第二（黒又川）                                                          |
| 利根         | 利根川                               | 矢木沢・須田貝・藤原（利根川） 相俣（赤谷川）・薗原（片品川） 川俣（鬼怒川）・五十里（男鹿川） 中禅寺（大谷川）                                   |
| 飛越         | 黒部川 常願寺川 神通川 庄川 小矢部川 | 黒部（黒部川） 有峰・新中地山・小俣（和田川） 新猪谷（高原川）・室牧（井田川） 下小鳥（小鳥川） 御母衣・鳩谷・椿原・成出（庄川） 刀利（小矢部川） |
| 天竜東三河   | 天竜川 豊川                          | 佐久間・秋葉（天竜川） 美和・高遠（三峰川）・小渋（小渋川） 宇連（宇連川）                                                                        |
| 木曽         | 木曽川                               | 丸山（木曽川）・牧尾（王滝川） 横山（揖斐川）・朝日（飛騨川）                                                                                     |
| 吉野熊野     | 紀の川 新宮川 宮川 古座川            | 大迫（紀の川）・津風呂（津風呂川） 猿谷・風屋・二津野（熊野川） 池原・七色・小森（北山川） 宮川（宮川） 七川（古座川）                            |
| 大山出雲     | 斐伊川 旭川                          | 湯原・社口（旭川） |
| 芸北         | 太田川                               | 王泊（滝山川）再開発 樽床・柴木川（柴木川） |
| 錦川         | 錦川 小瀬川 富田川                   | 菅野・水越（錦川） 小瀬川（小瀬川） 川上（富田川）                                                                                                |
| 那賀川       | 那賀川                               | 長安口・川口・小見野々（那賀川） 大美谷（大美谷川）                                                                                               |
| 四国西南     | 渡川 肱川                            | 鹿野川（肱川） |
| 南九州       | 大淀川 肝属川                        | 綾南（本庄川）・綾北（綾北川） 高隈（串良川） |

内閣経済安定本部は、水資源の豊富な日本では戦前から活発に実施されていた河水統制事業をさらに積極的に推進することで、水力発電や灌漑といった利水開発を促進する必要があると考えていた。これは、戦勝国であるアメリカにおいて、ニューディール政策の柱であったテネシー川流域開発公社 （TVA）が世界恐慌以後のアメリカ経済回復に大きな役割を果たしたという見方が信じられ、総司令部民政局の官僚の多くがニューディール政策を信奉するニューディーラーであったことも背景にある。先述したように1947年の河川総合開発調査協議会設置以降、建設省は治水事業の立場から改訂改修計画や治山治水緊急対策要綱を制定してダム事業を推進、農林省は国営土地改良事業や国営農業水利事業の水源として農業用ダムを活用、商工省や日本発送電、および分割・民営化後に誕生した9電力会社や電源開発は大規模水力発電所計画において必須となる発電用ダムを日本各地で建設していた。また地方自治体による河水統制事業も続々再開され相模ダム（相模川）や厚東川ダム（厚東川）、松尾ダム（小丸川）などが完成。1950年には総司令部よりアメリカ合衆国対日援助見返資金が供出されて国庫の補助が充実したことから、さらに多くの河川で河水統制事業が計画されるに至った。これ以降、国庫補助を受けて建設される地方自治体の多目的ダムを補助多目的ダムと呼ぶ。
各事業者によってそれぞれの立場から河川開発が活発化するに連れて、一河川における治水事業と利水事業をより合理的に運用することで開発が遅れている地方の地域開発を促進するという気運が高まった。1950年第3次吉田内閣は国土総合開発法を成立させ、資源開発・産業振興・国土保全・災害防除などに関して高度の総合施策を必要とし、実施することで著しい効果が期待できる地域を「特定地域」と定め、治水・砂防・土地改良・水力発電・道路港湾整備などを包括して実施する特定地域総合開発計画の策定に入った。特定地域総合開発計画は国土総合開発法第10条に基づき計画されるものであり、「国土を総合的に利用、開発、促進し、並びに産業立地の適正化を図る」という同法の目的を達成させるために計画される、地域開発を発展・高度化させた総合開発計画である。北海道を除く日本各地から51地域が指定申請を行い、翌1951年に19地域が、1957年（昭和32年）に3地域が指定された。これら22地域のうち北奥羽・能登・北九州・対馬の4特定地域はダム計画がなく、阿蘇特定地域はダム計画が消滅したが残る地域は程度の差はあれダム事業による河川開発が計画に盛り込まれた。
主なものとして、東北地方で指定された計画のうち北上特定地域総合開発計画は日本の TVA とも呼ばれ、岩手県内では北上川五大ダムによる治水と電源開発による水力発電、岩洞ダム（丹藤川）などによる土地改良事業などが、宮城県内では鳴子ダムや花山ダム（迫川）による江合川・迫川の治水、鳴瀬川の治水が主な柱となっている。只見特定地域総合開発計画は只見川流域の水力発電開発が柱であり、電源開発による奥只見・田子倉ダム（只見川）という巨大ダム事業を基幹として只見川・阿賀野川の一貫水力発電開発が計画された。関東地方で唯一計画された利根特定地域総合開発計画は矢木沢ダム（利根川）を筆頭とする利根川上流ダム群や川俣ダム（鬼怒川）・五十里ダムの鬼怒川上流ダム群によって利根川の治水を図ると同時に複数の用水路建設による関東平野一帯の灌漑事業と首都圏への電力供給が目的である。
中部地方において指定された計画では飛越特定地域総合開発計画は岐阜県（飛騨）・富山県（越中）を流域に持つ河川の開発が行われ、黒部川・常願寺川・神通川・庄川水系の水力発電事業と小矢部川・井田川の河川総合開発事業、常願寺川上流の立山砂防が実施された。後述する黒部ダム（黒部川）・有峰ダム（和田川）・御母衣ダム（庄川）といった発電用大ダムは計画の一環として建設されている。天竜東三河特定地域総合開発計画は美和・高遠ダム（三峰川）による天竜川上流域の治水と発電、宇連ダム（宇連川）を水源とする豊川用水の整備による渥美半島への灌漑、天竜川を利用した電源開発の水力発電事業が骨子であり、その根幹として計画されたのが佐久間ダム（天竜川）である。木曽特定地域総合開発計画は丸山ダムや横山ダム（揖斐川）を中心とする木曽川の治水、中部電力が進めていた飛騨川流域一貫開発計画の水力発電事業、牧尾ダム（王滝川）を水源とする知多半島への灌漑が主目的であり、日本最大級の用水路である愛知用水は本計画で推進された。
近畿地方で実施された吉野熊野特定地域総合開発計画は300年来の悲願である大和盆地への用水供給を図るため、紀の川と熊野川という紀伊半島の二大河川を猿谷ダムによってトンネルで連結して導水。和歌山平野への灌漑を図ると同時に大迫ダム（紀の川）や津風呂ダム（津風呂川）を建設して奈良市などへ水を供給（十津川・紀の川総合開発事業）するほか、池原ダム（北山川）など熊野川流域の水力発電開発を電源開発が行うという計画である。こうした大規模総合開発は治水整備を強化させたほか、従来慢性的な水不足に悩まされていても有効な解決策が見出せなかった地域に用水の恩恵を与え、大都市圏への電力供給を強化させて高度経済成長の礎を作った。所定の目的を達した特定地域総合開発計画は1967年（昭和42年）に完了した。
一方、当初から特定地域の対象外である北海道は、独自の総合開発計画が策定されていた。1950年に北海道開発法が制定され、翌1951年に増田甲子七を初代長官とする北海道開発庁と地方支分部局である北海道開発局が発足した。北海道開発局は建設省の治水事業と農林省の土地改良事業を一括して実施する機関であり、北海道のダム事業は北海道総合開発計画に基づき北海道開発局が主体で実施した。最初に着目した河川は北海道最大の河川・石狩川であり、1950年に石狩川水域開発計画が策定されてダムによる総合開発が計画された。まず石狩川支流の雨竜川に農林省の国営土地改良事業と北海道企業局による水力発電事業の共同事業として1953年に鷹泊ダムが完成した。利水専用であるが北海道初の多目的ダムである。続いて計画されたのが三笠市を流れる幾春別川の桂沢ダムと芦別市を流れる空知川の支流・芦別川の芦別ダムである。1934年（昭和9年）より構想された北海道初の治水目的を持つ多目的ダムであるが、電源開発による水力発電事業、三笠市の上水道供給も目的としており、1957年（昭和32年）に完成した。以後北海道においてもダム建設が盛んになり、金山ダム（空知川）や大夕張ダム（夕張川）、岩尾内ダム（天塩川）などの大規模ダムが計画・建設されてゆく。
物部長穂が論文で提唱した「河川一貫開発」の概念はこうした施策により確立した。戦前に実施された河水統制事業は河川改修の一部として位置付けられていたが、戦後河川改修の中心事業として重要な位置を占めることになった。このため1951年、名称が河川総合開発事業に変更された。以後、河川総合開発事業は日本の河川事業において中心的な役割を果たして行く。

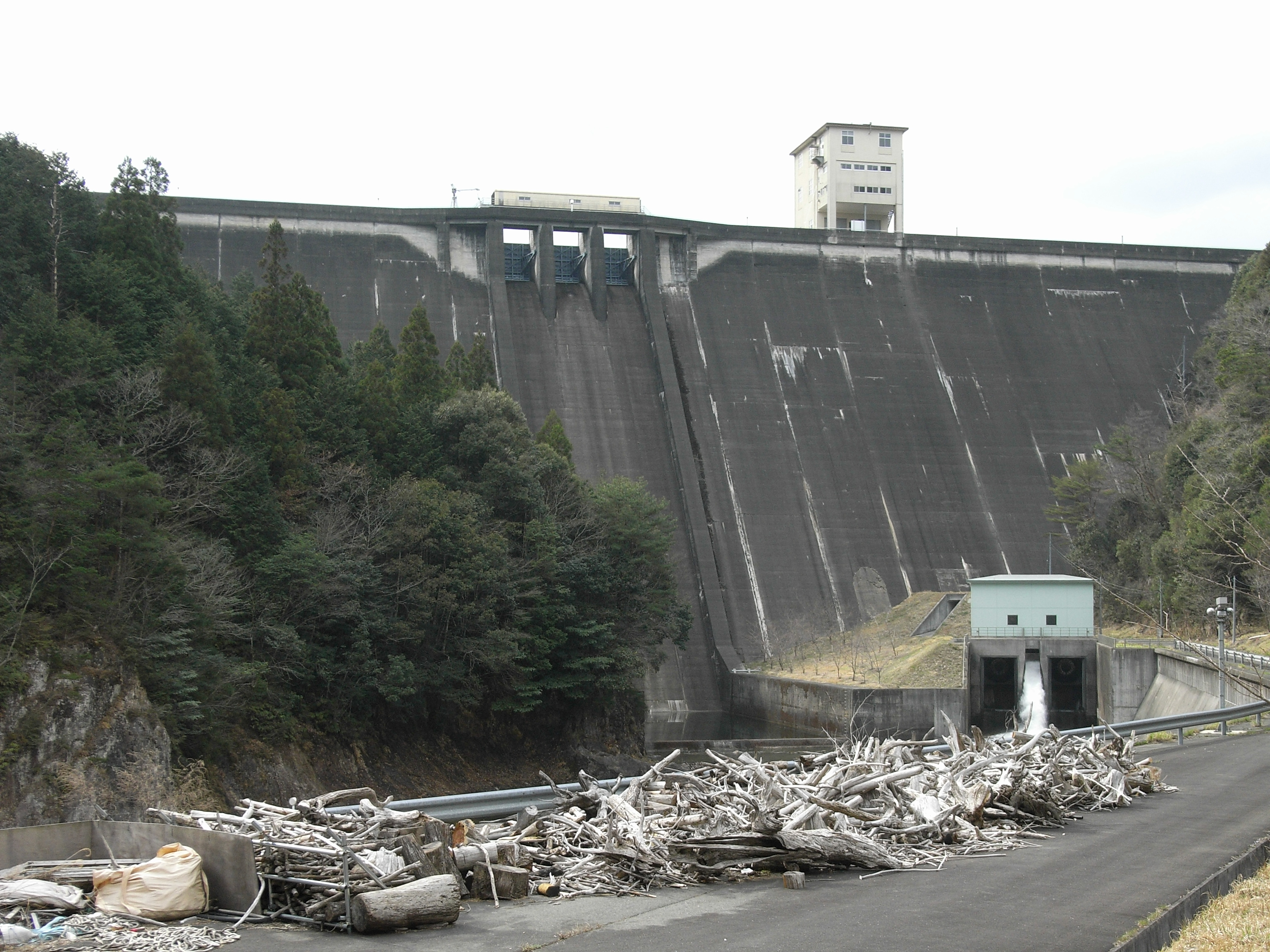
天竜東三河特定地域総合開発計画で建設された豊川用水の水源、宇連ダム（宇連川）。1958年（昭和33年）完成。
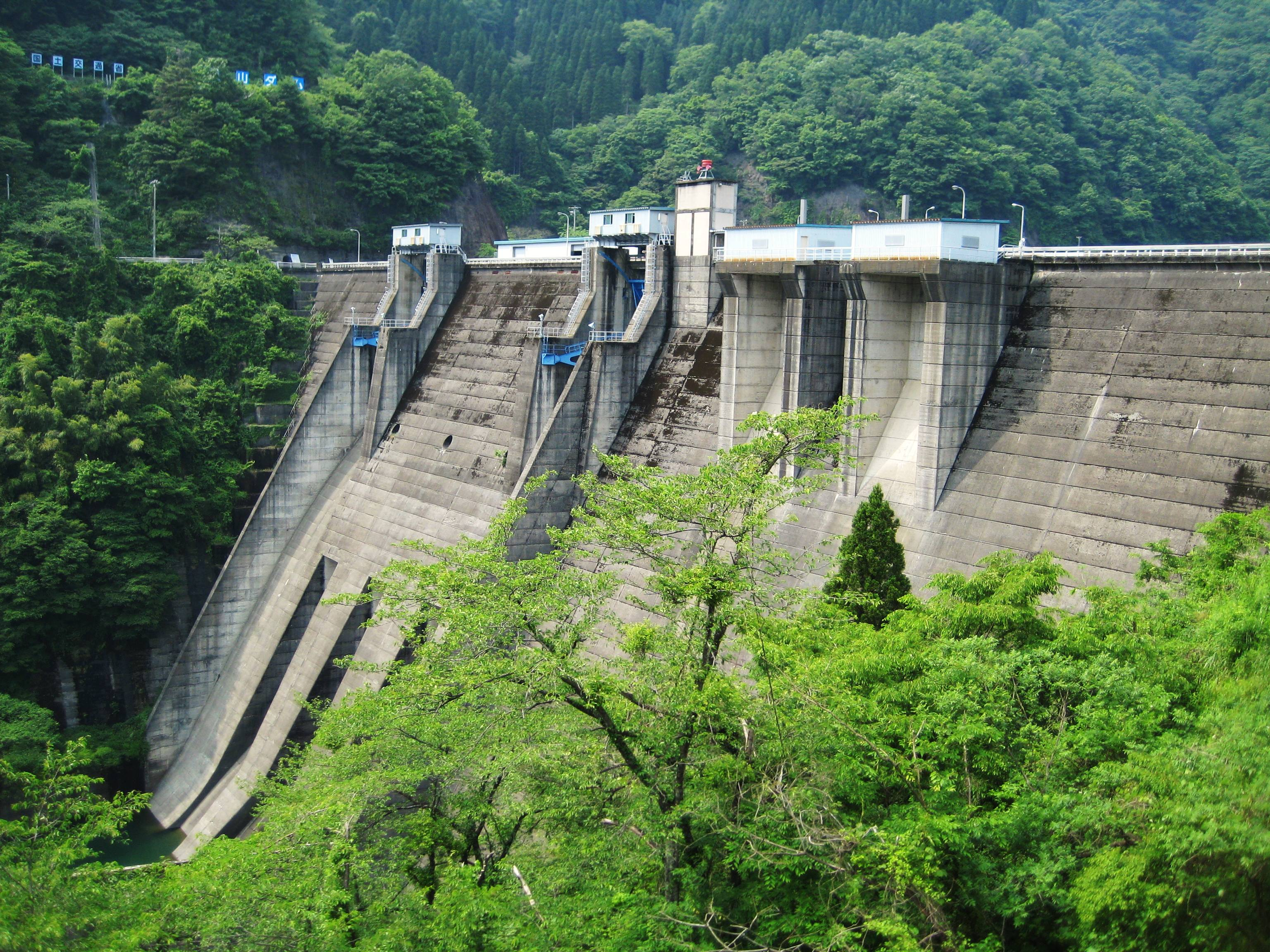
木曽特定地域総合開発計画で建設された横山ダム（揖斐川）。1964年（昭和39年）完成。
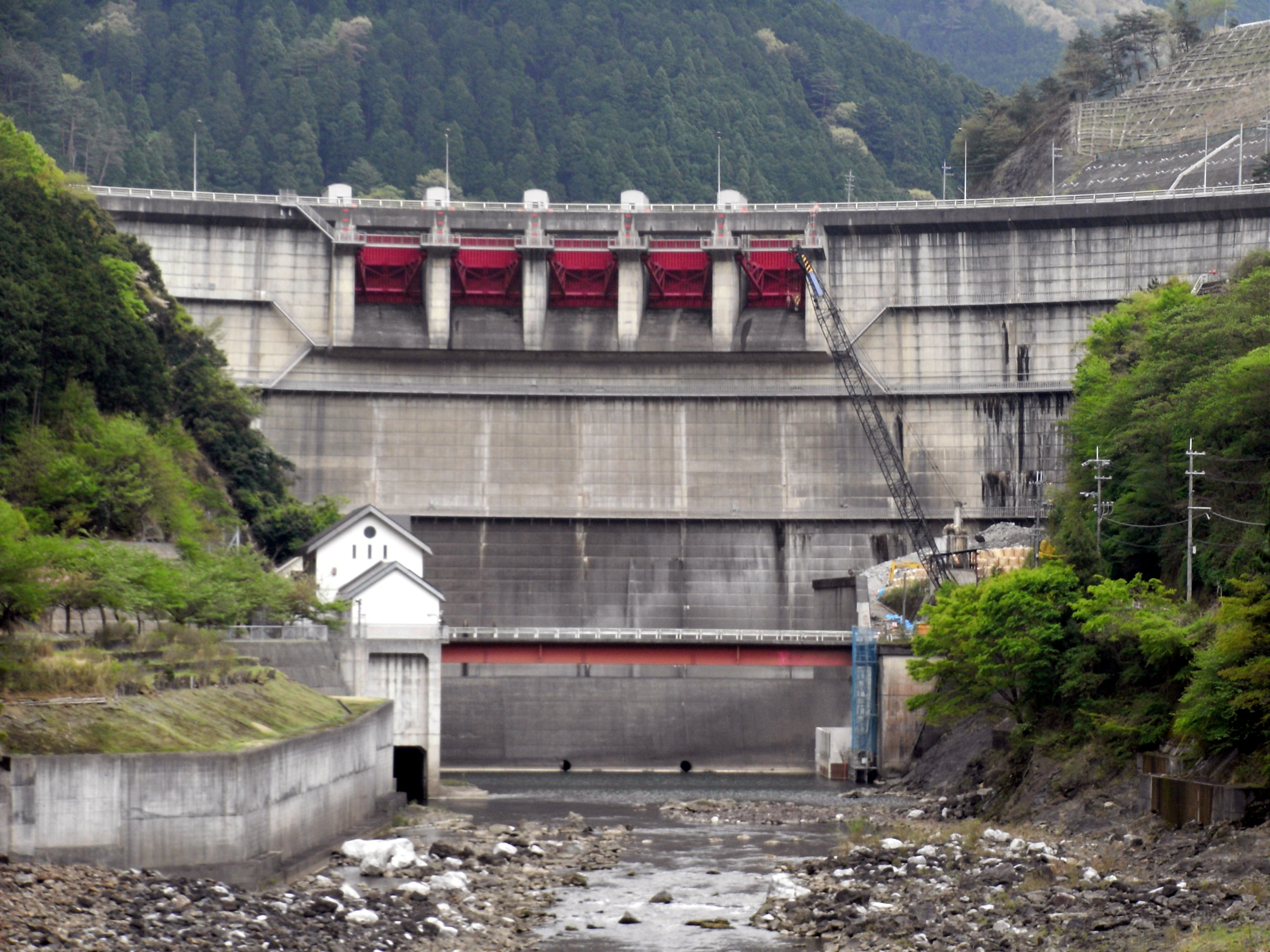
吉野熊野特定地域総合開発計画で計画された大迫ダム（紀の川）。1973年（昭和48年）完成。
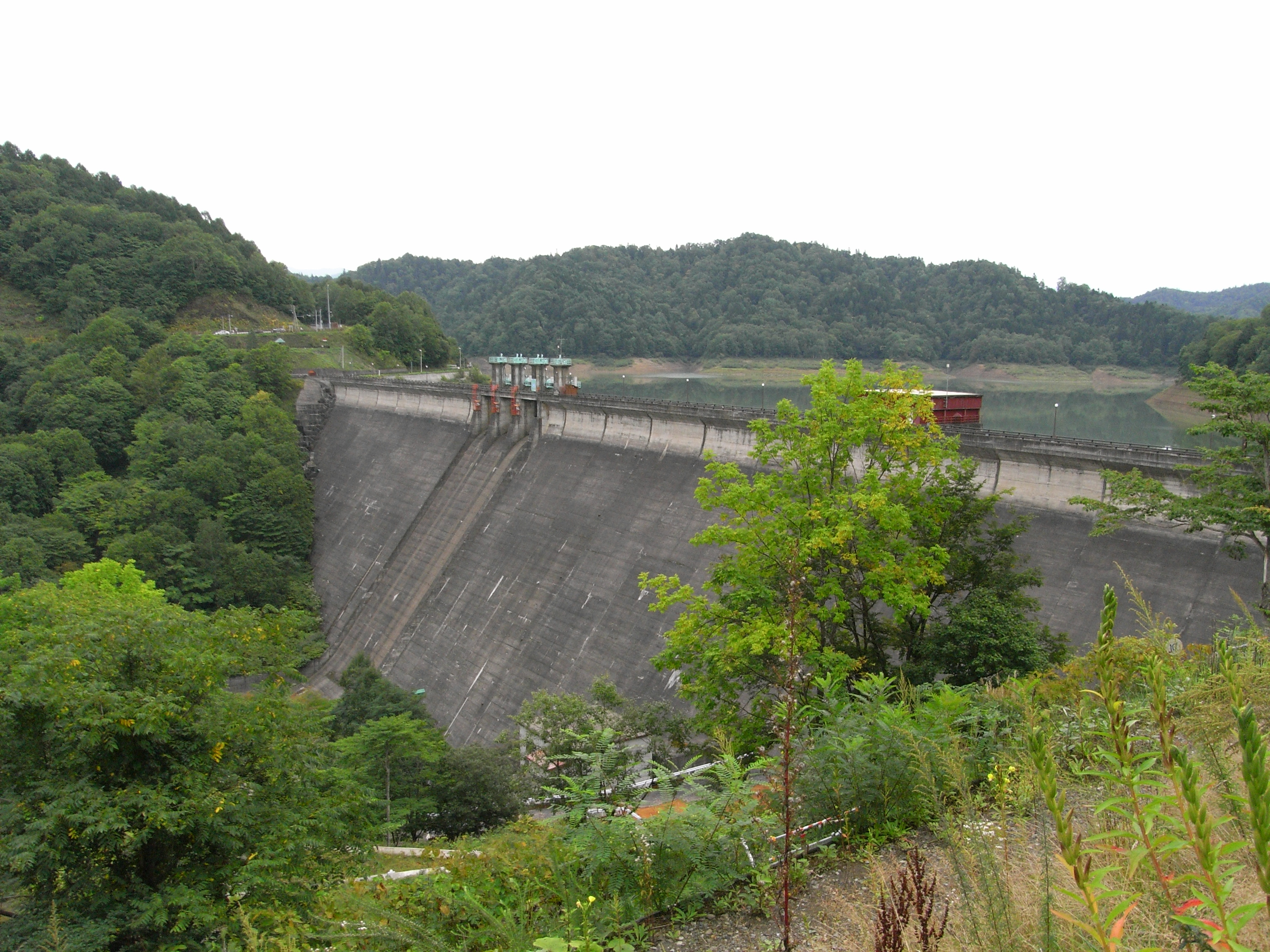
北海道初の治水目的を持つ多目的ダム、桂沢ダム（幾春別川）。ダム再開発事業中。

## 昭和中期（1955年-1964年）
経済成長に伴い道路・鉄道・港湾を始めさまざまなインフラストラクチャー整備が大規模に計画、着手されていった。ダム事業においても、この時期は日本のダム事業史に残る大規模プロジェクトが多く手掛けられた時期でもあった。

### 大ダム時代

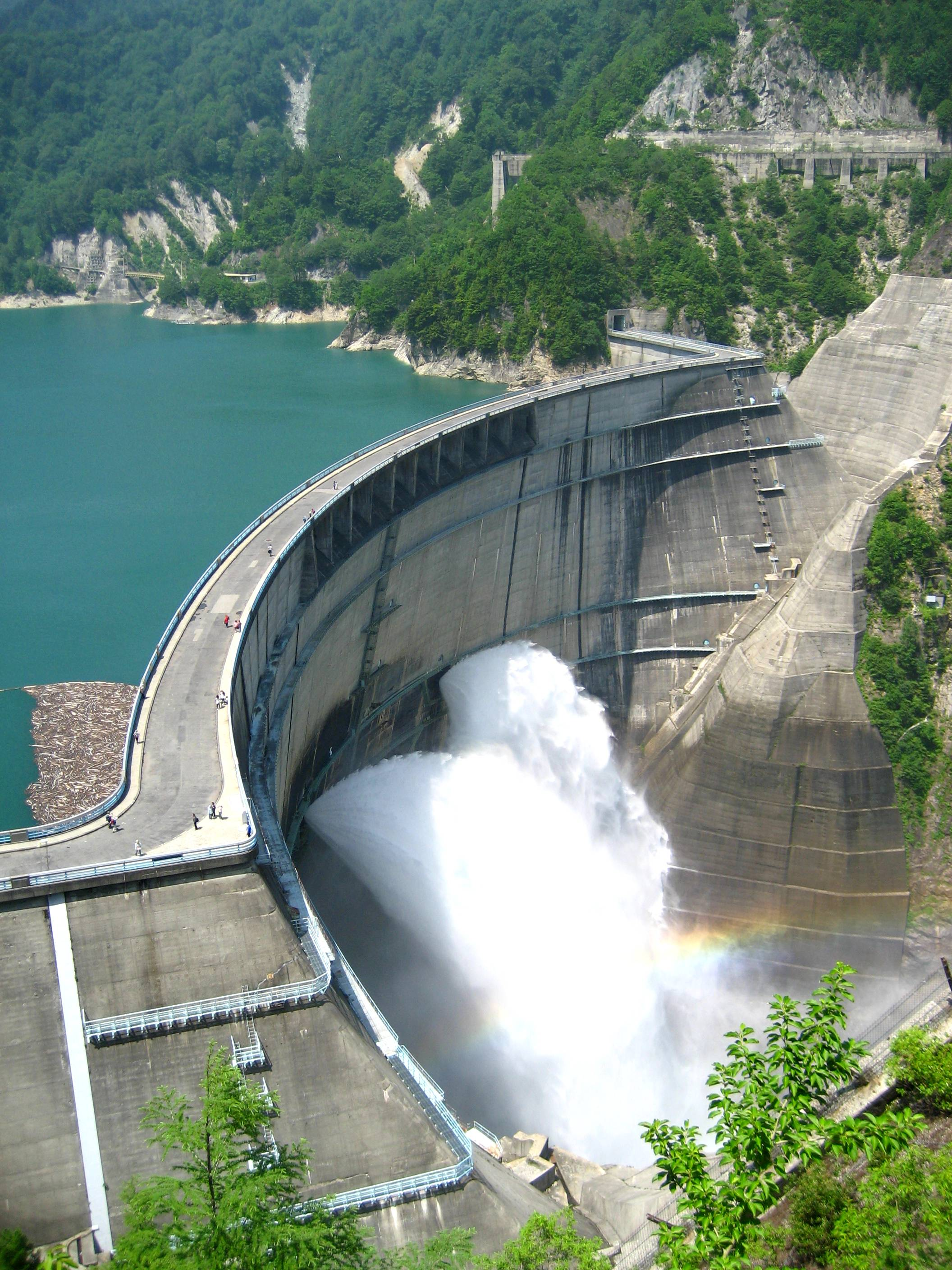
日本一の高さを有する黒部ダム（黒部川）。立山黒部アルペンルートの主要な観光地である。1963年（昭和38年）完成。

日本のダム技術は戦後に入り欧米の最新技術が導入されることでさらに発展した。ダムの型式にも新たな型式が登場した。
岩石や土を積み上げて建設されるロックフィルダムは設計理論の未確立、洪水処理への不安、土木機械の未成熟による岩石盛り立ての困難さなどにより戦前は建設されなかった。特に粘土など透水性の低い土質をダム本体中心部に据えて水を遮る土質遮水壁型ロックフィルダムは温暖湿潤気候の日本において、最適含水比による土質配合が不可能とされていたが最新土木技術導入により、ロックフィルダムが日本でも建設され始めた。1947年（昭和22年）日本初のロックフィルダム施工例として北上川五大ダムの一つである石淵ダム（胆沢川。53.0メートル）の建設が岩手県で開始され、1951年（昭和26年）には完成例として日本初となる小渕防災溜池（久々利川。20.5メートル）が岐阜県で完成した。石淵・小渕両ダムはダム上流部にコンクリートを舗装して水を遮るコンクリート表面遮水壁型ロックフィルダムだったが、土質遮水壁型についても1960年（昭和35年）に完成した岩手県の岩洞ダム（丹藤川。42.0メートル）が第一号として建設され、以後日本におけるロックフィルダムの主流となる。
アーチ式コンクリートダムはダム本体のコンクリート量を節減できる点で経済的な型式だが、莫大な水圧を支えるための強固なダム両岸岩盤の存在が建設の絶対条件であり、洪水処理の不安に加え世界有数の地震大国である日本において建設への技術的不安があり躊躇されていた。アーチ式堰堤としては1909年（明治42年）に完成した大湊第一水源地堰堤（宇田川）が日本初であるが高さ7.0メートルのごく小規模なもので、高さ15メートルを超えるアーチダムとしては島根県に建設された三成ダム（斐伊川。35.0メートル）が初である。しかし高さが100メートルを超えるアーチダムの建設は不安を払拭できなかった。九州電力が宮崎県の耳川最上流部に建設した上椎葉ダムは、当初重力式コンクリートダムとして建設される予定であったが、総司令部の下部機関であるアメリカ合衆国海外技術顧問団 (OCI) が両側基礎岩盤の堅固さを理由にアーチダムの建設を提言。以後 OCI の助言の下に建設を進め高さ110.0メートルのアーチダムとして1955年（昭和30年）に完成した。続いて宮城県に建設された鳴子ダム（江合川。94.0メートル）は日本人だけで手掛けられ、電子計算機の導入による迅速な設計や岩盤力学の発展もあってアーチダムの知見が日本でも深まり100メートル級の大規模アーチダムが盛んに建設された。さらにアーチダムの応用形として重力式コンクリートダムの特徴も兼備した重力式アーチダムも埼玉県に1961年（昭和36年）建設された二瀬ダム（荒川。95.0メートル）以降大規模なダムが建設された。
中空重力式コンクリートダムはコンクリート量を節減しつつダム本体の安定性を確保できる経済的な型式としてイタリアより導入され、中部電力が1957年（昭和32年）に井川ダム（大井川。103.6メートル）を完成させたのが日本初である。中部電力は大井川において井川ダム以後も1962年（昭和37年）に同型式として当時世界最大の高さを有した畑薙第一ダム（125.0メートル）と畑薙第二ダム（69.0メートル）を建設しており、大井川は日本で13か所しかない中空重力ダムが3か所、しかも三連続で建設されている日本唯一の例である。このほか複数のダム型式の特徴を複合させたコンバインダムは、1953年（昭和28年）岩手県の石羽根ダム（和賀川）が第一号として完成している。
これらダム技術の急速な発展は、日本に大ダム建設時代を到来させた。1955年に完成した丸山ダム（木曽川。98.2メートル）は日本における100メートル級大ダムの嚆矢となった。1956年（昭和31年）完成した佐久間ダム（天竜川。155.5メートル）はドリルジャンボなど大型土木機械による本格的機械化工法の導入・工事現場における安全管理・国際競争入札の導入など日本における大型土木事業の基礎を築き、日本の重電・建機メーカーに技術的な自信を与えて国外へ雄飛する契機を作るなど日本土木史に残る「金字塔」となった。東京都水道局が1957年に完成させた多摩川の小河内ダム（149.0メートル）は世界最大級の水道用ダムとして、首都・東京の重要な水源となった。北陸電力が常願寺川有峰発電計画の中心事業として1959年（昭和34年）に完成させた有峰ダム（和田川。140.0メートル）は国際復興開発銀行の支援により建設され、1960年には日本最大の重力式コンクリートダムとして完成以来記録が破られていない奥只見ダム（只見川。157.0メートル）、1961年には日本初の100メートル級大規模ロックフィルダムであり「20世紀のピラミッド」と形容された御母衣ダム（庄川。131.0メートル）が完成した。
そして日本最大の高さ・186.0メートルを有するのが黒部川の黒部ダムである。人跡未踏の黒部峡谷に大正時代から計画された黒部ダムは当時の関西電力社長・太田垣士郎の決断で1956年より建設が開始された。しかし物資を運搬するために建設された長野県大町市からダムサイトを結ぶ関電トンネルの掘削に始まる工事は難工事の連続であり、険阻な黒部峡谷は度重なる労働災害を招いた。さらに1959年12月フランスでマルパッセダム決壊事故が発生し事業に融資する国際復興開発銀行が高さの変更を勧告するなど困難が連続した。関西電力の年間電力収入の半分に当たる約513億円 の事業費、延べ約1000万人におよぶ従事者を動員した黒部ダムは1963年（昭和38年）に完成した。立山黒部アルペンルートの中心的な観光地として年間百万人の観光客を集める黒部ダムは、石原裕次郎・三船敏郎主演の『黒部の太陽』 や織田裕二主演の『ホワイトアウト』において映画の舞台となっている。

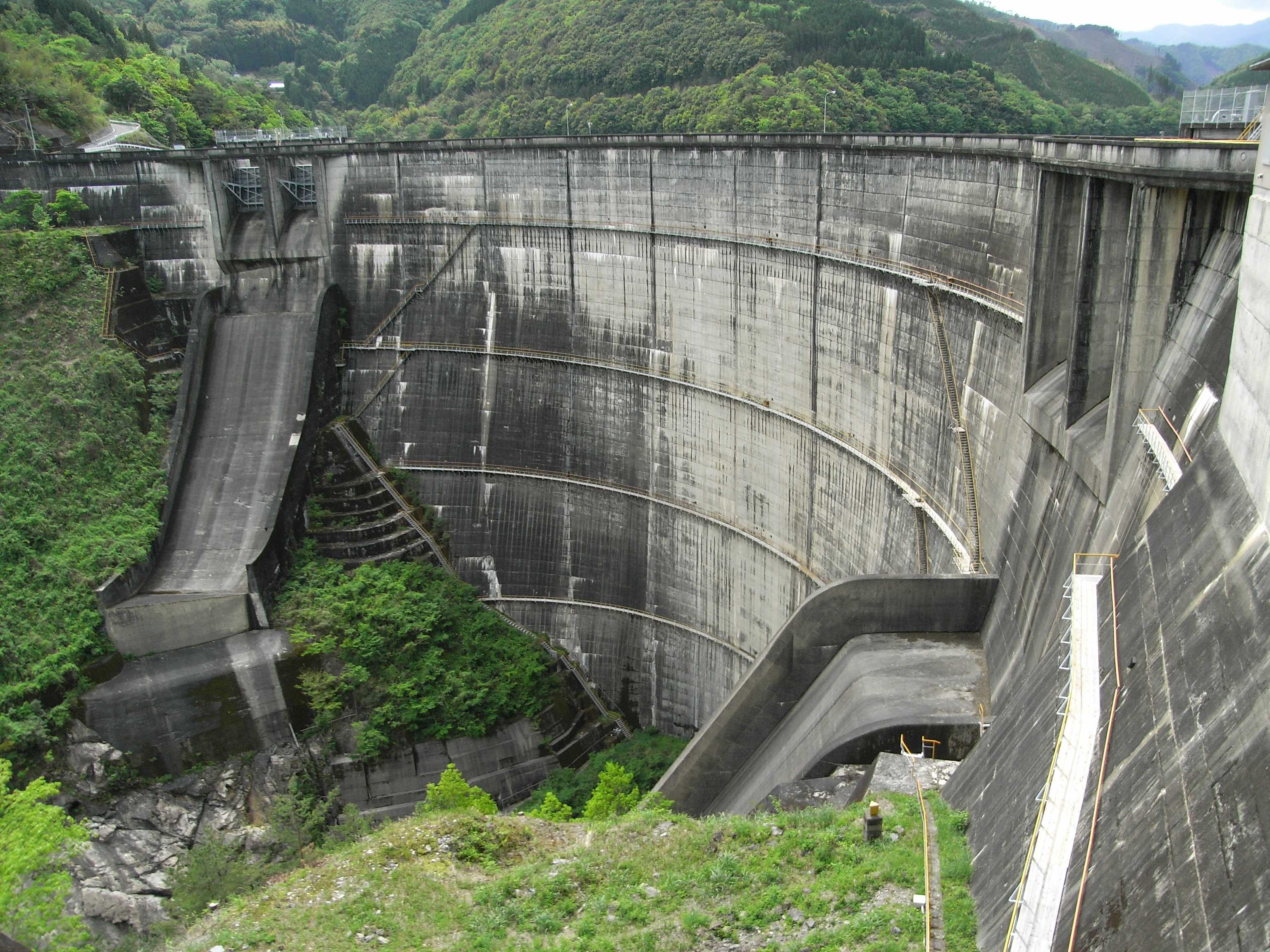
アーチダムとして初の100メートル級ダム、上椎葉ダム（耳川）。1955年（昭和30年）完成。
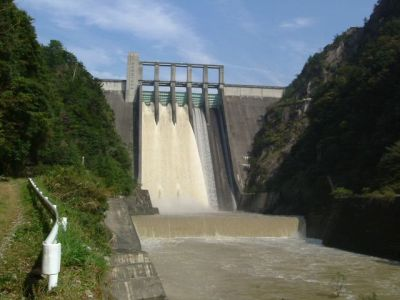
日本の土木技術に大きな影響を与えた佐久間ダム（天竜川）。1956年（昭和31年）完成。
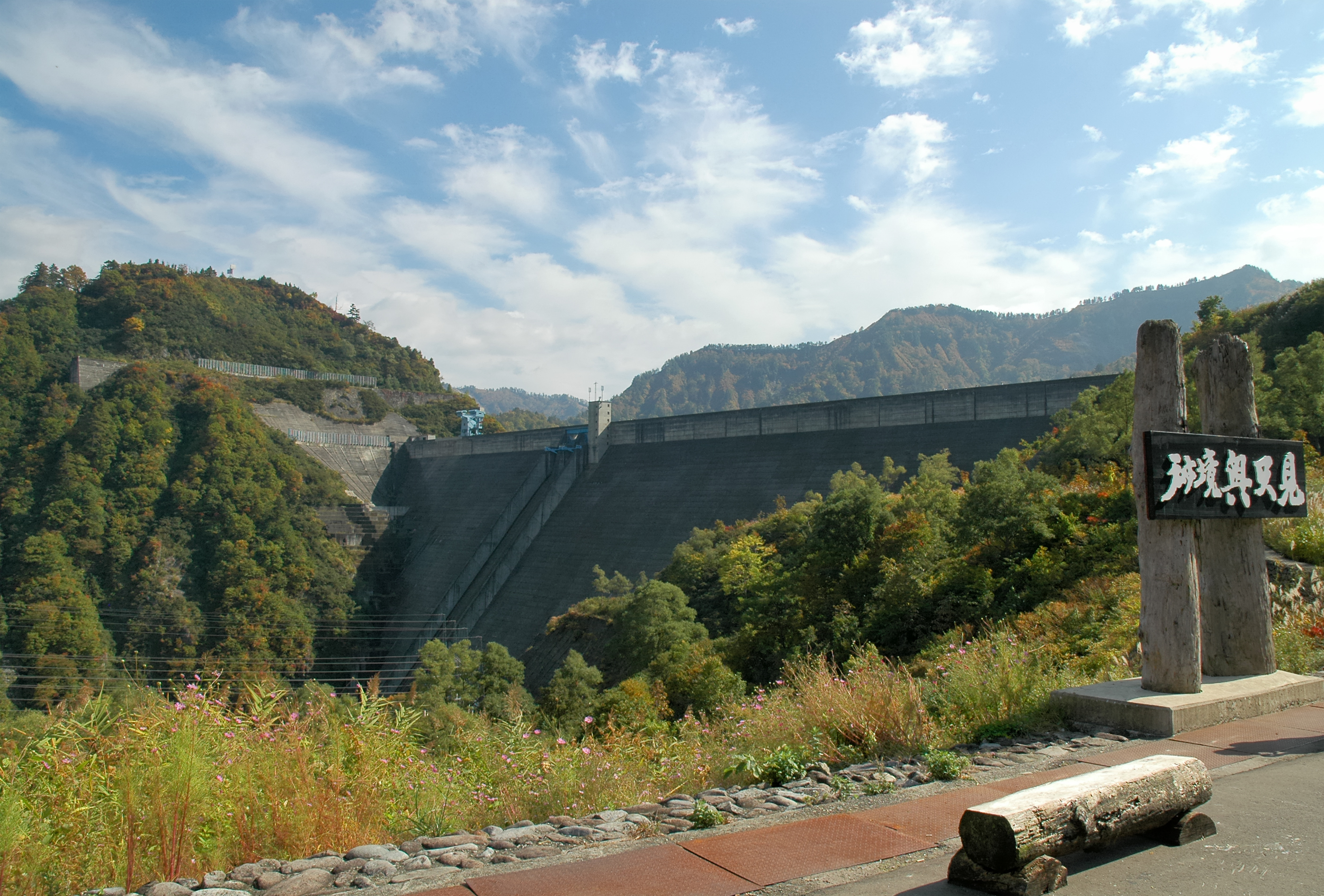
日本最大の重力ダム、奥只見ダム（只見川）。1960年（昭和35年）完成。
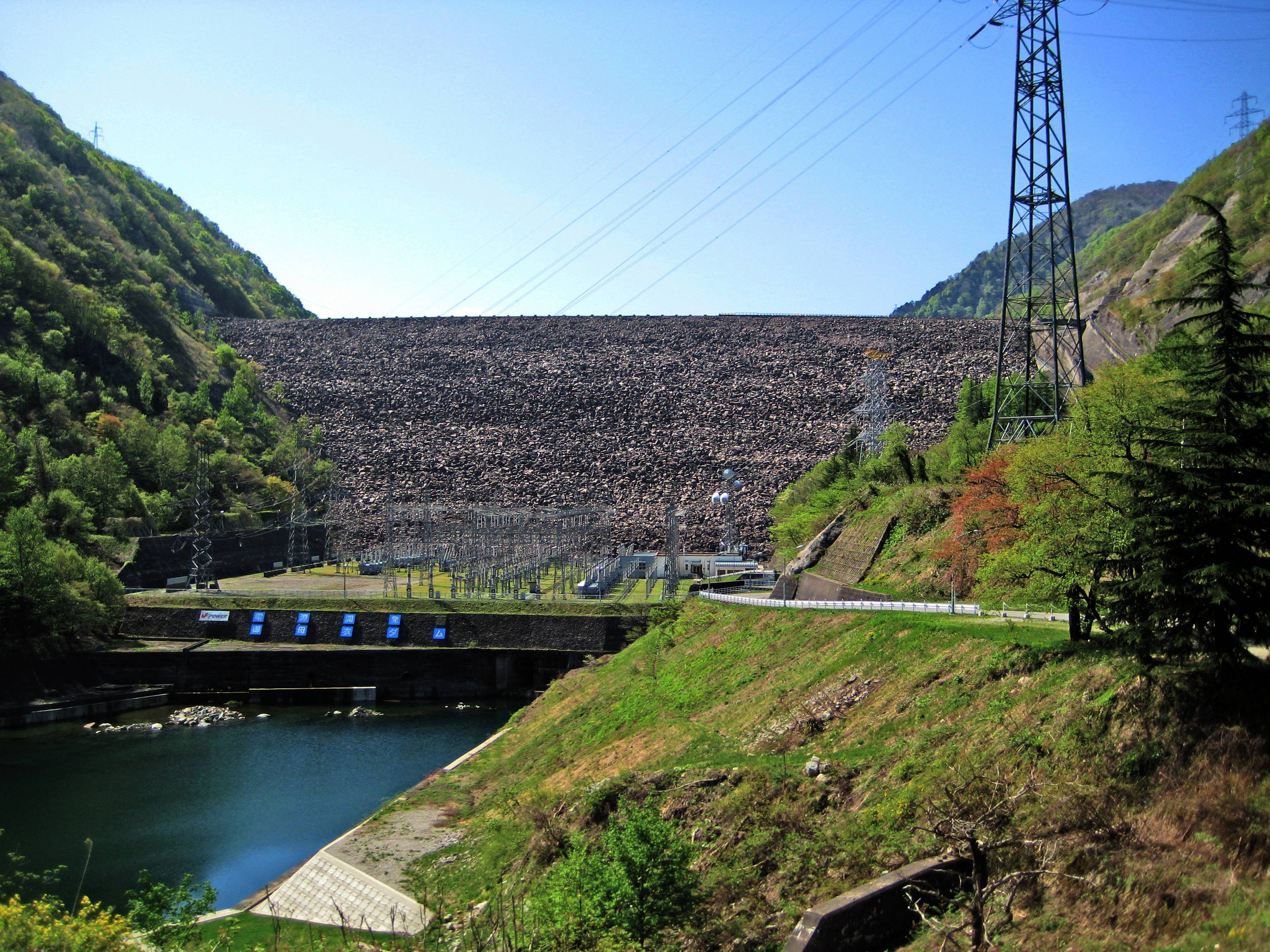
日本初の100メートル級ロックフィルダム、御母衣ダム（庄川）。1961年（昭和36年）完成。
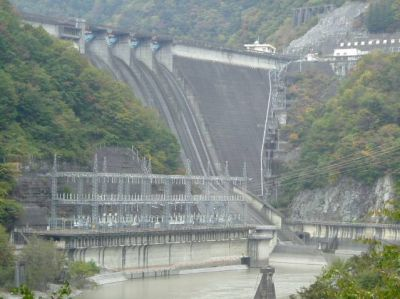
日本最大の中空重力ダム、畑薙第一ダム（大井川）。1962年（昭和37年）完成。

### 水資源の開発

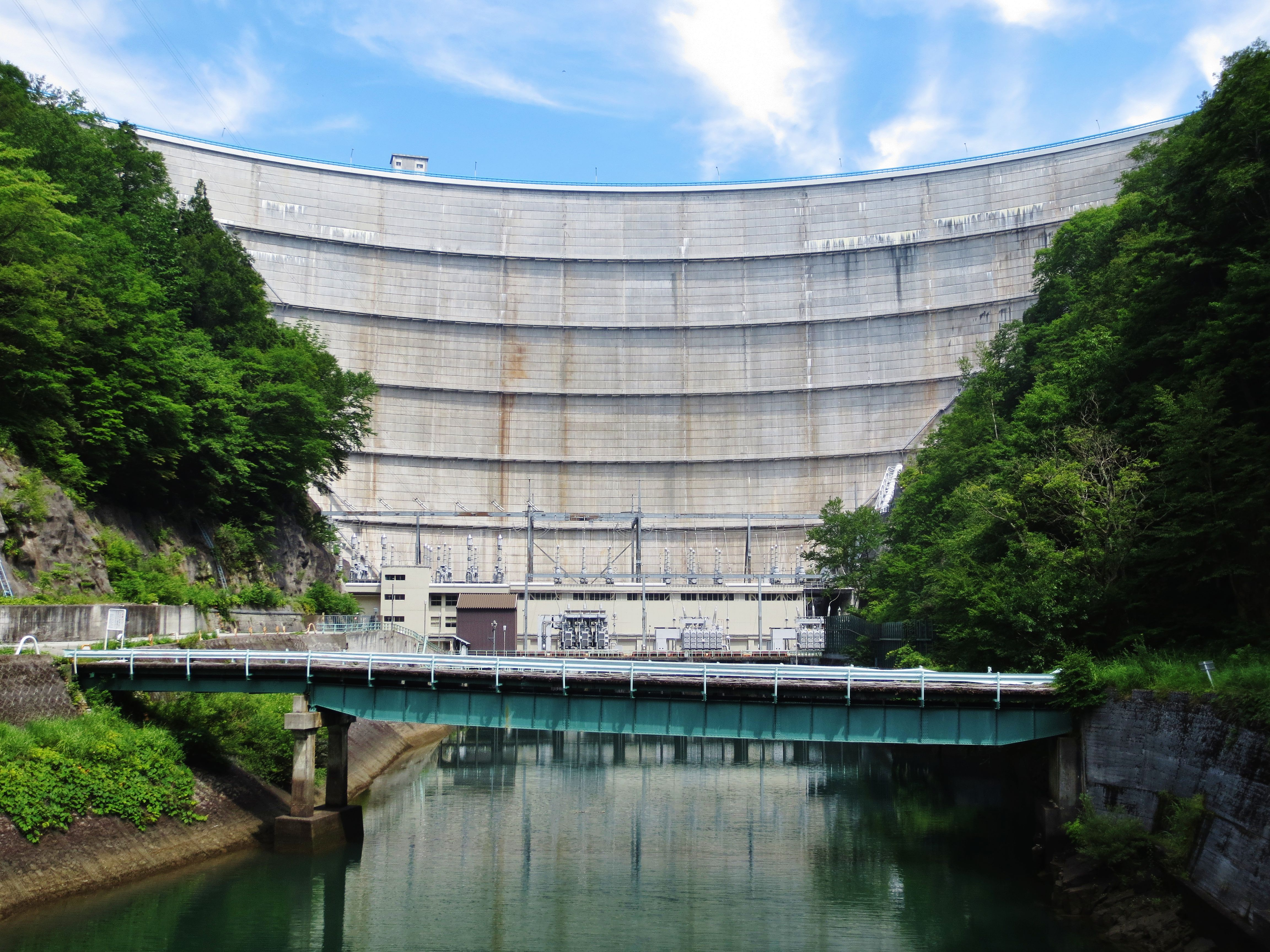
首都・東京など首都圏の水がめ矢木沢ダム（利根川）。1967年（昭和42年）完成。

河水統制事業に始まる一連の河川総合開発事業は、一部の例外を除き当初の主要な目的は治水（洪水調節）と農地への灌漑、水力発電が主体であったが、1950年（昭和25年）の国土総合開発法に基づく特定地域総合開発計画や各河川の河川総合開発事業において、治水と灌漑、水力発電開発に加えて上水道や工業用水道の供給を目的とした事業が盛り込まれている。水道専用ダムについては、日米和親条約以降の開港に伴う港湾都市の人口増加やコレラなど水系感染症の蔓延予防などで上水道の整備が不可欠になったことで明治時代に建設されたが、水道関連法規として1890年（明治23年）に成立した水道条例は水道敷設に重点を置いたもので、法整備は遅れていた。戦後の特需景気以降日本の重工業は急成長を遂げ、四大工業地帯を中心とする工業地帯が発展。工場の増加と生産性向上に伴い工業用水需要が次第にひっ迫していった。当時工業用水は地下水に依存していたことで日本各地で地盤沈下が社会問題化、また地下水だけでは最早工業用水需要を賄うことが出来ず、京浜工業地帯・阪神工業地帯・北九州工業地帯を中心に深刻な用水不足が生じた。また経済発展や食糧供給の好転により人口も急増、特に大都市圏の人口増加が顕著となり上水道需要もひっ迫。1964年（昭和39年）の通称「東京沙漠」と呼ばれる東京都大渇水など各地で水不足が深刻となった。
このため上水道や工業用水道を安定的に確保するための水資源整備が強く求められた。特に首都圏における水資源整備については政府や関係する省庁以外でも具体的なプランの発表があった。戦後日本共産党書記長となった徳田球一は1949年（昭和24年）、『利根川水系の綜合改革 社会主義建設の礎石』という論文をパンフレットで発表。徳田はこの中で利根川と荒川、多摩川を大運河で連結して利根川上流部に建設する多数のダムから用水を多摩川まで導水し、東京の水需要を好転させるべきであると主張した。また電気事業再編成を主導した松永安左エ門は1956年に政財界・学界の有力者を集めて産業計画会議を発足させたが、主要な提言の一つである沼田ダム計画（利根川。後述）において利根川の水行政を一元化させるため「利根川開発庁」を設置すべきであると主張している。こうして水資源の開発は河川事業において治水や電気事業に並ぶ重要な関心事になりつつあった。
水道行政は内務省・建設省が河川・建設行政の一元化を狙い、水質保全を重視する所管官庁の厚生省との間で激しく対立したが、最終的に1957年1月石橋内閣において厚生省が水道行政を所管することで決着し水道法が成立した。しかし水資源開発に関連する新法案の制定を巡り再び各省庁間における対立が激しくなる。1959年厚生省は「水道用水公団案」を発表し京阪神・北九州において広域水資源開発を構想した。すると1960年には建設省が「水資源開発公団案」、農林省が「水利開発管理公団案」、通商産業省が「工業用水公団案」を発表してそれぞれの省庁が所管する事業中心の特殊法人設立を主張した。一時は暗礁に乗り上げるかと思われたが自由民主党水資源特別委員会の委員長だった田中角栄が池田勇人内閣総理大臣や大平正芳内閣官房長官を説得し、自由民主党は建設省案を支持したが残る三省は伊東正義農林省農地局長らを中心に「用水事業公団案」を提出し再度対立する。このため福田赳夫自由民主党政務調査会長が2公団並立を政府に提案し、調整されたが財政面で大蔵省が2本立てに反対し一本化を要求。最終的に総理大臣裁定により1961年「水資源開発公団案」が政府案としてまとめられ、第38回通常国会で審議されたが審議未了となった。続く第39回臨時国会の衆議院建設委員会で再び上程されたが、この時日本社会党が1955年に設立された愛知用水公団の統合を主張。最終的に自由民主党と民社党による原案に日本社会党の主張する「愛知用水公団の可及的速やかな統合」が附帯決議として加わり、衆議院・参議院両院で三党の賛成により10月に可決成立。水資源開発促進法が11月に、水資源開発公団法が翌1962年2月に公布されて5月に特殊法人である水資源開発公団が発足した。独立行政法人水資源機構の前身である。
公団は建設・農林・厚生・通商産業四省を主務官庁とし、内閣総理大臣が水資源開発において緊急に実施する必要がある河川を関係各所と協議の上で「水資源開発水系」に指定。水資源開発基本計画（フルプラン）を作成して河川広域総合開発を実施することを目的にしている。発足と同時に利根川水系と淀川水系が水資源開発水系に指定され、建設省が施工していた矢木沢ダム（利根川）・下久保ダム（神流川）・高山ダム（名張川）が公団に事業移管された。公団は矢木沢ダムを水源として武蔵水路・朝霞水路を通じて利根川から荒川へ導水して東京都に水道用水を供給する利根導水路事業を実施、1964年の東京オリンピック直前に完成させた。同年には筑後川水系が水資源開発水系に指定され、江川ダム（小石原川）が計画された。1965年（昭和40年）には木曽川水系が開発水系に指定され、日本社会党による附帯決議に示された愛知用水公団の統合が1968年（昭和43年）に実現し愛知用水と豊川用水が公団の管理下に入ると共に、総合開発を巡って各省庁で対立していた岩屋ダム（馬瀬川）が公団事業として計画された。1966年（昭和41年）には四国地方最大の河川・吉野川水系が開発水系に指定され、吉野川総合開発計画の中心である早明浦ダム（吉野川）が建設省より事業移管され、池田ダム（吉野川）と香川用水が計画された。1974年（昭和49年）には荒川水系が開発水系に指定され、利根川と一体化した水資源開発が計画され後に滝沢ダム（中津川）と浦山ダム（浦山川）が建設省より事業移管された。最後に豊川水系が1990年（平成2年）に開発水系に指定され、豊川用水の管理と改築が開始されている。
公団が手掛けた最初のダム事業は1970年（昭和45年）に完成した青蓮寺ダム（青蓮寺川）である が、矢木沢ダムなど建設省から事業が移管されて建設されたダムも多い。公団による水資源開発により、四国四県の水瓶として「四国のいのち」と称される早明浦ダムや、首都・東京の重要な水源となった矢木沢ダム、東海三県の水瓶である牧尾ダム（王滝川）や岩屋ダム、1978年（昭和53年）の福岡市大渇水で緊急的に給水を実施した寺内ダム（佐田川） など、地域の重要な水源として機能しているダムが多い。しかし、特に2000年代以降これらの水資源整備を実施しても解消できない水不足が発生している（後述）。

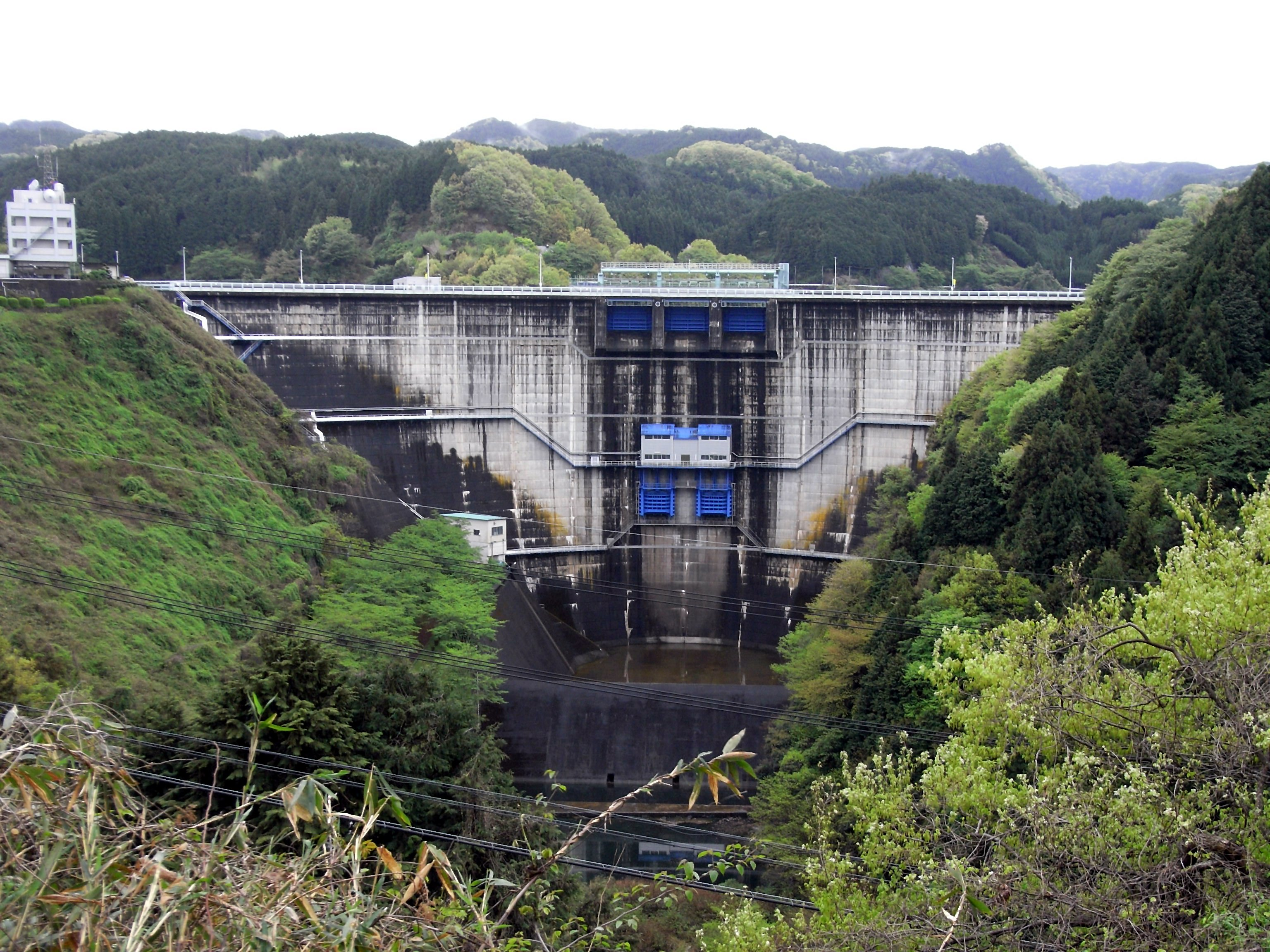
公団が手掛けた最初のダム、青蓮寺ダム（青蓮寺川）。1970年完成。
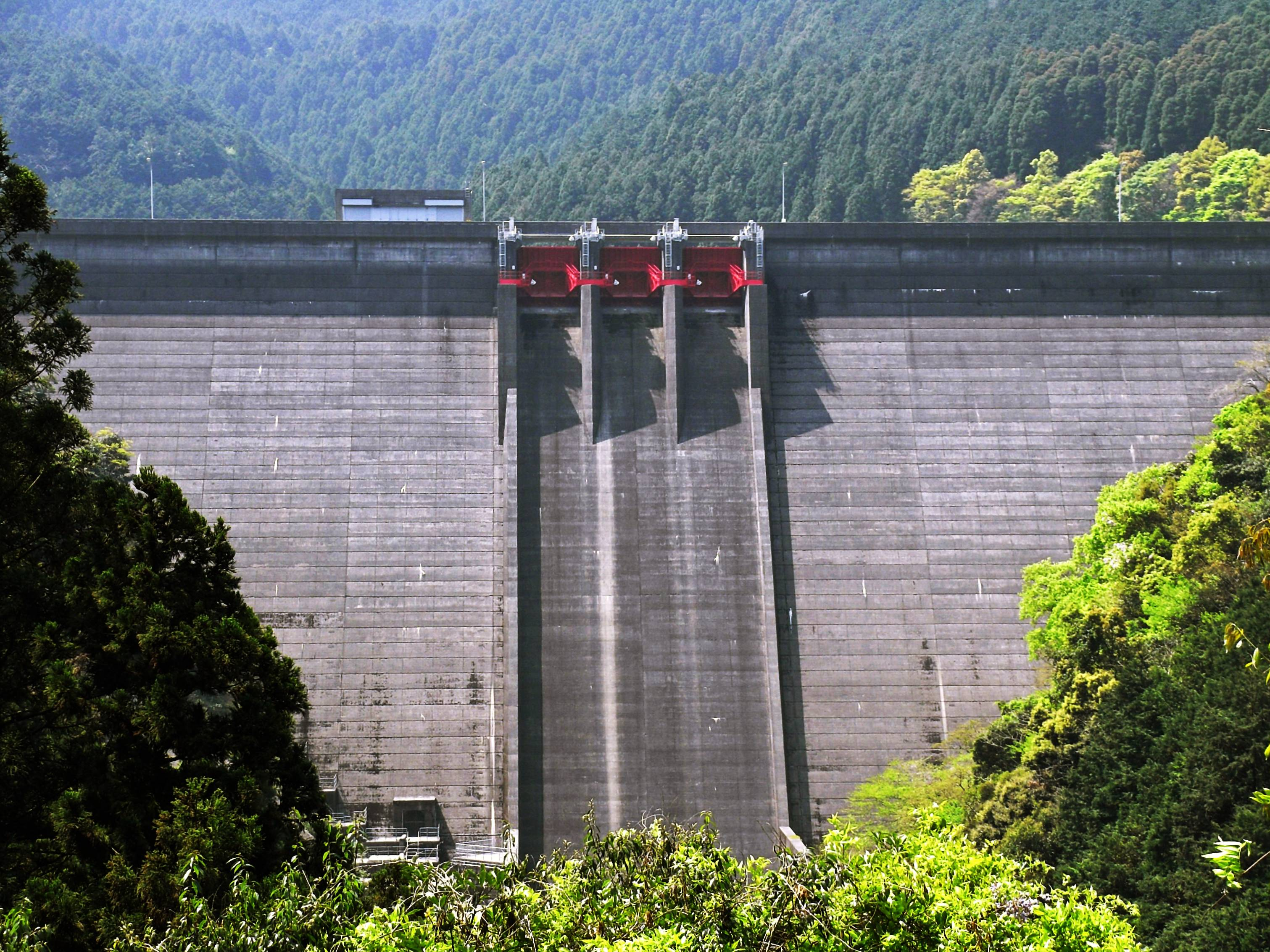
筑後川水系では最初の公団ダム事業、江川ダム（小石原川）。1972年（昭和47年）完成。
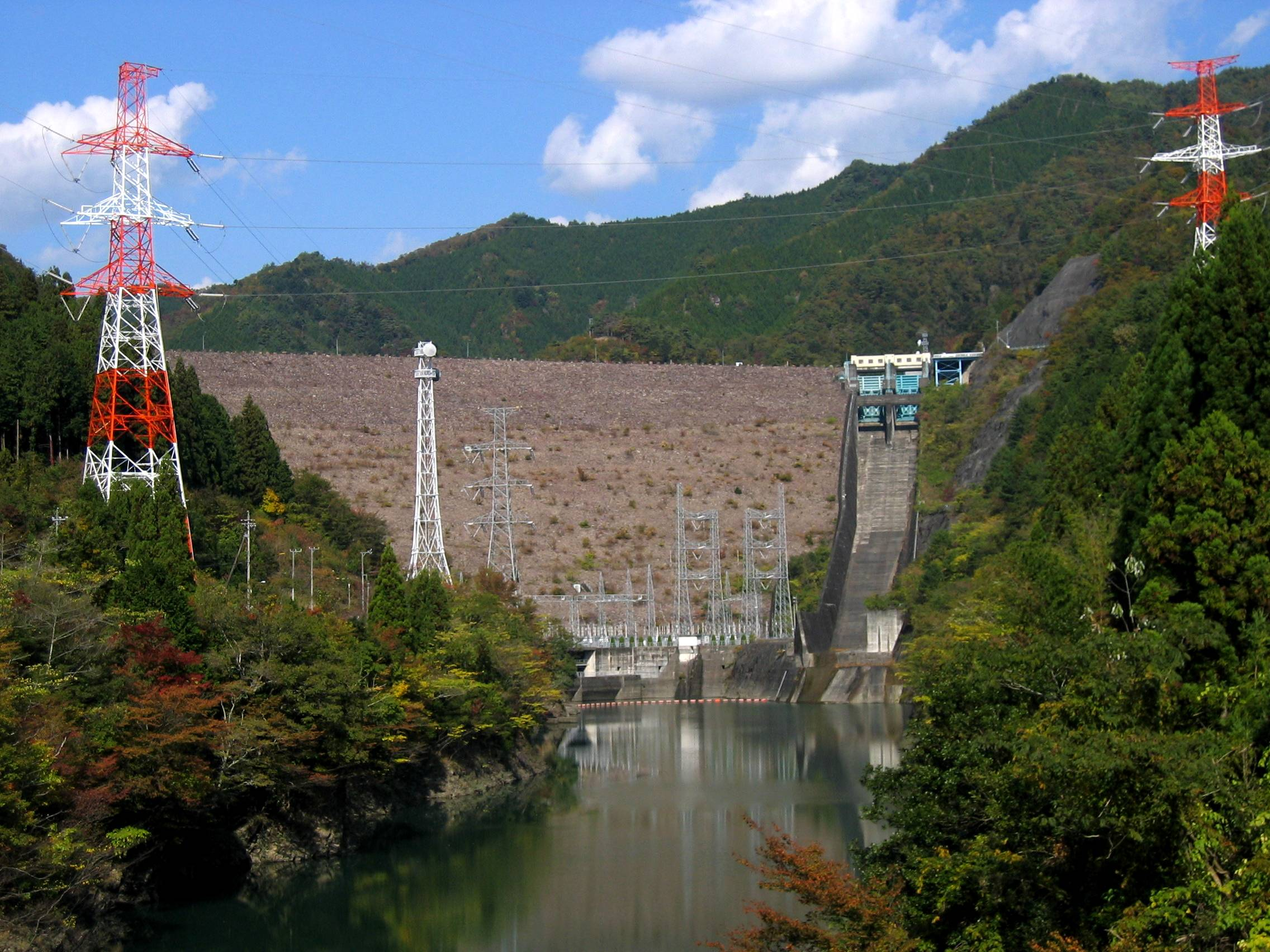
愛知・岐阜・三重の水瓶、岩屋ダム（馬瀬川）。1976年（昭和51年）完成。
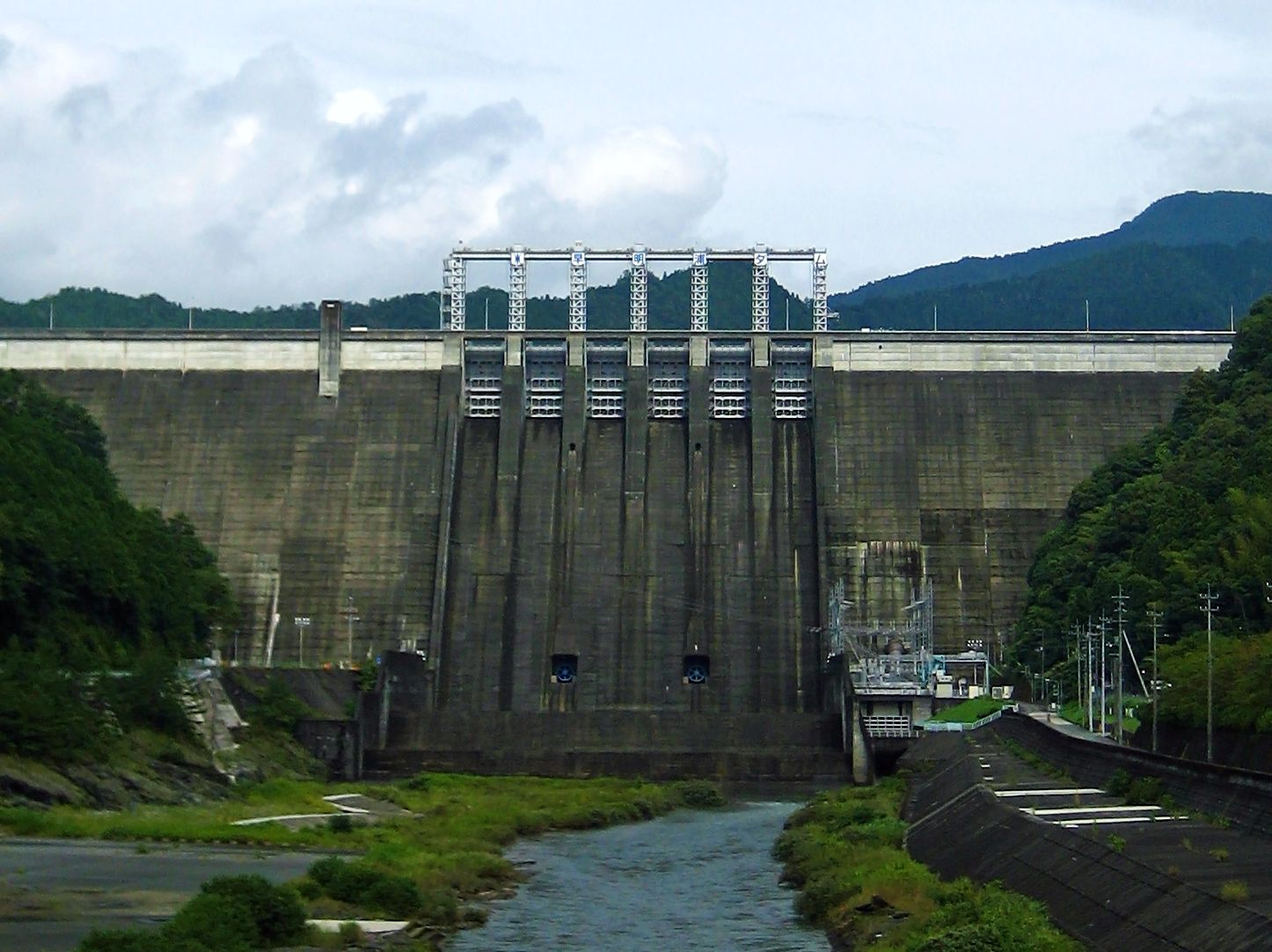
「四国のいのち」、早明浦ダム（吉野川）。ダムの貯水率は四国全域に影響を及ぼす。1978年（昭和53年）完成。
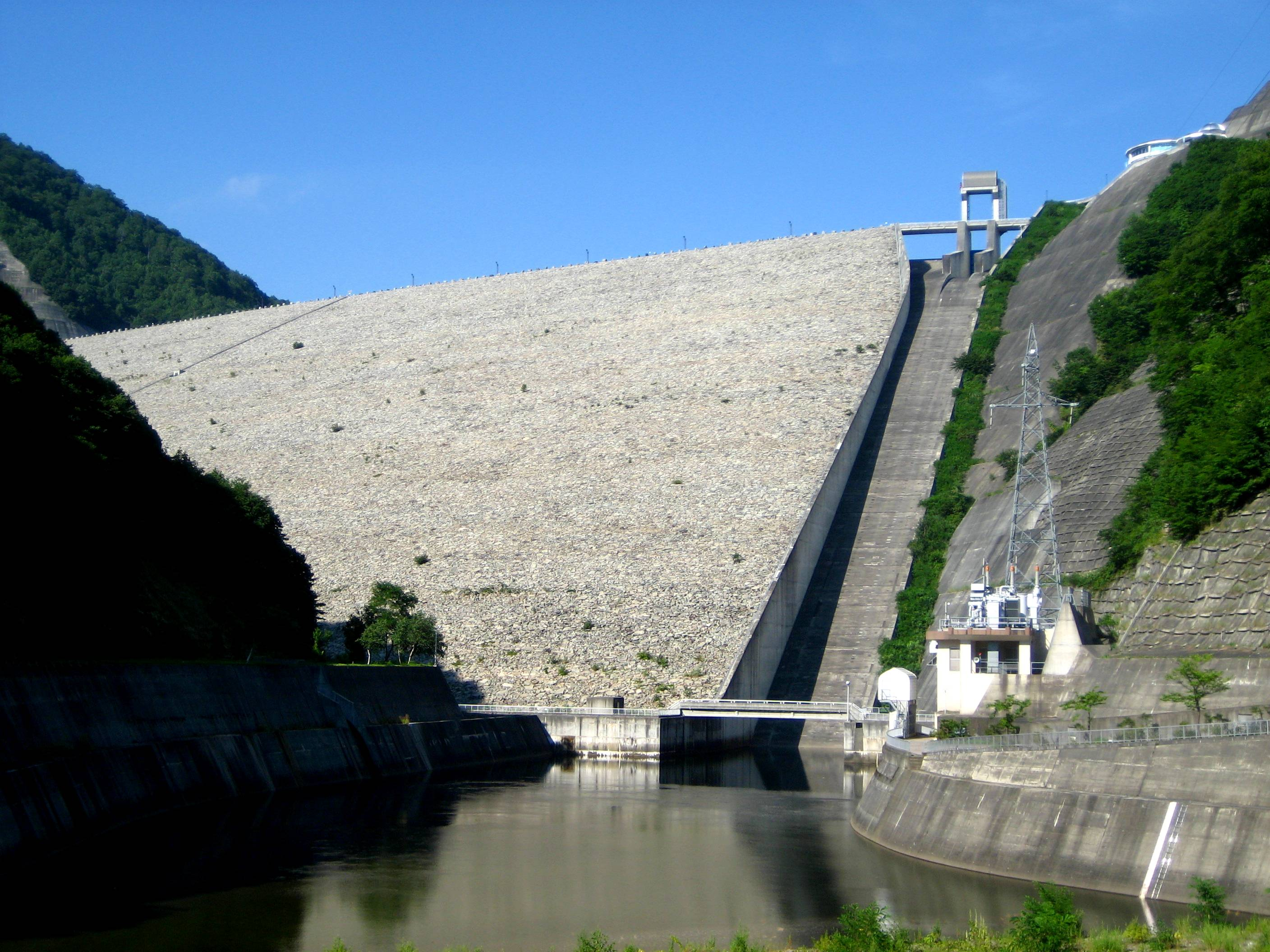
ダムの高さでは関東地方最大の奈良俣ダム（楢俣川）。1990年（平成2年）完成。

### ダム関連法規の整備

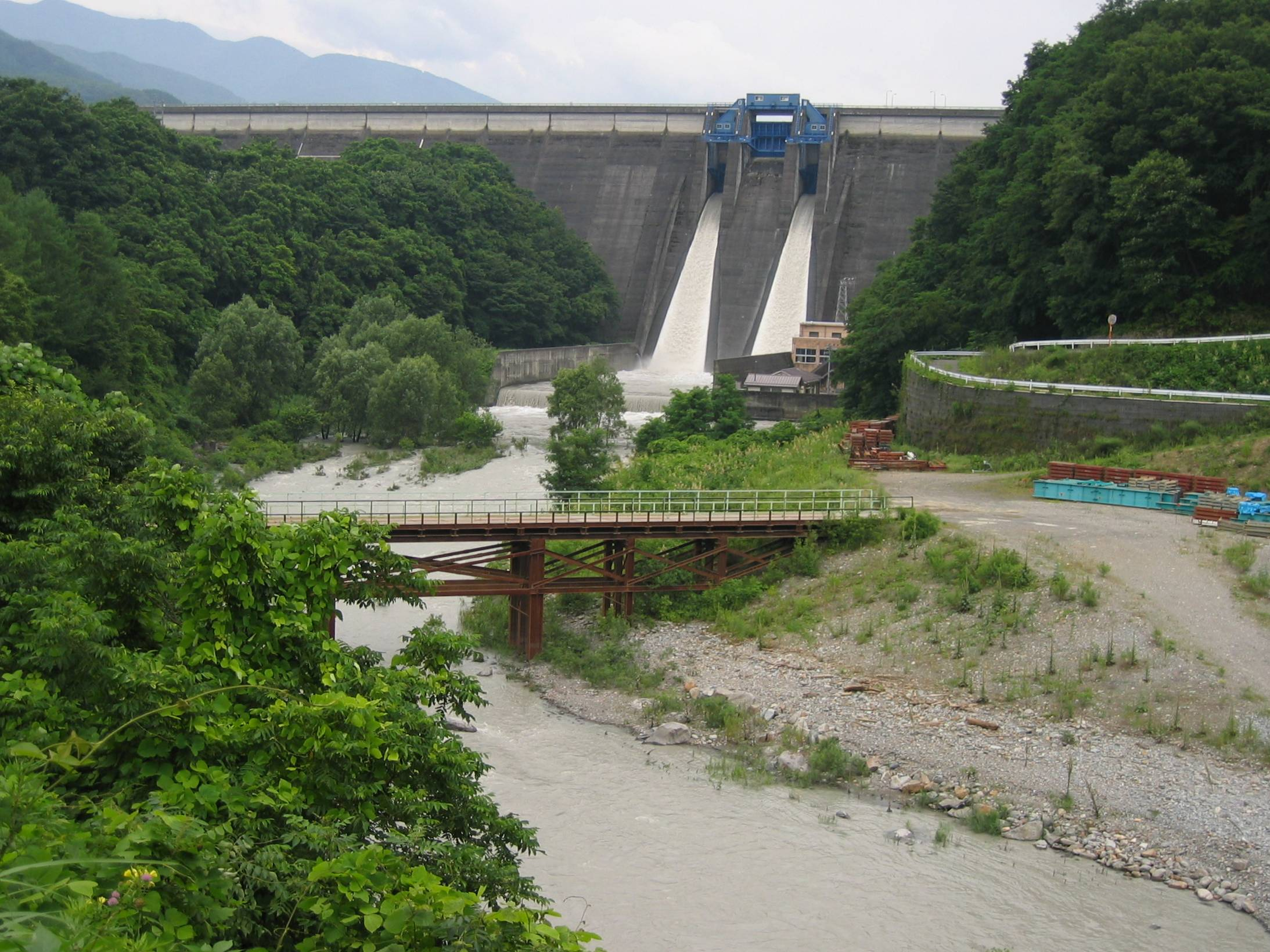
特定多目的ダム法適用の第一号、美和ダム（三峰川）。1959年完成。

河川総合開発事業や各事業者によるダム開発が進むに連れ、1896年（明治29年）に成立した旧河川法ではいよいよ対応が難しくなった。そもそも旧河川法は堤防による治水に重点を置いた法律であり、河川管理も区間毎に管理者が異なる区間主義を採用していた。このため物部論文に基づく河川一貫開発・管理の概念で実施されている河川総合開発事業との間に根本的な食い違いが生じていた。またダム建設に伴う費用配分や管理形態も、大正時代の単一事業者によるダム事業と異なり、複数の事業者が関わる多目的ダムの建設が多くなることで所有権の問題が新たに発生した。加えて日本国憲法が施行されたことにより国の行政や制度が大変革し、それに合致した新制度を河川行政に導入しなければならないという現実も生じていた。
まず変更が行われたのは多目的ダムに関する法整備である。旧河川法ではダムなどの河川管理施設 は「河川の付属物」と認定されるが、認定されると管理は原則河川管理者である建設大臣（国土交通大臣。以下同じ）または都道府県知事が行い、私権は排除される。しかし複数の管理者による事業である多目的ダムでは私権の排除ができないため、民法第244条-262条に定められた共有物持分規定に則った管理が定められた。この方法では負担額に応じてダム所有権が割り振られ管理は共同管理となるが、河川管理者の専管事項である治水目的の責任所在が不明確になる欠点があった。河川法では河川管理者以外に洪水調節を委ねることはできないため、対策として旧河川法に付属する省令として1954年に昭和29年建設省令第11号、（旧）河川法第4条第2項の規定に基づく共同施設に関する省令が発令された。この省令では「河川の付属物」における私権の排除という規定を除外することで民法の共有物規定に基づき管理される多目的ダムも「河川の付属物」に含め、管理を原則河川管理者に一元化することで治水事業を容易にさせるという目的があった。しかし付属物と認定する際には費用を負担した共同事業者の同意が必要で、同意が得られないとこの省令は無効になるという欠点が新たに生じた。こうした共同施設としてのダム管理における欠点は主に以下の四点に集約される。
1. 建設工事の受託・委託契約を事業者毎に取る必要が生じる。このため会計が複数立てとなって工事の能率が阻害される。
2. 労働災害など万が一における責任の所在が不明確になる。
3. 治水目的が重要な位置を占める多目的ダムでは治水事業の一元的な管理を河川管理者が行使できず、災害の際に重大な結果をもたらす危険性がある。
4. 巨額な資産を投資する重要な財産でありながら、共有持分についての登記や担保を行う方法がない。

殊に建設省直轄ダム事業の場合は、こうした弊害が強く現れるために法整備が必要となった。上記の諸問題を解決するため1957年に施行されたのが特定多目的ダム法である。同法は建設大臣が事業者である直轄ダム事業において、計画・建設・管理を一貫して建設大臣が行い、直轄ダムの所有権は建設大臣に帰属することが明記された。これにより従来の民法における共有物持分規定は適用されず、複数の利水事業者が事業に参加しても所有権は認められない。その代わりとして事業に参加する利水事業者には「多目的ダムによる一定量の流水の貯留を一定の地域において確保する権利」すなわちダム使用権が設定された。この権利は不動産の権利規定を準用しており、抵当権の設定については登記簿の代わりにダム使用登録簿を作成して登録する。これにより権利の移動を明確にして担保価値を把握し易くした。ただし権利の移動に関しては建設大臣の許可が必要である。また経理的な問題に関しては特定多目的ダム建設工事特別会計が設置され、財源に関する制度的保障が確立されただけでなく道路や港湾などの特別会計の先駆となった。特定多目的ダム法が適用された第一号のダムは、天竜東三河特定地域総合開発計画で建設され1959年に完成した長野県の美和ダム（三峰川）である。特定多目的ダム法成立以後、建設省（国土交通省）によって建設されるほとんどの多目的ダムは同法に基づき建設され、これらのダムは特定多目的ダムと呼ばれる。ただし同法成立以前に完成した直轄ダムについては遡及して適用されず、直轄ダムの内の幾つかは、同法の適用を受けていないダムもある（後述）。
そして河川総合開発の発展により時代に合わなくなった旧河川法自体の改正が1964年に成立、翌1965年に施行された。旧河川法と対比して新河川法と呼ぶ。最大の特徴は物部論文が主張していた河川一貫開発・管理を法制化したことである。まず河川管理について、旧河川法で規定されていた河川法適用河川・河川法準用河川の区分を廃止、原則国が管理する一級河川（水系）と都道府県が管理する二級河川（水系）に区分した。ただし一級河川については、一定の区間について都道府県に管理を委任できる（指定区間）と定めたため、特定多目的ダム法の適用範囲は、一級河川で国が管理する区間（指定外区間）に建設される直轄ダムに適用される。またダムの基準についても、従来の河川堰堤規則や発電用高堰堤規則といった戦前に発令された省令を廃止し、第3款第44条で「基礎岩盤からの高さが15メートル以上」と法律上で明確に規定した。ただし河川法におけるダムの基準は利水目的のダムに対しての基準であり、多目的ダムを含む治水目的のダムは適用外だった。治水目的のダムに河川法第44条で定められたダムの基準が援用されたのは、1976年（昭和51年）に政令第199号として制定された河川管理施設等構造令である。この二つの法令によりダムの基準が確立し、高さ15メートル以下の河川管理施設はたとえ外観がダムであっても堰の扱いとなり、砂防堰堤はたとえ15メートル以上の高さで砂防以外の目的を持っていたとしても河川法や河川管理施設等構造令におけるダムとしては認められなくなった。
また特定多目的ダム法・水資源開発公団法（水資源機構法）に基づくダム以外の多目的ダムについては第3条の河川管理施設と、第1款第26条に規定された河川工作物 が相互に効用を兼ねる兼用工作物と解釈され、第17条において管理者同士の協議で工事、維持管理、操作ができると規定されている。この兼用工作物に当たるダムとしては地方自治体が国庫の補助を受けて建設する補助多目的ダム、特定多目的ダムが施行される前に完成した直轄ダムのほか、利水事業者のダム事業に建設省が後乗りで事業に参加した多目的ダムが該当する。例えば九頭竜ダム（九頭竜川）、手取川ダム（手取川）、新豊根ダム（大入川）は元々電源開発が発電用として計画していたものに、治水上の重要性から建設省が追加で事業に参加したため建設大臣が施工主体であっても兼用工作物となる。また地方自治体から直轄管理に移管された長安口ダム（那賀川）・品木ダム（湯川）なども同じである。兼用工作物や治水目的に限定されている立野ダム（白川）などの直轄ダム事業は「直轄河川総合開発事業」として扱われる。

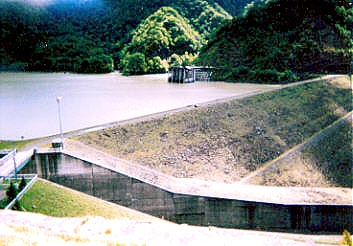
日本最大の補助多目的ダム、高見ダム（静内川）。1983年（昭和58年）完成。
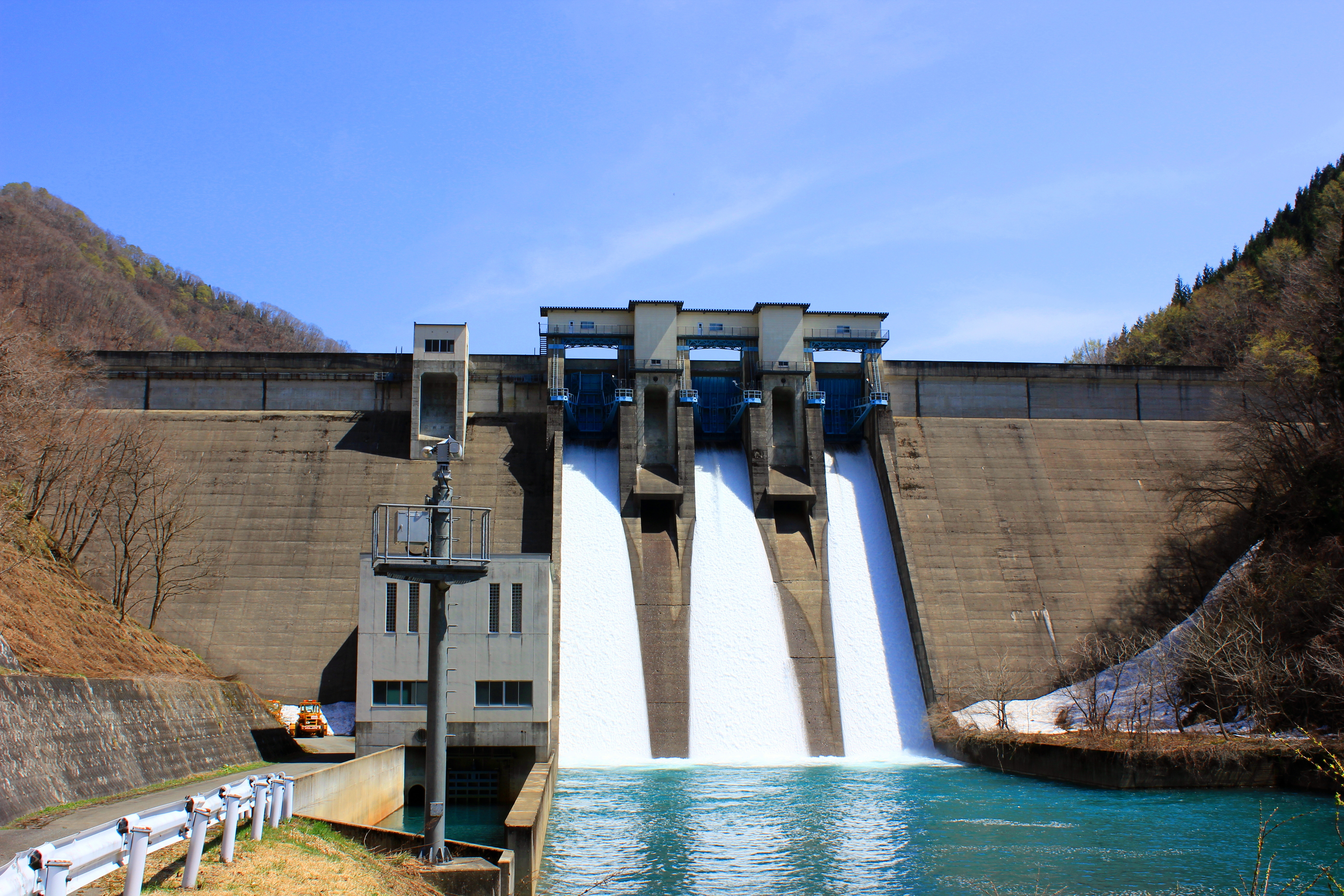
特定多目的ダム法以前に直轄ダムとして建設された鎧畑ダム（玉川）。1957年の完成後秋田県に管理移管。
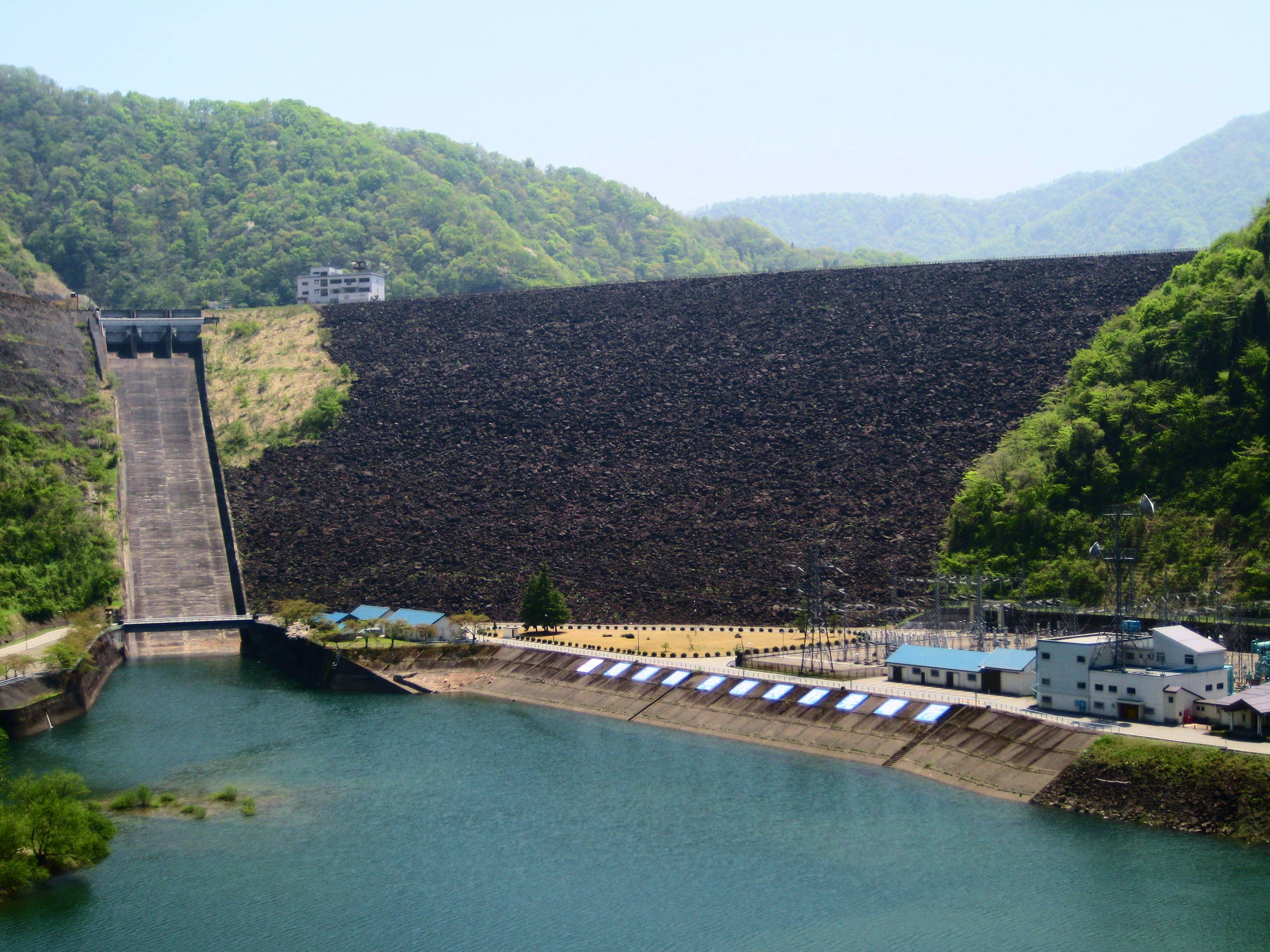
建設省と電源開発との共同事業で建設された九頭竜ダム（九頭竜川）。1968年完成。
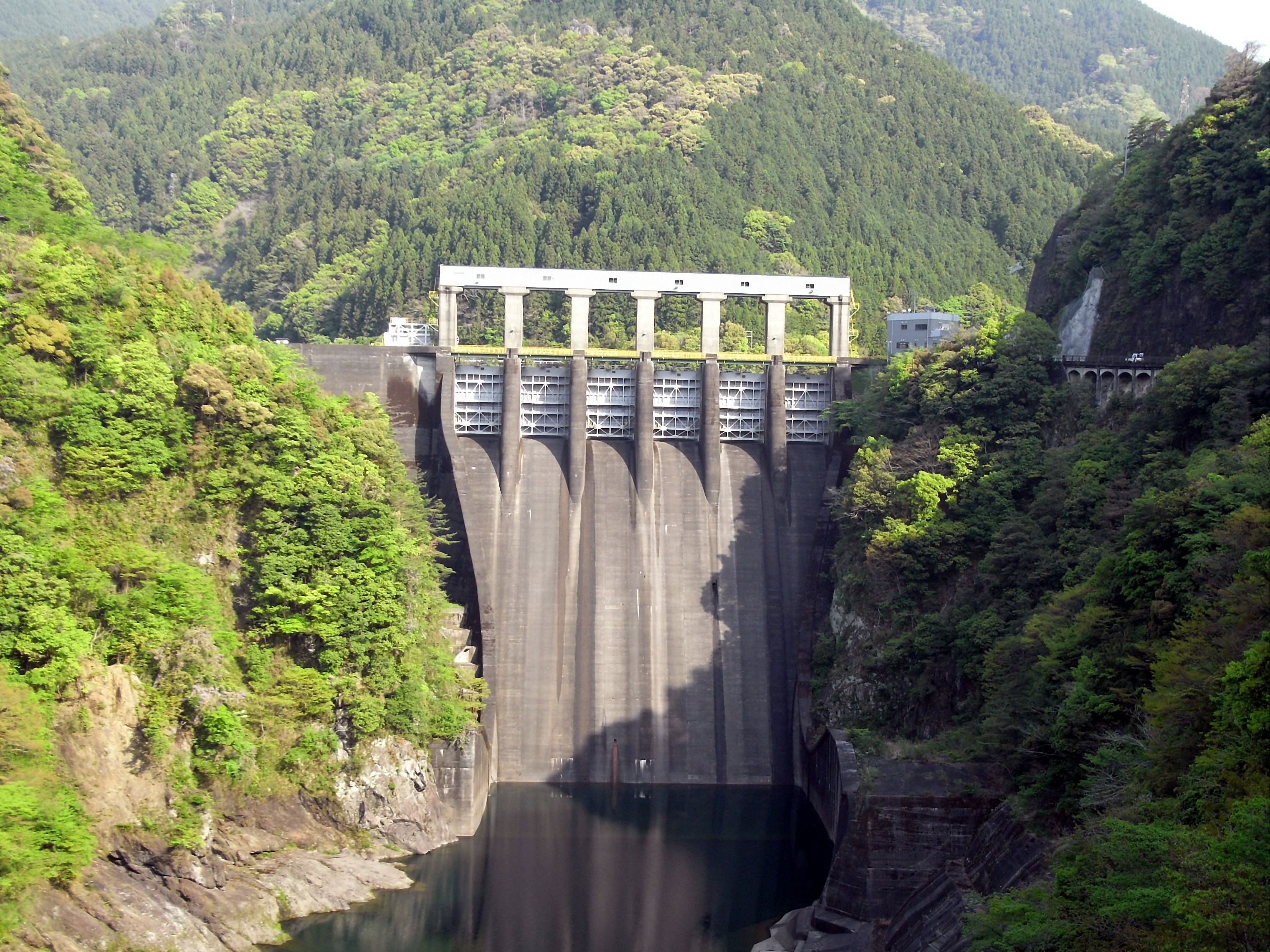
徳島県から国土交通省に管理が移管された長安口ダム（那賀川）。1955年完成、2007年（平成19年）移管。

## 昭和後期（1965年-1988年）
高度経済成長を支えたダム事業も、技術の発達や法整備によって日本各地で盛んに実施されたが、その副作用がダム事業の在り方を大きく変えてゆく。1970年代以降は、ダム事業が大きな曲がり角に差し掛かる時期であった。

### 移転住民の涙
| 水系     | 河川     | ダム       | 事業者              | 移転戸数 ・世帯数 |
| -------- | -------- | ---------- | ------------------- | ----------------- |
| 多摩川   | 多摩川   | 小河内ダム | 東京都水道局        | 945               |
| 北上川   | 和賀川   | 湯田ダム   | 国土交通省          | 622               |
| 九頭竜川 | 九頭竜川 | 九頭竜ダム | 国土交通省 電源開発 | 529               |
| 新宮川   | 北山川   | 池原ダム   | 電源開発            | 529               |
| 球磨川   | 川辺川   | 川辺川ダム | 国土交通省          | 528               |
| 北上川   | 雫石川   | 御所ダム   | 国土交通省          | 520               |
| 旭川     | 旭川     | 旭川ダム   | 岡山県              | 510               |
| 紀の川   | 紀の川   | 大滝ダム   | 国土交通省          | 487               |
| 吉井川   | 吉井川   | 苫田ダム   | 国土交通省          | 470               |
| 木曽川   | 揖斐川   | 徳山ダム   | 水資源機構          | 466               |
| 利根川   | 神流川   | 下久保ダム | 水資源機構          | 364               |
| 一ツ瀬川 | 一ツ瀬川 | 一ツ瀬ダム | 九州電力            | 355               |
| 吉野川   | 吉野川   | 早明浦ダム | 水資源機構          | 350               |
| 利根川   | 吾妻川   | 八ッ場ダム | 国土交通省          | 340               |
| 手取川   | 手取川   | 手取川ダム | 国土交通省 電源開発 | 330               |
| 九頭竜川 | 真名川   | 真名川ダム | 国土交通省          | 316               |

ダムを建設することで、避けられない問題として移転住民に対する補償の存在がある。ダムを計画する際、峡谷部の上流に小盆地が広がる地形は貯水池を形成する上で絶好の適地である。しかしそうした小盆地には必ずといって良いほど集落や農地が存在する。気候や環境の厳しい山間部の土地で脈々と先祖代々から受け継いだ土地で生活する住民にとって、降って沸いたダム計画は地域共同体を消滅させる災難以外の何物でもなく住民の言葉を借りれば「来てくれと頼んだ覚えはない」の一言に尽きた。加えてダムの恩恵は下流地域に与えられ、水没地域には何の恩恵ももたらさない。このためダム計画が持ち上がると住民は絶対反対の旗幟を鮮明にし、水没する家屋・土地・財産の補償交渉は厳しいものがあった。
こうした移転住民に対する事業者の態度は、戦前の私権が十分に確立していない時期には住民不利になることが多かった。富山県の小牧ダム（庄川）では庄川流木事件に見られる事業者と流域住民の対立が長期に及んだ。東京都の小河内ダム（多摩川）では旧小河内村全村945世帯が移転、移転した住民の苦難は石川達三の『日蔭の村』に描かれるほど困窮し一部は清里の開拓に未来を託し、昭和天皇も移転者のその後を気に掛けていた。岩手県の田瀬ダム（猿ヶ石川）では移転後に変わり果てた我が家を見た住民が涙に暮れ、神奈川県の相模ダム（相模川）に至っては陸海軍の圧力に屈して不本意な補償内容を呑まざるを得なかった（「軍部の介入」節を参照）。戦後も岩手県の石淵ダム（胆沢川）で移転住民は満足な補償金を受け取れず困窮し、香川県の内場ダム（内場川）では建設に反対して墳墓の土地を動かない一部住民に対して事業者の香川県が住民を追い出すため試験湛水を強行。宇摩地域住民の悲願であった銅山川疏水を実現させた愛媛県の柳瀬ダム（銅山川）では補償交渉の席上愛媛県土木部長が将来観光地になって寂しい山奥が賑やかになると失言し、移転住民から「故郷を失う我々の前でボートとは何だ、観光客とは何だ」と悲痛な反論を受けている。こうした事業者、特に建設省の態度は1963年（昭和38年）に科学技術庁資源局が発行した『石淵貯水池の水没補償に関する実態調査報告』の言葉を借りるならば「国益を強調した権威主義と強制収用をちらつかせる強圧的態度」であり、「移転住民の気持ちを考え、移転後の生活を思い遣る態度は全く見られない」姿勢に終始していた。
心情を理解されない移転住民の悲しみは、やがて事業者に対する強い怒りとなって表れ日本各地で激しいダム反対運動が巻き起こる。福島県の田子倉ダム（只見川）で1954年（昭和29年）に発生した田子倉ダム補償事件は戦後のダム反対運動の先駆けであった。ダム建設に反対する住民は運動を激化させ、円滑な補償を行うため事業者の電源開発と仲介した大竹作摩福島県知事が提示した高額な補償金額に対して建設省が反対姿勢を明確にして混乱。解決に2年を費やした。159戸が移転した群馬県の藤原ダム（利根川）では何の前触れも無く建設省が突然ダム建設に取り掛かって住民が激怒し利根郡水上町（みなかみ町）挙げての反対運動が勃発。京都府の大野ダム（由良川）では建設省の強硬姿勢に反発する住民に対し、蜷川虎三京都府知事が住民本位の補償を建設省に求めて奔走し補償交渉妥結に導いた。
1957年（昭和32年）に勃発した松原ダム（筑後川）・下筌ダム（津江川）に対する日本最大のダム反対運動が蜂の巣城紛争である。昭和28年西日本水害による筑後川の激甚災害を機に計画された両ダムであるが、建設省担当者の移転住民の生活を思い遣らない態度に反発した室原知幸ら熊本県阿蘇郡小国町住民は下筌ダム右岸に「蜂の巣城」という砦を築いて抵抗。1960年（昭和35年）の九州地方建設局代執行水中乱闘事件に見られる流血闘争や事業認定無効の法廷闘争、さらには日本労働組合総評議会や自由法曹団などの活動家も介入し都合13年にわたる激烈な反対闘争となった。蜂の巣城紛争は1970年（昭和45年）に室原が死去し遺族と建設省の和解が成立して終結する。しかし単身で国家に抵抗した室原が唱えた「公共事業は法に叶い、理に叶い、情に叶うものでなければならない」という精神は、公共事業と日本国憲法が認める生存権との兼ね合いに大きな問題を投げかけた。このほか群馬県の八ッ場ダム（吾妻川）や奈良県の大滝ダム（紀の川）、岡山県の苫田ダム（吉井川）では自治体・住民一体の激しい反対運動にまで拡大し、遂には勇払郡占冠村全村が反対した北海道の赤岩ダム計画（鵡川）や、移転戸数2,200世帯という途轍もない補償案件のため神田坤六群馬県知事・群馬県議会・沼田市が反対した沼田ダム計画（利根川）のようにダム計画が中止に追い込まれる例も現れた。
移転住民への対応に関して建設省と正反対の態度を示したのが、電源開発であった。296戸が水没した佐久間ダム（天竜川）では木目細かい補償費用の算出を元にした交渉を行い、補償額が高いという批判に対して「生きている人間を相手に、一片のペーパープラン通りには行かない」と突っぱねた。250戸が水没し「御母衣ダム絶対反対期成同盟死守会」による強烈な反対運動が繰り広げられた御母衣ダム（庄川）では初代総裁であった高碕達之助が住民と涙を流しながら交渉に当たり、藤井崇治副総裁が『幸福の覚書』を取り交わして妥結に持ち込み、さらに水没する樹齢400年のエドヒガンを笹部新太郎らの協力で高台に移植、「荘川桜」として移転住民の故郷への思い出を残した。建設省との共同事業で建設され、電源開発が施工を担当した九頭竜ダム（九頭竜川）では、移転529戸という大規模な補償案件であったが補償交渉が妥結するまで建設工事は行わないという「九頭竜補償方式」を確立。住民の信頼を得てわずか2年で補償交渉を妥結させた。
こうした補償問題に対して政府は1951年（昭和26年）の土地収用法改正で補償の対象となる権利を明確化させて、補償交渉の円滑化を進めた。また1953年（昭和28年）には電源開発に伴う水没その他による損失補償要綱、翌1954年に公共事業の施行に伴う損失補償要綱を策定。その後も続発する補償問題に対応すべく法整備を実施したが、移転戸数が多いダム事業の増加に伴いそれだけでは根本的な解決が難しくなった。1969年（昭和44年）には全国知事会が水源地域開発のための立法化を要請、1972年（昭和47年）には再度立法化のための知事会試案を政府に提出するなど補償問題で矢面に立つ地方自治体側から補償に関する法整備が強く要望された。これを受け政府は1974年（昭和49年）に水源地域対策特別措置法（水特法）を施行した。水没戸数20戸以上または水没農地面積20ヘクタール以上（北海道は60ヘクタール以上）のダムについて生活再建、生活環境や産業基盤の整備などで住民の福祉増進を図ることを目的としており、1994年（平成6年）には貯水池の水質汚濁防止が目的に追加された。施行後1974年7月20日に手取川ダム（手取川）などが指定されたのを皮切りに2015年（平成27年）時点で96ダムと霞ヶ浦が指定されている。また同年には電源三法（電源開発促進税法・発電用施設周辺地域整備法・電源開発促進対策特別会計法）が施行された。主に原子力発電所の立地促進が目的であるが、発電用施設周辺地域整備法に関しては福島県の大川ダム（阿賀野川）など水力発電目的を有するダム事業においても補助が行われている。
こうして補償問題に関する一連の法整備は整えられた。ここまでの間に多くの住民が住み慣れた故郷に別れを告げており、中には徳山ダム（揖斐川）の旧徳山村など自治体ごと消滅した地域もある。こうした水源地域住民に対して1976年（昭和51年）に利根川・荒川水源地域対策基金が設けられたのを皮切りに多くの地域において水源地域支援のための財政援助や上下流の地域住民交流が下流受益地の自治体で実施され、水源地域に対する報恩の意思を示している。

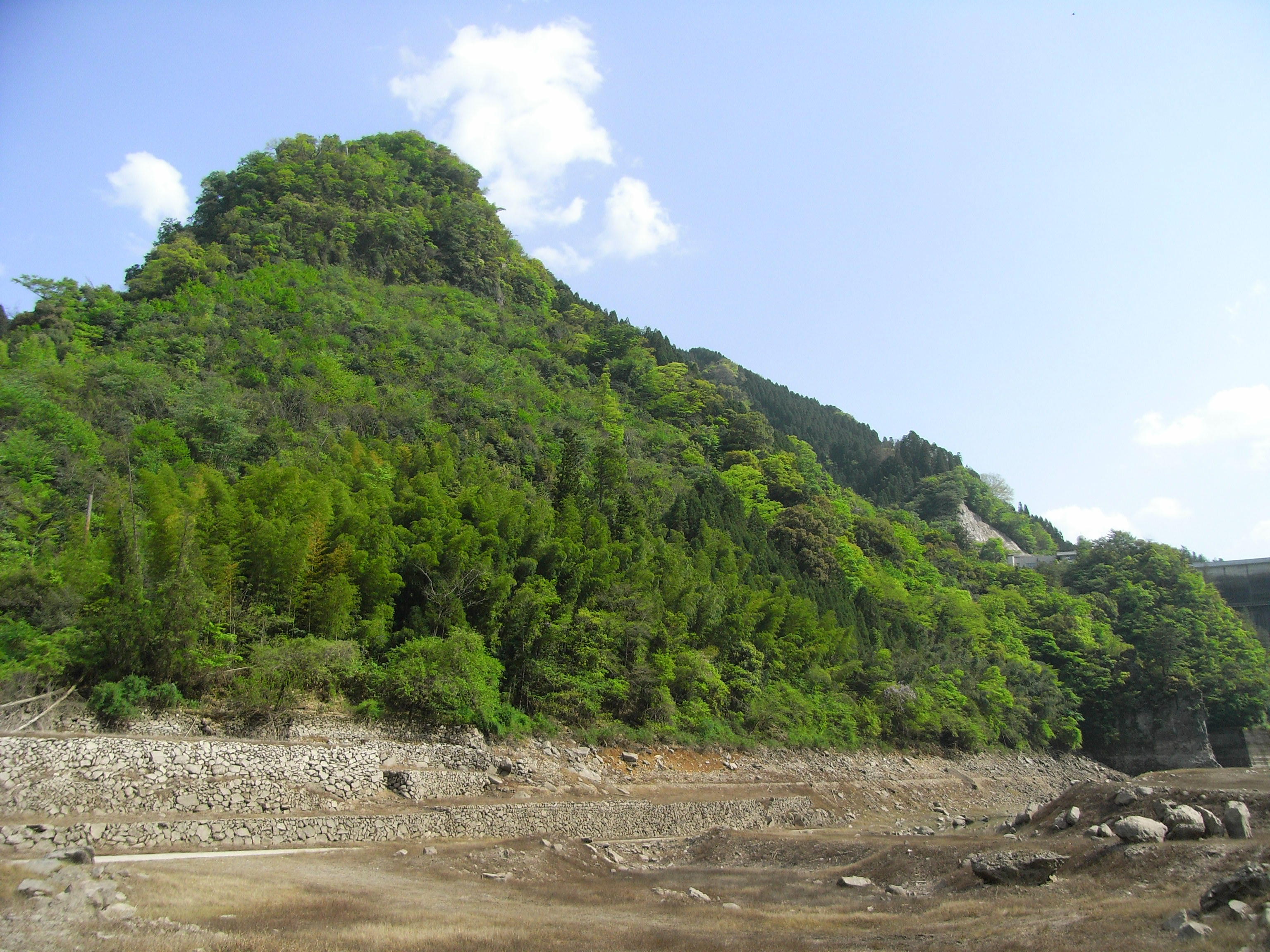
日本最大のダム反対運動・蜂の巣城紛争の舞台となった蜂の巣城跡（熊本県）。右手に下筌ダム（津江川）がある。
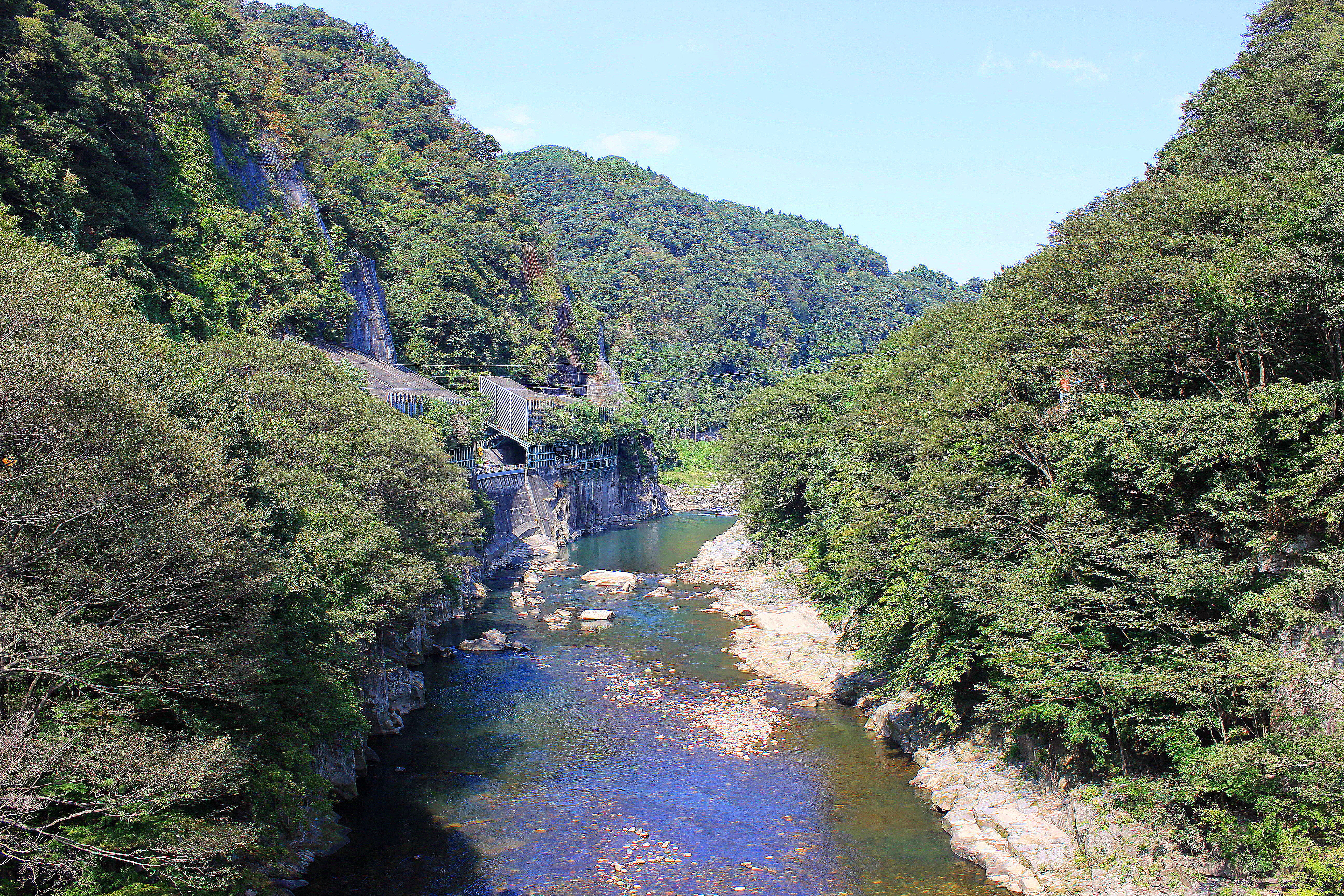
移転世帯数2,200世帯という規模のため激しい反対運動が起こった沼田ダム計画（利根川）予定地跡。1972年（昭和47年）中止。
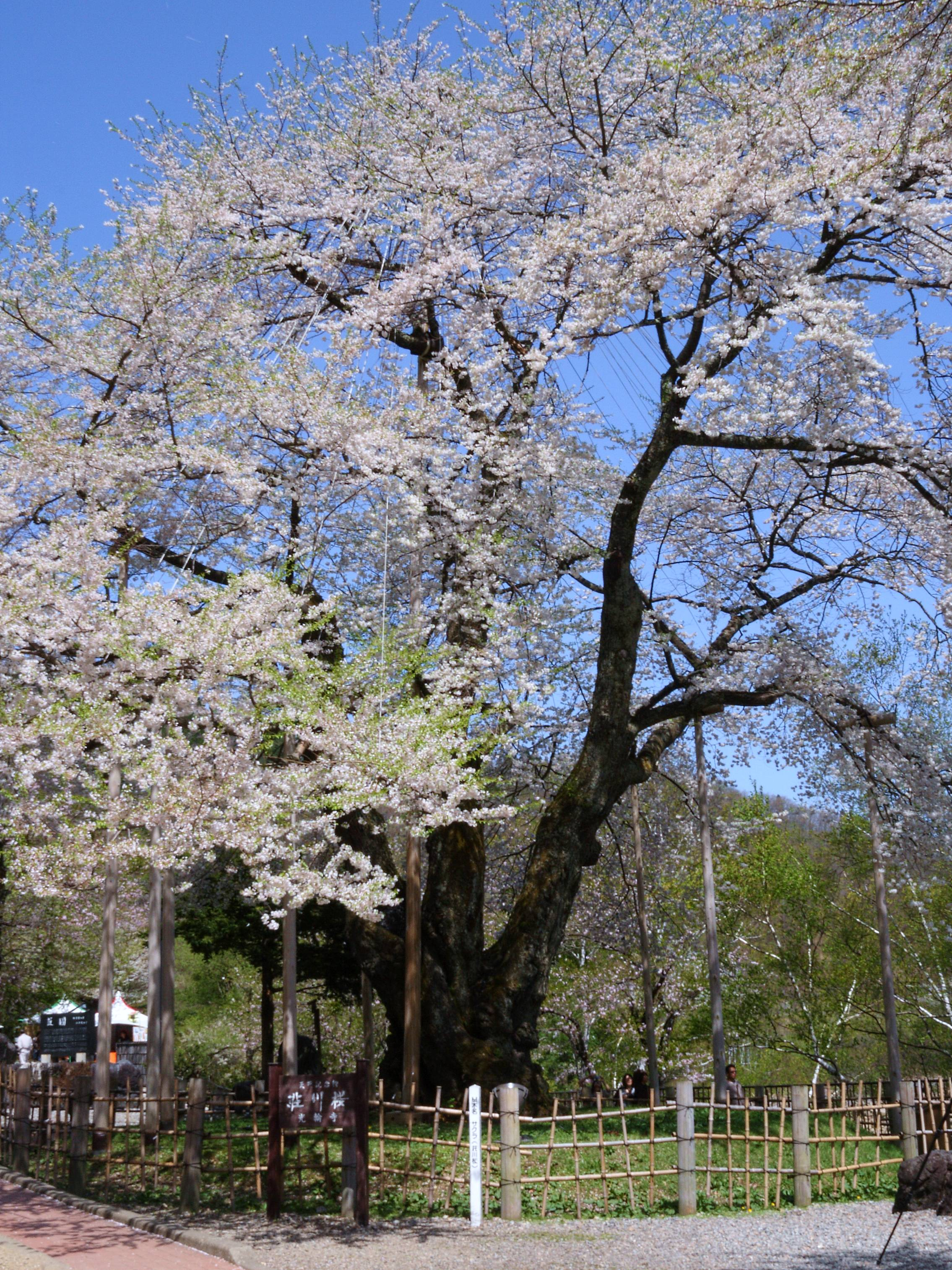
御母衣ダムの水没から免れた荘川桜（岐阜県）。
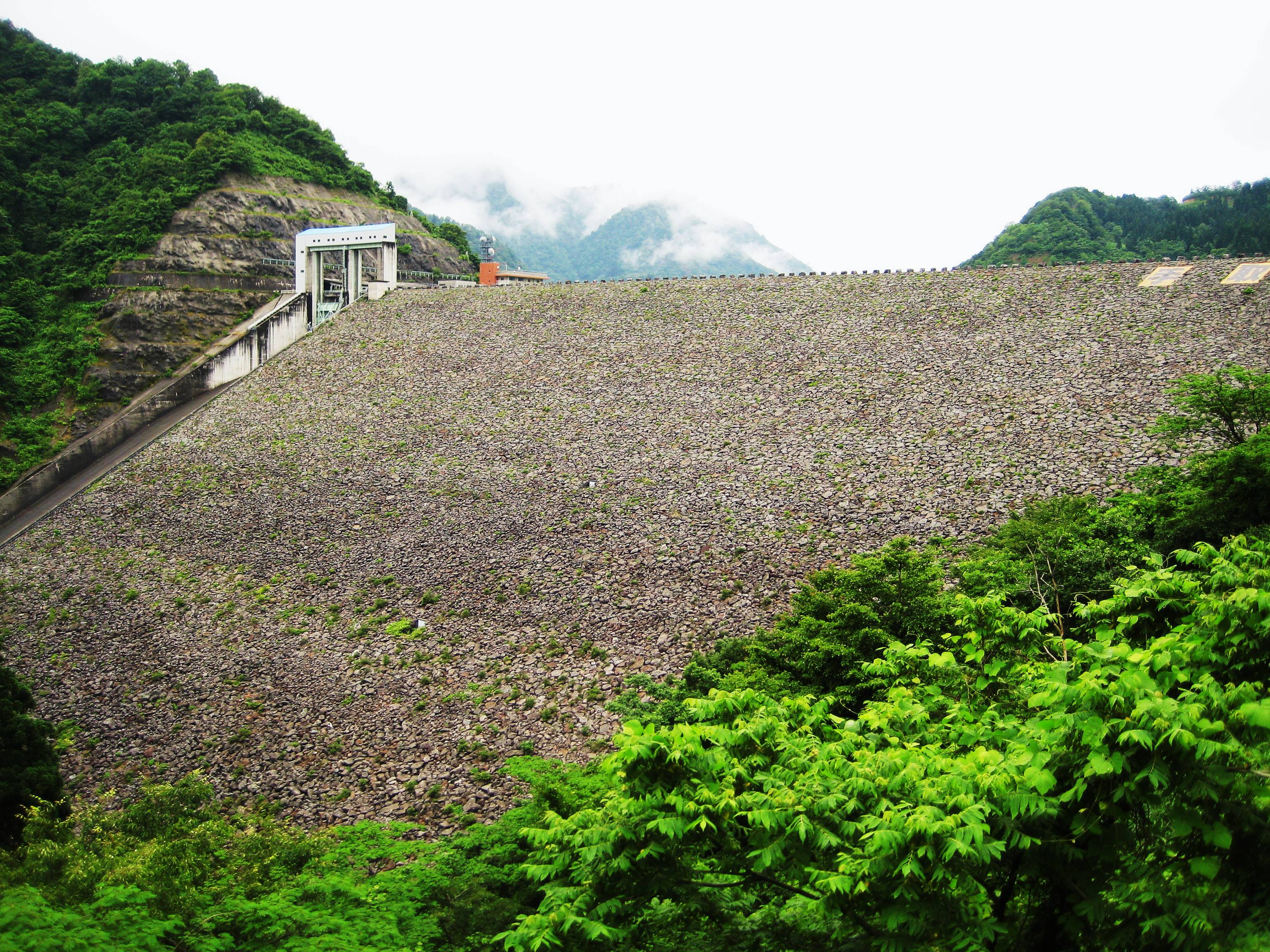
水源地域対策特別措置法に指定されたダムの一つ、手取川ダム（手取川）。
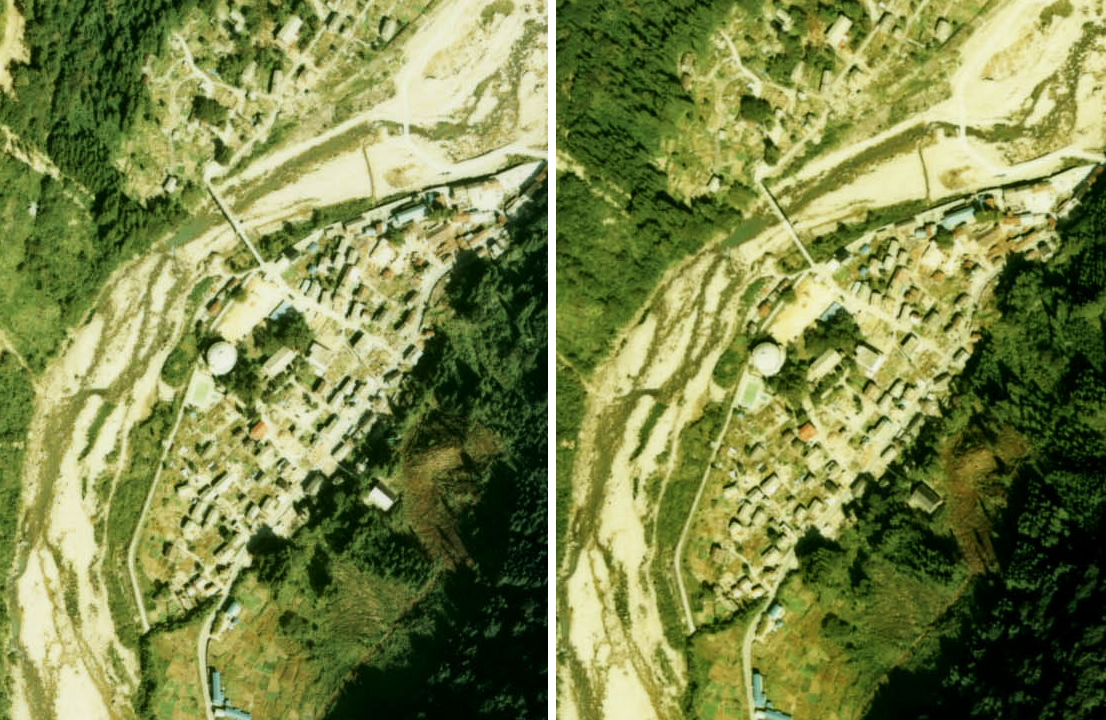
手取川ダムに水没する前の旧白峰村桑島地区（石川県白山市）[16]。

### 新事業と新技術

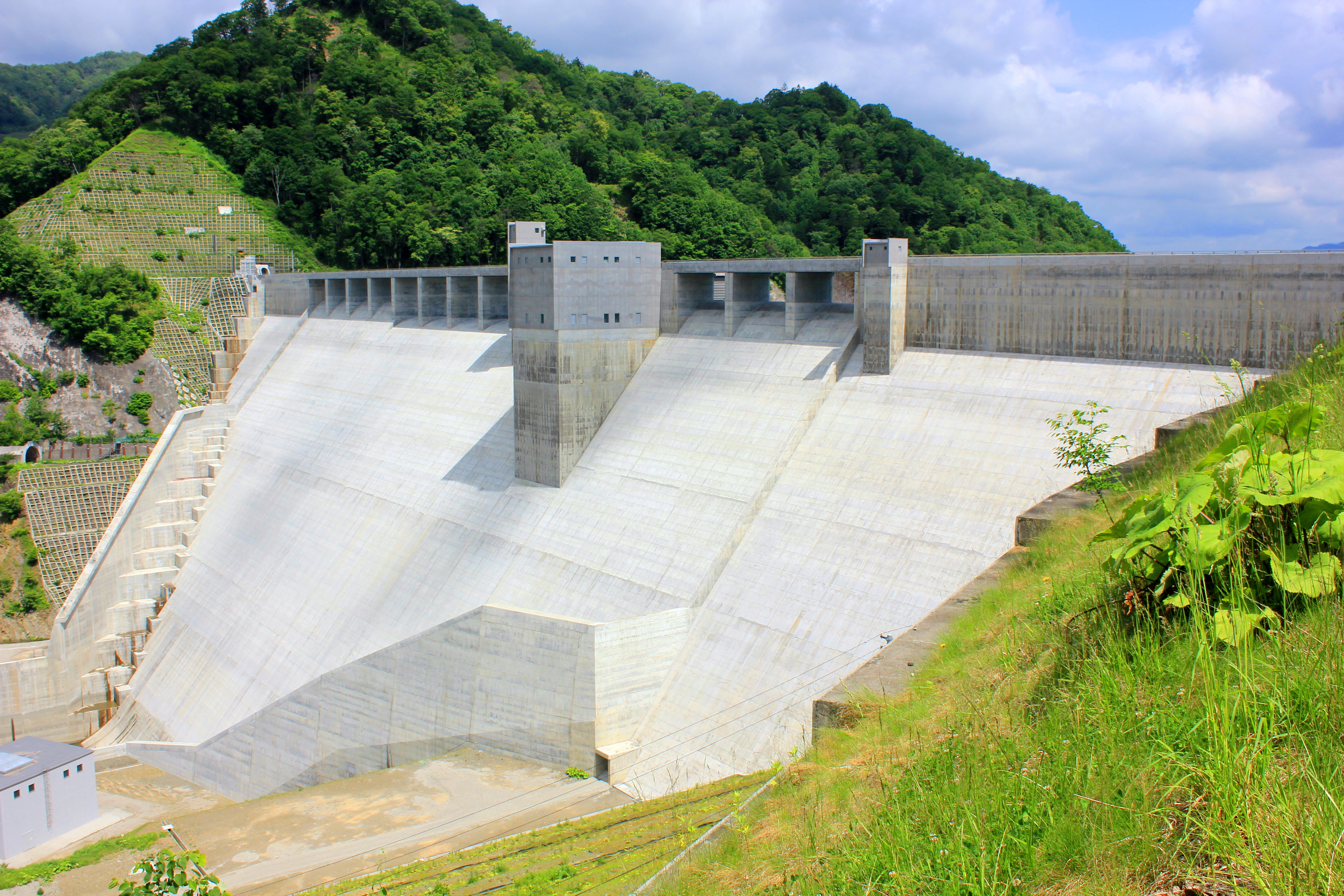
大夕張ダム再開発事業・夕張シューパロダム（夕張川）。シューパロ湖は北海道最大の人造湖。2015年（平成27年）完成。

大正時代から高度経済成長期に掛けて日本では数多くのダムが建設されたが、それに伴い次第にダムを建設する適地が減少していった。また計画しても費用対効果の点や沼田ダム計画のように水没物件などの問題で絶好の適地でありながら計画を放棄した地点も多く、限られた中でより有効なダム事業を進める必要が生じた。ダム事業者はこの点を踏まえた新たな事業展開を進めている。
広範囲の地域に被害を及ぼす水害はダムや河川改修の整備によって次第に少なくなったが、局地的な集中豪雨などによる水害は多いままであった。局地的豪雨による災害を防ぐための地域限定的な治水対策事業の一つとして1967年（昭和42年）に補助治水ダム事業が導入された。治水ダムとは洪水調節単独、または洪水調節と河川の正常な機能を維持するための流量調節（河川維持放流）を目的とした治水特化型のダムである。1956年（昭和31年）に県営ダム事業として香川県に五名ダム（湊川）が建設されたのを皮切りに、河川改修事業や農地防災事業として各自治体が建設を進めていた。補助治水ダム事業はこうした治水ダム事業に対して補助多目的ダムと同様に国庫の補助を行う制度で、秋田県の旭川治水ダム（旭川）などが指定第一号として着手され、北海道の有明ダム（茂築別川）が1971年（昭和46年）同事業初の完成例となった。一方多目的ダムでも、山間部や離島など限られた一定の地域に対する治水・利水を目的とした小規模な補助多目的ダム事業として1988年（昭和63年）小規模生活貯水池事業が創設され、こちらも多くのダムが建設されている。
既存のダム機能を増強させる目的で施工されるダム再開発事業も次第に増加していった。主に貯水池の掘削や有効貯水容量の配分変更、放流施設機能強化による治水・利水機能の強化と、ダム自体のかさ上げまたは既存ダム直下流に新たなダムを建設して貯水容量自体を増やし治水・利水機能を強化する二つの方法が採られている。前者としては昭和47年7月豪雨による被害や岡山市の水道需要増大を受けて1983年（昭和58年）に再開発された岡山県の旭川ダム（旭川） や、283日にも及んだ1978年（昭和53年）の福岡市大渇水を機に貯水池掘削による容量増加を1985年（昭和60年）に実施した福岡県の南畑ダム（那珂川）、施工中のダムとしてバイパストンネルによる放流機能増強を図る京都府の天ヶ瀬ダム（淀川）や愛媛県の鹿野川ダム（肱川）などがある。後者としてはダムかさ上げ例として水道専用ダムを21.9メートルかさ上げして1984年（昭和59年）に多目的ダム化した北海道の新中野ダム（亀田川） や既設ダムを1979年（昭和54年）に16.5メートルかさ上げした川上ダム（富田川） があり、施工中のものとして北海道の桂沢ダム（幾春別川）を11.9メートルかさ上げする新桂沢ダム、岐阜県の丸山ダム（木曽川）を20.2メートルかさ上げして治水機能を強化する新丸山ダムがある。また既設ダム直下流に新たなダムを建設する再開発事業として北海道の夕張シューパロダム（夕張川）、青森県の浅瀬石川ダム（浅瀬石川）と津軽ダム（岩木川）、岩手県の胆沢ダム（胆沢川）、山形県の長井ダム（置賜野川）、島根県の八戸ダム（八戸川） などがある。なお事業の完成により日本初の多目的ダム施工例だった沖浦ダムは浅瀬石川ダムに、日本初のロックフィルダム施工例だった石淵ダムは胆沢ダムに、大夕張ダムは夕張シューパロダムに、管野ダムは長井ダムに、目屋ダム（岩木川）は津軽ダムの湖底にそれぞれ水没。桂沢・丸山ダムも再開発の完成により水没する運命である。
ダム技術については工事の機械化・省力化による事業費圧縮を目的として様々な研究が進められ、その結果RCD工法と台形CSGダムという世界初のダム技術が日本で誕生した。RCDとは Roller Compacted Dam-Concrete の略であり、セメントの量を極力少なくした貧配合の超硬練りコンクリートをブルドーザーで撒き出して振動ロードローラーで締め固める工法であり、ロックフィルダムの工法をコンクリートダムに援用したものである。1973年にアメリカ陸軍工兵司令部が試験的な施工を行っていたが、日本では建設省が大川ダムの上流仮締切ダムにおける試験的な施工を経て1978年に山口県の島地川ダム（島地川）において本体工事に世界で初めて採用した。以後大規模コンクリートダムの標準的な施工法となり、佐賀県の嘉瀬川ダム（嘉瀬川）や栃木県の湯西川ダム（湯西川）などではより高速のコンクリート打設が可能となった巡航RCD工法が導入されている。一方台形CSGダムは日本で開発された新しい型式で、CSGとは Cemented Sand and Gravel の略である。ロックフィルダムで実証されている台形ダムの安定性を応用した設計の合理化と、コンクリート原材料の品質を厳選せず利用できる材料の合理化、およびRCD工法と同様の手法で施工ができる施工の合理化を兼備したダム型式であり、事業費の圧縮や材料取得のための原石山掘削といった環境への負荷を軽減できる利点がある。沖縄県の金武ダム（億首川）が施工第一号として2002年（平成14年）より開始され、2012年（平成24年）北海道の当別ダム（当別川）が世界で初めて同型式として完成した。日本では当別・金武ダムのほか幾つかのダムで本型式が導入予定である。
また、ダムの放流に欠かせない洪水吐きのゲート設置にも変化がみられた。大正時代に建設された発電用ダムを中心に戦前完成したダムの多くは多数のゲートが横一列に並ぶタイプが多かったが、戦後アメリカ合衆国海外技術顧問団の勧告や水門技術の発達などにより比較的少数の大型ゲートによる調節が主流となった。しかし1973年（昭和48年）鳥取県が施工・完成させた補助治水ダム・百谷ダム（天神川）は洪水吐きにゲートを備えない日本初のゲートレスダム（坊主ダム）方式を導入した。ゲートレスダムは豪雨時にダムまで洪水が到達する時間が短く人為的な洪水調節操作が難しい流域面積の狭い河川で主に採用されるが、日本のダム建設においては百谷ダム以降規模の大小を問わずゲートレスダムの建設が主流となっている。さらに治水ダムの中には平常時には全く貯水を行わず洪水時にのみ貯水する洪水調節目的特化型の流水型ダム（穴あきダム）が建設されるようになった。1956年3月に茨城県で完成した藤井川ダム（藤井川）が県営事業としては最初の例 になるが、2005年（平成17年）に完成した島根県の益田川ダム（益田川）以降、流水型ダム方式の治水ダムが日本各地で新たに計画されている。

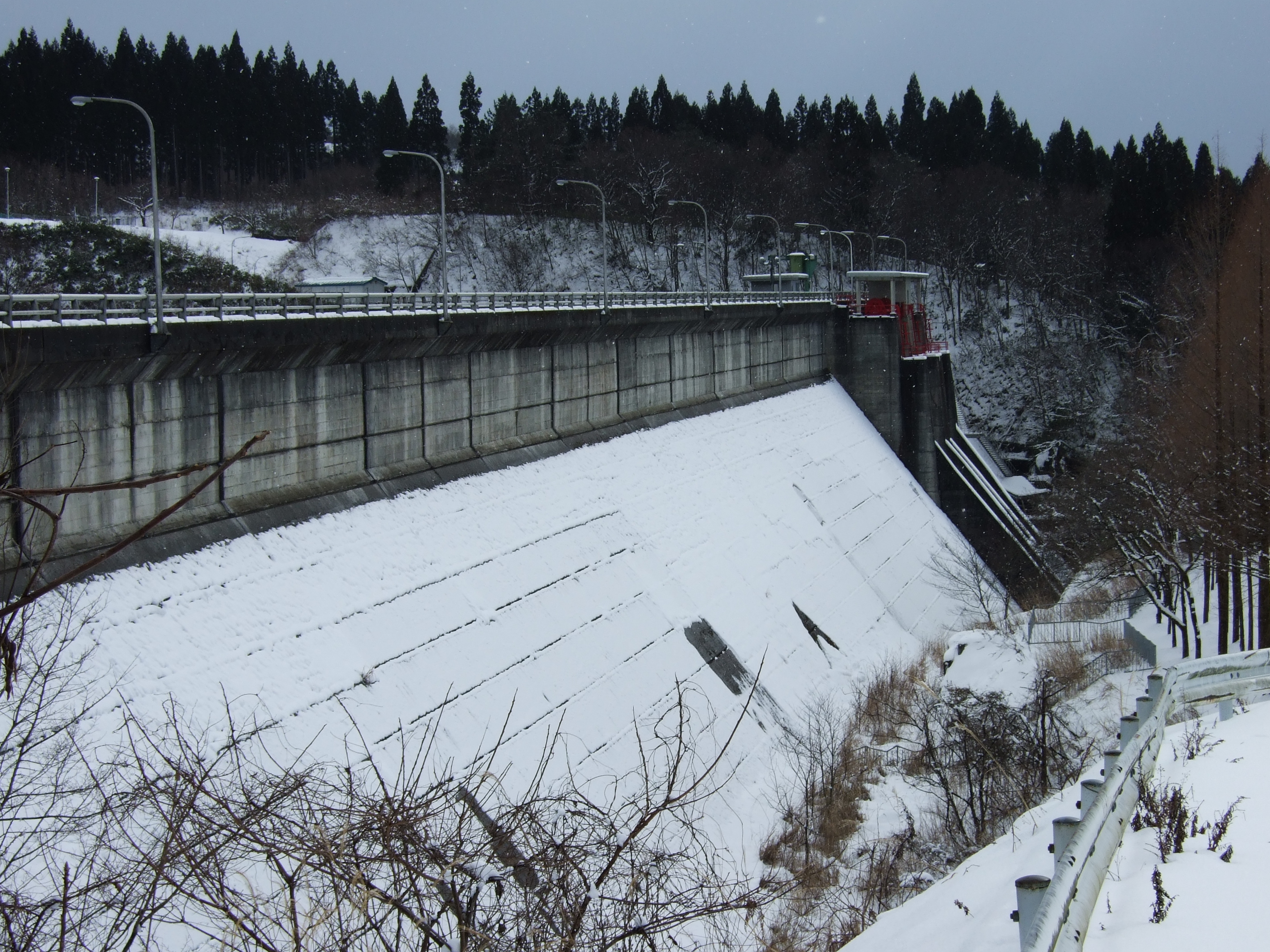
補助治水ダム事業の第一号、旭川治水ダム（旭川）。1972年完成。
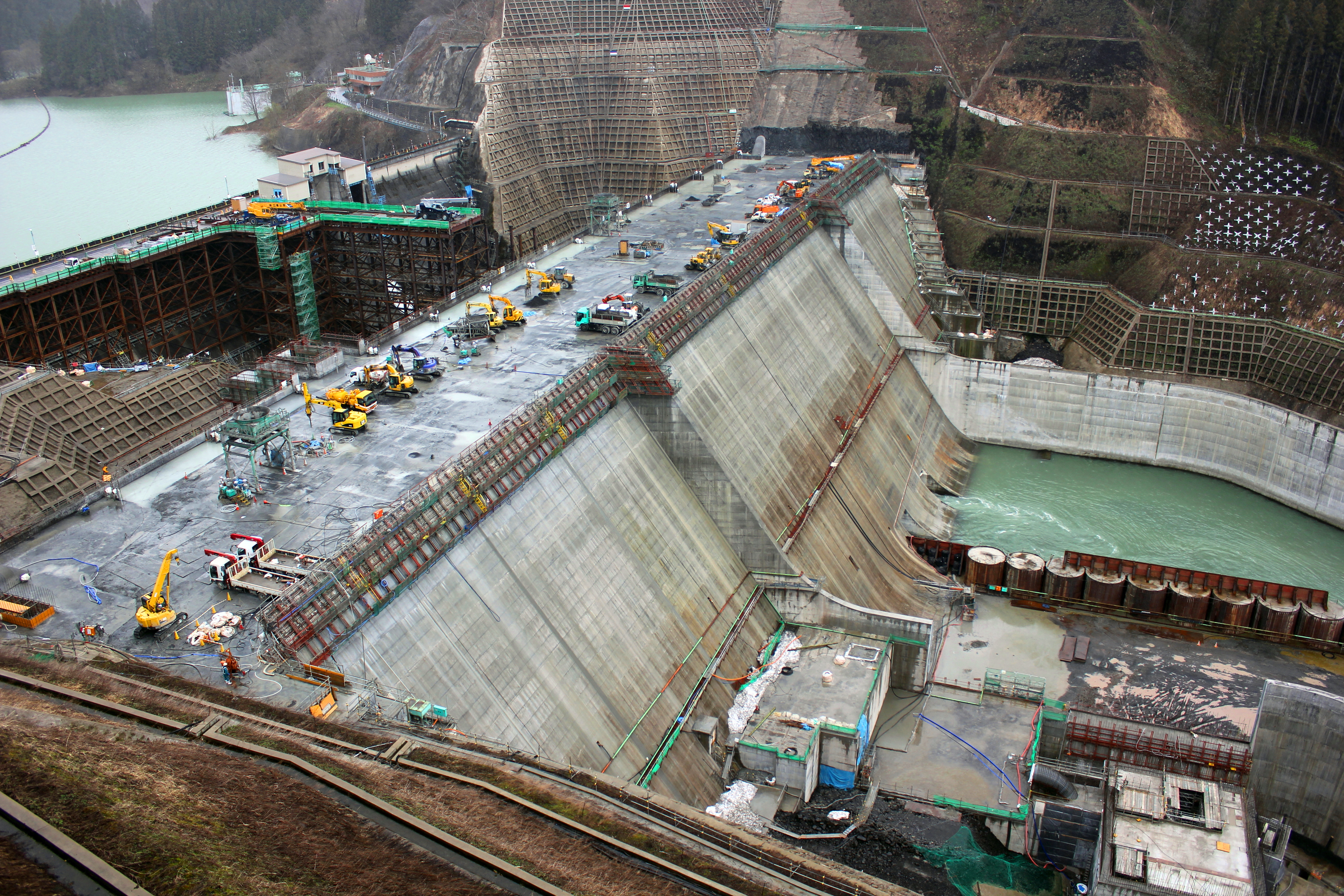
津軽ダム（岩木川）。目屋ダム直下60メートル地点にRCD工法で建設されている（2013年撮影）。
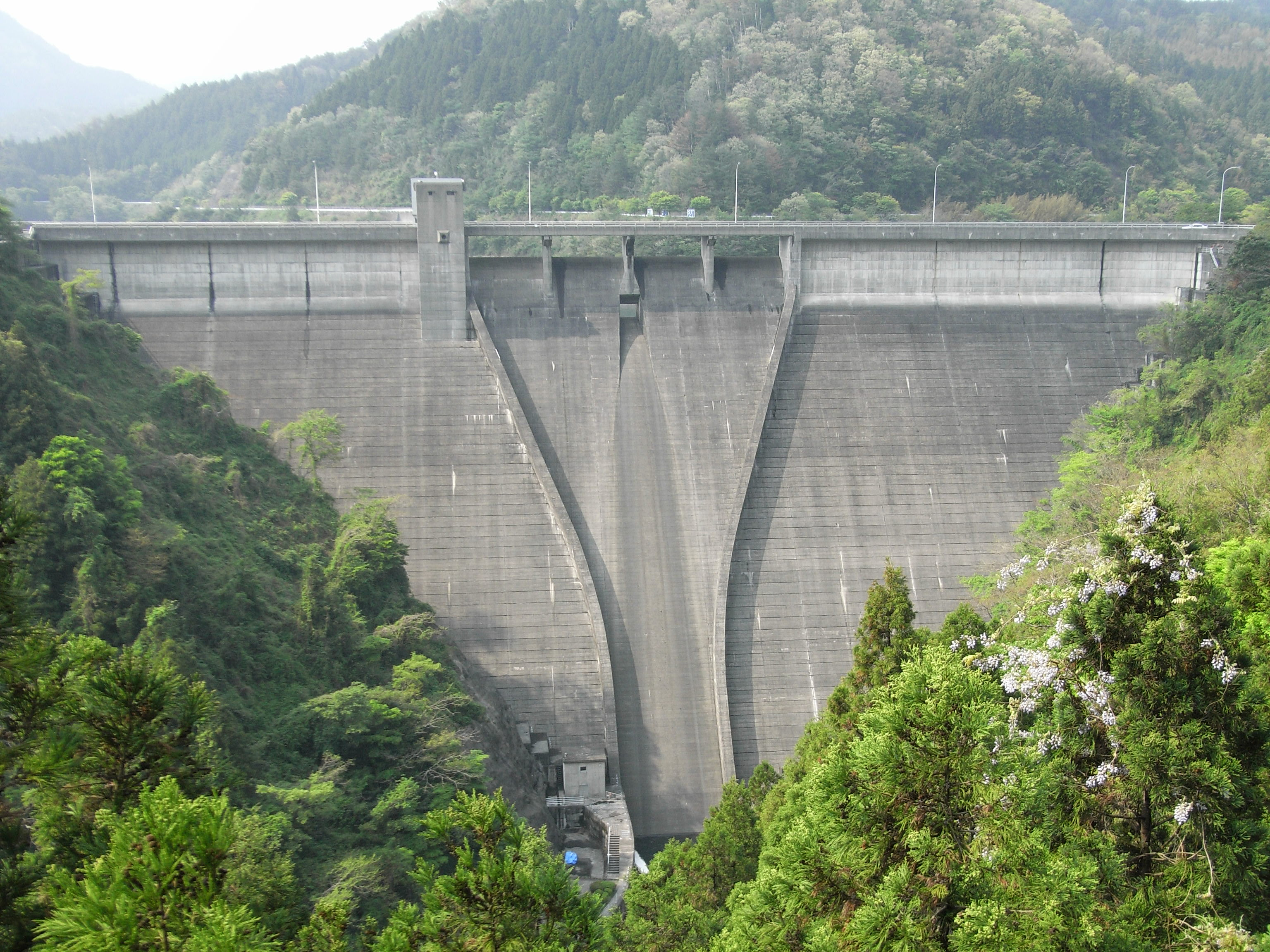
世界初のRCD工法による施工ダム、島地川ダム（島地川）。1981年（昭和56年）完成。
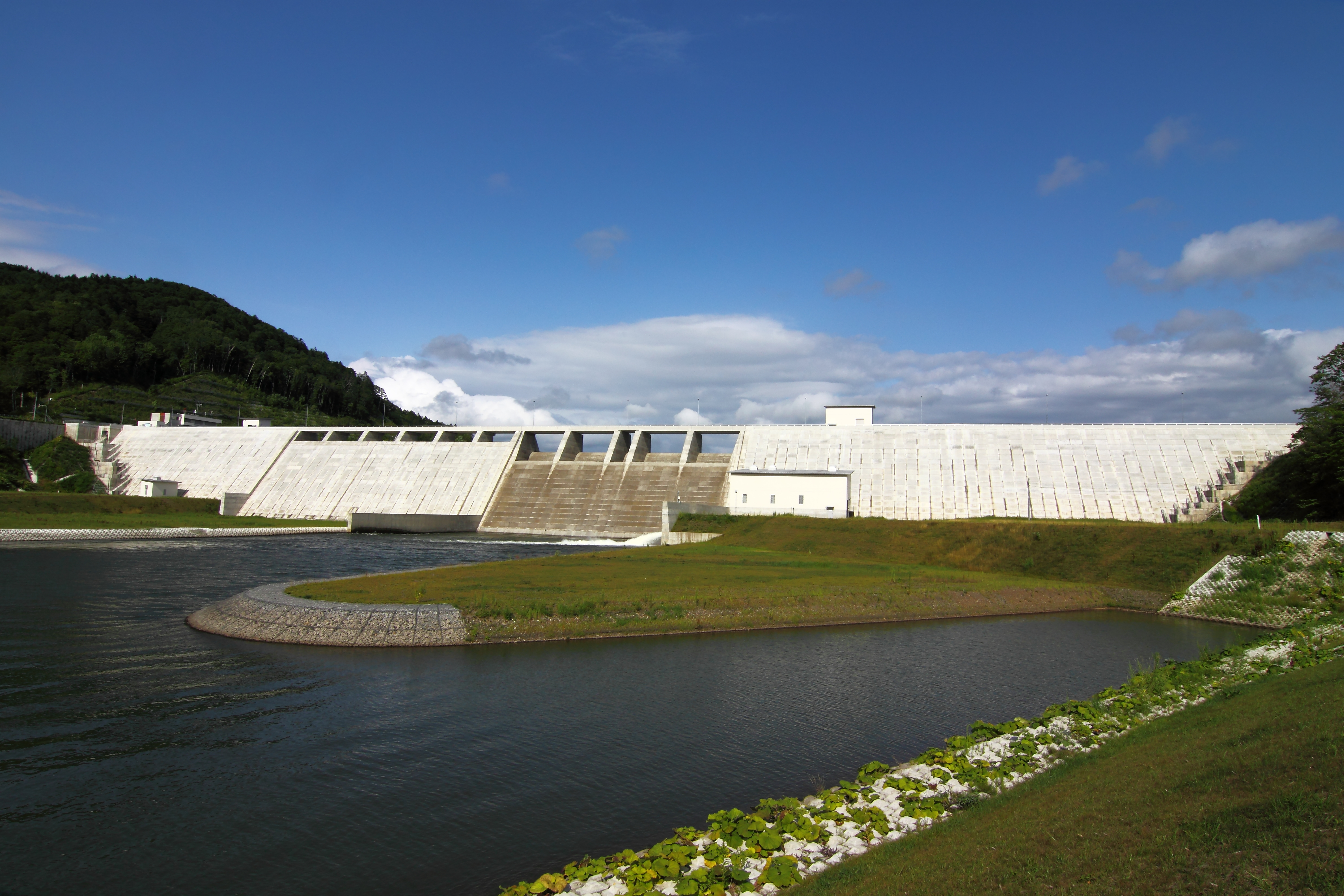
世界初の台形CSGダム、当別ダム（当別川）。2012年完成。
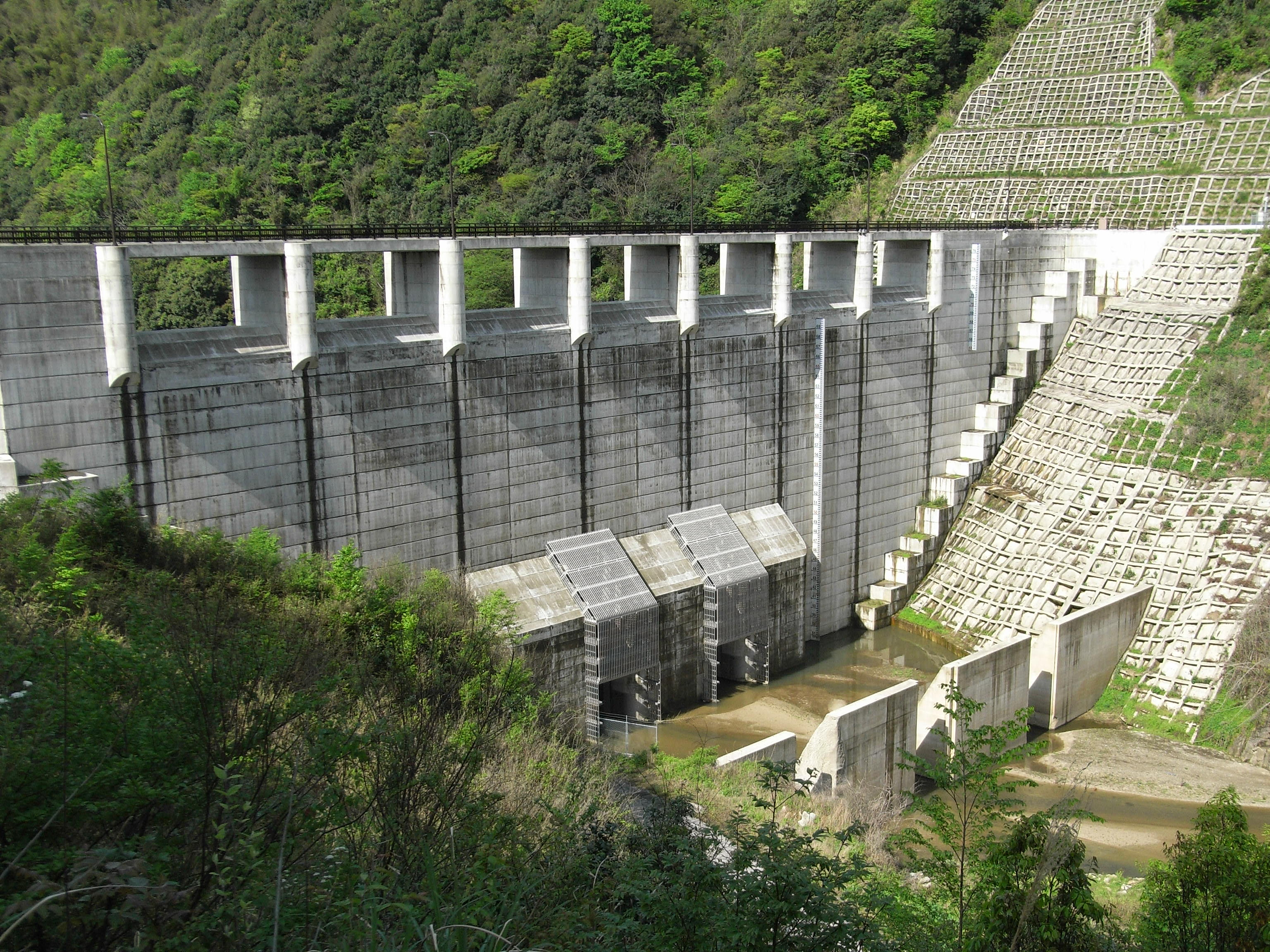
流水型（穴あき）ダムである益田川ダム（益田川）上流面。手前の柵で流木などを捕捉する。2005年完成。

### 揚水発電の時代
| 電力会社 | 発電所     | 運転開始 | 認可出力 (kW)    | 河川       | 上部調整池 下部調整池 |
| -------- | ---------- | -------- | ---------------- | ---------- | --------------------- |
| 東京電力 | 神流川     | 2005年   | 2,820,000 ＊予定 | 南相木川   | 南相木ダム            |
| 東京電力 | 神流川     | 2005年   | 2,820,000 ＊予定 | 神流川     | 上野ダム              |
| 関西電力 | 奥多々良木 | 1974年   | 1,932,000        | 市川       | 黒川ダム              |
| 関西電力 | 奥多々良木 | 1974年   | 1,932,000        | 多々良木川 | 多々良木ダム          |
| 東京電力 | 葛野川     | 1999年   | 1,600,000 ＊予定 | 日川       | 上日川ダム            |
| 東京電力 | 葛野川     | 1999年   | 1,600,000 ＊予定 | 土室川     | 葛野川ダム            |
| 中部電力 | 奥美濃     | 1994年   | 1,500,000        | 西ヶ洞谷川 | 川浦ダム              |
| 中部電力 | 奥美濃     | 1994年   | 1,500,000        | 根尾東谷川 | 上大須ダム            |
| 東京電力 | 新高瀬川   | 1979年   | 1,280,000        | 高瀬川     | 高瀬ダム              |
| 東京電力 | 新高瀬川   | 1979年   | 1,280,000        | 高瀬川     | 七倉ダム              |
| 関西電力 | 大河内     | 1992年   | 1,280,000        | 太田川     | 太田ダム群            |
| 関西電力 | 大河内     | 1992年   | 1,280,000        | 犬見川     | 長谷ダム              |
| 関西電力 | 奥吉野     | 1978年   | 1,206,000        | 瀬戸谷川   | 瀬戸ダム              |
| 関西電力 | 奥吉野     | 1978年   | 1,206,000        | 旭川       | 旭ダム                |
| 東京電力 | 玉原       | 1982年   | 1,200,000        | 発知川     | 玉原ダム              |
| 東京電力 | 玉原       | 1982年   | 1,200,000        | 利根川     | 藤原ダム              |
| 中国電力 | 俣野川     | 1986年   | 1,200,000        | 土用川     | 土用ダム              |
| 中国電力 | 俣野川     | 1986年   | 1,200,000        | 俣野川     | 俣野川ダム            |
| 九州電力 | 小丸川     | 2007年   | 1,200,000        | 大瀬内谷川 | 大瀬内ダム            |
| 九州電力 | 小丸川     | 2007年   | 1,200,000        | 小丸川     | 石河内ダム            |
| 電源開発 | 新豊根     | 1972年   | 1,125,000        | 大入川     | 新豊根ダム            |
| 電源開発 | 新豊根     | 1972年   | 1,125,000        | 天竜川     | 佐久間ダム            |
| 東京電力 | 今市       | 1988年   | 1,050,000        | ネベ沢川   | 栗山ダム              |
| 東京電力 | 今市       | 1988年   | 1,050,000        | 砥川       | 今市ダム              |
| 電源開発 | 下郷       | 1988年   | 1,000,000        | 小野川     | 大内ダム              |
| 電源開発 | 下郷       | 1988年   | 1,000,000        | 阿賀野川   | 大川ダム              |
| 電源開発 | 奥清津     | 1978年   | 1,000,000        | カッサ川   | カッサダム            |
| 電源開発 | 奥清津     | 1978年   | 1,000,000        | 清津川     | 二居ダム              |

大正時代から戦後早期に掛けては水力発電が日本の電気事業における中心的な存在であり、火力発電は水力発電の発電量減衰を補う「水主火従」の時代であった。だが高度経済成長期以降、大出力の火力発電所が次々に運転を開始。さらに原子力発電も実用化されるに至って相対的に水力発電の比重は減少、1963年を境に「火主水従」の時代に変化していった。電力会社の新規電力開発もこうした大容量火力発電所・原子力発電所の建設に重点が置かれ、大規模なダムを伴う貯水池式水力発電所は建設に適した地点が減少、さらに新鋭石油火力発電との経済性で比較され縮小傾向にあった。しかし火力発電所や原子力発電所は高稼働率の運転を継続しなければならず、こまめに出力を調整することができない。このため電力需要のピーク時には即時に対応し辛いという欠点があった。こうした欠点を補うため、柔軟な出力運転が可能な水力発電、特に河川流量に左右されにくく余剰電力を有効に活用でき、かつ需要ピーク時に即応できる揚水発電が注目された。
日本では1931年（昭和6年）に祐延ダム（小口川）を利用した小口川第三発電所、1934年（昭和9年）に野尻湖を利用した池尻川発電所、1952年（昭和27年）に沼沢湖と只見川を利用した沼沢沼発電所 などが運転を開始していたが、何れも小規模な揚水発電所であった。認可出力が10万キロワット以上の揚水発電所が建設されるのは1960年代以降のことである。1962年中部電力が大井川に畑薙第一発電所（13万7000キロワット）、1964年には電源開発が池原発電所（35万キロワット）の運転を相次いで開始した。1965年には東京電力が矢木沢発電所（24万キロワット）および神奈川県企業庁が城山発電所（25万キロワット）の運転を開始しているが、両発電所は河川総合開発事業の一環でもあった。1969年（昭和44年）には高さ155.0メートルの巨大アーチ式コンクリートダム・奈川渡ダム（犀川）を利用した安曇発電所（62万3000キロワット）が運転を開始する など揚水発電所の建設が盛んになっていった。1970年代に入ると夏季の電力需要が益々増大し、急激な電力使用量の上昇に対応するため認可出力100万キロワットを越える大規模揚水発電所の建設が開始された。
1972年電源開発によって新豊根ダム（大入川）を上部調整池、佐久間ダムを下部調整池とする新豊根発電所（112万5000キロワット）の運転が開始され、1974年には関西電力が黒川ダム（市川）を上部調整池、多々良木ダム（多々良木川）を下部調整池として市川水系・円山川水系の2水系を利用した奥多々良木発電所（121万2000キロワット）の運転を開始、その後出力を増強させ193万2000キロワットという日本最大の水力発電所になった。1979年には東京電力が新高瀬川発電所（128万キロワット）の運転を開始した。新高瀬川発電所は信濃川水系犀川の二次支流である高瀬川に上部調整池である高瀬ダムと、下部調整池である七倉ダムを建設して揚水発電を行うが、上部調整池である高瀬ダムは高さ176.0メートルで黒部ダム（黒部川）に次ぐ日本第二位の高さを有するダムである。
その後も日本各地で100万キロワット級の揚水発電所が建設され、2005年に1号機47万キロワットの一部運転を開始した東京電力の神流川発電所は、全面稼働すれば日本最大の認可出力282万キロワットの予定となる。しかし電力需要の低迷などもあって新規の揚水発電計画は修正を余儀なくされ、関西電力が滋賀県に建設を予定していた金居原発電所計画（228万キロワット） などの揚水発電計画は中止され、高さ148.5メートルの金居原上部ダム（八草川） や高さ137.0メートルの木曽中央下部ダム（阿寺川） といった大規模ダム計画も同時に中止されている。
なお、揚水発電所の建設に伴って盛んに建設されたダムの型式として、アスファルト表面遮水壁型ロックフィルダムがある。ロックフィルダムの上流面にアスファルトを厚く舗装して水を遮るダムで、電源開発が1968年に只見川の支流である大津岐川に完成させた大津岐ダムが日本初となる。奥只見ダムよりもさらに奥地に建設されたこのダムは劣悪な道路事情からコンクリートの輸送手段に問題がありコンクリートダムの建設は難しかった。このためロックフィルダムが採用されたが厳寒の冬季には工事を中断しなければならず、事業費抑制の観点から工期延長は避ける必要があった。だが本型式を採用することで輸送量の軽減、工期の短縮、事業費の節減につながることが判明し1965年の着工からわずか3年で完成させた。その後この型式は主に揚水発電所のダムにおいて好んで採用され、多々良木ダムのほか電源開発沼原発電所の上部調整池である沼原ダム（那珂川水系） や九州電力小丸川発電所の上部調整池である大瀬内・かなすみダム（大瀬内谷川）、東京電力塩原発電所の上部調整池である八汐ダム（鍋有沢川）などが建設された。

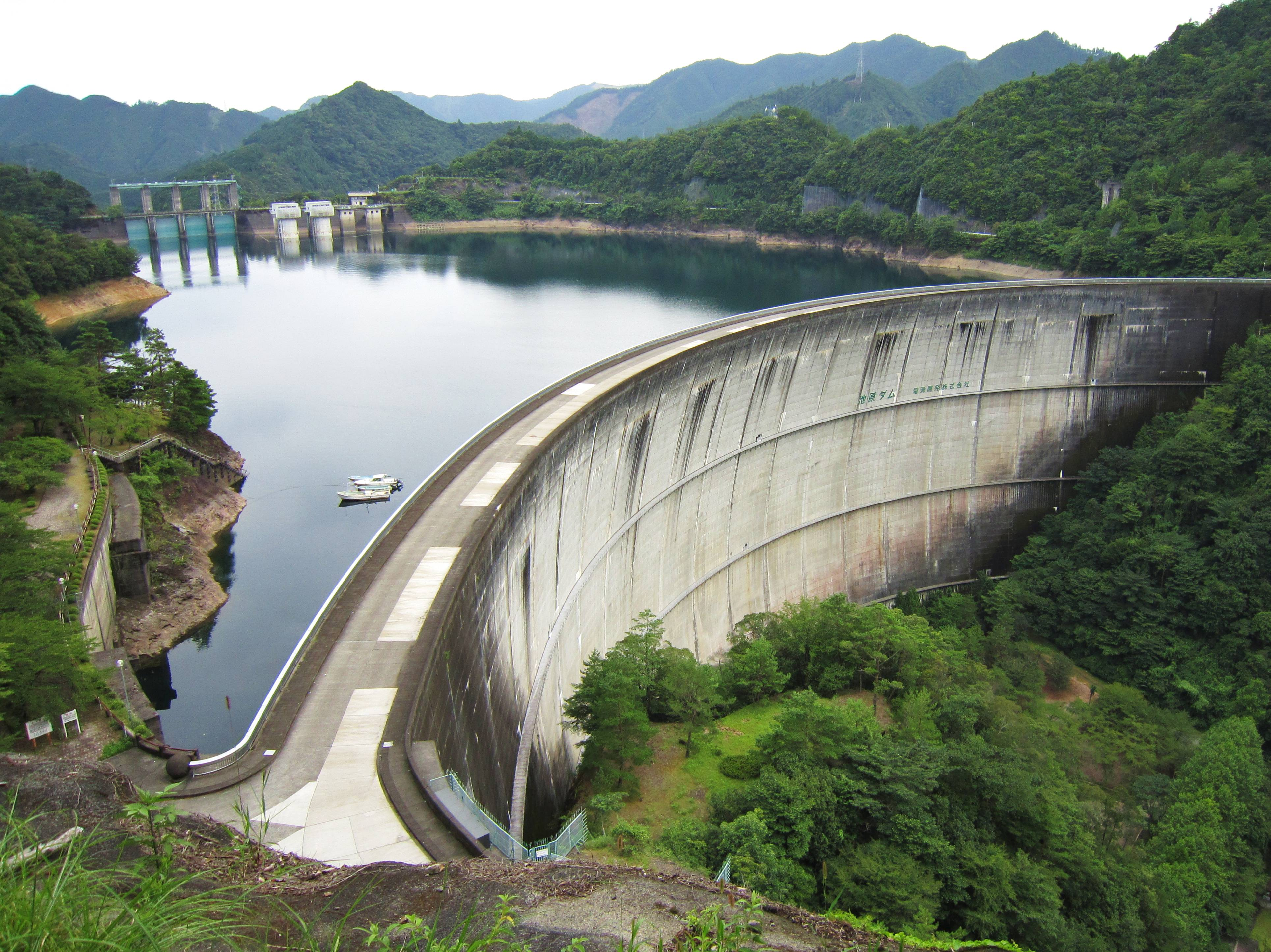
西日本最大の人造湖を有する池原ダム（北山川）。奥に見えるのは洪水吐。1964年完成。
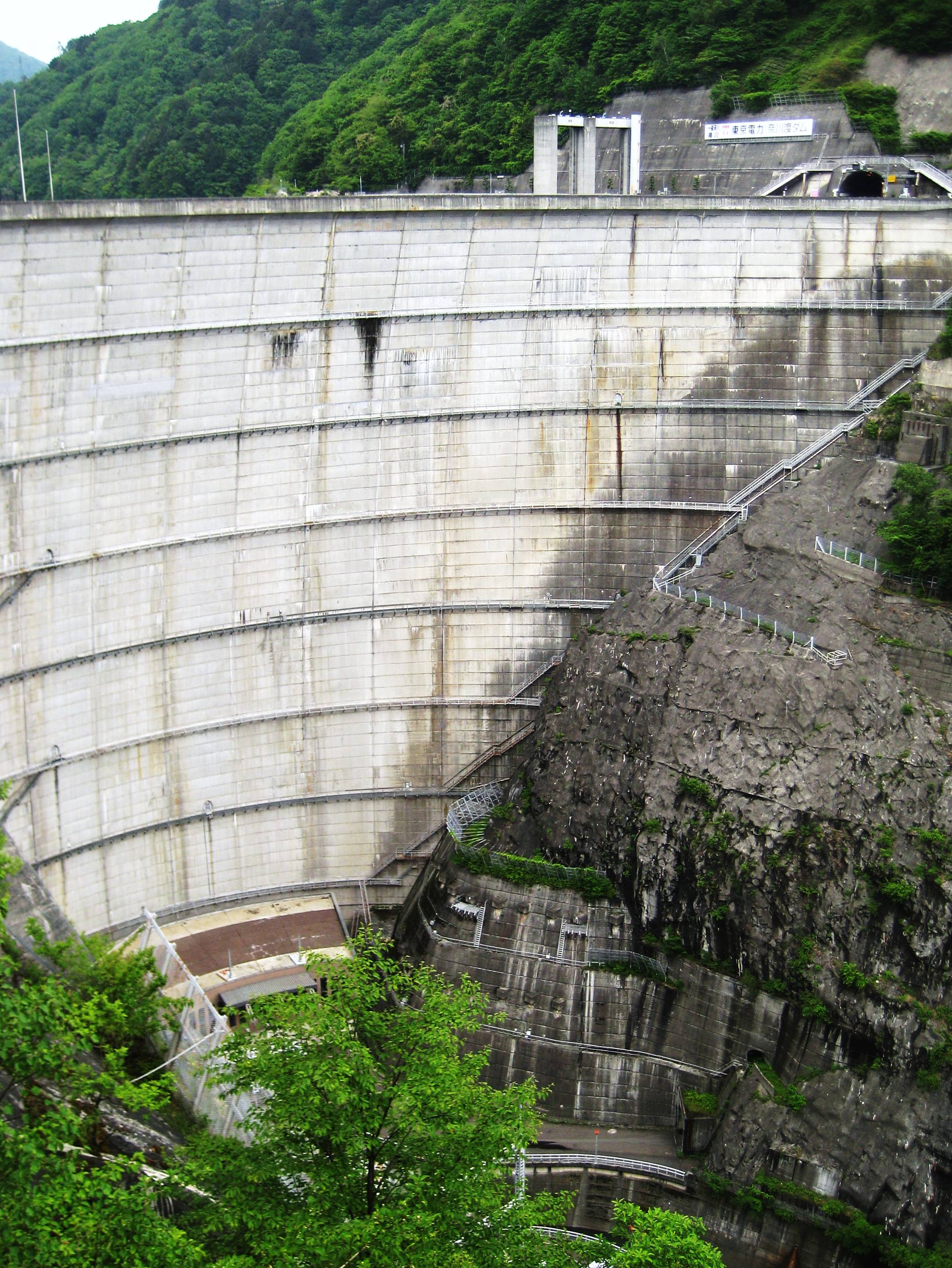
水殿・稲核ダムと共に安曇3ダムと呼ばれる奈川渡ダム（犀川）。1969年完成。
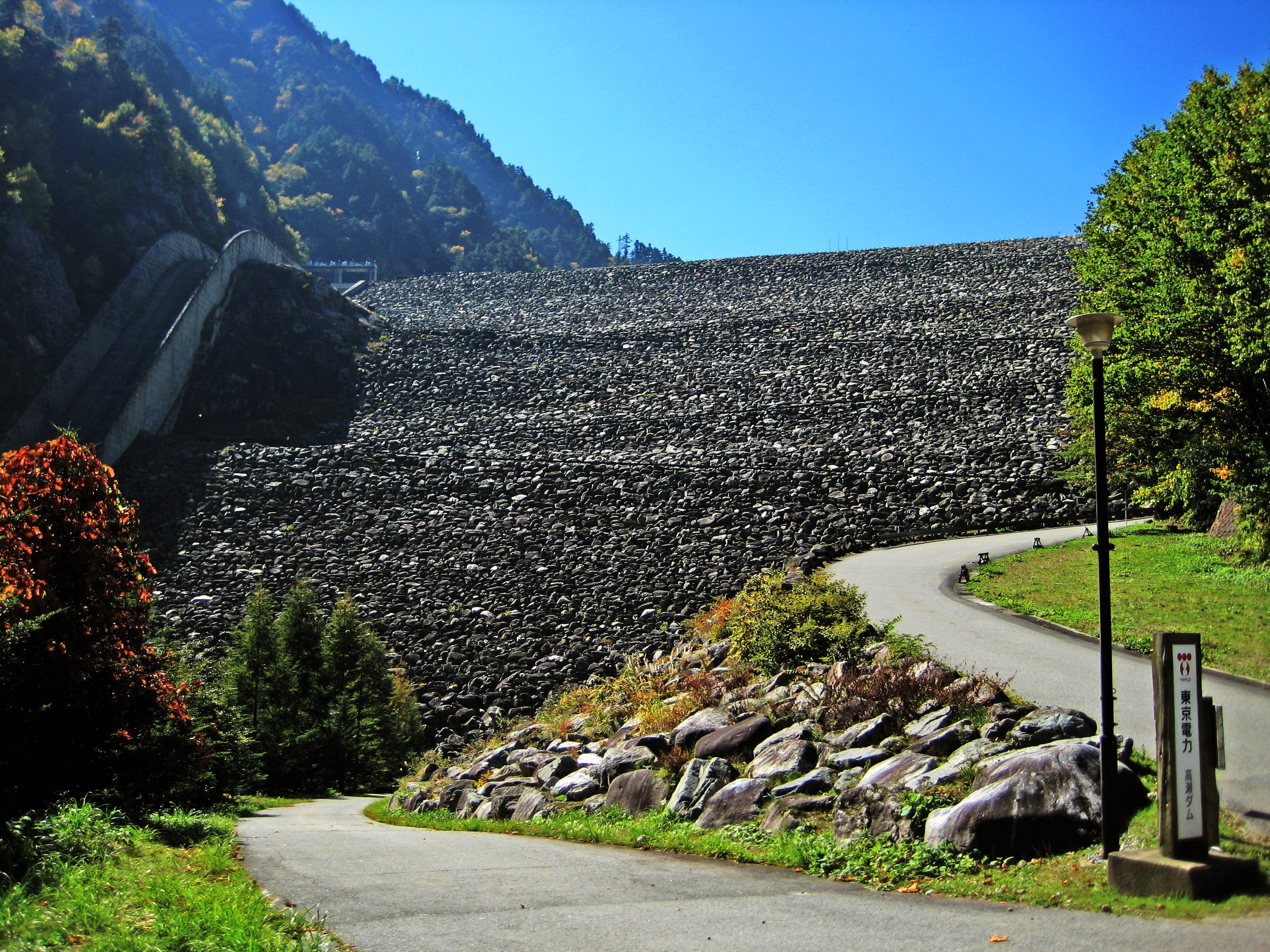
日本第二位の高さを有する高瀬ダム（高瀬川）。1979年完成。
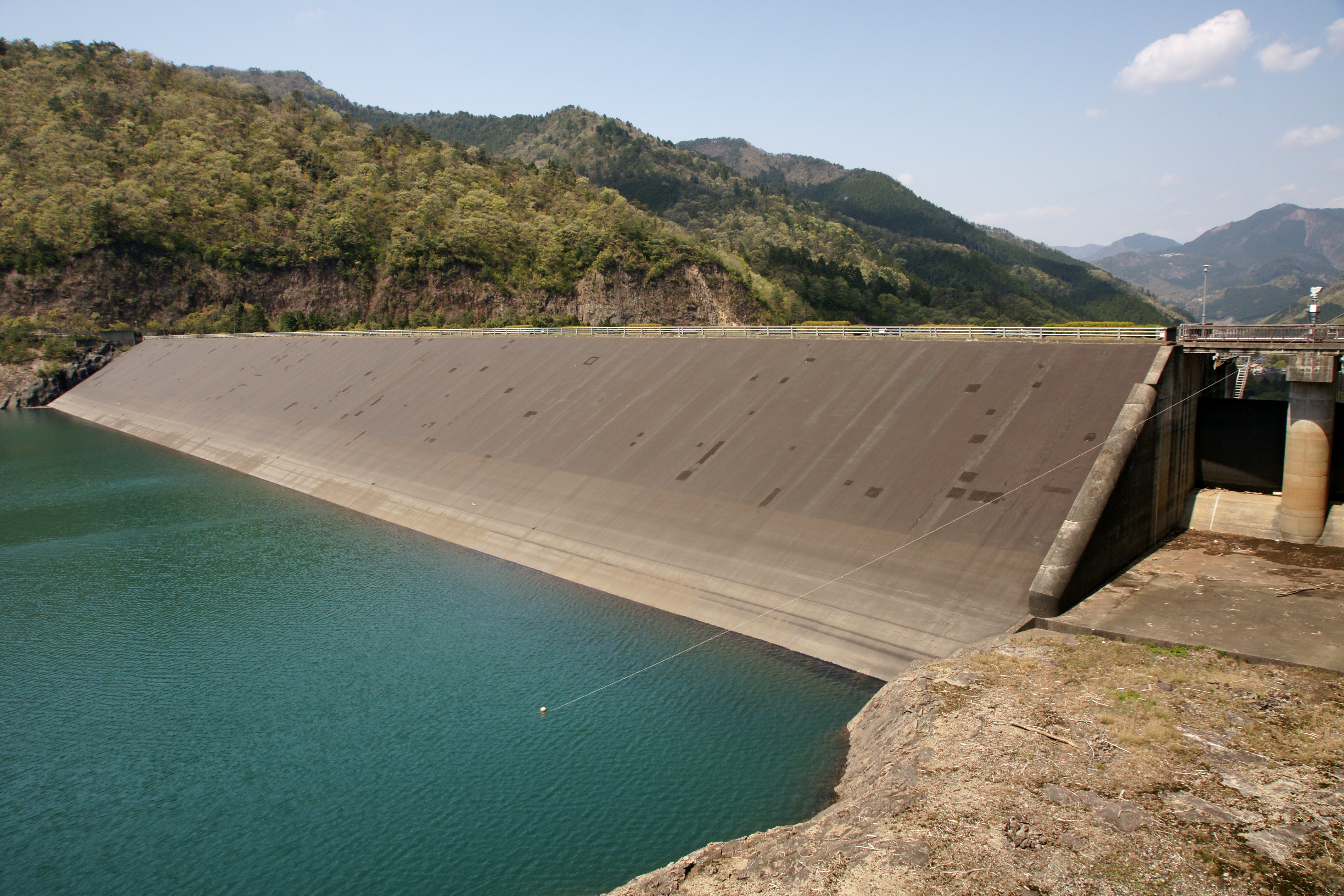
多々良木ダム（多々良木川）のアスファルト表面遮水壁。1974年完成。

## 平成初期（1989年-1999年）
産業構造の変化は公共事業の在り方にも次第に影響を及ぼした。また高度経済成長に伴う公害などの環境破壊に対する反省から自然保護の風潮が強くなり、環境を激変させる大規模土木事業に対して日本国民の間から疑問の声が上がり始めた。両者に関わるダム事業は特にこれら問題の矢面に立たされ、一転して厳しい立場に身を置くことになる。

### ダムと自然保護

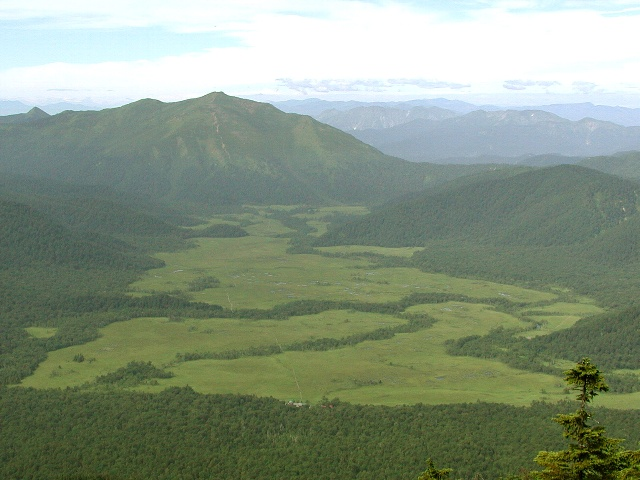
只見川の水源・尾瀬全景。尾瀬原ダム計画による水没を免れ、美しい自然が残された。

ダム建設は大幅な自然の改変を伴う。例えば棲息する魚類を始めとした河川生態系への影響や植生への影響、あるいは水質への影響などである。また発電用ダムでは発電用の取水量が河川への放流量よりも多くなることで流量の不均衡が生じ、いわゆる「枯れ川」の問題も発生した。さらにダムを建設することで河川が分断されて上流から流下する土砂がダムで遮断、貯水池に土砂が堆積する堆砂（たいしゃ）の問題や流砂連続性の途絶による砂丘の縮小や河床の固定化など、多種多様な問題が表面化した。このため自然保護の立場からダム事業に対する批判が強くなった。
ダムと自然保護にまつわる問題は、既に大正時代から発生している。関東水電が只見川源流の尾瀬に水力発電を目的として1919年（大正8年）より計画した尾瀬原ダムである。只見川が尾瀬ヶ原より流出する地点にダムを建設して貯水池を形成し、貯水した水を利根川へ分水して発電を行う計画で、1903年（明治36年）より構想があった。ダム計画は1938年（昭和13年）の東京電燈による計画案では高さ80.0メートル・有効貯水容量3億3000万立方メートル、1948年（昭和23年）に日本発送電が公表した計画案では高さ100.0メートル・貯水容量7億2000万立方メートル・湛水面積約1,300ヘクタールという巨大ダム計画となったが、只見特定地域総合開発計画の原案を精査したアメリカ合衆国海外技術顧問団による勧告もあり高さ85.0メートル・総貯水容量6億8000万立方メートルの規模でほぼ固まった。しかし完成に伴い尾瀬ヶ原全域が水没することから「長蔵小屋」を造った平野長蔵を始め国立公園を所管する厚生省や文部省、植物学者・登山家などが環境保護の立場から、福島県が水利権の立場から強く反対した。尾瀬原ダム計画はその後首都圏の水資源に利用する気運が高まるが、水利権を巡り最終的に関東地方対東北地方・新潟県の地域間紛争に発展して計画は行き詰まり、1996年（平成8年）3月事業者である東京電力が尾瀬ヶ原の水利権を放棄したことで77年に及ぶ尾瀬原ダム計画は中止された。この尾瀬原ダム計画反対運動を機に1949年（昭和24年）設立されたのが日本自然保護協会である。
また吉野熊野特定地域総合開発計画における主要な事業の一つであった電源開発の熊野川開発全体計画で、池原ダム（北山川）と共に計画された七色ダム・奥瀞ダム（北山川）は吉野熊野国立公園の景勝地である瀞峡の主要部を水没させることから厚生省と自然公園審議会が反対。審議会は建設を許可しない姿勢を明確にしたことで流域自治体を巻き込む問題に発展した。最終的に七色ダムの建設地点を10キロメートル下流に、奥瀞ダムは小森ダムとして11キロメートル上流にダムサイトを変更して瀞峡主要部の水没を回避し1965年（昭和40年）完成した。なお小森ダムは瀞峡の環境保全を目的に河川維持放流を毎年4月から11月に実施している。
環境保護と大規模公共事業の整合性を図るため1997年（平成9年）環境影響評価法（環境アセスメント法）が成立、1999年（平成11年）に施行された。同法第2条において様々な大規模事業が対象とされたが、河川事業についてはダムを含む河川管理施設と水力発電所がアセスメントの対象となった。具体的には湛水面積100ヘクタール以上のダムと認可出力3万キロワット以上の水力発電所は「第1種事業」としてアセスメントが義務化され、湛水面積75-100ヘクタールまでのダムと認可出力2万2500-3万キロワットまでの水力発電所は「第2種事業」として個別にアセスメントの可否を検討することが規定された。これにより多くの大規模ダム事業が環境アセスメントの対象となり、猛禽類保全対策などを厳密に実施するようになった。ただし津軽ダム（岩木川）のように同法成立以前から環境影響評価に基づく対策が実施されたダムも存在する。
ダムによって自然環境が回復した例もある。利根川の支流・吾妻川は草津温泉・万座温泉から湧き出る酸性水が流入するため河川の酸性度が高く、魚類が一切棲息せず長らく「死の川」と呼ばれていた。特に草津温泉付近を水源とする吾妻川の二次支流・湯川のpHは1.8と希塩酸や希硫酸並みで、鉄釘を一週間で溶かすほどの強酸性河川だった。漁業は元より灌漑にも使えず、利根川の水質まで損ねていた吾妻川の酸性度を改善するため群馬県は世界初の河川中和事業である吾妻川中和事業に1961年（昭和36年）着手。湯川に石灰を投入し下流に建設した品木ダムで攪拌・中和する対策を講じた結果吾妻川の酸性度は回復し、魚類が棲息する河川となった。同様に「玉川毒水」として流域を300年近く苦しめていた秋田県を流れる雄物川の支流・玉川についても、1989年玉川ダムの完成により恒久的な中和処理が可能となり毒水を克服している。また隅田川は高度経済成長期に水質汚濁が激化、1961年の隅田川における生物化学的酸素要求量（BOD）は35-40 mg/lと「ドブ川」の態であった。当時東京都への水道供給を目的に矢木沢ダム（利根川）などを水源とする利根導水路が建設されていたが、利根導水路を利用し隅田川に利根川の清浄な水を導水することで水質浄化を図った結果、1975年（昭和50年）以降BODは4-5 mg/lにまで改善、水質汚濁のため1961年に中断した早慶レガッタが1978年（昭和53年）に復活した。
1996年（平成8年）に宮城県が建設した化女沼ダム（長者川）は自然湖である化女沼をダムにより拡張した治水ダムであるが、完成後オオハクチョウや猛禽類の生息地として重要な湖沼となり2008年（平成20年）ラムサール条約に登録された。このほか絶滅危惧種のトモエガモ集団越冬地として鳥獣保護法の「鳥獣保護特別区域」に指定された愛媛県の黒瀬ダム（加茂川）、ダム完成後に生息する鳥類が増加した静岡県の奥野ダム（伊東大川） など生態系保全に寄与したダムもある。

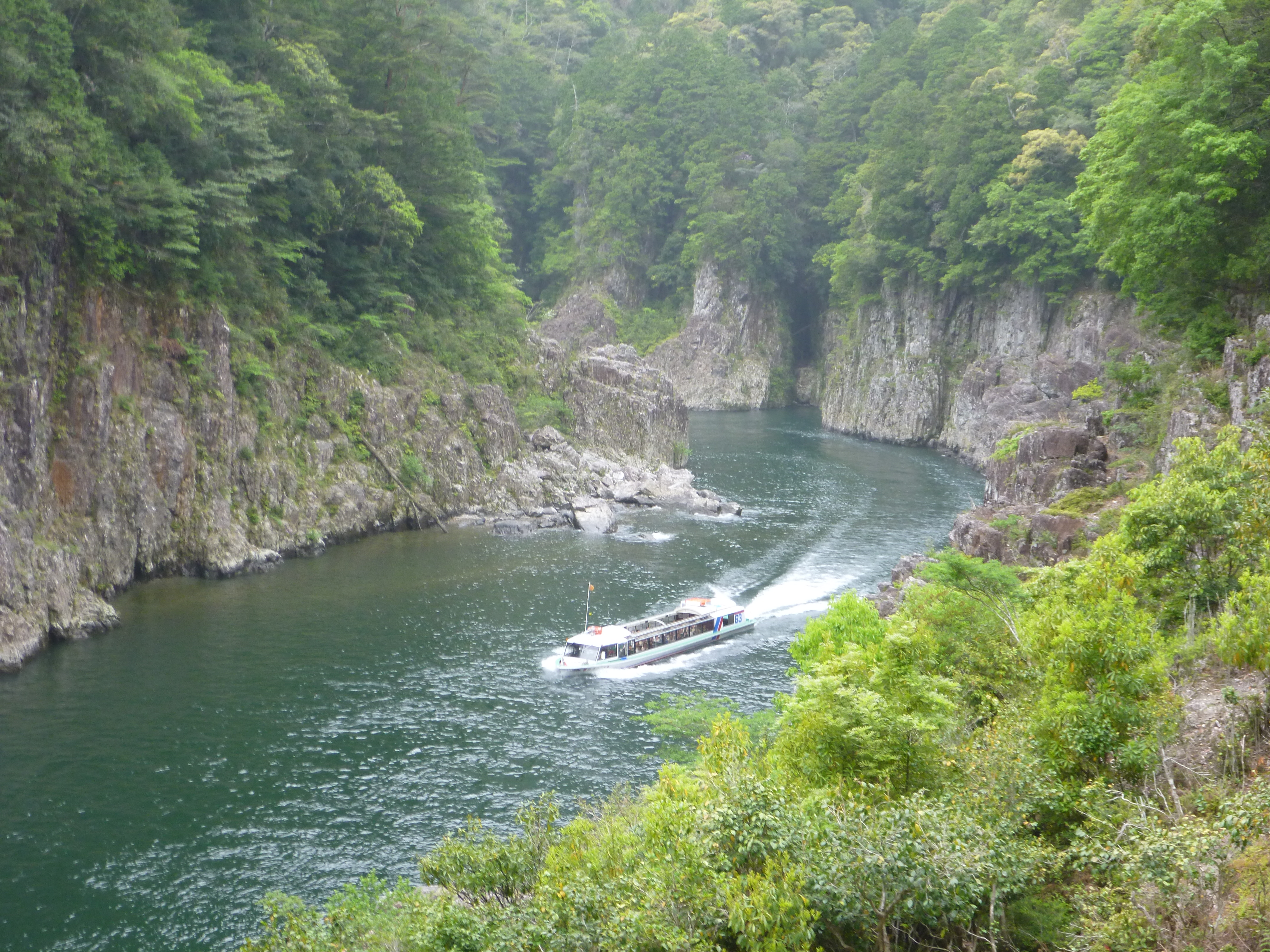
北山川・瀞峡。吉野熊野国立公園の主要観光地で、厚生省がダム建設に反対した。
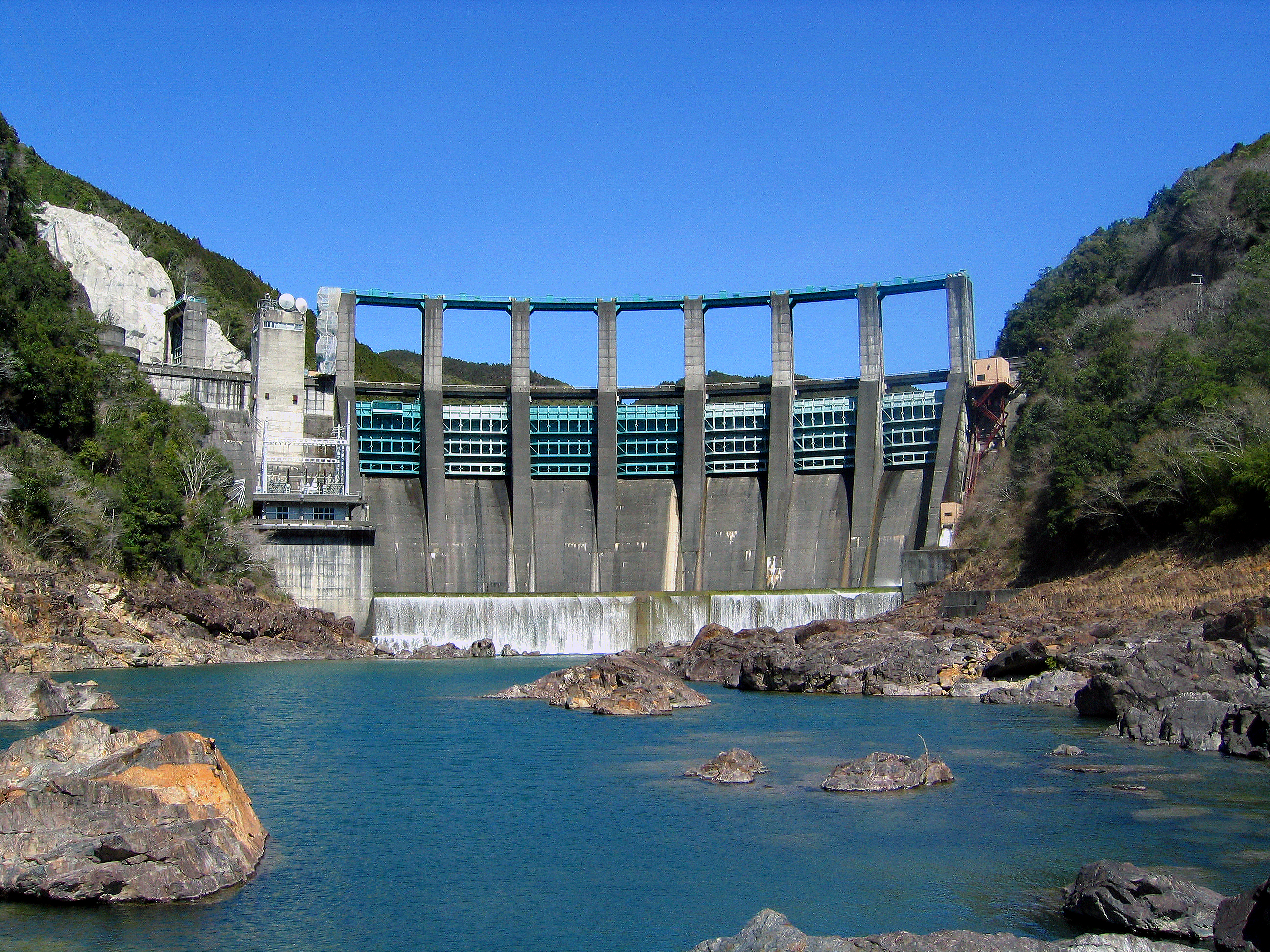
七色ダム（北山川）。瀞峡を保全するため当初計画より10キロメートル下流に建設された。
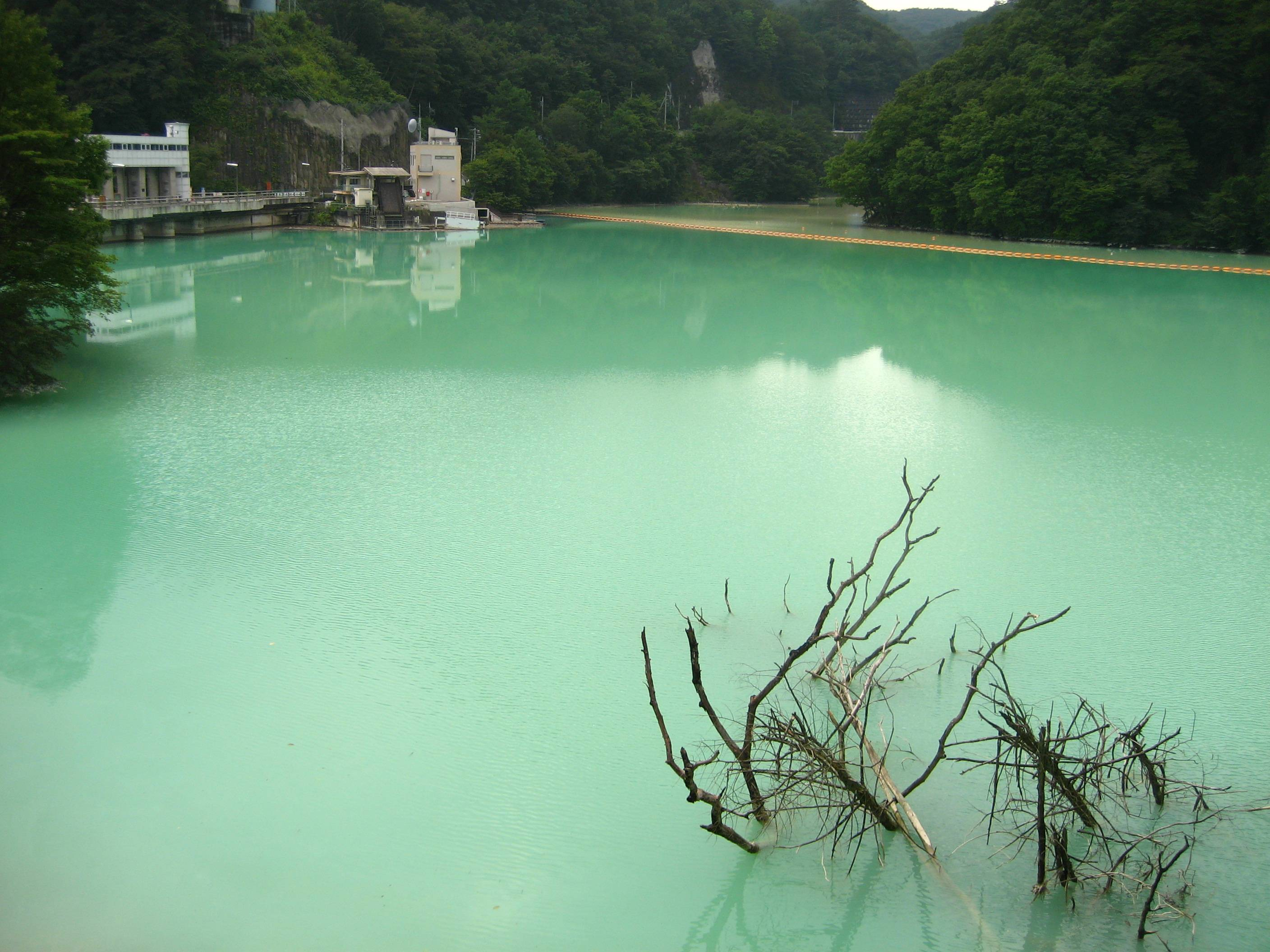
「死の川」と呼ばれた吾妻川を甦らせた品木ダム（湯川）と人造湖である上州湯の湖。
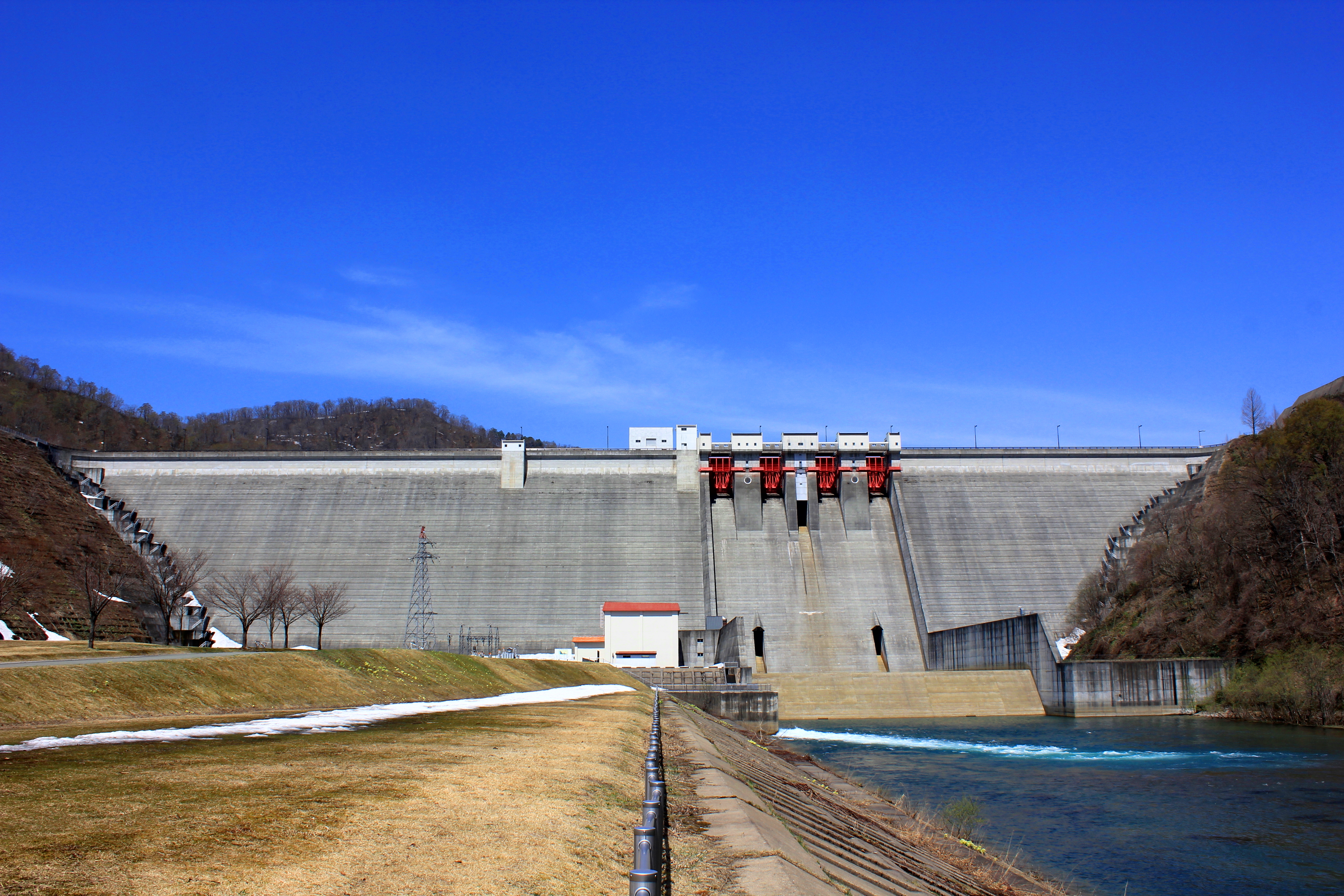
流域を苦しめた「玉川毒水」を解消した玉川ダム（玉川）。人造湖である宝仙湖で中和が行われる。
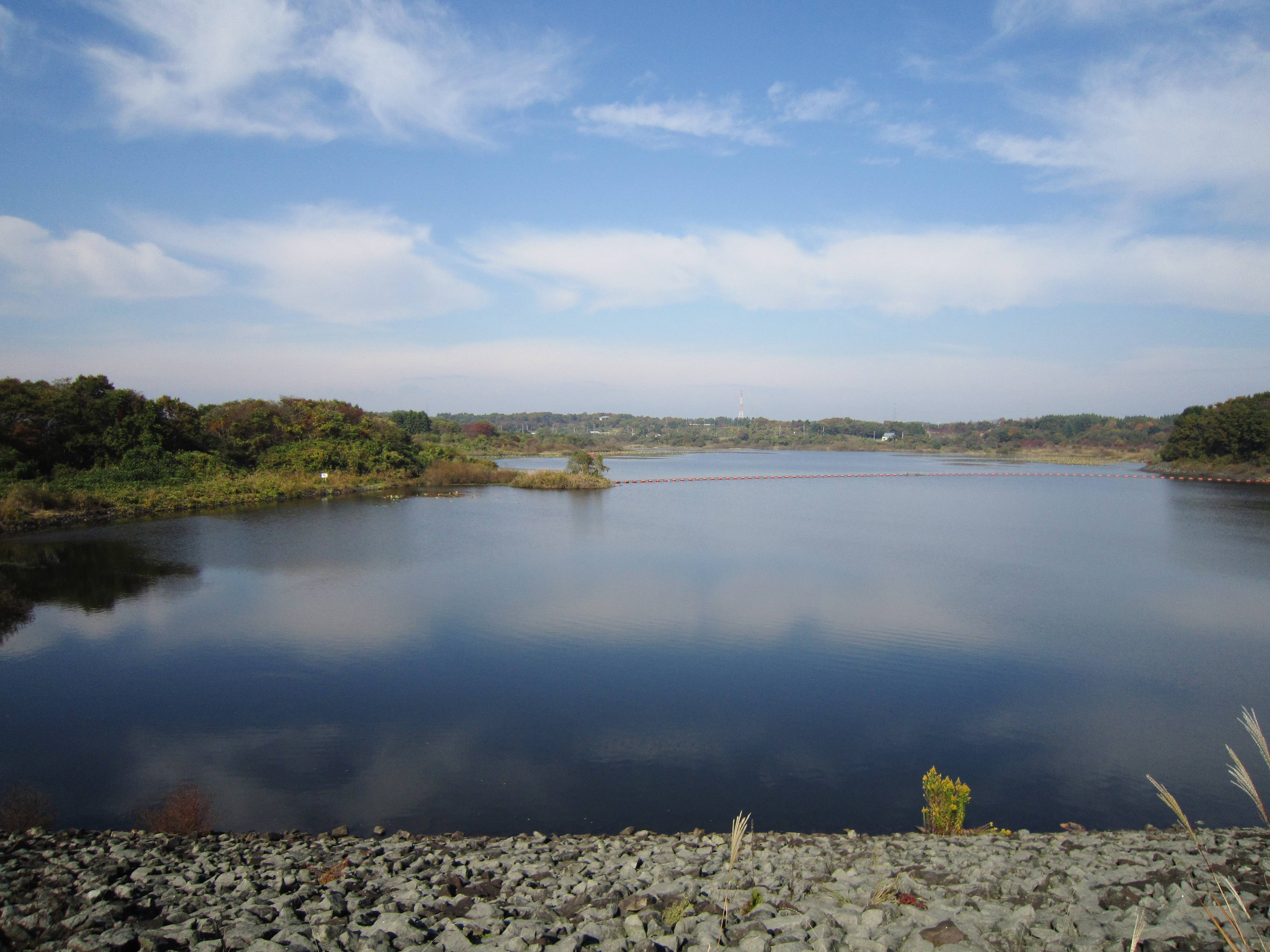
ラムサール条約に登録された化女沼ダム（長者川）の人造湖・化女沼。

### 河川環境と堆砂対策

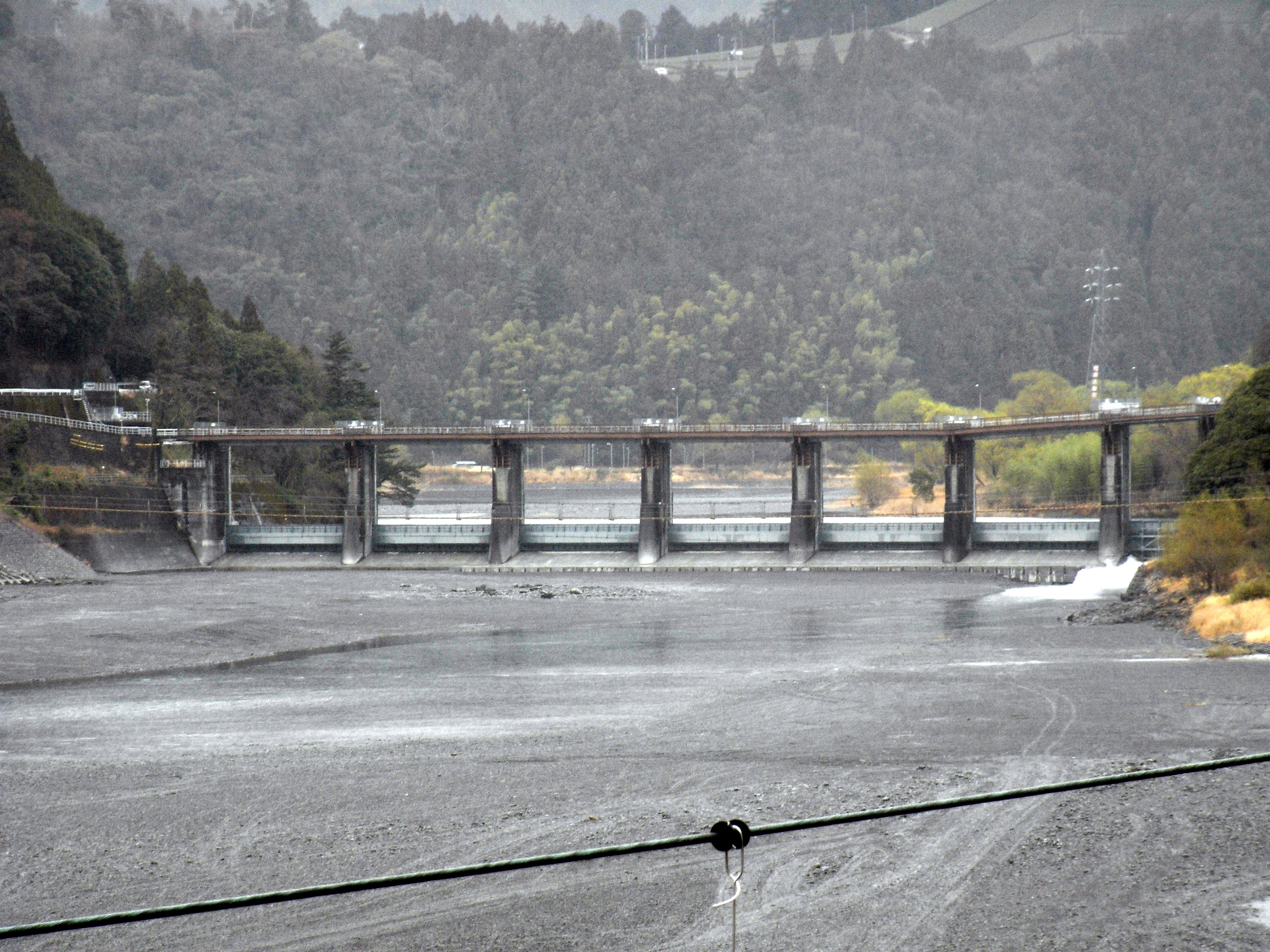
塩郷堰堤（大井川）。流域住民の「大井川水返せ運動」により1989年流水が復活した。

ダム建設による環境問題として、河川環境の悪化も問題とされた。特に水力発電が盛んに行われた河川において顕著で、取水元であるダムから水力発電所まで距離があるダム水路式発電所ではダムに付属する取水口から発電所までトンネルによって河水を迂回させるため、ダムと発電所の間では河川の水量が激減し、場合によっては完全に途絶する。流水が途絶することで河川生態系はほぼ壊滅し河川環境は極度に悪化した。こうした「枯れ川」の問題が特に深刻だったのが、静岡県を流れる大井川であった。
大井川における水力発電の歴史は古く、1902年（明治35年）に日英同盟が締結されたのを機にイギリス資本が大井川の水力発電事業に参入、日英水力発電が1906年（明治39年）に設立されたのを契機とする。以後電力会社は変転するが開発は続けられ、源流部の田代ダムから中流部の塩郷堰堤に至るまで大井川本流は階段状に多数のダムと堰そして水力発電所が建設された。また寸又川などの支流にも多くのダムや水力発電所が建設されて高度な水利用が図られた。しかし発電用に多くの河水を取水したことで本来河川に流れる水が発電所のトンネルを流れ、さらにトンネル末端からは農業用水や上水道のための取水が行われたことから大井川は塩郷堰堤下流から全く流水が途絶した「枯れ川」となった。1975年（昭和50年）静岡県は田代ダムを管理する東京電力に対して河川環境維持のための放流を求めたが、取水量の減少は発電量ひいては利益の減少につながることから東京電力はこれを拒否。また大井川の発電用水利権をほぼ掌握していた中部電力にも同様の措置を求め、1976年（昭和51年）に静岡県と東京・中部両電力間で暫定的な放流措置に関する協定が締結された。だが根本的な改善には程遠く、大井川は枯渇して漁業資源や水環境を著しく損ねた。このため流域住民からの不満が高まり「大井川水返せ運動」が勃発する。環境権と水利権の衝突という側面を持ったこの問題は斉藤滋与史静岡県知事が大井川の流水改善を電力会社や河川行政を監督する建設省に強く求めたことで1989年に動き出す。塩郷堰堤の水利権が期限を迎えたこの年に中部電力は静岡県が提示した水利権使用許可条件である一定量の河川維持放流義務化を受け入れ、1960年（昭和35年）の塩郷堰堤完成以来途絶していた大井川の流水が29年振りに復活した。さらに2005年（平成17年）には田代ダムの水利権更新に伴い静岡県と東京電力などの間で河川維持放流の増量措置について合意し、大井川における流水の改善は一定の改善を見た。しかし往時の平均水深は76センチメートルであった豊富な大井川の水量は完全には回復していない。
ダムが河川環境に及ぼす影響に対処するため、1980年代以降行政側も対策に乗り出した。1988年（昭和63年）建設省は河川局水政課長・開発課長通知として「発電水利権の期間更新時における河川維持流量の確保について」、通称発電ガイドラインを定めた。大井川のように分水または長い減水区間を伴う一定の発電水利を対象として、水利権を利用する際のルールである水利使用規則に何らかの方法で必ず河川維持放流量を確保し、具体的な流量を規定することが水利権を所有する事業者に義務付けられた。このガイドラインは電力行政を監督する通商産業省との合意で定められ、本文には明確化されていないが取水量減少に伴う電力会社への減電補償は行わないことを電力会社に了解させた。大井川水返せ運動以降河川環境保護の風潮はさらに高まり、環境影響評価法が成立した1997年には河川法が改訂された。今次の河川法改訂は河川管理の目的について、第1条で「流水の正常な機能が維持され、及び河川環境の整備と保全がされるようにこれを総合的に管理する」と明記されたことが大きな特徴であり、治水・利水に加え河川環境保護が河川管理の重要な目的であると明確に規定された。1964年（昭和39年）の新河川法成立以来となる河川管理の大きな転換点である。
世論の高まりを受けた河川法改訂と環境影響評価法の成立によりダム事業は今までになく厳しい環境保護の順守を求められた。河川の流水改善については改善傾向が見られ、例えば群馬県と埼玉県にまたがる下久保ダム（神流川）ではダム完成に伴い流水が途絶、荒廃していた神流川の三波石峡を復活させるため2001年（平成13年）に国土交通省と群馬県企業局による下久保ダム水環境改善事業が行われ、32年振りに国の名勝及び天然記念物である三波石峡に流水が復活した。また信濃川では東京電力西大滝ダムと東日本旅客鉄道宮中取水ダム（信濃川発電所）の建設によって西大滝ダムから魚野川合流点までの63.5キロメートルが「枯れ川」となってサケの遡上に重大な影響を与えたことから、信濃川を管理する国土交通省北陸地方整備局と流域市町村、ダム管理者が信濃川の流量改善を目指すため1999年に信濃川中流域水環境改善検討協議会を発足させ、流量改善と共にサケ遡上の復活に取り組んだ。西大滝・宮中両ダムの河川維持放流量を増加させることで水環境の改善を図ることが柱であり、放流量増加に伴い徐々にサケが戻ってきた。ところが取り組みの最中2008年（平成20年）協議会に参加している東日本旅客鉄道が宮中取水ダムから水利使用規則を超過する不正な取水を行ったことが発覚、国土交通省は河川法違反として東日本旅客鉄道の発電用水利権を取り消した。水利権は2010年（平成22年）暫定的に許可されたがこの間水量が増加した信濃川ではサケの遡上が水利権取り消し前よりもさらに増加し、長野県上田市まで遡上が確認された。このため国土交通省は東日本旅客鉄道に対して毎秒40-100立方メートルの放流を5年間行うよう命じ、環境への影響を調査している。
一方、ダム湖の堆砂については今まで有効な対策を打てずにいた。堆砂は治水目的を有するダムの場合貯水容量の減少に伴う治水への影響、ダム湖上流の河床上昇による水害の危険性増幅、流砂連続性の途絶による砂丘縮小や濁水長期化現象による河川生態系の影響など多種にわたる問題をもたらす。特に治水に対する影響は1961年の昭和36年梅雨前線豪雨（三六災害）における泰阜ダム（天竜川）と長野県飯田市の水害との関係性が指摘され、ダムを管理する中部電力が被害集落の地上げ工事を実施するなど対策を行った。堆砂量を計測している日本の911か所のダムにおける平均堆砂率は7パーセントであるが、崩壊が激しく重荒廃地域に指定されている中央構造線付近の赤石山脈・木曽山脈・飛騨山脈を流れる河川に建設されたダムで堆砂が進行している。貯水池の浚渫以外特別な対策がなかった堆砂対策だったが、1990年代に入り連携排砂と排砂バイパスという手法が登場した。連携排砂は富山県を流れる黒部川に建設された関西電力の出し平ダムと国土交通省の宇奈月ダムで2001年（平成13年）より実施しており、洪水時に排砂門から堆砂を連携して排出することで堆砂防止と流砂連続性を確保して海岸線の後退を防止するものである。出し平ダムは1991年（平成3年）12月より単独で排砂を実施しているが、排砂により富山湾の環境が損なわれたとして漁業関係者の一部が2002年（平成14年）12月関西電力を相手取り黒部川ダム排砂被害訴訟を起こした。訴訟は2011年（平成23年）に和解が成立したが連携排砂と環境保護の両立に重い課題を残した。一方排砂バイパスはダム湖上流端に貯砂堰堤を建設し、貯砂堰堤からダム湖を迂回してダム本体直下流に通じるバイパストンネルを建設して洪水時にトンネルから洪水を排水してダム湖の堆砂を防ぐ施設である。1999年に関西電力が奥吉野揚水発電所の下部調整池である旭ダム（旭川）において建設したのが日本初であり、以後美和ダム（三峰川）、小渋ダム（小渋川）、松川ダム（松川）といった天竜川水系の多目的ダムで施工され、佐久間ダム（天竜川）でも計画されている。

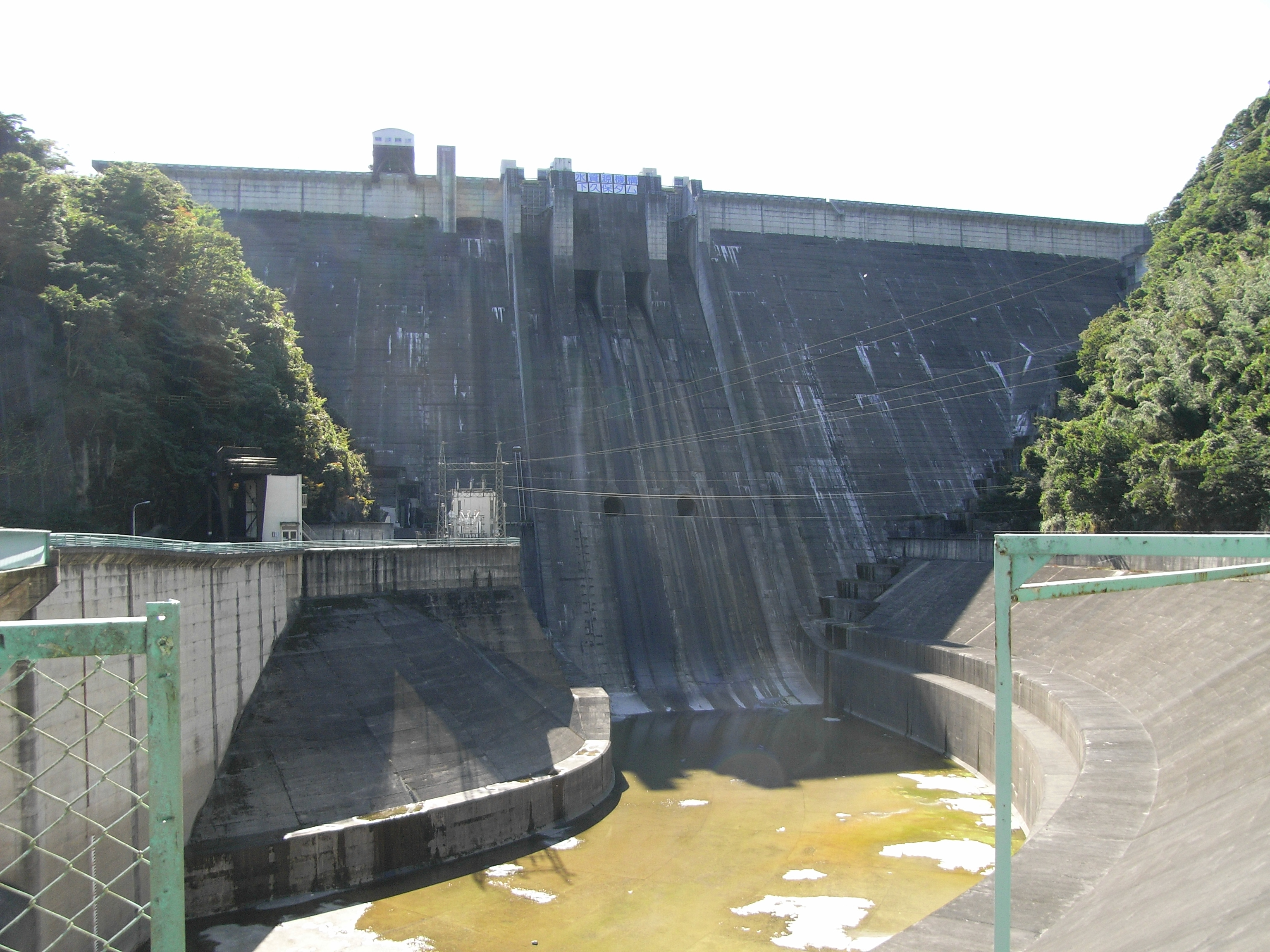
下久保ダム（神流川）。ダム直下に放流設備を増設して河川維持放流を行う。
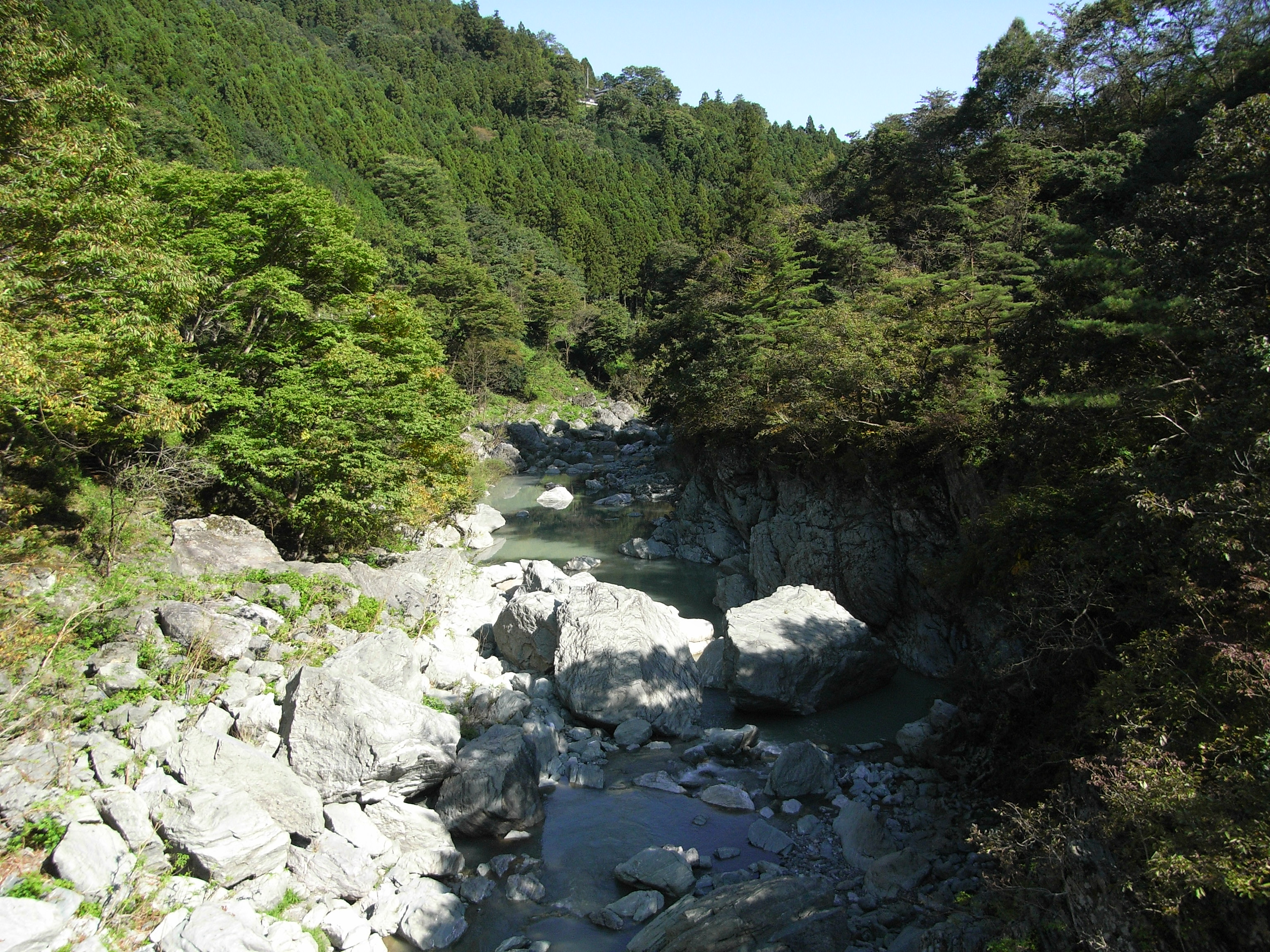
流水が復活した三波石峡。河原にある三波石で名高く、国の名勝及び天然記念物に指定されている[331]。
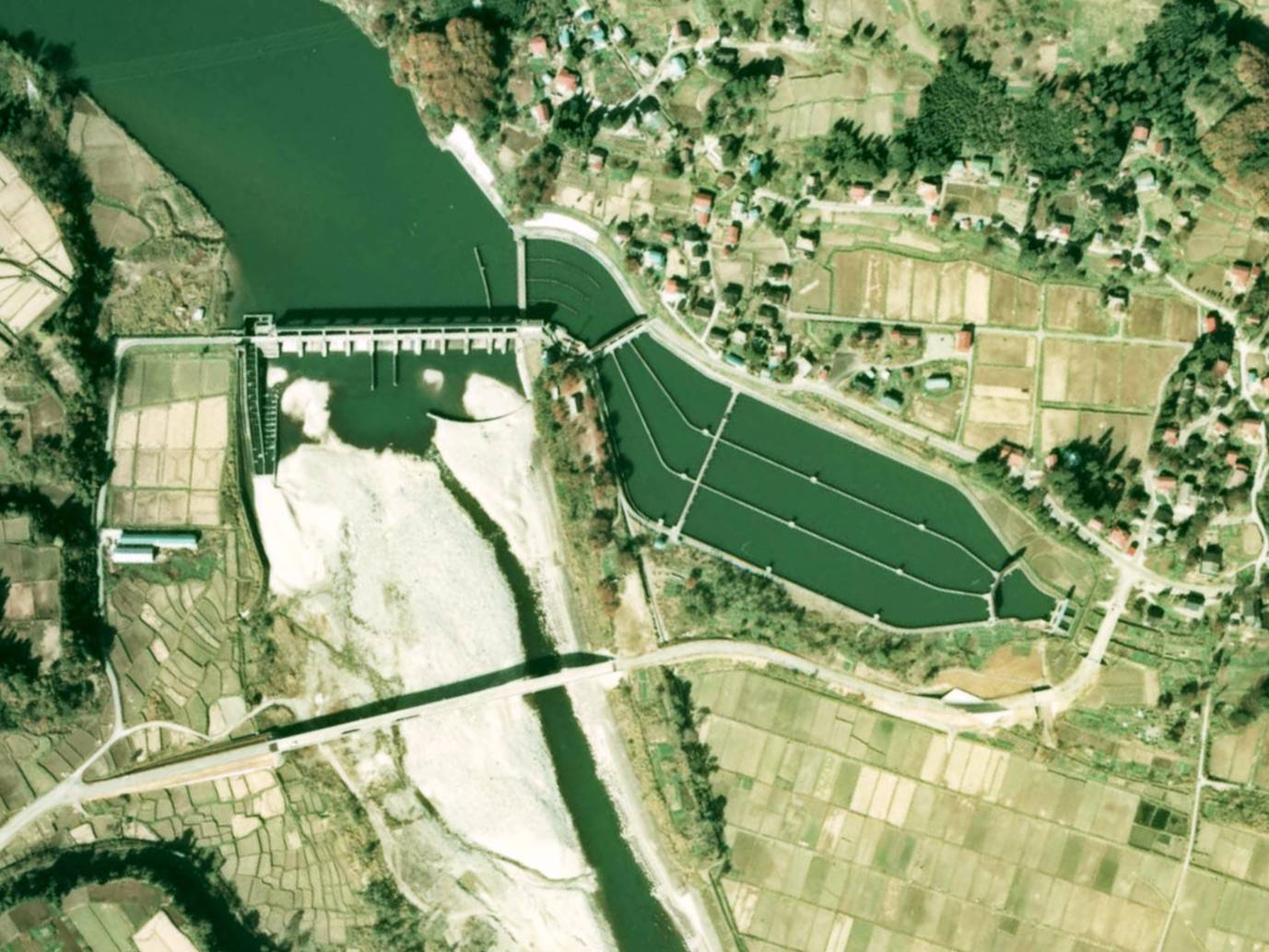
1976年の宮中取水ダム（信濃川）空撮[16]。右側は信濃川発電所の取水口。信濃川の流量は少ない。
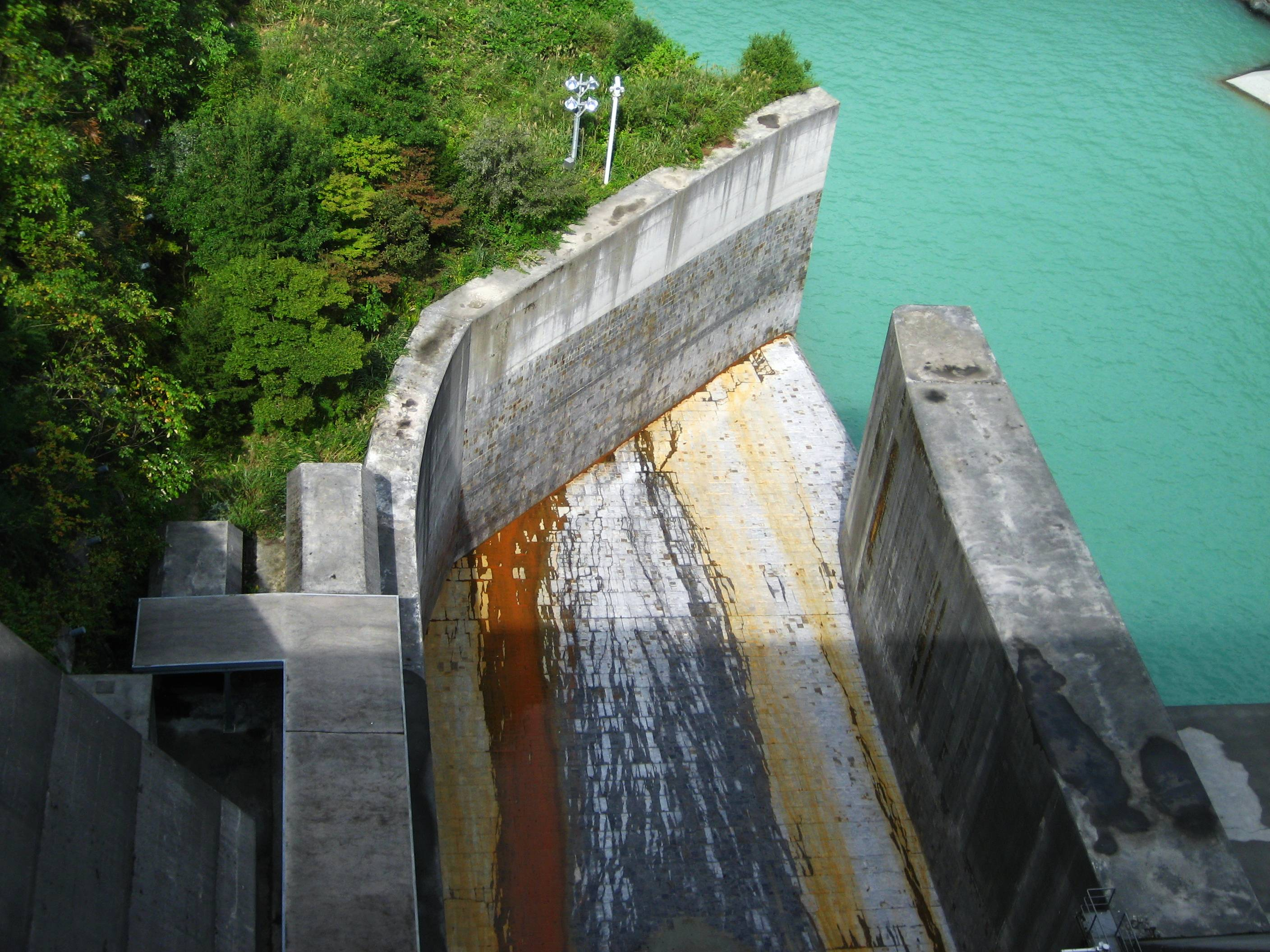
宇奈月ダム（黒部川）の排砂門。洪水時に上流の出し平ダムと連携排砂を行う。
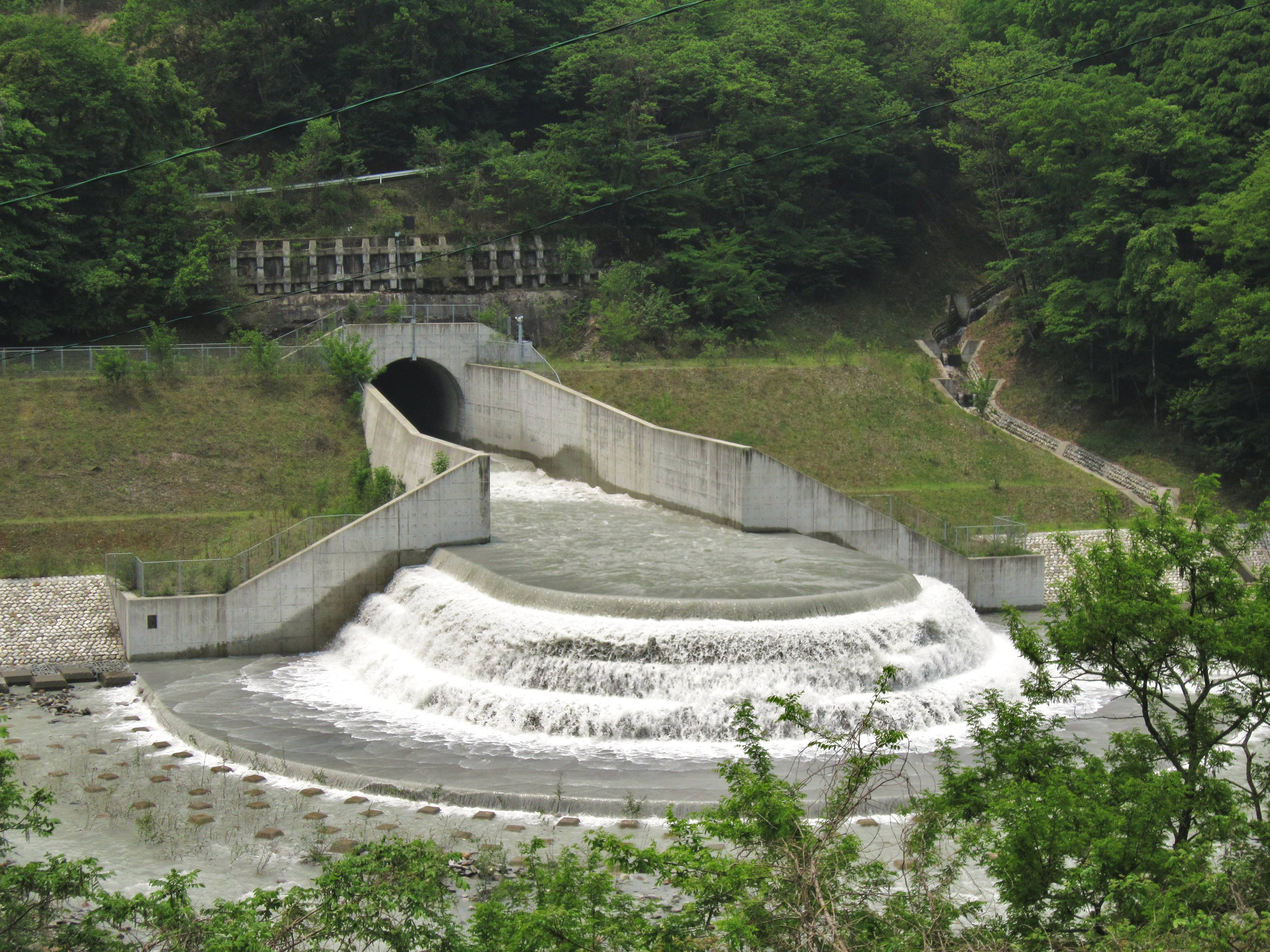
美和ダム（三峰川）の排砂バイパストンネル出口。ダム湖上流の三峰堰入口からダム直下に放流し排砂する。

### ダム事業への逆風

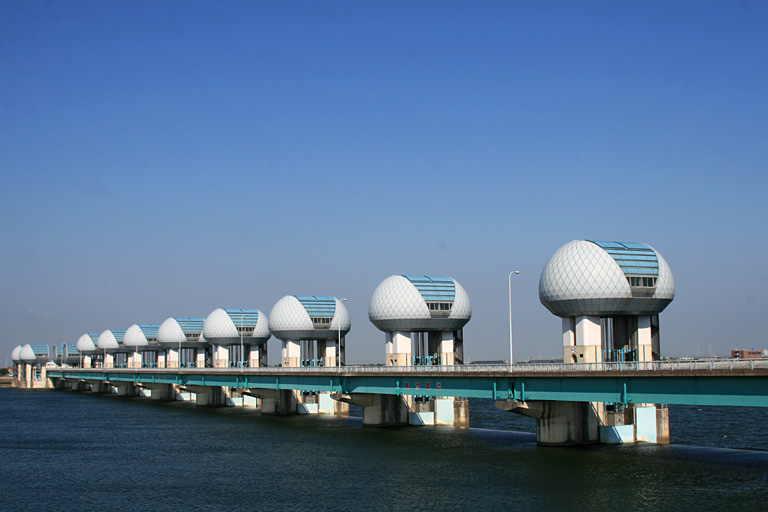
長良川河口堰（長良川）。建設を巡り朝日新聞を始め市民団体などが反対運動を全国展開した

1990年代以降のダム反対運動は移転住民中心の運動もあったが、市民運動が中心となる反対運動が目立つようになった。背景には先述した自然保護の問題に加え、ゼネコン汚職などにみられる政治不信、公共事業に対する納税者視点からの批判があった。
次第にダム事業への批判が強まっていった1995年（平成7年）、日本弁護士連合会の招きにより来日したアメリカ合衆国内務省開拓局元長官、ダニエル・P・ビアードは講演の中でアメリカにおけるダム事業について以下のように述べた。
このビアード発言、特に「アメリカではダム建設の時代は終わった」という発言は日本のダム事業推進派・反対派に大きな衝撃を与えた。さらにワシントン州に1913年（大正2年）建設された発電専用の民間企業所有ダム・エルワーダムの撤去が決定したという情報も日本のダム反対派に勇気を与えた。反対派は折からの公共事業に対する国民の不信感もあって発言力を増していった。1993年（平成5年）には日本全国のダム事業の問題点を追及し、反対運動を支援するための組織である水源開発問題全国連絡会（水源連）が結成され、「治水・利水の両方とも役に立たないダム事業は無用であり、撤去して自然の河川に戻すべき」と精力的に各地のダム反対運動に介入した。
市民運動主導のダム反対運動において、特に世論への影響を与えたのが長良川河口堰（長良川）の反対運動である。長良川は地形的にダムが建設不可能な河川であり、輪中地帯を中心に古くから水害が頻発していた。加えて高度経済成長期の中京工業地帯の水需要拡大により治水・利水の両面から長良川河口堰が1968年（昭和43年）より計画された。当初から漁業権補償を巡る反対運動が強く、補償交渉の妥結に長期間を費やした。1988年（昭和63年）にようやく岐阜県・三重県下22漁業協同組合より建設の同意がなされ、補償交渉もほぼ終わりかけたころに再度反対運動が勃発する。アウトドアライターである天野礼子は建設省のマスコミに対する対応の悪さを衝き、長良川河口堰の問題点を追及した。これに応じたのが朝日新聞であり、建設省との間で公開論争を行うなど動いた。こうした市民運動主体のダム反対運動は長良川河口堰のほか群馬県の八ッ場ダム（吾妻川）や熊本県の川辺川ダム（川辺川）など事業が長期化したダム事業などで積極的に繰り広げられ、1988年から計画された吉野川第十堰（吉野川）の可動堰化については市民運動の結果、2000年（平成12年）に徳島市の堰建設の可否を問うた住民投票で反対票が多数を占め、2002年（平成14年）には反対派の大田正徳島県知事が就任したことで可動堰計画は白紙。2010年（平成22年）正式に中止された。
反対運動の高まりは、財政難に喘ぐ政府や地方自治体を次第に動かして行った。1998年（平成10年）第2次橋本内閣はダム事業評価制度を開始、この中で長期間事業進捗が滞っているダム事業を検証した。特に1972年（昭和47年）の計画発表以来地元である徳島県那賀郡木頭村が官民一体となって反対した細川内ダム（那賀川）は、建設大臣だった亀井静香の決断により同年に事業が休止され、2000年に正式に事業中止となった。同年北海道は時代の変化を踏まえた公共事業再評価である「時のアセスメント」を実施。この中で松倉ダム（松倉川）、白老ダム（白老川）、トマムダム（八戸沢川）の3ダム事業を中止した。こうした国や地方自治体の動きは2000年代に入るとさらに加速して行く。またダム事業の可否について法廷闘争に持ち込まれた二風谷ダム（沙流川）では1997年の札幌地方裁判所における裁判でダム事業差し止めについては却下されたものの土地収用裁決は違法とされ、判決の中でアイヌ民族の先住性が認められた（事情判決）。この判決を機に差別的法律であった北海道旧土人保護法が廃止されてアイヌ文化振興法が制定されるなどアイヌ民族の悲願が達成された。
こうしたダム反対派の動きは公共事業のあり方について環境保護や税負担など多角的な視点から警鐘を鳴らしたものであり、公共事業の進め方について政治を動かす契機となった。しかし急進的な反対運動に対する批判もある。アメリカには日本の全ダム総貯水容量の約2倍に当たる総貯水容量・約367億立方メートルを有するフーバーダム（コロラド川）を筆頭に7万5000箇所に及ぶダムが建設され、治水・水資源開発の緊急性が乏しい上に国土面積や河川勾配の違いから日本とは単純に比較できないという意見や、「ダム撤去は環境・安全・経済性の三点で不要なものを対象とし、全米7万5000のダム全てに適用するとは考えていない」というアメリカのダム反対派の主張を黙殺しているという意見などである。吉野川第十堰については徳島市以外の流域自治体が全て賛成し、30万人以上の建設促進署名が集まっているにもかかわらず徳島市の住民投票のみで物事を進めたという指摘もある。そして当の移転住民からも痛烈な批判を受けた。一例を挙げると岐阜県揖斐郡徳山村全村が水没した徳山ダム（揖斐川）では補償交渉に関与した複数の住民から「地元が反対しているときには何の支援もせず、工事が始まった今頃になって反対を主張する」市民団体に対して「自然環境だけを盾に反対運動をする部外者は許せない」、「あの手の反対論者ほど早期完成を願う地元民の神経を逆なでする者はない」と手厳しく非難している。また中止したダム事業である新潟県の清津川ダム（清津川）は水源連が積極的に反対運動に関わったダムの一つであるが、中止決定後地域振興が進まない状態に対する国への憤りと共にこうした市民団体が一切協力してくれないことに対して地元住民が怒りの声を上げている。

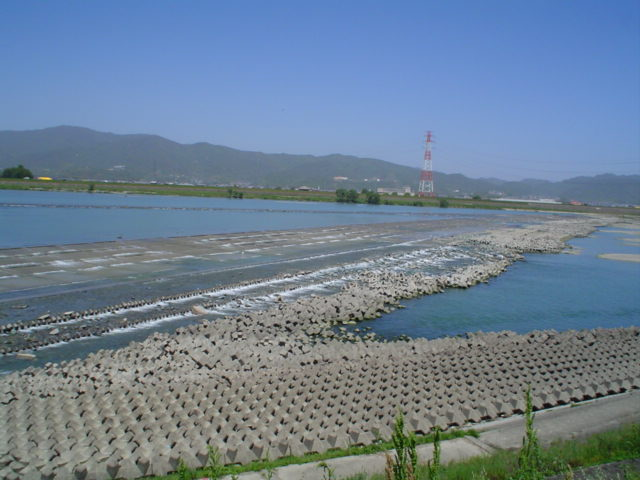
吉野川第十堰（吉野川）。建設省の可動堰計画を巡り地元は賛成、下流徳島市は反対を表明し住民投票で建設が否定された。
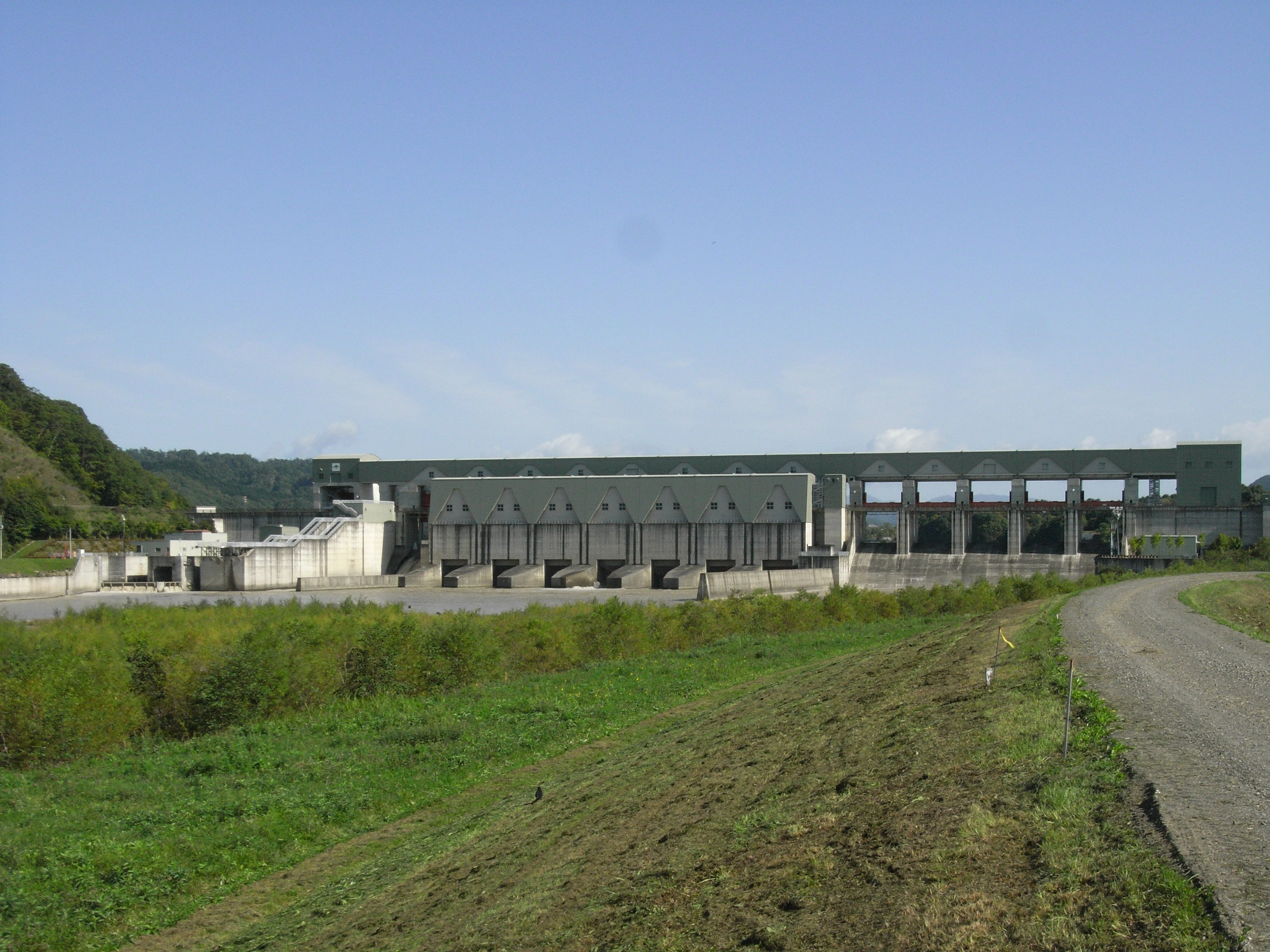
アイヌ民族の先住性が認められる契機となった二風谷ダム（沙流川）。
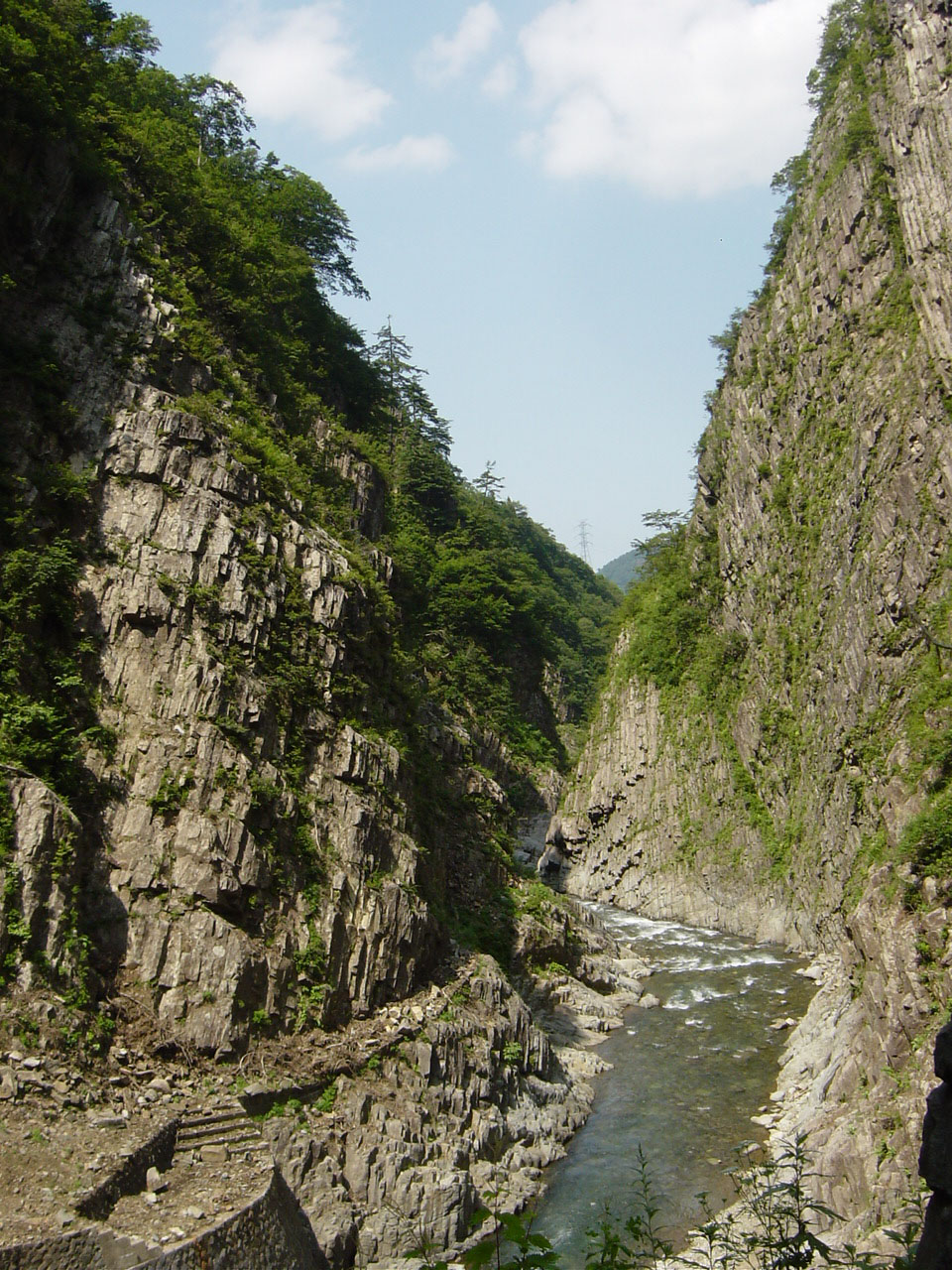
清津川ダム（清津川）が建設される予定だった清津峡。地域振興が進まないことに住民が不満を示している。
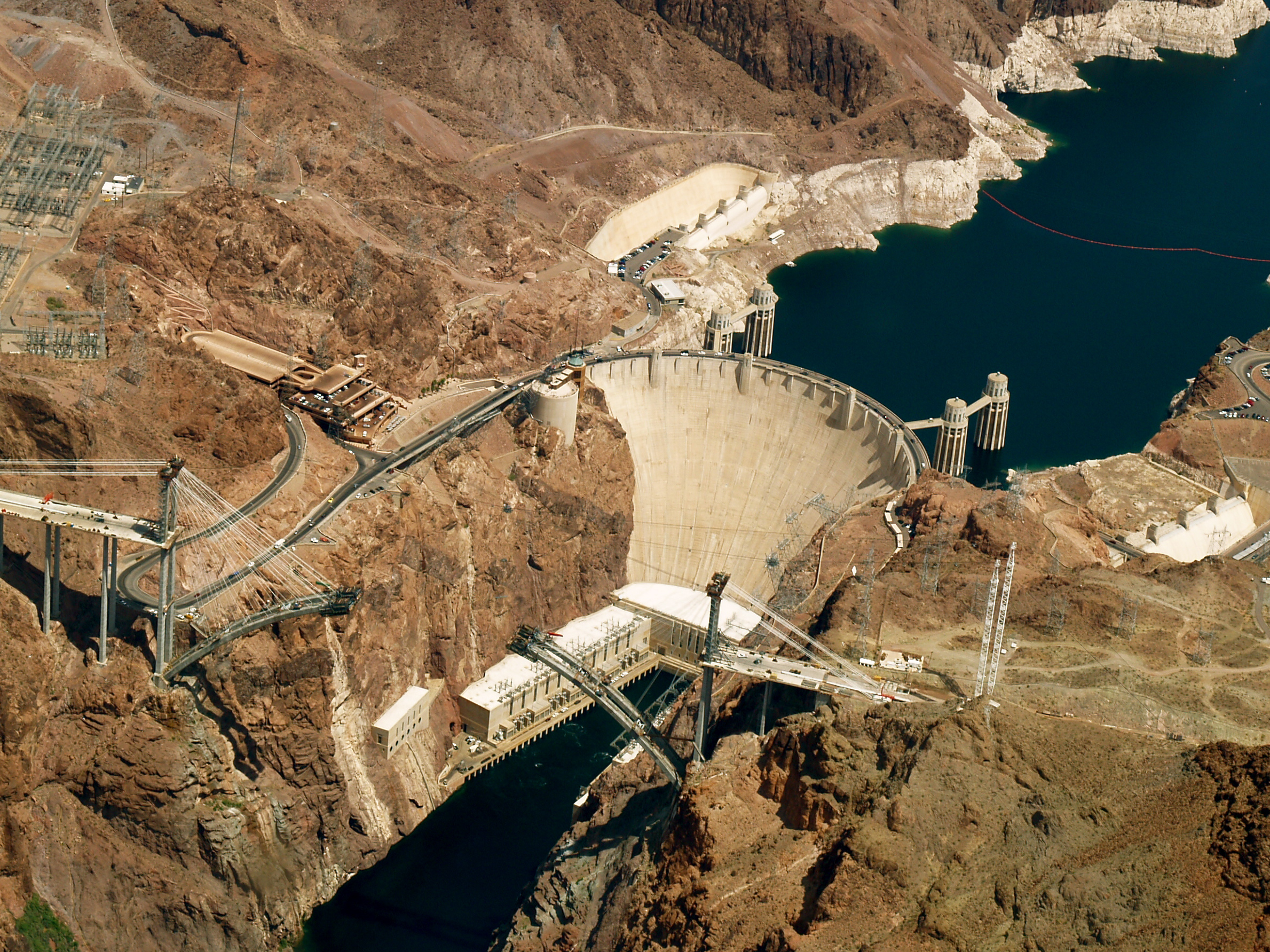
日本全ダムの総貯水容量の約2倍を有するフーバーダム（コロラド川）。1935年（昭和10年）完成。

## 平成中後期（2000年-2019年）
1990年以降ダムを取り巻く環境は激変したが、2000年代にはさらなる変化が生まれた。2001年（平成13年）中央省庁再編が行われ、建設省は運輸省・北海道開発庁・国土庁と合併し国土交通省として改組・発足した。また、特殊法人の在り方に対する国民の批判が高まり、第1次小泉内閣は特殊法人を独立行政法人として改組させ、予算確保を自律的に行わせ補助金を削減することで支出抑制を図る特殊法人改革を行った。この対象となったのが水資源開発公団であり、2003年（平成15年）に独立行政法人水資源機構として発足することとなった。さらに、電源開発もその使命を果たしたとして2003年政府は民営化を発表。翌2004年（平成16年）には保有株式を売却。民営化後東京証券取引所第一部に上場し民間企業となった。ダム事業は引き続き厳しい環境に晒されたが、一方でダム事業を肯定的に見直す動きも出た。

### 脱ダム宣言と事業再検証
| 水系   | 河川       | ダム           | 高さ （m） | 総貯水容量 （千m3） | 事業者     | 出典    |
| ------ | ---------- | -------------- | ---------- | ------------------- | ---------- | ------- |
| 利根川 | 赤谷川     | 川古ダム       | 160.0      | 75,000              | 国土交通省 | [ 348 ] |
| 利根川 | 片品川     | 戸倉ダム       | 158.0      | 92,000              | 水資源機構 | [ 349 ] |
| 利根川 | 泙川       | 平川ダム       | 146.0      | 50,000              | 水資源機構 | [ 350 ] |
| 利根川 | 栗原川     | 栗原川ダム     | 159.0      | 50,000              | 水資源機構 | [ 351 ] |
| 荒川   | 大洞川     | 新大洞ダム     | 155.0      | 33,000              | 国土交通省 | [ 352 ] |
| 荒川   | 小森川     | 小森川ダム     | 105.2      | 20,640              | 埼玉県     | [ 353 ] |
| 信濃川 | 信濃川     | 千曲川上流ダム | 80.0       | 80,000              | 国土交通省 | [ 354 ] |
| 信濃川 | 清津川     | 清津川ダム     | 150.0      | 170,000             | 国土交通省 | [ 355 ] |
| 片貝川 | 片貝川     | 片貝川ダム     | 146.0      | 23,100              | 富山県     | [ 356 ] |
| 天竜川 | 三峰川     | 戸草ダム       | 140.0      | 61,000              | 国土交通省 | [ 357 ] |
| 矢作川 | 上村川     | 上矢作ダム     | 150.0      | 54,000              | 国土交通省 | [ 358 ] |
| 淀川   | 高時川     | 丹生ダム       | 145.0      | 150,000             | 水資源機構 | [ 359 ] |
| 紀の川 | 紀伊丹生川 | 紀伊丹生川ダム | 145.0      | 60,500              | 国土交通省 | [ 360 ] |
| 那賀川 | 那賀川     | 細川内ダム     | 102.0      | 60,400              | 建設省     | [ 361 ] |
| 筑後川 | 玖珠川     | 猪牟田ダム     | 120.0      | 38,500              | 国土交通省 | [ 362 ] |
| 大野川 | 平井川     | 矢田ダム       | 56.0       | 57,000              | 国土交通省 | [ 363 ] |

ダム事業を見直す政府や地方自治体の動きは、2000年代に入ってさらに加速する。その代表的な動きが長野県知事に就任した田中康夫が2001年（平成13年）2月20日に発表した「脱ダム」宣言である。要約すれば「数百億のカネを費やして建設されるコンクリートダムは看過し得ぬ負荷を地球環境に与えてしまう。河川改修費用がたとえダム建設より高額になろうとも、100年、200年先の我々子孫に残す資産として河川・湖沼の価値を重視したい。長野県では出来うる限りコンクリートのダムは建設しない」という発言である。そしてこの宣言に基づき浅川ダム（浅川）をはじめ下諏訪ダム（砥川）など建設・計画中の県営ダムを中止した。滋賀県では嘉田由紀子滋賀県知事が長野県と同様に計画中の県営ダム事業を凍結する姿勢を示し、芹谷ダム（水谷川）を中止し北川第一ダム（麻生川）・北川第二ダム（北川）を凍結した。さらに熊本県では潮谷義子熊本県知事が荒瀬ダム（球磨川）について、水利権失効後に撤去するという日本でも例のないダム撤去を2002年（平成14年）に表明。潮谷知事の後を継いだ蒲島郁夫熊本県知事は一旦撤去を白紙に戻したが、球磨川漁業協同組合の同意が得られず最終的に2010年（平成22年）にダム撤去を開始した。また首都圏の水瓶として利根川支流の片品川に建設が進められていた戸倉ダムについては、利水受益者である石原慎太郎東京都知事・堂本暁子千葉県知事・上田清司埼玉県知事が相次いで事業からの離脱を表明。事業が成り立たなくなったことで本体工事に着手したにも拘らず事業者の水資源機構が2003年（平成15年）ダム事業を中止するという異例の事態になった。関西国際空港関連事業の一環でもある紀の川大堰（紀の川）は、当初大阪府が上水道の水利権を持っていたが2009年（平成21年）に橋下徹大阪府知事が水利権を返上し、水道供給目的が喪失した。
国土交通省もダム事業見直しの動きを見せて行った。第1次小泉内閣は2001年に経済財政諮問会議の答申を受ける形で「骨太の方針」を打ち出した。このうち2002年に策定された「経済財政運営と構造改革に関する基本方針2002」第4部の「歳出の主要分野における構造改革」という項目で時代の要請に合わなくなった既存プロジェクトを見直すと明記。10年以上進捗が滞っているダム事業も対象となり多くの国土交通省直轄ダム計画が中止・休止された。2005年（平成17年）には国土交通省近畿地方整備局の諮問機関である淀川水系流域委員会が淀川水系で計画されている5つのダム事業、丹生ダム（高時川）・大戸川ダム（大戸川）・天ヶ瀬ダム再開発（淀川）・川上ダム（前深瀬川）・余野川ダム（余野川）について事業を凍結し代替案による検討を行った上で事業継続の可否を決定すべきという勧告を答申した。答申後天ヶ瀬ダム再開発・川上ダム・大戸川ダムは事業継続となったが丹生ダム・余野川ダムは事業中止となった。ダム事業は国・地方自治体問わず事業が見直され、1996年（平成8年）から2010年（平成22年）までの間に115のダム事業が中止されている。
そして2009年に行われた第45回衆議院議員総選挙で政権交代を実現した民主党の鳩山由紀夫内閣は、選挙時に公表したマニフェストで八ッ場ダム（吾妻川）と川辺川ダム（川辺川）の中止を明記。政権発足後前原誠司国土交通大臣は「新たな基準に沿った検証の対象とするダム事業を選定する考え方について」という大臣談話を発表、出来るだけダムに頼らない治水事業を推進するため直轄事業・国庫補助事業を問わず日本全国89の河川総合開発事業（90ダム）についてダム事業再検証を行った。ダム事業再検証により熊本県の七滝ダム（御船川）が中止となったのを始め、品木ダム再開発事業（湯川）などを柱とした吾妻川上流総合開発事業や新大洞ダム（大洞川）などを柱とする荒川上流ダム再編事業、戸草ダム（三峰川）といった国土交通省直轄ダムや、田中知事時代に中止が決定され後に復活した黒沢（黒沢川）・駒沢（駒沢川）の両ダム、嘉田知事が凍結を決定した北川第一・第二ダム事業など県営ダム事業の幾つかが中止された。その一方で野田内閣時代に事業継続が決定した八ッ場ダムなどは再検証の結果事業継続が決定している。なお川辺川ダムは事業検証の対象外として中止を前提にした地域振興計画が進められている。こうした再検証の動きに対し、ダム事業を全否定する水源開発問題全国連絡会（水源連）は「出来レース」と批判する 一方で、ダムの早期完成を希望する地元住民や下流受益自治体の間からは「地元無視」という批判が起こっている。

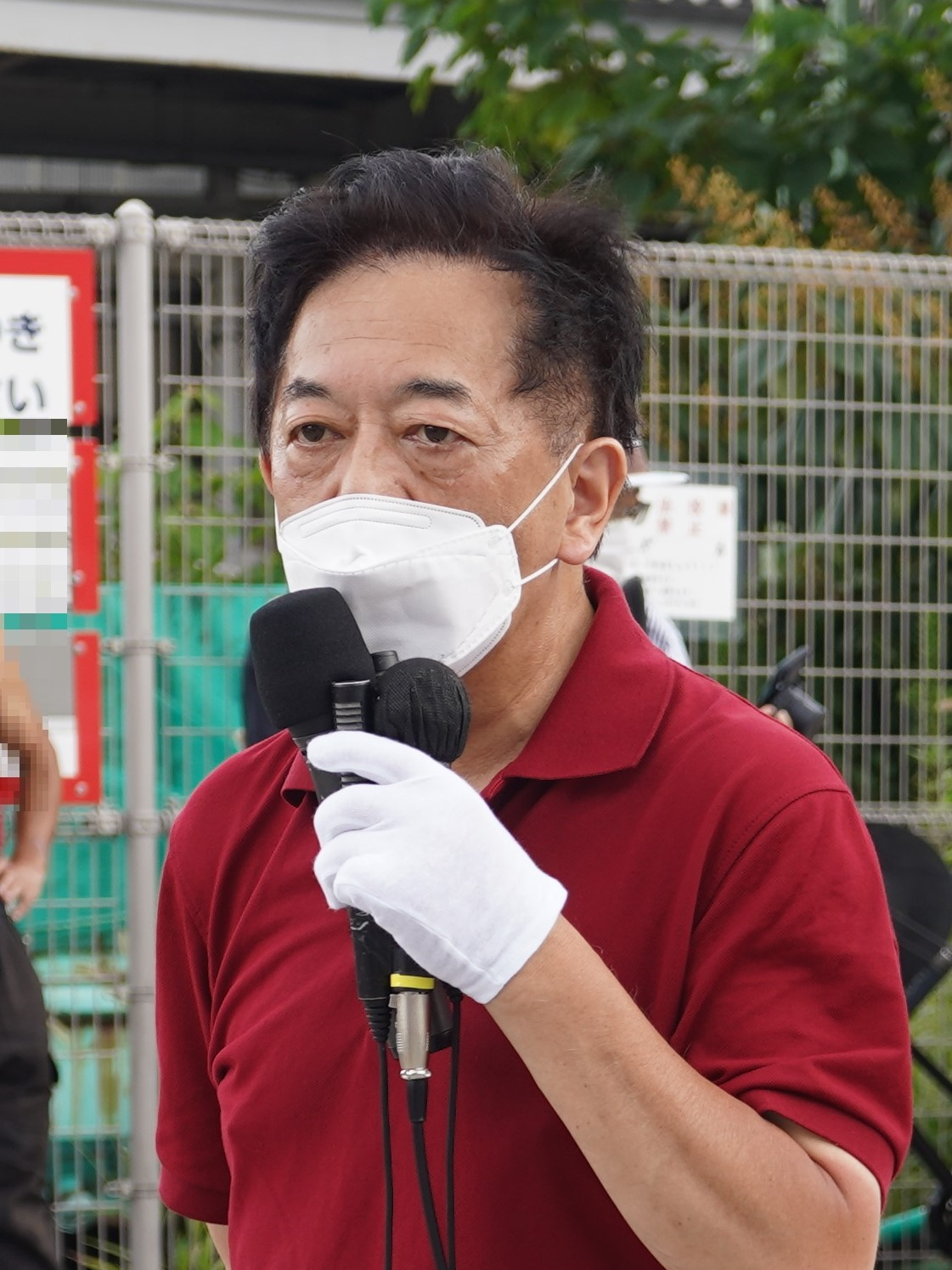
長野県知事時代に「脱ダム」宣言を打ち出した田中康夫。
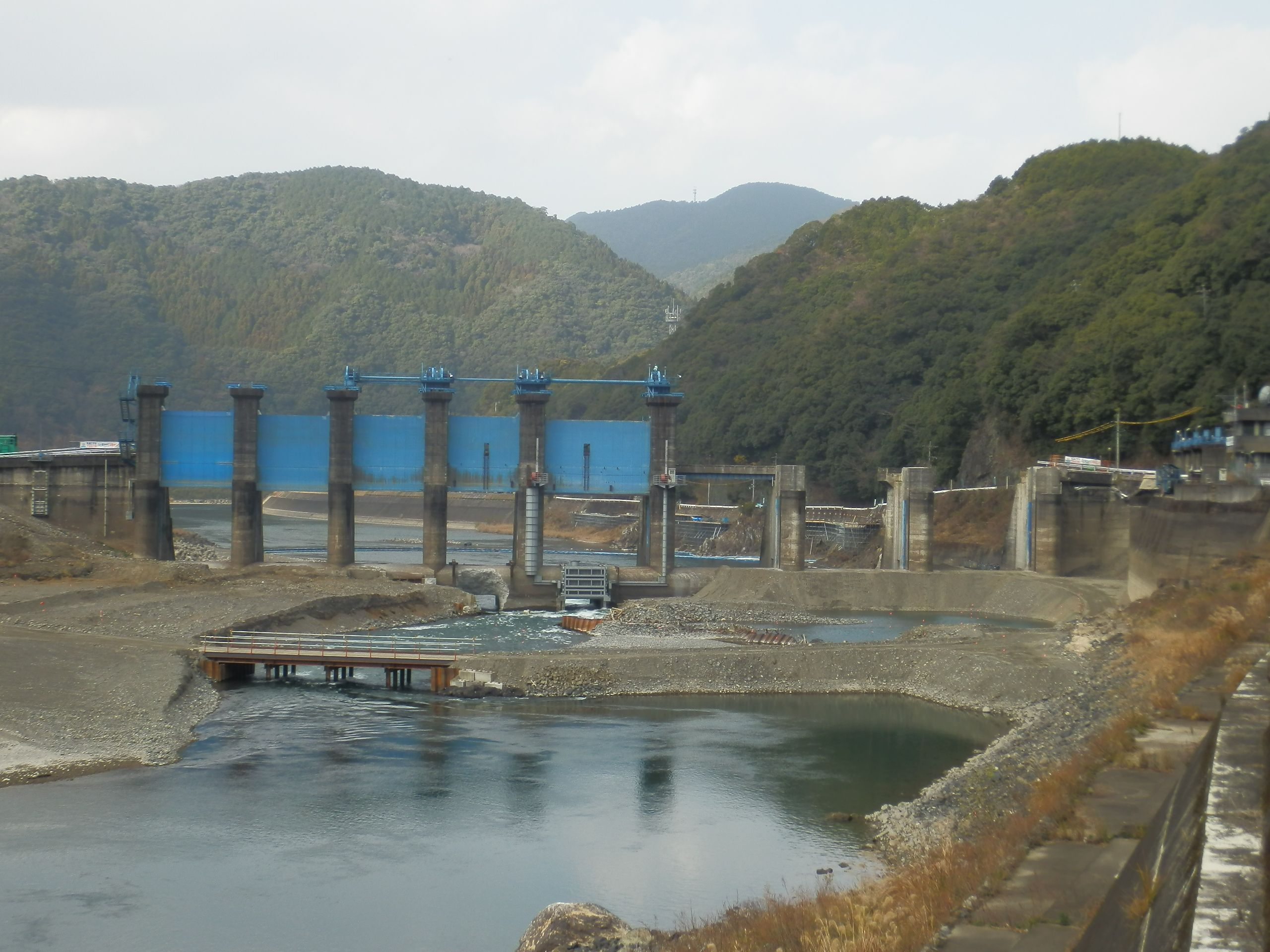
日本初のダム撤去が行われている荒瀬ダム（球磨川。2014年撮影）。
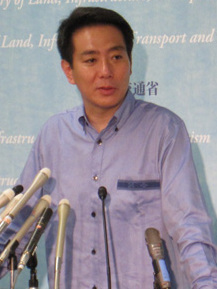
ダム事業再検証を推進した鳩山由紀夫内閣の国土交通大臣・前原誠司。
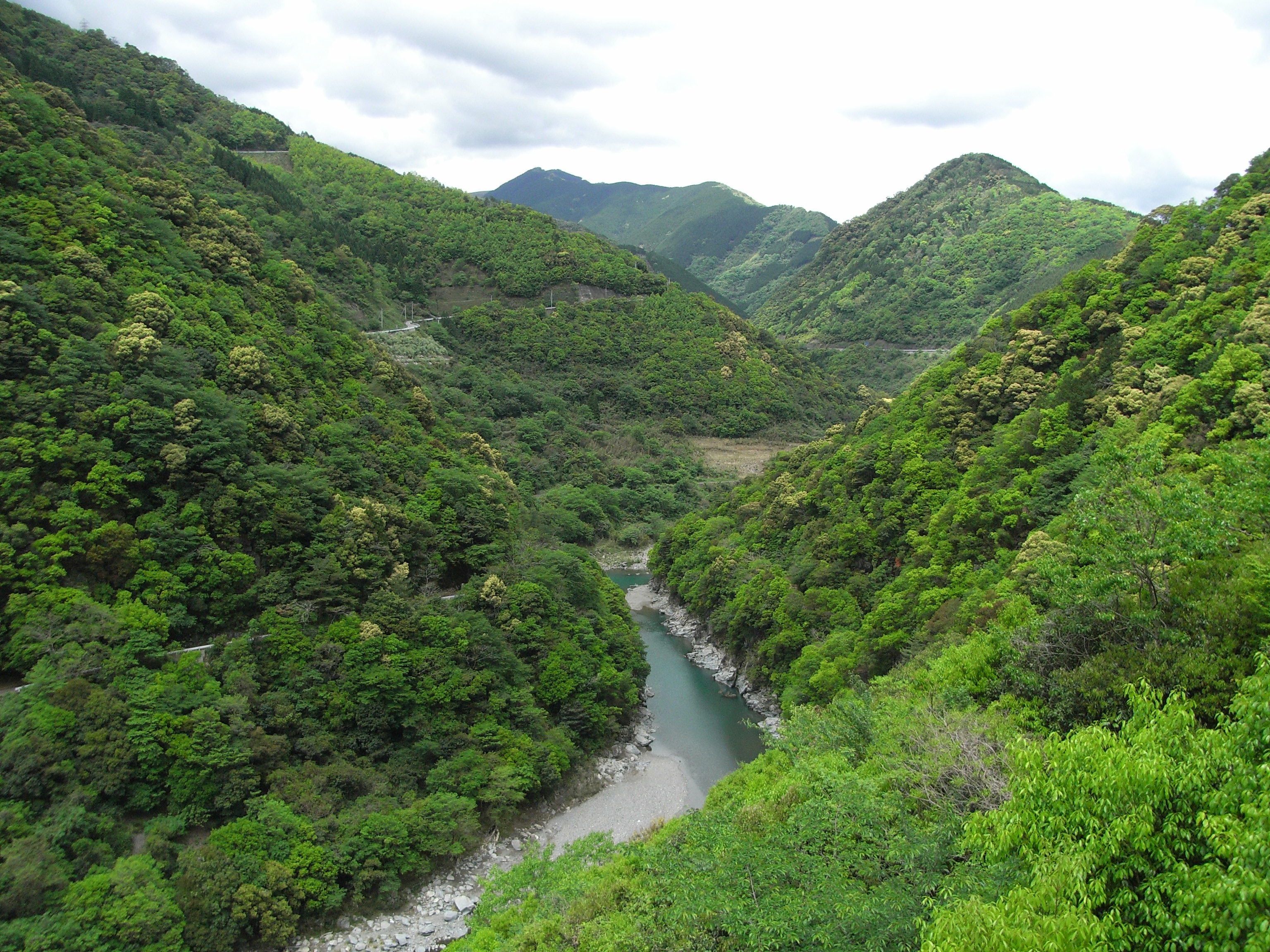
川辺川ダム（川辺川）建設予定地。中止を前提とした地域整備が進められている。
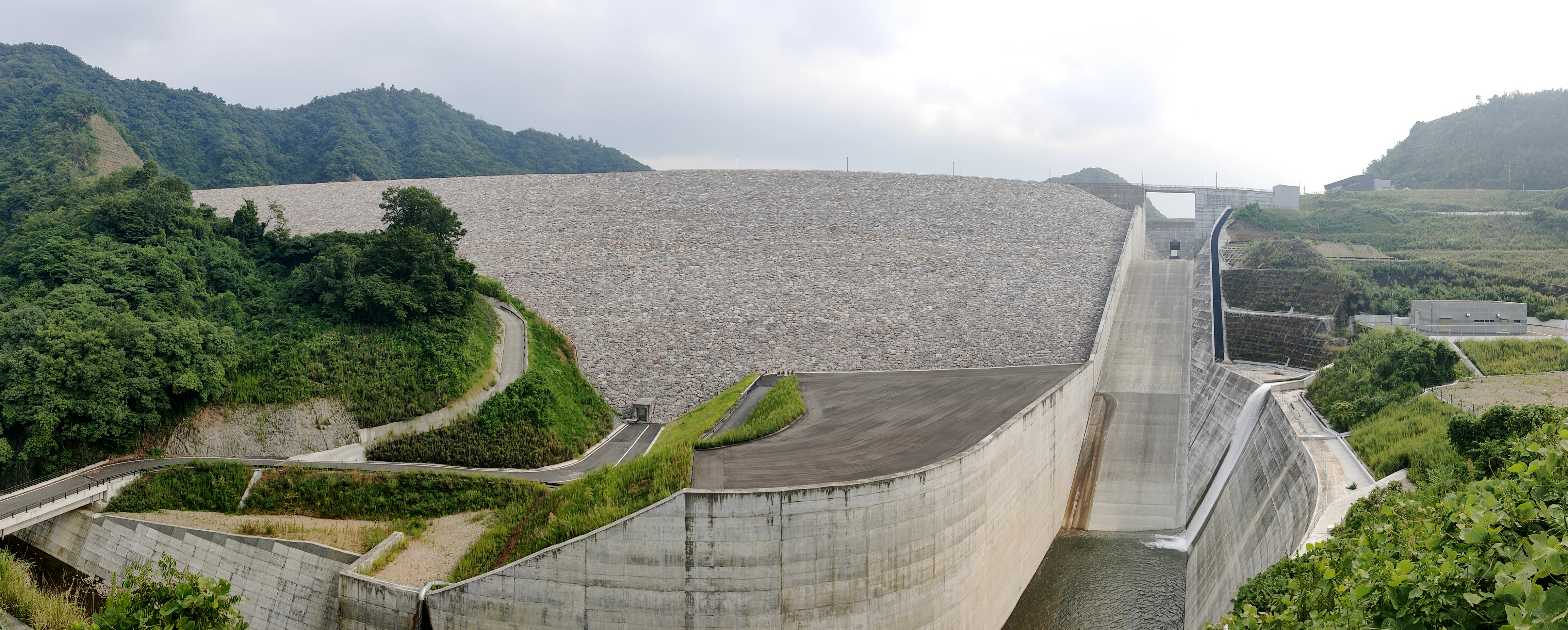
ダム事業再検証の結果事業継続が決定したななせダム（七瀬川）。旧称は大分川ダム。2019年完成。

### 再び襲い来る災害
| 西暦   | 和暦     | 災害                          | 死者 行方不明者 |
| ------ | -------- | ----------------------------- | --------------- |
| 2000年 | 平成12年 | 東海豪雨                      | 12              |
| 2003年 | 平成15年 | 台風10号                      | 19              |
| 2004年 | 平成16年 |                               |                 |
| 2004年 | 平成16年 | 平成16年7月新潟・福島豪雨     | 16              |
| 2004年 | 平成16年 | 平成16年7月福井豪雨           | 5               |
| 2004年 | 平成16年 | 台風15号                      | 10              |
| 2004年 | 平成16年 | 台風16号                      | 17              |
| 2004年 | 平成16年 | 台風18号                      | 46              |
| 2004年 | 平成16年 | 台風21号                      | 27              |
| 2004年 | 平成16年 | 台風23号                      | 98              |
| 2005年 | 平成17年 | 梅雨前線豪雨                  | 11              |
| 2005年 | 平成17年 | 台風14号                      | 29              |
| 2006年 | 平成18年 | 平成18年7月豪雨               | 30              |
| 2006年 | 平成18年 | 台風13号                      | 10              |
| 2008年 | 平成20年 | 平成20年8月末豪雨             | 2               |
| 2009年 | 平成21年 | 平成21年7月中国・九州北部豪雨 | 36              |
| 2009年 | 平成21年 | 台風9号                       | 27              |
| 2010年 | 平成22年 | 梅雨前線豪雨                  | 22              |
| 2011年 | 平成23年 | 平成23年7月新潟・福島豪雨     | 6               |
| 2011年 | 平成23年 | 台風12号（紀伊半島豪雨）      | 98              |
| 2011年 | 平成23年 | 台風15号                      | 20              |
| 2012年 | 平成24年 | 平成24年7月九州北部豪雨       | 33              |
| 2013年 | 平成25年 | 台風26号（伊豆大島土砂災害）  | 43              |
| 2014年 | 平成26年 | 平成26年8月豪雨               | 82              |
| 2015年 | 平成27年 | 平成27年9月関東・東北豪雨     | 8               |
| 2017年 | 平成29年 | 平成29年7月九州北部豪雨       | 43              |
| 2018年 | 平成30年 | 平成30年7月豪雨（西日本豪雨） | 232             |
| 2019年 | 令和元年 | 令和元年東日本台風            | 108             |
| 2020年 | 令和2年  | 令和2年7月豪雨（熊本豪雨）    | 86              |

この時期は災害がほぼ連年発生し、日本各地に大きな被害を与えた。背景にあるのは地球温暖化などによる気候変動であり、観測史上例のない降水量を次々記録した。このため気象庁は2013年（平成25年）に台風や集中豪雨、津波、噴火に関して特別警報の運用を開始。豪雨については日本の台風災害史上最悪の人的被害を出した1959年（昭和34年）の伊勢湾台風などを基準に、数十年に一度となる極めて危険な気象災害に対して警戒を呼び掛ける対策を講じた。
2000年（平成12年）に名古屋市を中心に大きな浸水被害をもたらした東海豪雨を皮切りに、毎年のように台風が日本に上陸。また梅雨前線末期の集中豪雨などにより日本各地で洪水被害が相次いだ。特に2004年（平成16年）は1953年（昭和28年）に匹敵する「水害の当たり年」となった。この年だけでも10個の台風が日本に上陸し、梅雨前線や秋雨前線などを刺激して大雨を各地に降らせた。7月には平成16年7月新潟・福島豪雨と平成16年7月福井豪雨が北陸地方を襲い、信濃川流域や足羽川などで堤防が決壊。また四国地方には台風10号と11号が連続で上陸し、細川内ダム中止後の那賀川流域に大雨を降らせ、徳島県那賀郡上那賀町海川では一日降水量1,317ミリという日本新記録となった。9月の台風21号は三重県尾鷲市などで時間雨量が100ミリを超えて宮川流域に大きな被害を与え、10月には台風23号が近畿地方を襲い、円山川流域を中心に多数の死者を出した。2006年（平成18年）の平成18年7月豪雨は鹿児島県の川内川流域で総降水量が1,000ミリを超える記録的な集中豪雨をもたらし、2011年（平成23年）の台風12号（紀伊半島豪雨）は熊野川流域を中心に紀州大水害以来の大きな被害を与えた。また九州地方北部は2009年（平成21年）7月の平成21年7月中国・九州北部豪雨と、2012年（平成24年）の平成24年7月九州北部豪雨、さらに2017年（平成29年）には平成29年7月九州北部豪雨と数年周期で豪雨災害が発生し、大きな被害を受けている。
福井県の九頭竜川水系真名川に建設された真名川ダムは、福井豪雨の際に洪水調節能力を発揮して真名川流域の浸水被害をほぼ皆無に抑えた。甚大な被害を受けた足羽川流域と同程度の豪雨が降ったにもかかわらず対照的な結果を出し、建設が凍結されていた足羽川ダム（部子川）の建設が福井市など流域自治体の要望により再開された。台風23号では由良川の洪水で孤立した観光バスの乗客を救うため大野ダム（由良川）が際どい状況下で放流を調節し乗客の命を救った。平成18年7月豪雨では長野県を流れる犀川の氾濫を防ぐため国土交通省の大町ダム（高瀬川）に加えて、東京電力の奈川渡・水殿・稲核（犀川）および高瀬・七倉（高瀬川）の発電用5ダムが連携して洪水を貯留し犀川の氾濫を防いだ。
他方記録的な豪雨により治水計画で定めた計画高水流量を大幅に超過する洪水が発生し、ただし書き操作による放流も増加して下流の洪水を完全に抑制出来なかった例もある。鶴田ダム（川内川）は九州最大の多目的ダムであるが平成18年7月豪雨は川内川上流に平均1,000ミリという未曽有の豪雨を降らせ、ダムは可能な限り洪水を貯留したが計画を大幅に超過する洪水によりただし書き操作を余儀なくされ、結果的に下流の浸水被害を完全には防止できなかった。ダムの治水機能強化を求める流域住民からの要望が強く出たことから、国土交通省は住民との意見交換会を経て治水能力の強化を図る鶴田ダム再開発事業を2007年（平成19年）より実施した。また新宮川（熊野川）水系では2011年の台風12号による被害を受け池原ダム（北山川）や風屋ダム（熊野川）など発電用ダムの洪水時運用改善要求が流域自治体で高まったため、「熊野川の総合的な治水対策協議会」を設置しダムの運用改善などを検討している。
2000年代は大きな水害が相次いだが、治水事業が未発達だった1950年代に比べ人的被害は少なくなっている。例えば死者・行方不明者1,001名を数えた昭和28年西日本水害と同程度の降水量だった平成24年7月九州北部豪雨 は西日本水害を教訓とした筑後川・矢部川などの治水整備により堤防決壊は生じても人的・浸水被害は軽減されており、矢部川では日向神ダムのある矢部川本流上流部より星野川・笠原川といったダムのない河川が合流した後の被害が大きい。また利根川や北上川では上流ダム群を始めとする治水事業整備により多数の人的被害や複数県にまたがる広範囲の浸水被害を伴う水害はカスリーン・アイオン台風以降発生していない。
村井仁長野県知事は「脱ダム」宣言を撤回して浅川ダムなどの事業を再開した。またダム反対派が代替対策として主張した森林の保水力を高めることで治水を行う「緑のダム」については2001年（平成13年）に日本学術会議が答申した『地球環境・人間生活にかかわる農業及び森林の多面的な機能の評価について』で森林涵養の有効性は認めつつも、いわゆる「緑のダム」として豪雨災害を緩和する機能には限界があると指摘している。2003年（平成15年）の台風10号（日高豪雨）における沙流川源流原生林の流失と二風谷ダム（沙流川）の流木捕捉による被害軽減、2013年（平成25年）の台風26号による伊豆大島土砂災害・2014年（平成26年）の平成26年8月豪雨による広島市の大規模土砂災害などの土砂災害ではダムがその効果を発揮している。
一方、2000年代は地震によるダムの被害が多い時期でもあった。2004年に発生した新潟県中越地震では震源地に近い妙見堰（信濃川）の門柱や管理所建屋に被害が生じ、2008年（平成20年）に発生した岩手・宮城内陸地震では宮城県の荒砥沢ダム（二迫川）の貯水池である藍染湖で大規模な山崩れが発生し大量の土砂が流入 したほか石淵ダム（胆沢川）では遮水壁が損傷した。そして2011年の東日本大震災では、福島県の藤沼ダム（簀ノ子川）が地震により決壊して8名が死亡 し1953年の大正池決壊事故以来のダム決壊事故となった。また沿岸を襲った大津波が河川を遡上したことで北上大堰（北上川）などが津波の被害を受けている。ただし重力式コンクリートダムについては1995年（平成7年）の阪神・淡路大震災の激震を耐え抜いた布引五本松ダム（生田川）のように地震による致命的な被害は報告されておらず、関東大震災を教訓に1925年（大正14年）に物部長穂が『貯水用重力堰堤の特性並びに其の合理的設計方法』という論文で発表した重力ダムの耐震理論が活かされている。

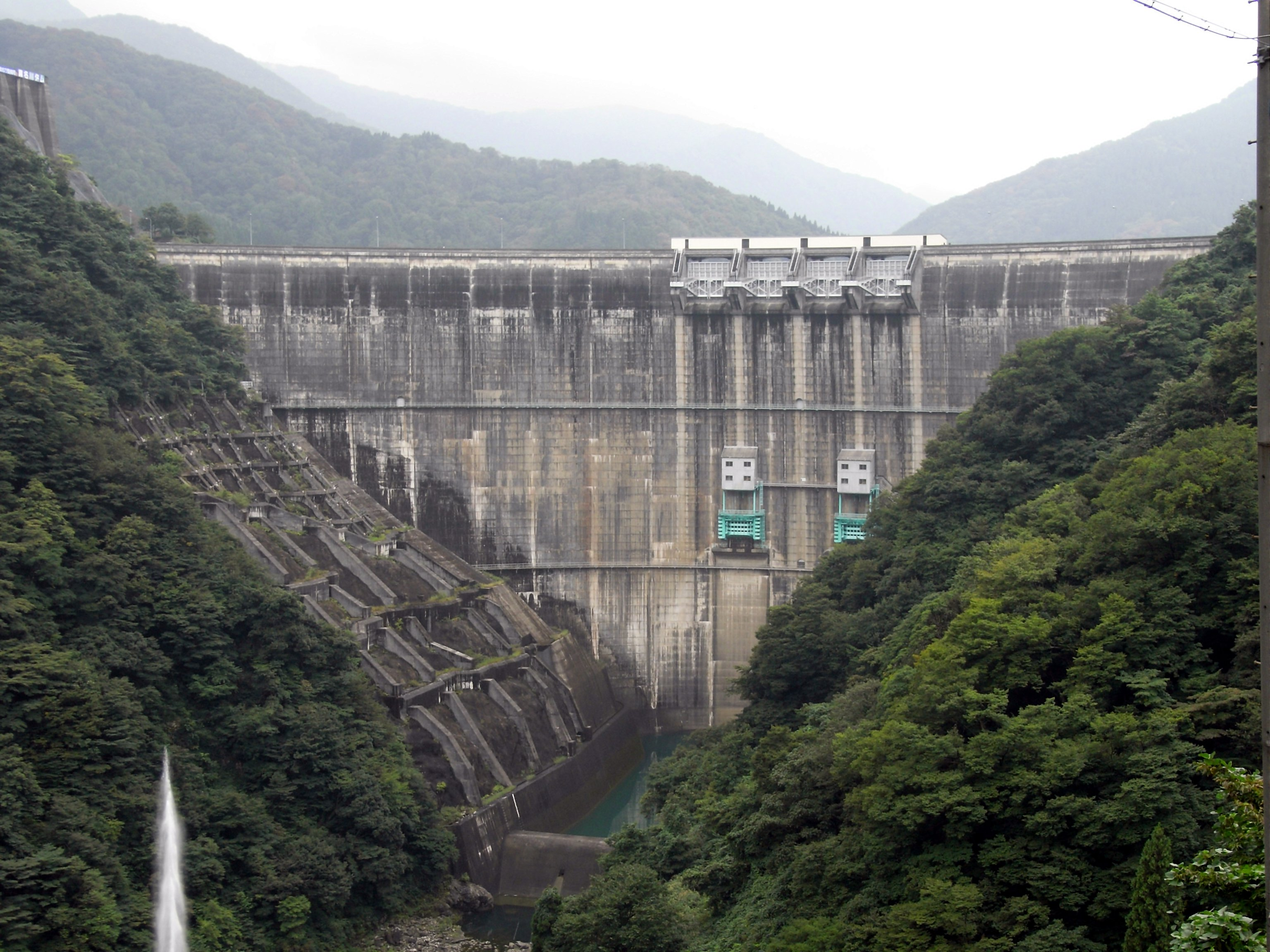
平成16年7月福井豪雨で流域を水害からほぼ完全に防御した真名川ダム（真名川）。
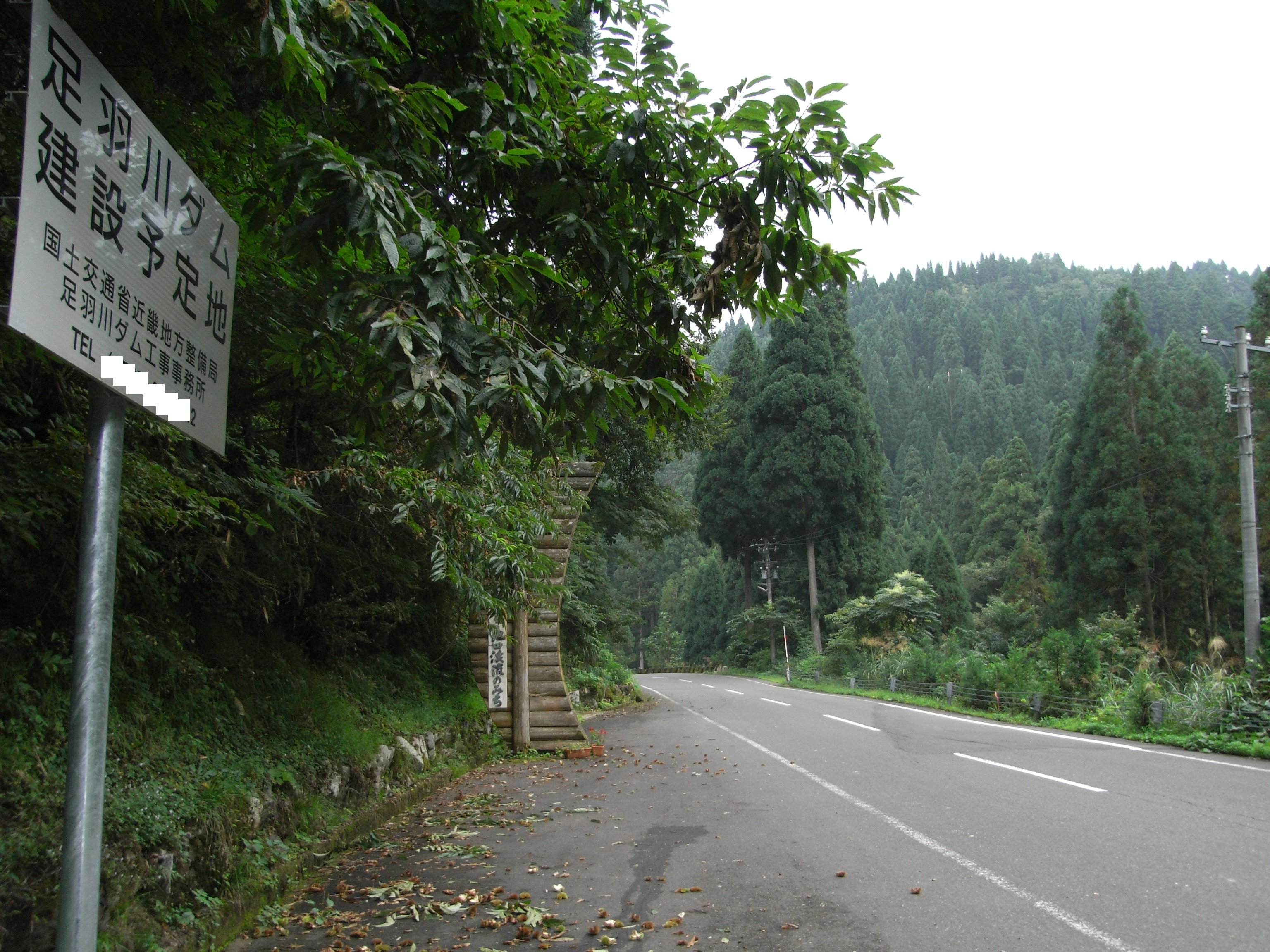
平成16年7月福井豪雨を機に事業が再開された足羽川ダム（部子川）建設予定地。
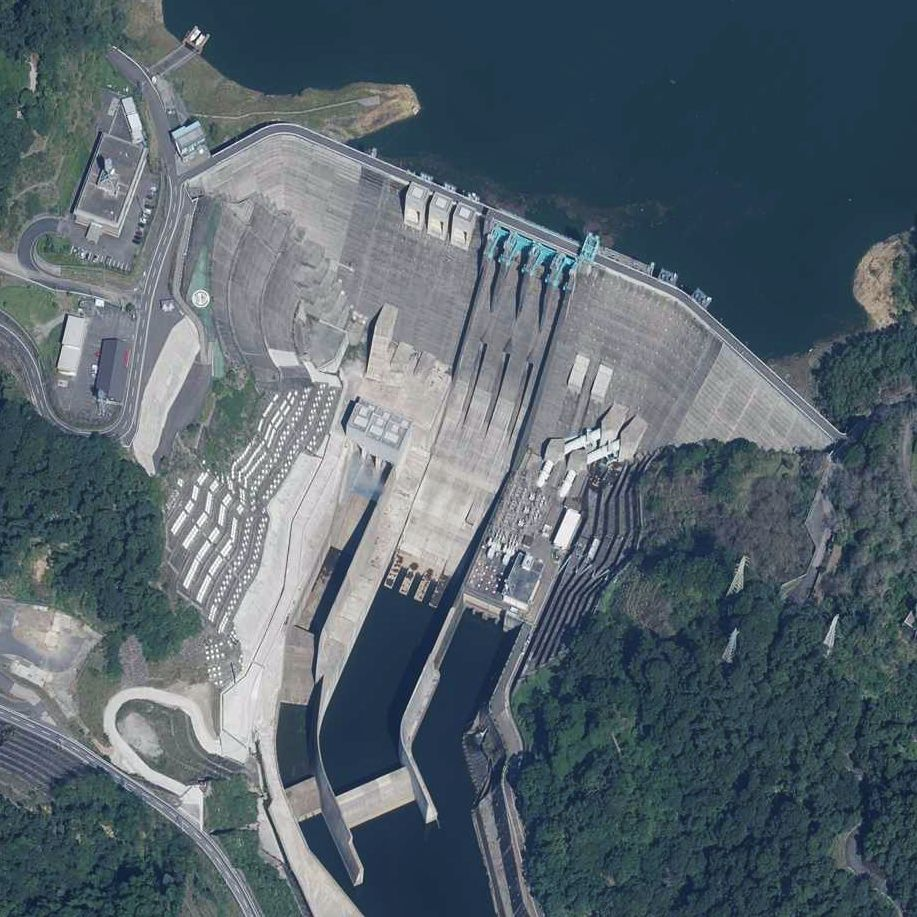
平成18年7月豪雨を機にダム再開発事業が進められた鶴田ダム（川内川）。2017年完成（国土地理院撮影）。
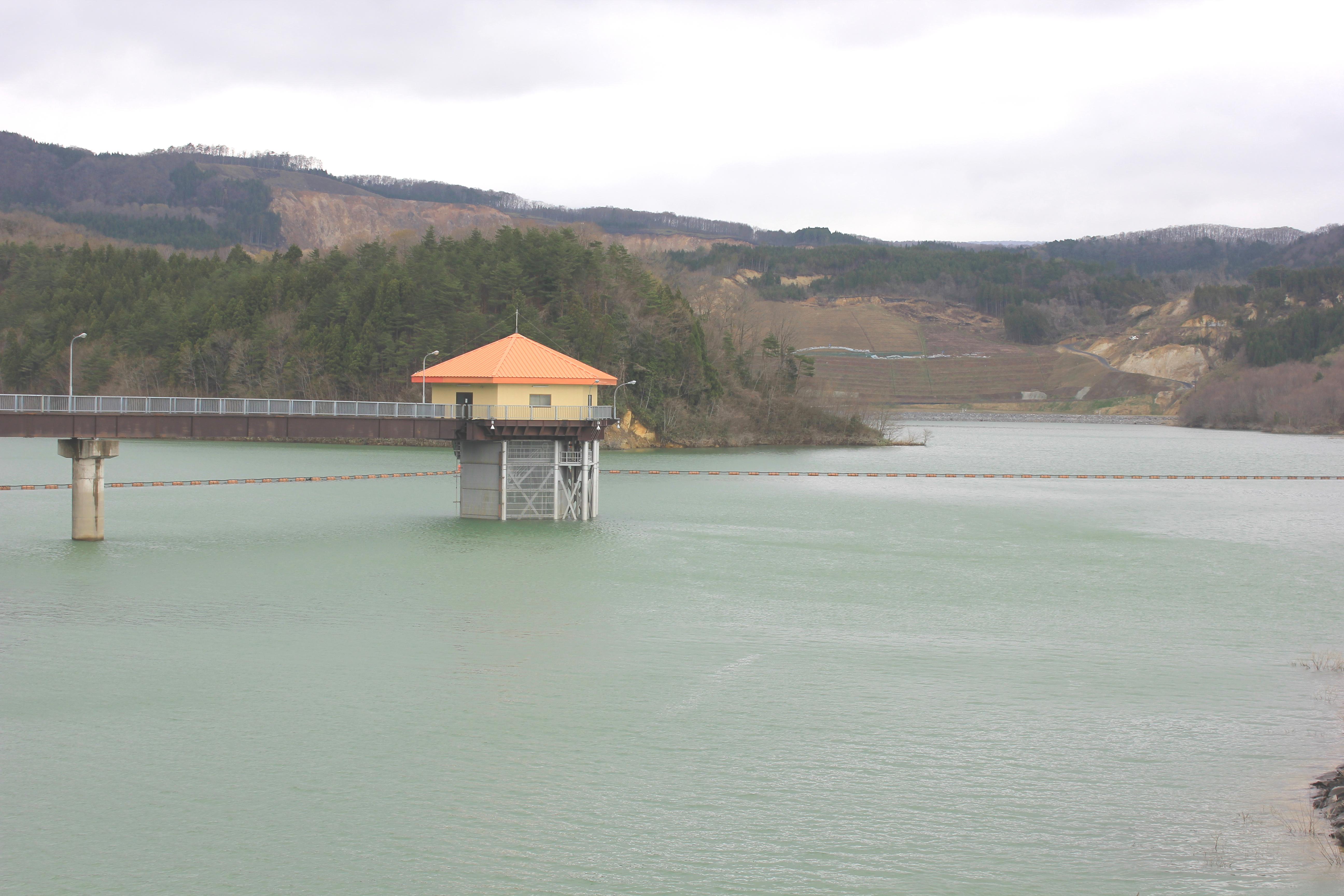
岩手・宮城内陸地震により大量の土砂が流入した荒砥沢ダム（二迫川）の人造湖・藍染湖。
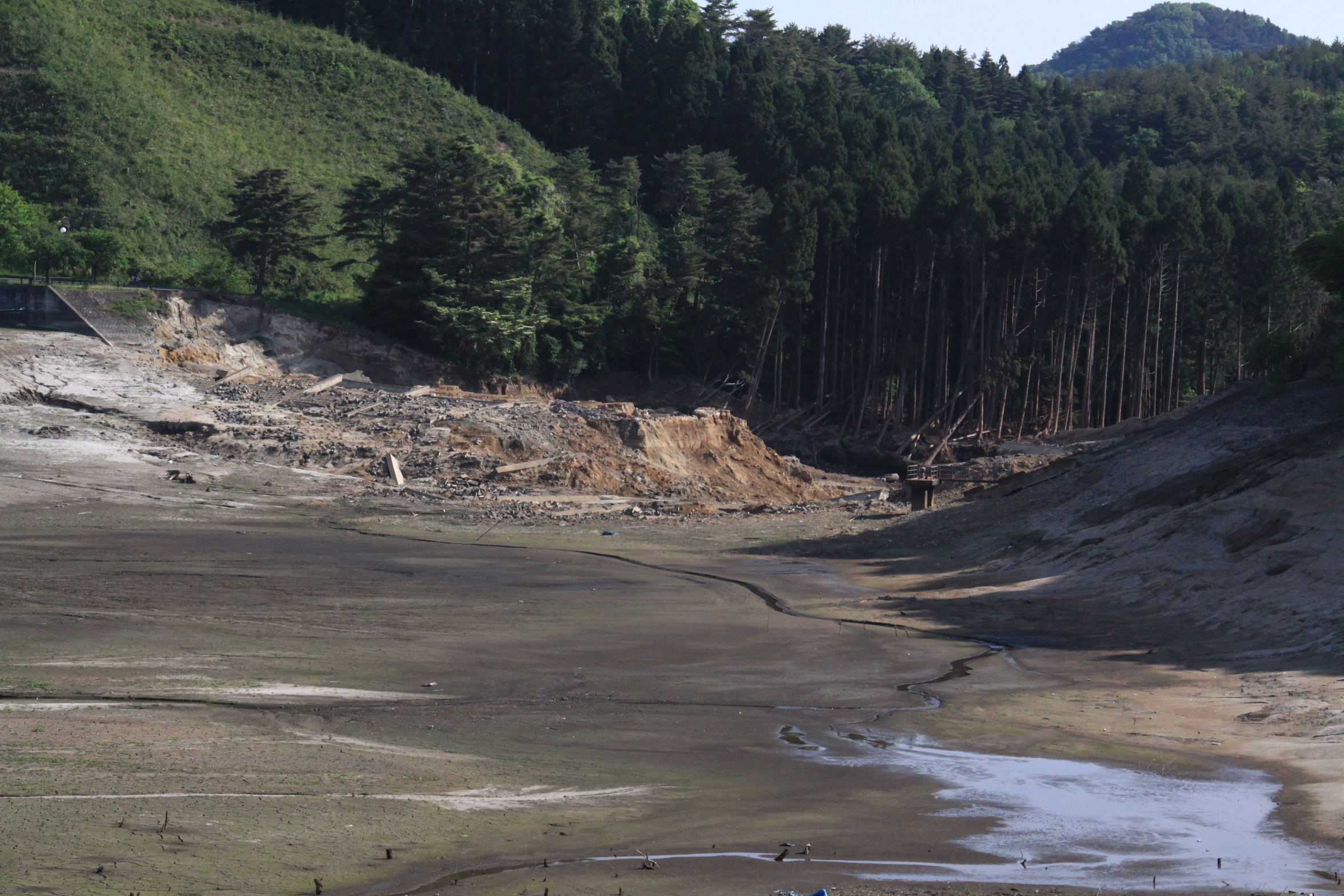
東日本大震災により決壊した直後の藤沼ダム（簀ノ子川）。2016年再建され運用中[399]。

### 水余りと水不足

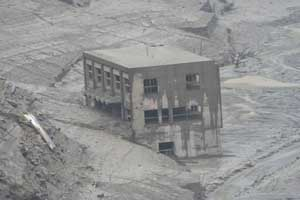
2005年の平成17年渇水で早明浦ダム（吉野川）湖底より姿を現した旧大川村役場。

高度経済成長期に需要が急増した上水道・工業用水道は、深刻な水不足や地盤沈下などの問題を招いた。水資源開発公団は利根川・荒川・豊川・木曽川・淀川・吉野川・筑後川の7水系で水資源開発のためのダム事業や愛知用水・豊川用水・香川用水などの用水路整備を行い、大都市圏や四大工業地帯などへの水道需要を満たした。また直轄・補助の別なく河川総合開発事業では水道供給を目的にした多目的ダム建設が盛んに行われた。しかし経済が安定成長に向かい、産業構造が変化するに連れて工業用水道の需要は徐々に下落。さらに円高などにより企業が工場を日本国外に移転する傾向が強まり、需要はさらに低迷した。また上水道も人口増加が鈍化したことや節水技術・意識の向上でダム計画時に予想された水需要との齟齬が生じた。このため水道供給目的を有するダムの中には受益地から水利権を返上されるなど使い道が宙に浮く、いわゆる「水余り」の状況に陥った例がある。一例として富山県の熊野川ダム（熊野川）は富山市などへの上水道供給が目的にあったが、富山市などが上水道水利権を返上したため上水道目的が喪失した。「水余り」はダム事業に反対する一つの根拠となっており、戸倉ダムなどのように上水道事業に参加した自治体が撤退して事業が中止される例も多くなった。
一方、元来降水量が少ない地域では水資源施設の整備が行われてもなお、深刻な水不足に悩まされる地域が存在している。1982年（昭和57年）から2002年（平成14年）までの20年間に発生した渇水において、特に回数の多い地域として愛知用水を水源とする愛知県知多半島（15回）、豊川用水を水源とする豊橋市・豊川市・蒲郡市など愛知県東部（14回）、香川用水を水源とする香川県高松市（11回）、木曽川用水を水源とする名古屋市・一宮市（8回）などがある。何れも慢性的な水不足に悩まされた地域であり水資源整備が重点的に行われたが、地域によっては半年以上取水制限が継続された大渇水もある。1994年（平成6年）の平成6年渇水ではこうした地域で深刻な渇水が発生。愛知県では愛知用水の水源である牧尾（王滝川）・岩屋（馬瀬川）・阿木川（阿木川）の3ダムが枯渇、豊川用水でも水源の宇連ダム（宇連川）が枯渇して名古屋市では159日間の厳しい取水制限が行われ一日19時間断水などが実施されるなど、渇水による東海地方の農工業への被害額は推定約512億円という莫大な被害を生じた。また福岡市では330日間、愛媛県松山市では312日間という長期間の取水制限に見舞われたほか、東京都も利根川上流ダム群の貯水量低下により60日間、最大で30パーセントの取水制限が実施されるなど関東地方から九州地方の広い範囲で深刻な水不足が生じている。
2000年代に入ると渇水の被害はさらに広範囲に及び、2002年の渇水は北海道士別市から福岡県筑後市までのほぼ日本全国にわたって水不足が発生。兵庫県川西市で201日間、松山市で287日間という長期間の取水制限が行われた。さらに2005年の平成17年渇水は四国地方に深刻な水不足を招いた。早明浦ダムは西日本最大級の人造湖を有するが、降水量が極端に不足して貯水率が二度もゼロとなる異常事態を生じ湖底に水没した旧大川村役場庁舎が姿を現した。取水制限は徳島県で25パーセントだが香川県では75パーセントとなり、工業用水道専用の府中ダム（綾川）から用水を上水道用に緊急転用したほか高知分水への導水も停止した。それでも厳しい状況が続き遂に電源開発早明浦発電所の発電用水を緊急に放流して糊口を凌ぐ状態だった。最終的には台風14号が四国を直撃して吉野川上流に豪雨を降らせ、早明浦ダムの貯水率が一日で100パーセントに回復したことで取水制限は解除され渇水は解消した。しかしこの間水の融通を巡り香川県と徳島県が対立、平成17年渇水を機に計画されている早明浦ダム再編事業についても、国土交通省と徳島県が事業負担を行い高知県も事業の早期推進を訴えている中、香川県は発電用水が削減されることに対し不安を訴え、時期尚早と事業には否定的姿勢を見せる など、吉野川の水利用については四国四県間で対立の火種を抱えている。

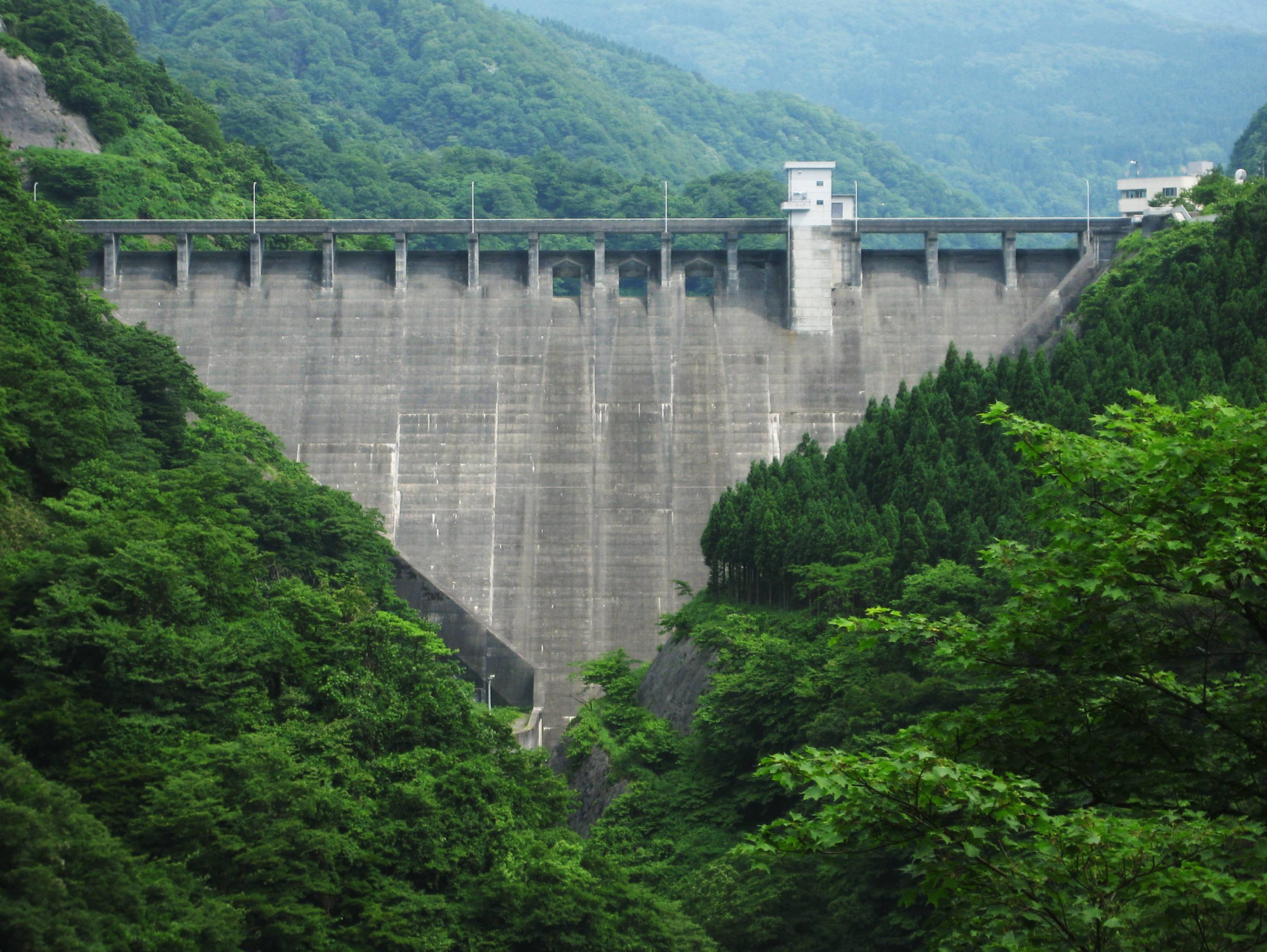
「水余り」により上水道目的が喪失した熊野川ダム（熊野川）。
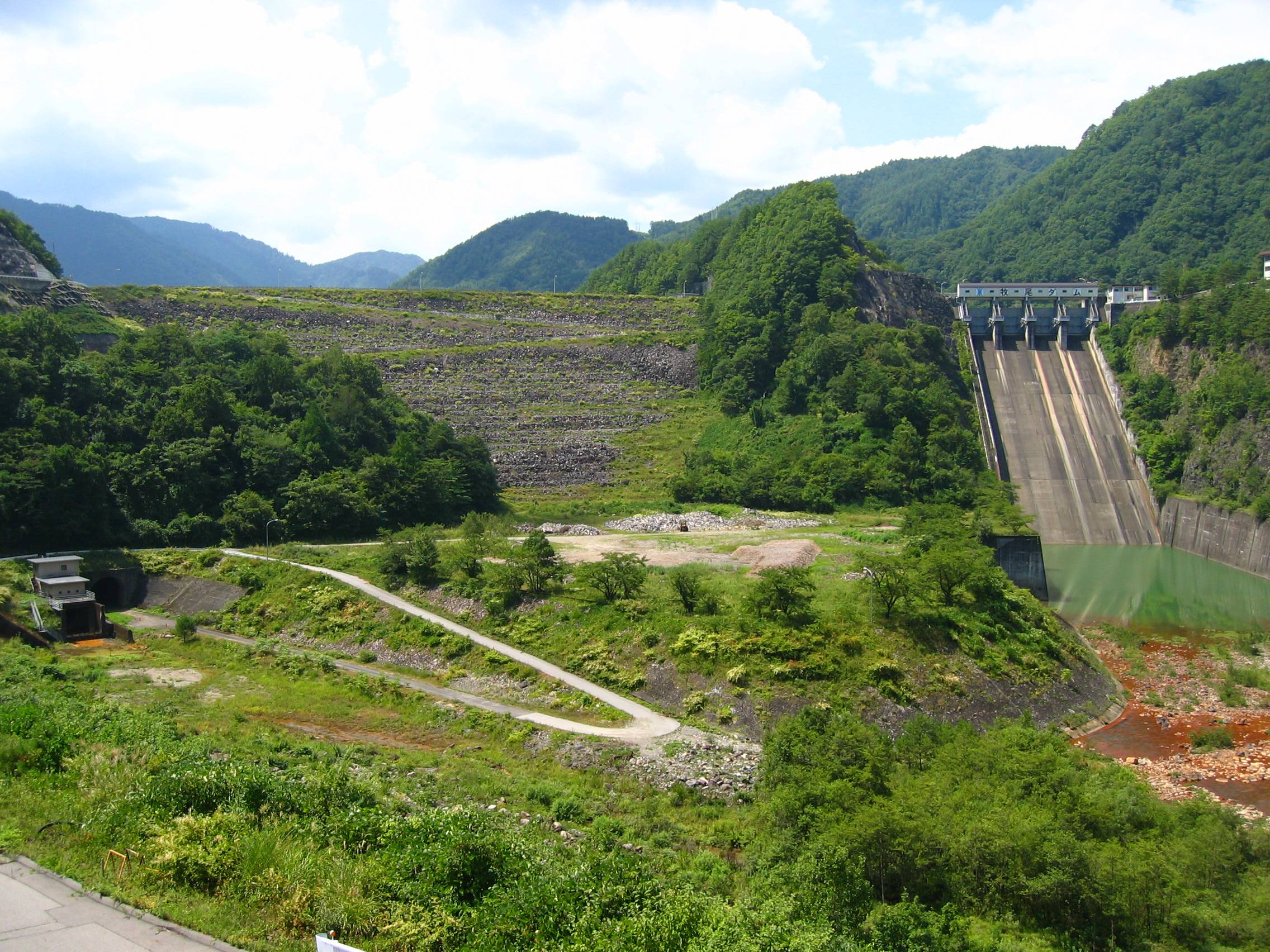
愛知用水の水源・牧尾ダム（王滝川）。平成6年渇水で枯渇し名古屋市などに影響を及ぼした。
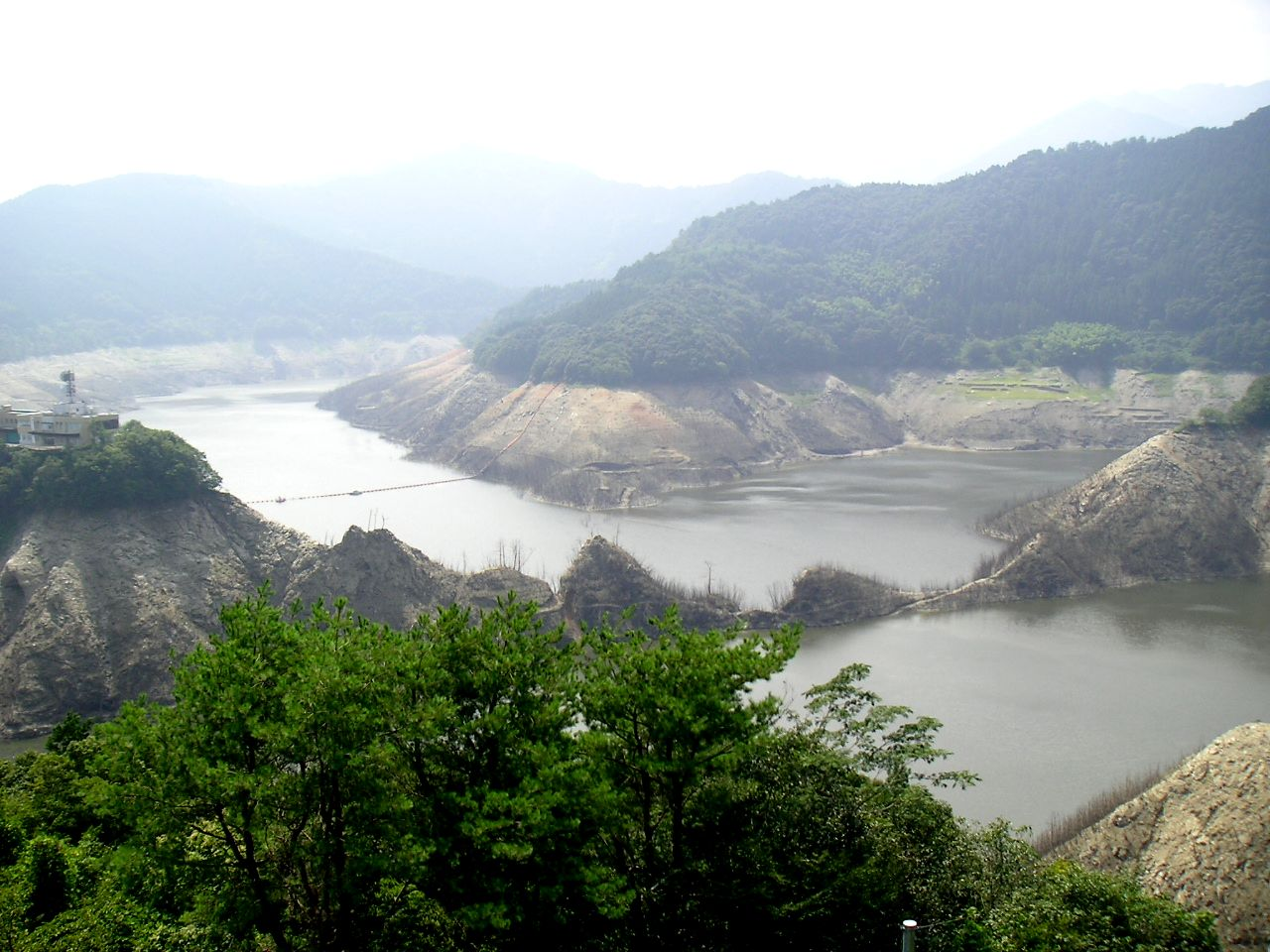
平成17年渇水で貯水率がゼロになった早明浦ダムの人造湖・さめうら湖（2005年9月3日）。
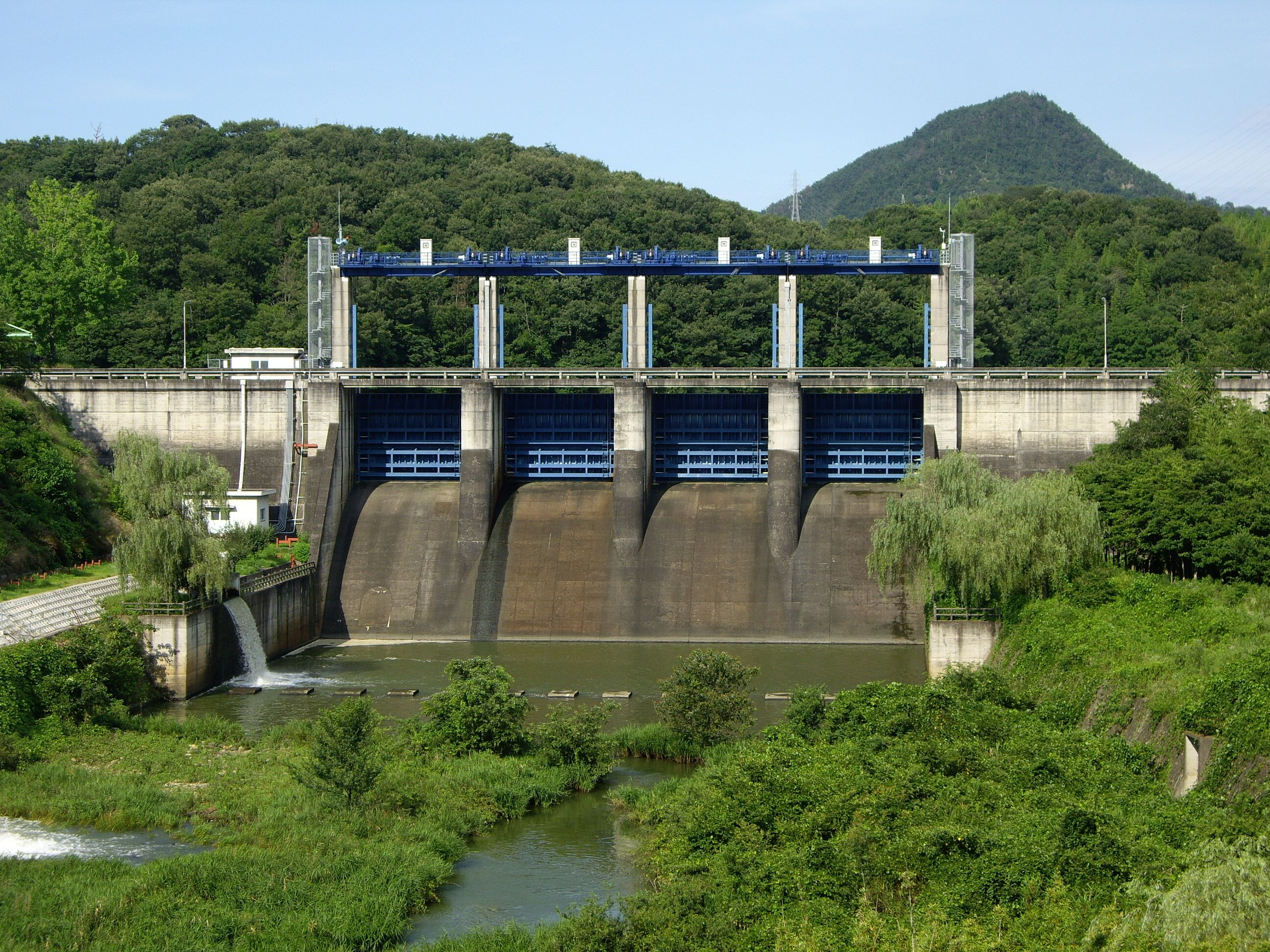
平成17年渇水で工業用水を上水道用に緊急融通した府中ダム（綾川）。

### ダムを観光資源に
| 順位 | 所在地   | 水系     | 河川         | ダム       | 利用者数  | 事業者     |
| ---- | -------- | -------- | ------------ | ---------- | --------- | ---------- |
| 1    | 神奈川県 | 相模川   | 中津川       | 宮ヶ瀬ダム | 1,550,194 | 国土交通省 |
| 2    | 岩手県   | 北上川   | 雫石川       | 御所ダム   | 744,929   | 国土交通省 |
| 3    | 京都府   | 淀川     | 桂川         | 日吉ダム   | 434,375   | 水資源機構 |
| 4    | 広島県   | 江の川   | 江の川       | 土師ダム   | 331,627   | 国土交通省 |
| 5    | 福島県   | 阿武隈川 | 大滝根川     | 三春ダム   | 307,733   | 国土交通省 |
| 6    | 兵庫県   | 淀川     | 一庫大路次川 | 一庫ダム   | 293,474   | 水資源機構 |
| 7    | 栃木県   | 利根川   | 男鹿川       | 五十里ダム | 260,450   | 国土交通省 |
| 8    | 栃木県   | 利根川   | 湯西川       | 湯西川ダム | 245,792   | 国土交通省 |
| 9    | 京都府   | 淀川     | 淀川         | 天ヶ瀬ダム | 239,576   | 国土交通省 |
| 10   | 宮城県   | 名取川   | 碁石川       | 釜房ダム   | 224,982   | 国土交通省 |

ダム事業は水源地域に過疎化などの不利益をもたらした。1974年（昭和49年）に施行された水源地域対策特別措置法（水特法）はこうした不利益を被る水源地域の地域活性化を最大の目的としており、地域整備計画に基づき生活基盤の強化に加えていわゆる「村おこし」を始める地域も出始めた。「ウメ・クリ植えてハワイへ行こう」を合言葉に一村一品運動を日本で最初に手掛けた松原ダム（筑後川）・大山ダム（赤石川）のある大分県日田郡大山町（日田市）や、下流受益地との密接な交流を軸に村の活性化を図った味噌川ダム（木曽川）のある長野県木曽郡木祖村、ダム建設を機に町づくり計画を策定して地域活性化につなげた日吉ダム（桂川）のある京都府船井郡日吉町（南丹市）など、水特法指定を機に様々な手段で水源地域は地域活性化を目指した。2005年には一般財団法人水源地環境センター が日本各地の自治体と連携し、地域に親しまれ地域にとってかけがえのないダム湖を所在自治体首長の推薦によって認定するダム湖百選が68ダムで選定された。
一方、ダム事業への批判が高まることに事業者である建設省なども危機感を募らせ、情報公開不足による長良川河口堰反対運動の全国展開化などを反省して積極的なダム事業の情報発信やダム施設開放を試みた。1987年（昭和62年）より毎年夏に日本各地のダムで開催される「森と湖に親しむ旬間」はその一つで、この期間はダムの一般開放や河川に親しむ様々なイベントが行われている。また完成以来名称が無かった多くの人造湖に固有の湖名が一般公募で命名された。この「森と湖に親しむ旬間」で2007年より登場したのがダムのトレーディングカード・ダムカードである。国土交通省直轄ダムと水資源機構管理ダムで配布が開始されたダムカードは好評につき、多くの都道府県営ダムや電源開発・東京電力・中部電力の一部電力会社管理ダムでも配布が開始されている。
こうしたダム事業啓蒙の動きを影で支えたのがダムマニアである。当初は個人のホームページなどで訪問したダムを紹介していたが、一般財団法人日本ダム協会がこうしたダムマニアの存在に注目し双方が協力してダム事業を一般に紹介し始めた。書籍や映像の出版を始めマスコミにも積極的に登場するダムマニアの活動は事業者である国土交通省や水資源機構、地方自治体なども注目し「森と湖に親しむ旬間」など様々なイベントを通じてダム事業啓蒙の一翼を担った。特にダムカードはダムマニアの提案から誕生したものである。また黒部ダム（黒部川）で登場したダムカレーは群馬県利根郡みなかみ町や各地のダムのほか、一部のコンビニエンスストアチェーンでも発売されるに至った。こうしたダムマニアの活動については、ダム事業に対して批判的なスタンスを取る朝日新聞なども好意的に報道している。
さらにダム単体だけでなくダム湖など周辺地域を一体化してレクリェーションに活用する動きも見られた。宮城県の釜房ダム（碁石川）ではダム周辺整備事業の一環で開設された釜房湖畔公園が1989年（平成元年）に東北地方初の国営公園・国営みちのく杜の湖畔公園として開園した。他にも御所ダム（雫石川）にある岩手県立御所湖広域公園、一庫ダム（一庫大路次川）にある兵庫県立一庫公園 などダム湖周辺を広域公園として整備し地域の重要なレクリェーション施設として活用されている。スポーツでダムを利用する傾向は1964年（昭和39年）の東京オリンピックにおけるカヌー競技の会場となった相模ダム（相模川）を皮切りに国民体育大会やインターハイなどでカヌー競技の会場にダム湖が利用され、ツーリング、マラソンなどの陸上競技も行われている。兵庫県の石井ダム（烏原川）と宮城県の長沼ダム（長沼川）は、レクリェーション自体がダムの目的になっている。釣りに関してもヘラブナを始め様々な魚類を対象に多くのダム湖で盛んに行われているが、ブラックバスやブルーギルといった特定外来生物については生態系保護の観点から漁業法や特定外来生物による生態系等に係る被害の防止に関する法律（外来生物法）に基づきキャッチアンドリリースは禁止されている。ただし池原ダムのように観光資源として活用しているダムもある。
こうした官民一体の施策により、レジャーが多様化する中でダムやダム湖を利用する観光客が増加した。黒部ダムは年間100万人を超える観光客が毎年訪れているが、国土交通省や水資源機構が管理するダムでも観光客が増加した。1991年（平成3年）より定期的に実施されている河川水辺の国勢調査の最新版である令和元年度の調査結果で、国土交通省・水資源機構管理の109ダムにおける利用者数が最も多かったのは神奈川県の宮ヶ瀬ダム（中津川）である。2000年に完成した宮ヶ瀬ダムは都心から50キロメートル圏内にある都市型ダムであり交通の便が良いほか、神奈川県立あいかわ公園の整備など水特法に基づく周辺整備が計画的に実施された。こうした施策が実を結び平成15年度には利用者数134万8千人で日本一となり、以降首位の座と100万人以上の利用者数を維持している。なお令和元年度の利用者数は延べ約155万人であり、調査開始以降利用者数の上位10ダムに常に名を連ねているダムには宮ヶ瀬ダムのほか御所ダム・日吉ダム・三春ダム（大滝根川）・天ヶ瀬ダム（淀川）・釜房ダムがある。また工事中のダムでも展望台の設置など積極的に開放したことで津軽ダム（岩木川）のように年間約5万人の訪問客が訪れたほか、本来ダム管理業務として洪水調節の点検目的で実施される点検（試験）放流も観光の一環としてホームページで周知され、矢木沢ダム（利根川）・奈良俣ダム（楢俣川）のようにダムから4キロ手前まで駐車の列が並ぶほどの盛況となった。一方で利用者数の少ないダムもまだ多く、今後の課題となっている。
観光資源としてだけでなく、貴重な土木遺産としてもダムは注目された。日本初のコンクリートダム・布引五本松ダムや日本最大のバットレスダム・丸沼ダム（大滝川）、日本唯一の五連マルチプルアーチダム・豊稔池ダム（柞田川）など国の重要文化財に指定されたダムや小牧ダム・庄川合口ダム（庄川）、塚原ダム（耳川）など国の登録有形文化財に登録されたダムのほか、明治時代・大正時代に建設された多くのダムが土木学会選奨土木遺産に認定されている。

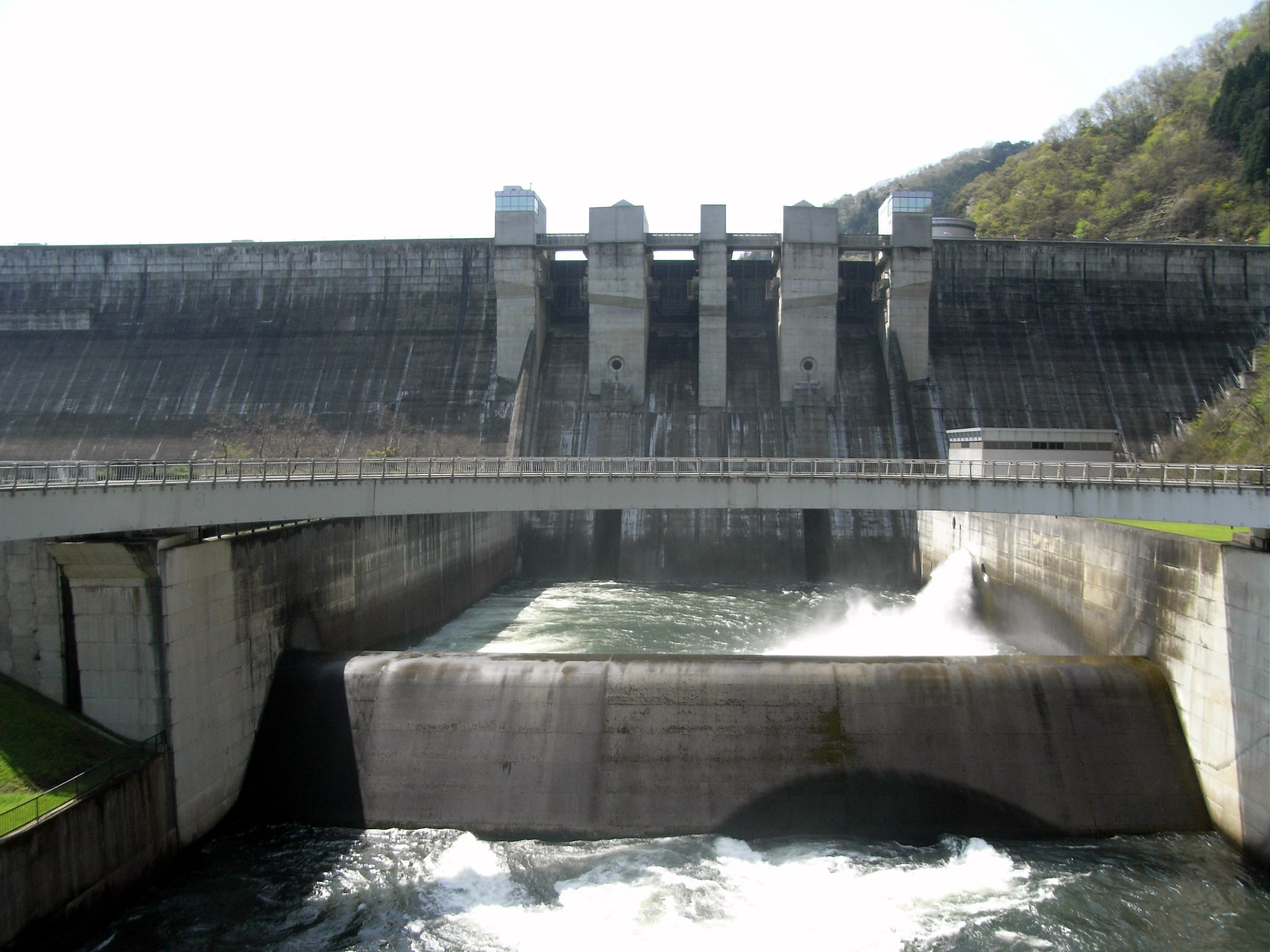
水特法に基づく周辺整備が行われた日吉ダム（桂川）。京都府北部の観光地に成長し、京都丹波高原国定公園にも指定された。
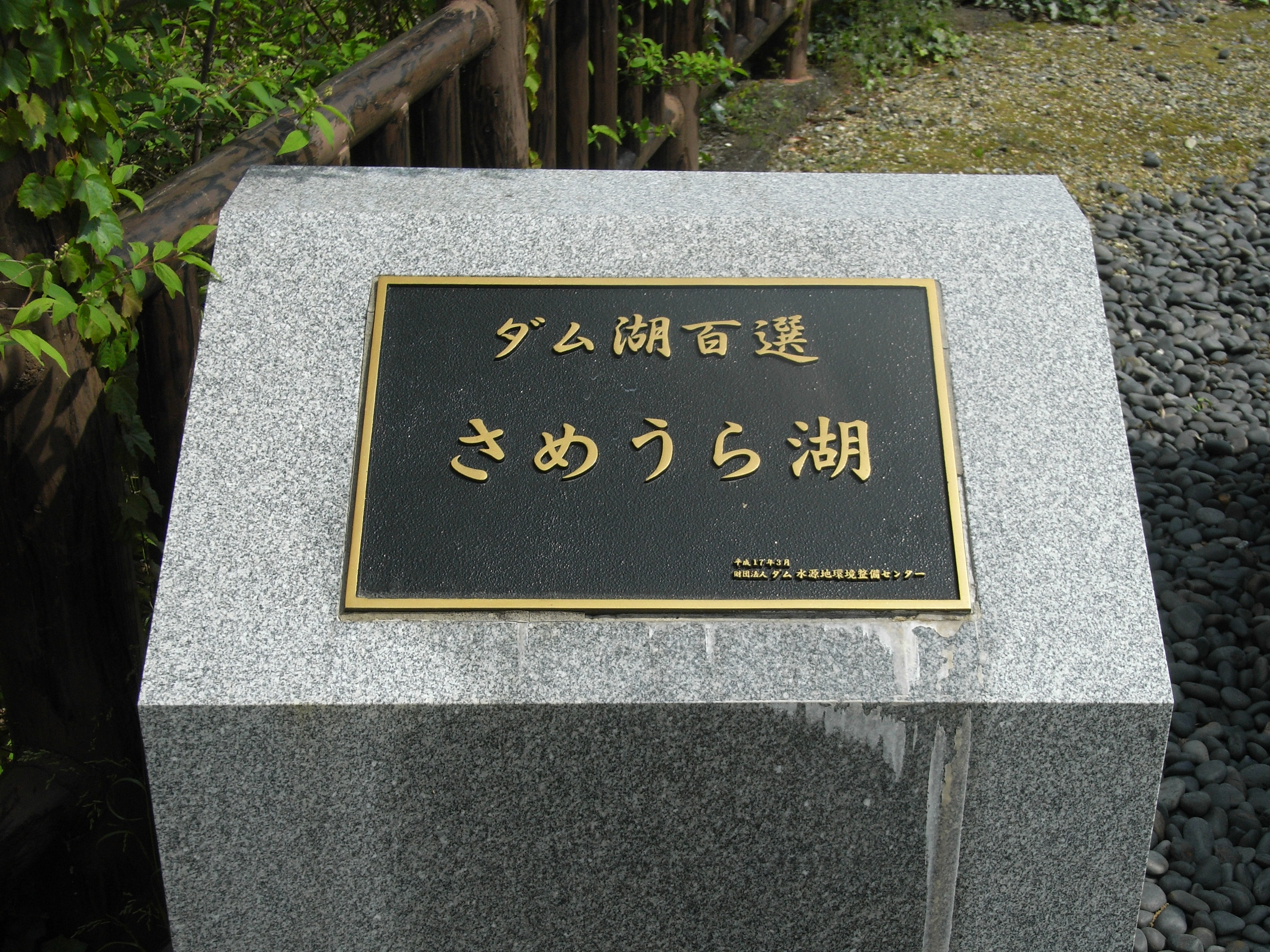
早明浦ダムにあるダム湖百選の記念碑。
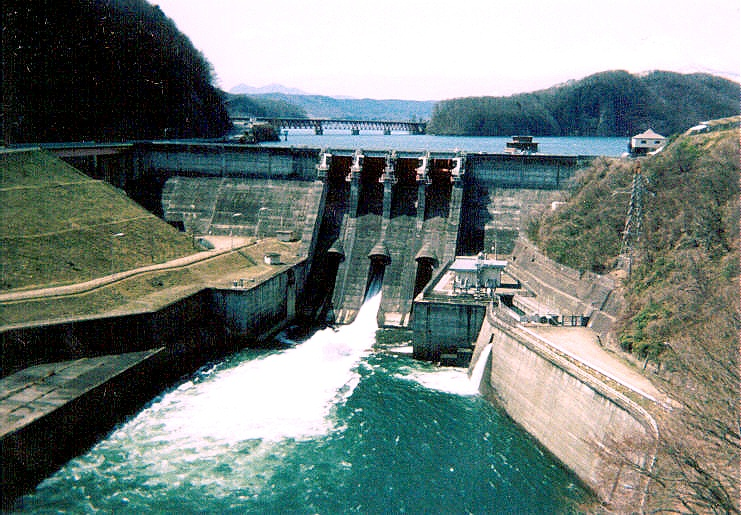
国営みちのく杜の湖畔公園が湖畔に整備された釜房ダム（碁石川）。利用者数は20万人以上。
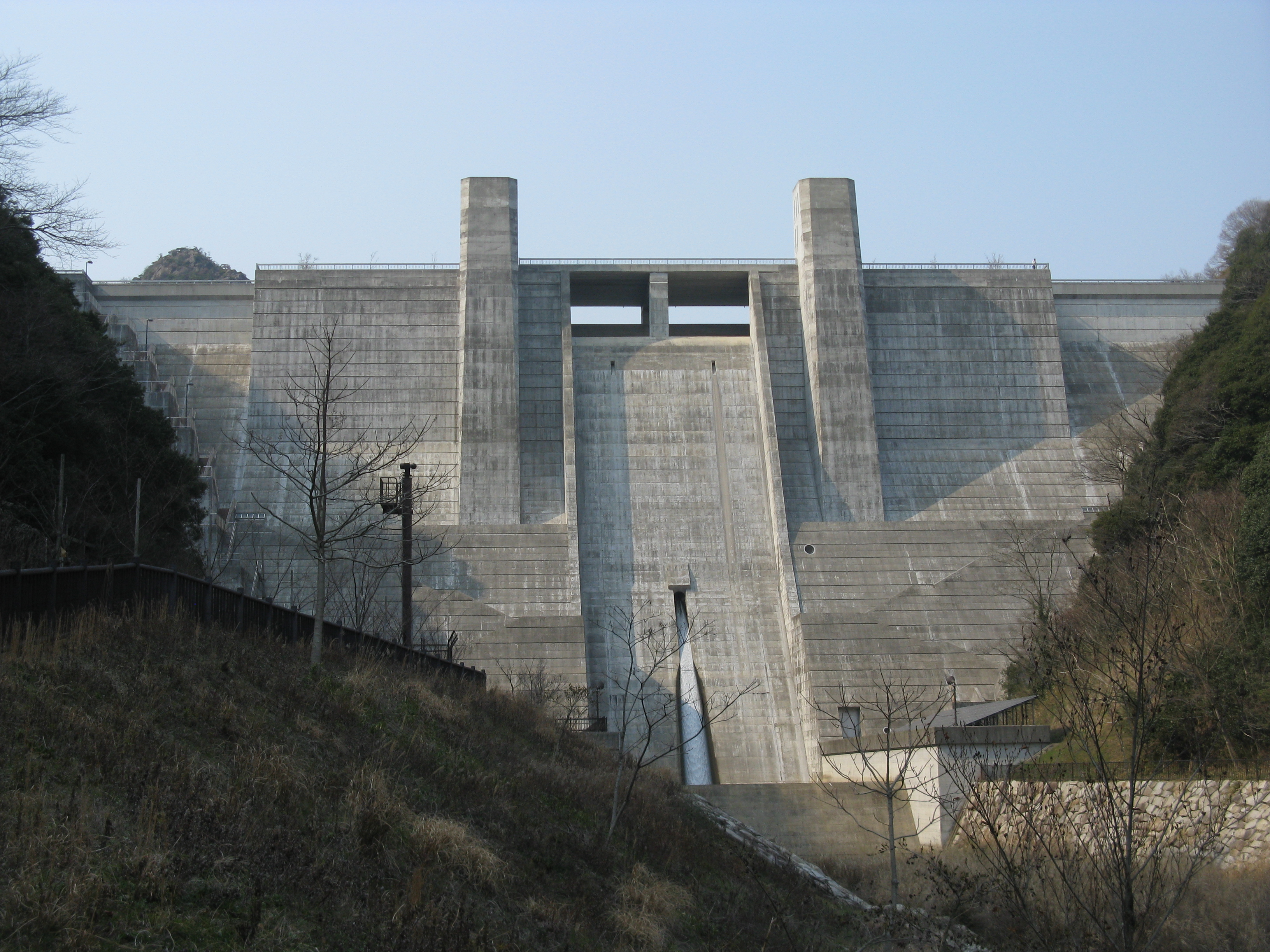
日本初のレクリェーション目的を有する多目的ダム・石井ダム（烏原川）。ダムへは徒歩でしか行けない。
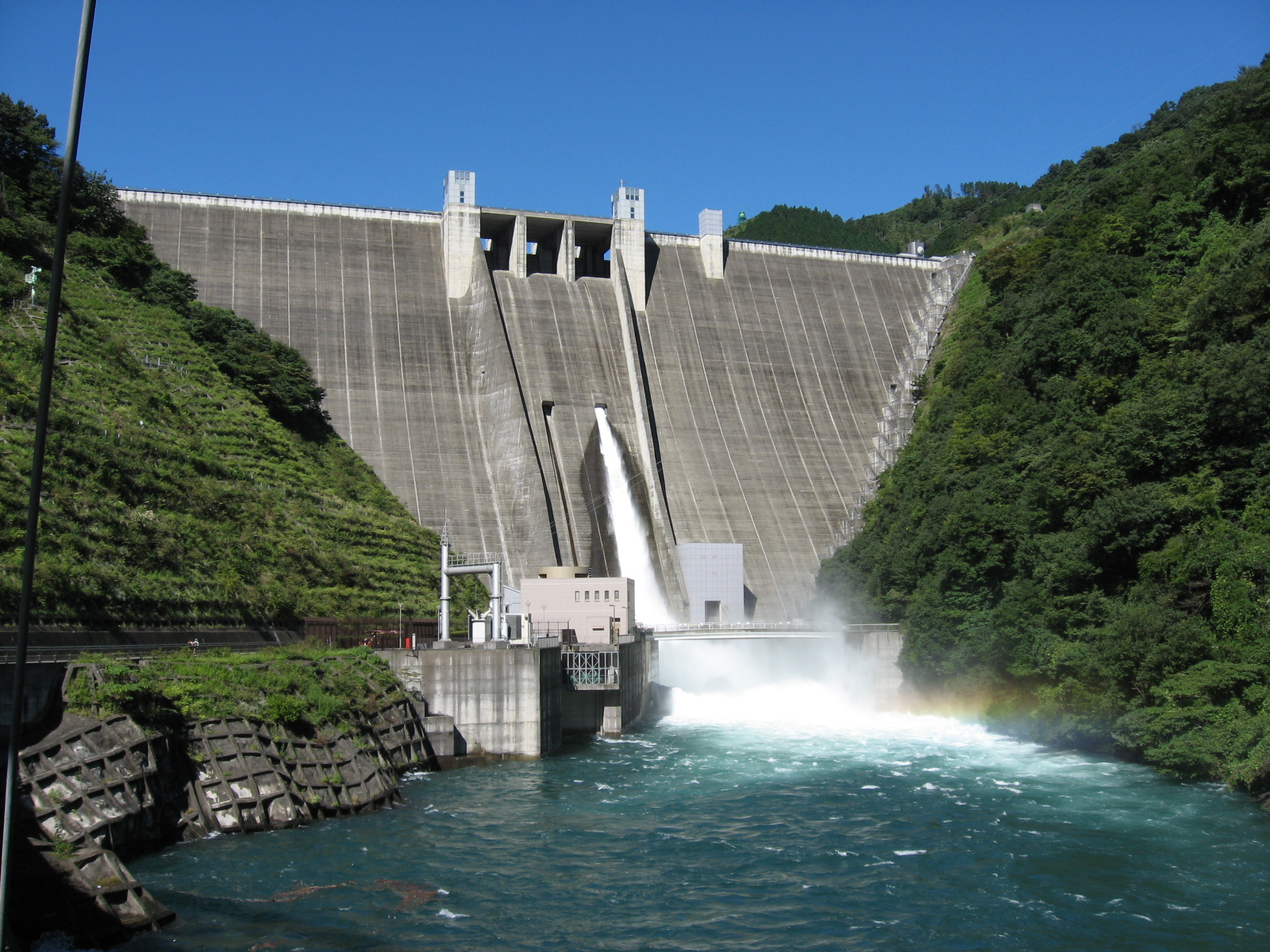
年間100万人以上の利用者を集める宮ヶ瀬ダム（中津川）。神奈川県の主要な観光地の一つ。

### 大ダム時代の黄昏

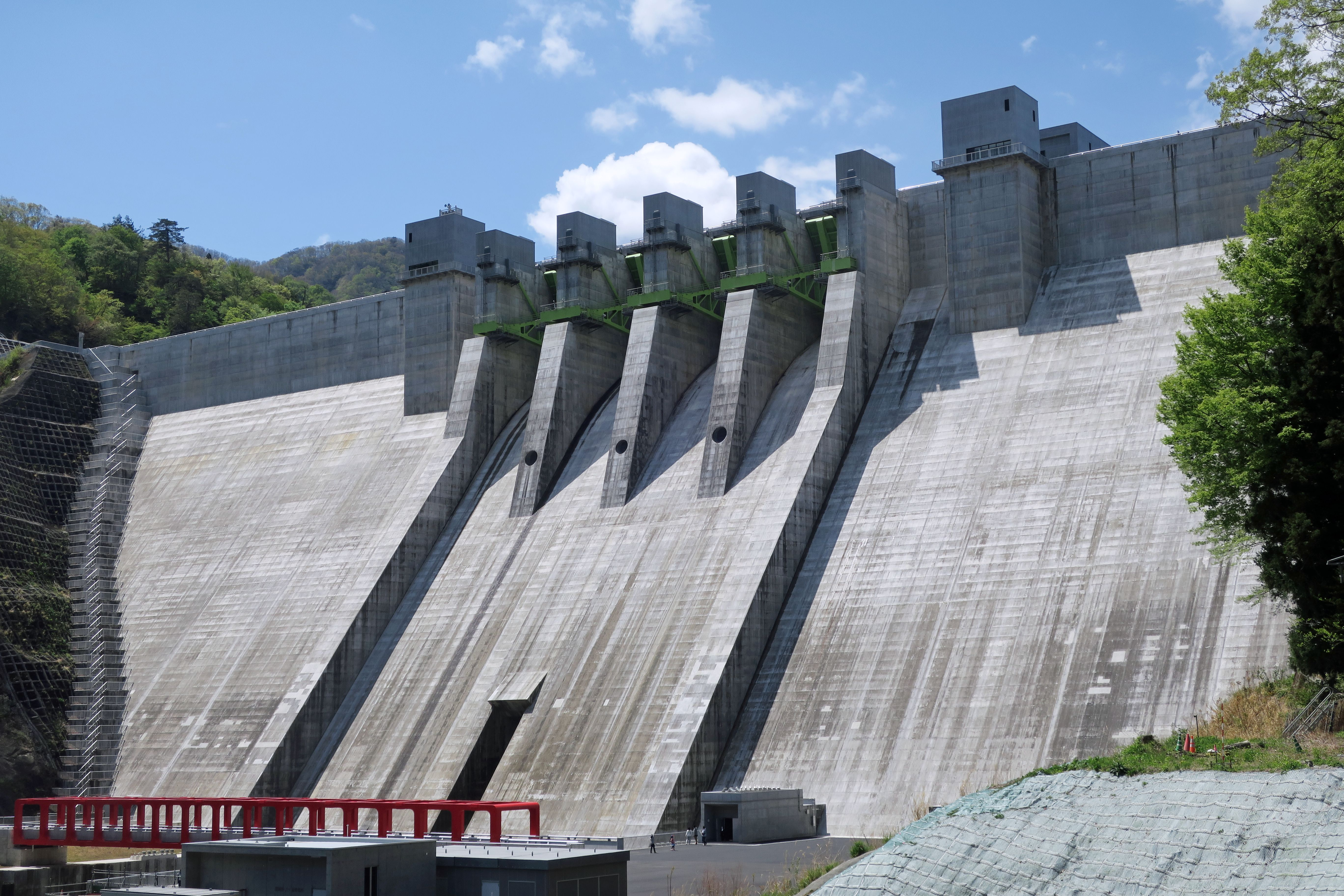
1952年の計画発表から60年以上の歳月を経て完成した八ッ場ダム（吾妻川）

盛んにダム建設が行われたことで、日本にはダムを建設できる適地が確実に減少している。
1960年代から1970年代に掛けて計画され、強い反対運動によって事業が長期化したダム事業は2000年代に入って続々完成した。主なものとして2000年に宮ヶ瀬ダム、2004年に苫田ダム（吉井川）、2007年に滝沢ダム（中津川）と日本最大の多目的ダム・徳山ダム（揖斐川）、2012年に森吉山ダム（小又川）と嘉瀬川ダム（嘉瀬川）、2013年には胆沢ダム（胆沢川）と完成まで51年の歳月を費やした大滝ダム（紀の川）、2015年（平成27年）には北海道最大の多目的ダム・夕張シューパロダム（夕張川）が完成し運用が開始されている。そして1952年（昭和27年）の計画発表以来地元の強烈な反対運動や公共事業見直しの象徴として槍玉に挙げられ事業が遅延に次ぐ遅延を重ねた八ッ場ダムが2020年（令和2年）遂に完成した。2020年以降完成を予定している高さ100メートル以上または総貯水容量1億立方メートル以上のダムとしては新桂沢ダム（幾春別川。2023年予定）、設楽ダム（豊川。2026年予定）、成瀬ダム（成瀬川。2026年予定）、新丸山ダム（木曽川。2029年予定）などがある。
一般財団法人日本ダム協会調べによると2019年3月31日時点で2,650ダム事業が完成し、2019年以降に完成が予定されている78ダム事業を合わせると2,728のダムが日本には存在する。完成予定78ダム事業の内訳を型式別で見ると重力式コンクリートダムが55ダム、ロックフィルダムが9ダム、台形CSGダムが7ダム、アースダムが4ダム、アーチ式コンクリートダムが3ダム（再開発含む）となっているがその他の型式は日本では計画されていない。重力式アーチダムは1974年に完成した阿武川ダム（阿武川）が、中空重力式コンクリートダムは1973年（昭和48年）に完成した内の倉ダム（内の倉川）が、複合ダムは2012年に完成した外山ダム（羽茂川）がそれぞれ日本最後の完成例となっている。都道府県別で見ても関東地方や近畿地方を中心に新規のダム事業が計画されていない地域がある。また大正時代以降日本のダム事業をリードし黒部ダムや奥只見ダム（只見川）・佐久間ダム（天竜川）など多くの大規模ダムが建設された水力発電事業も、環境負荷の少ないマイクロ水力発電や小水力発電といったダムを必要としない水力発電所の建設が主流となり、ダム建設を伴う水力発電所は北海道電力が2014年に1号機の運転を開始した京極発電所の下部調整池である京極ダム（ペーペナイ川）以降新規の発電用ダム計画がない。鴨川ダム（鴨川）建設に始まる農林水産省直轄ダム事業も、2019年に完成した市野新田ダム（石橋川）を以って新規のダム建設が終了した。

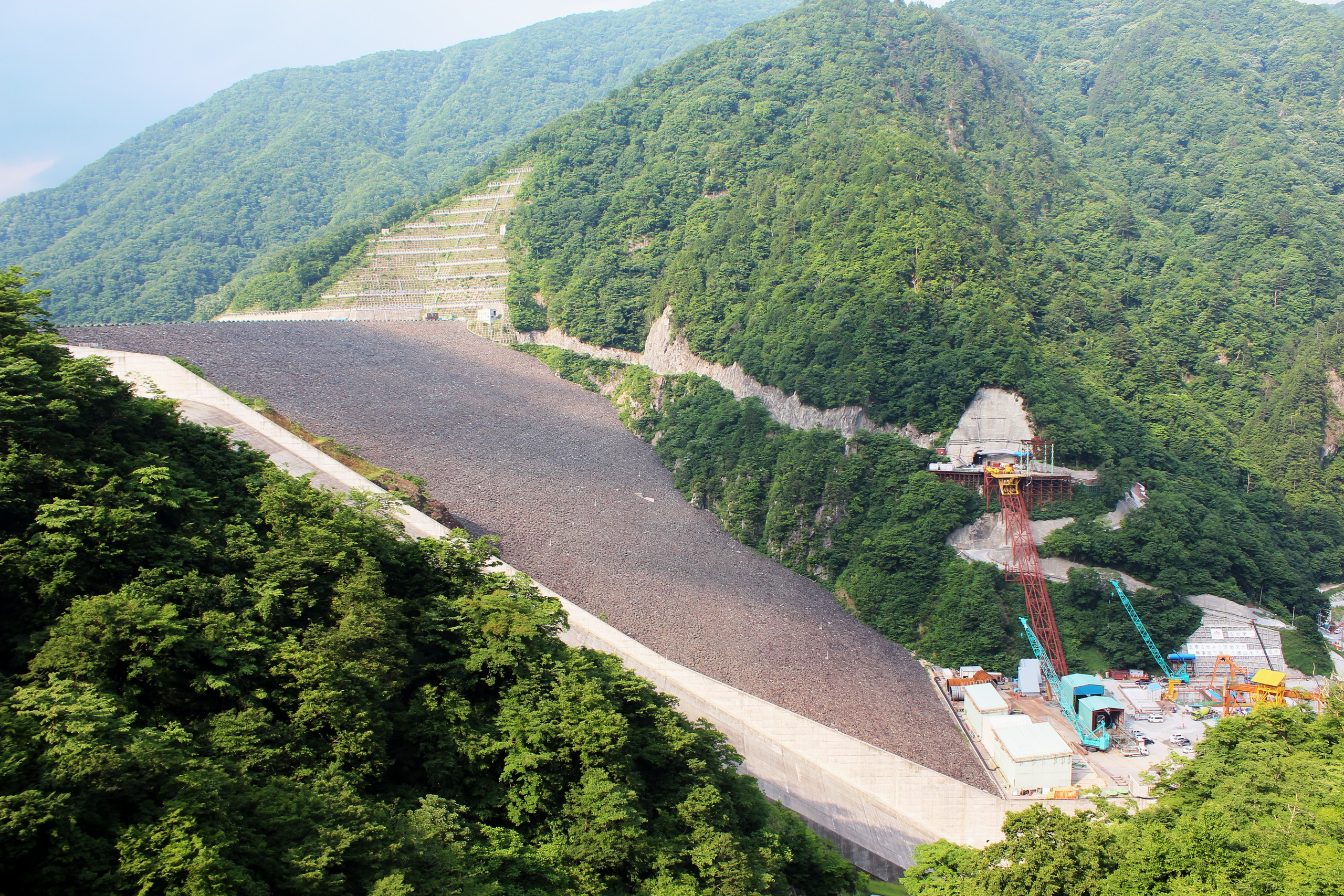
36年の歳月を経て完成した日本最大の多目的ダム・徳山ダム（揖斐川）。
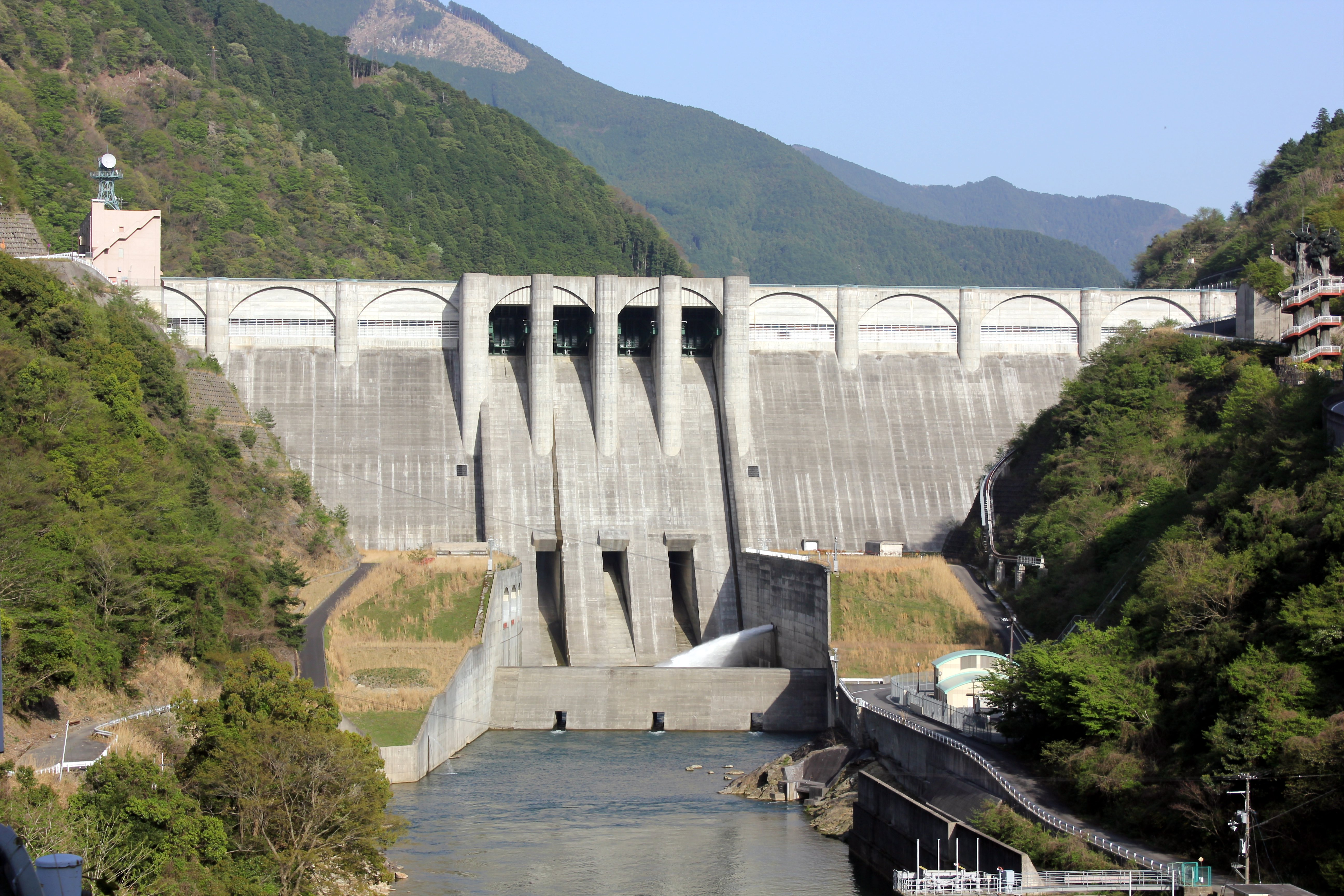
伊勢湾台風を機に計画され、半世紀を経て2013年完成した大滝ダム（紀の川）。
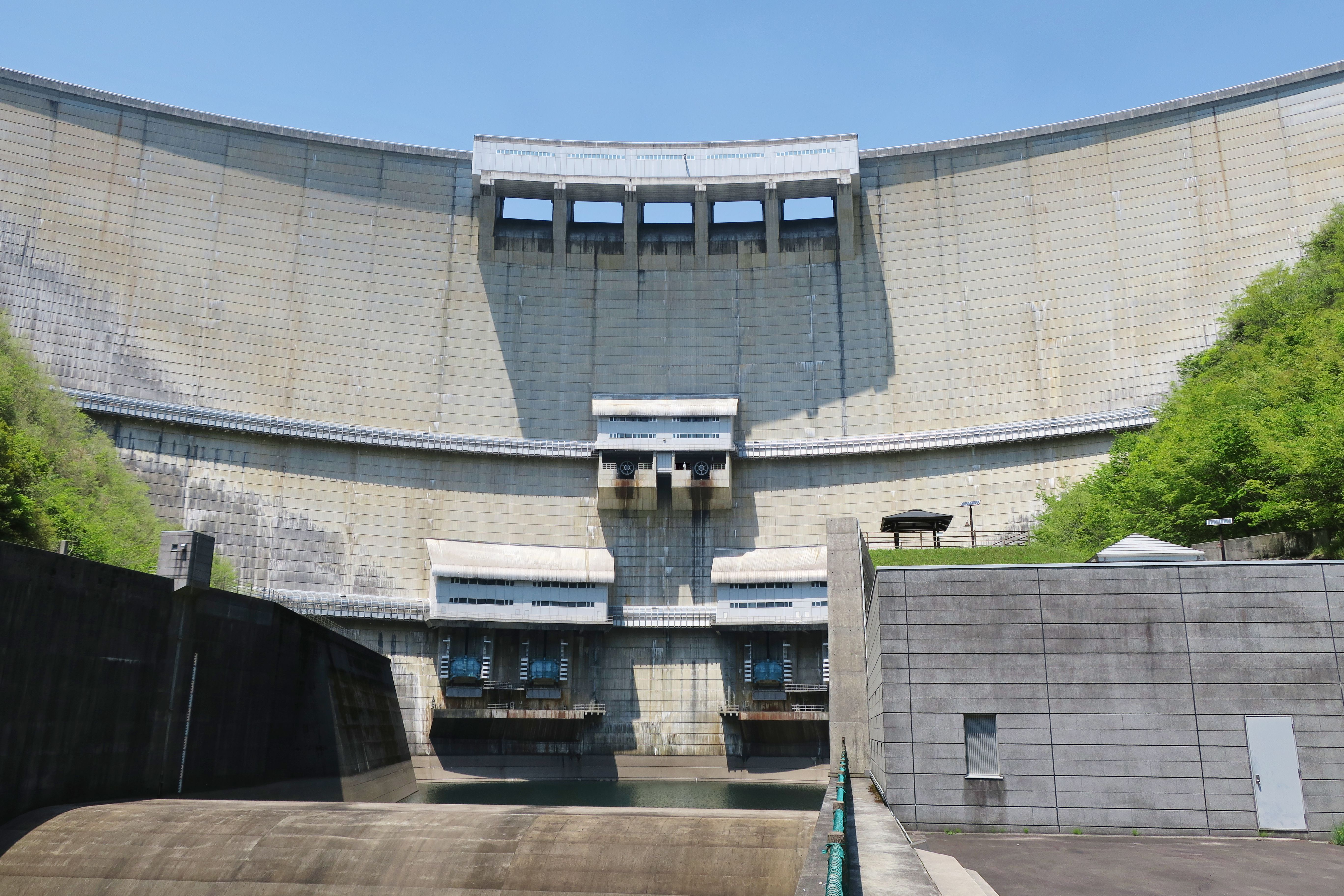
施工が希少になりつつあるアーチダムの完成例・温井ダム（滝山川）。
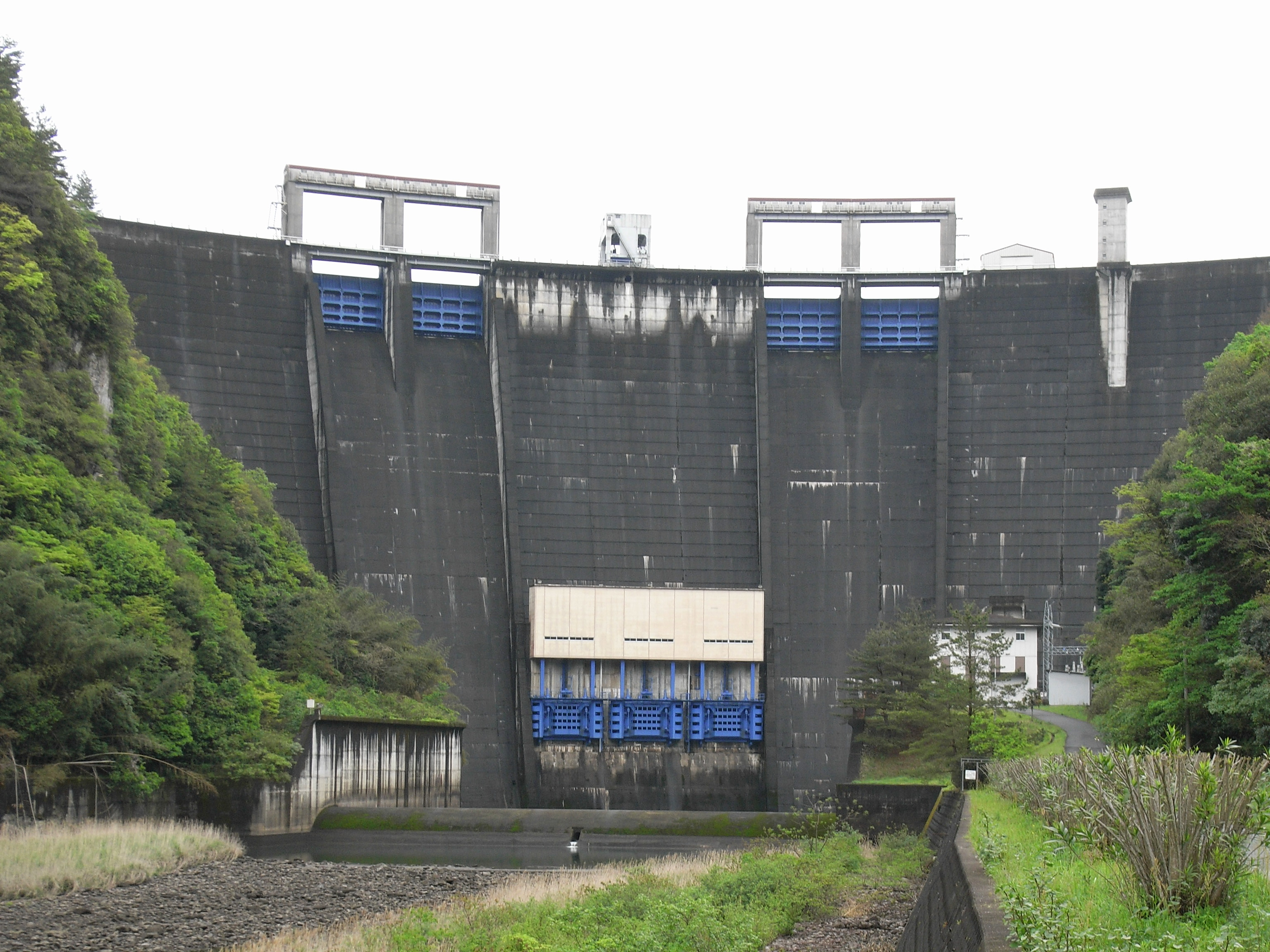
重力式アーチダム最後の完成例・阿武川ダム（阿武川）。同型式では日本最大級の規模を有する。
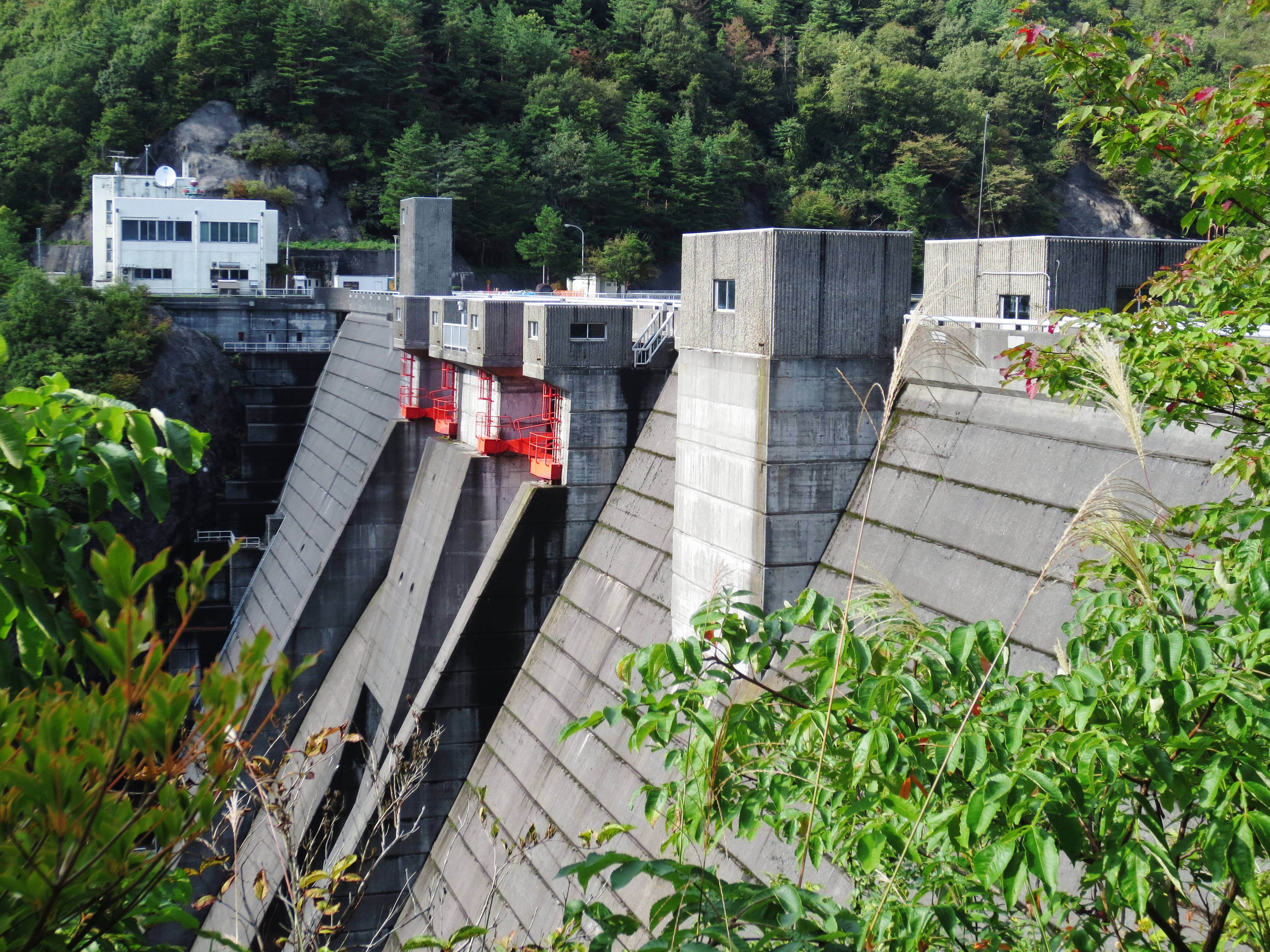
羽越豪雨を機に建設された中空重力ダム最後の完成例・内の倉ダム（内の倉川）。